# Sächsische Schmalspurbahnen
Die sächsischen Schmalspurbahnen waren einst das größte einheitlich betriebene Schmalspurbahnsystem in Deutschland. Am Höhepunkt der Entwicklung des Streckennetzes kurz nach dem Ersten Weltkrieg erreichte das Netz mit über 500 Kilometern seine größte Ausdehnung. Ursprünglich vor allem aus wirtschaftlichen Erwägungen errichtet, um entlegene Landesteile an das Eisenbahnnetz anzuschließen und die industrielle Entwicklung zu beschleunigen, entwickelten sich viele Strecken schon kurz nach 1900 zu wichtigen Ausflugsbahnen.

## Geschichte

### Vorgeschichte
Im Gegensatz zu den Netzen anderer deutscher Staaten umfasste das sächsische Eisenbahnnetz um 1875 schon weite Teile des Landes. Bedingt durch das bergige Relief Sachsens stiegen jedoch die Kosten für die Errichtung weiterer Bahnstrecken stark an. Zur Kostensenkung und nachdem 1878 eine reichsweite einheitliche Regelung der Bau- und Betriebsordnungen für Bahnen untergeordneter Bedeutung erfolgte, wurden nunmehr neue Bahnprojekte vorzugsweise als Sekundärbahnen ausgeführt, bei denen kleinere Bogenradien, einfachere Betriebsverfahren und der Verzicht auf eine Bewachung der Bahnanlagen zu einer erheblichen Kostenersparnis führten. Für die Erschließung der vielen industriereichen Erzgebirgstäler erwiesen sich jedoch auch normalspurige Sekundärbahnen als ungeeignet: Nur unter sehr hohem technischen und finanziellen Aufwand wäre eine umfassende Verkehrserschließung mit regelspurigen Strecken in diesen Tälern möglich gewesen. Daher entschied man sich in Sachsen, nach dem Vorbild der Oberschlesischen Schmalspurbahn beziehungsweise der Bröltalbahn zukünftige Eisenbahnprojekte schmalspurig auszuführen.

### Die ersten schmalspurigen Strecken
Die Königlich Sächsischen Staatseisenbahnen eröffneten 1881 mit der Strecke Wilkau–Kirchberg die erste schmalspurige Eisenbahn in Sachsen. Mit der Weißeritztalbahn und der Strecke Oschatz–Mügeln–Döbeln waren zu diesem Zeitpunkt schon weitere Strecken in Bau. In kurzer Folge entstand in wenigen Jahren eine Vielzahl von Strecken. Fast alle Streckenneubauten in den Jahren ab 1880 wurden als Schmalspurbahn in der einheitlichen Spurweite von 750 mm ausgeführt. In Normalspur wurden nur noch Strecken errichtet, die schon vorhandene Bahnstrecken miteinander verbanden oder bei denen ein Umladen der Güter von Normal- auf Schmalspur unrentabel erschien.

### Die Blütezeit vor dem Ersten Weltkrieg

Reisezug mit II K im alten Bahnhof Schmiedeberg der Weißeritztalbahn (um 1900)

Innerhalb von 20 Jahren erreichte das Schmalspurnetz von Sachsen fast seine endgültige Größe. Nach dem Jahr 1900 wurden nur noch wenige Strecken gebaut, zumeist nur noch Ergänzungen bestehender Linien, die betriebliche Vorteile brachten.
Obwohl die Schmalspurstrecken insgesamt nur wenig Gewinn abwarfen, erwiesen sie sich jedoch für die wirtschaftliche Entwicklung Sachsens als überaus wichtig. Ohne die schmalspurigen Strecken – die auch für kleinere Betriebe in den engen Erzgebirgstälern ein Anschlussgleis boten – wäre eine umfassende Industrialisierung im „Armenhaus“ Erzgebirge nicht möglich gewesen.

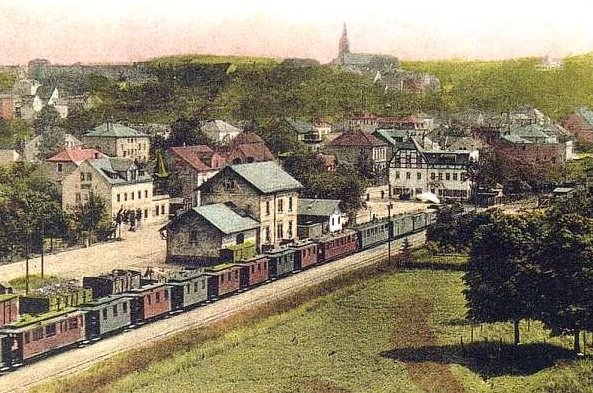
Reisezug auf der Müglitztalbahn in Dohna (Mai 1912)

Jedoch zeigte sich, dass die Schmalspurbahnen nicht allen Transportaufgaben gewachsen waren. Probleme bereitete vor allem das zeitraubende Umladen aller Güter in den Spurwechselbahnhöfen. Um etwa auf der Strecke Klotzsche–Königsbrück das Umladen zu vermeiden, wurden dort Versuche mit einem Containersystem, den sogenannten Umsetzkästen, durchgeführt, bei denen ganze Wagenkästen von Normal- auf Schmalspur übergehen sollten. Diese wegweisenden Versuche wurden jedoch schon nach kurzer Zeit mit der Umspurung der Strecke auf Normalspur aufgegeben. Stattdessen wurde nun der Einsatz von Rollböcken zum Übergang normalspuriger Wagen auf die Schmalspur favorisiert. Jetzt zeigte sich, dass das ursprüngliche Ziel, Schmalspurbahnen mit geringsten Mitteln zu betreiben, nicht aufrechtzuerhalten war. Erhebliche Investitionen waren nunmehr für die Verstärkung der Gleise, Schaffung größerer Lichtraumprofile und den Kauf stärkerer Lokomotiven notwendig.
Ein Jahrhunderthochwasser hinterließ im Juli 1897 schwere Verwüstungen an den Schmalspurbahnen. Betroffen waren vor allem die im Osterzgebirge gelegenen Strecken Mügeln–Geising-Altenberg und Hainsberg–Kipsdorf, aber auch Strecken im Westerzgebirge.
Um die Jahrhundertwende begann die umfassende Beschaffung vierachsiger Wagen weniger Typen für die sächsischen Schmalspurbahnen, die das Aussehen der Züge bis Anfang der 1980er-Jahre maßgeblich prägen sollten. Technisches Neuland betraten die Königlich Sächsischen Staatseisenbahnen mit der Einführung von Rollwagen zum Transport normalspuriger Wagen ab 1901.

### Zwischen den Weltkriegen
Mit dem Ersten Weltkrieg kam der Bau von Schmalspurbahnen in Sachsen weitgehend zum Erliegen. Fertiggestellt wurden nur noch einige wenige begonnene Projekte, so die Verlängerung der Müglitztalbahn nach Altenberg und der Bau der Verbindungsstrecke Klingenberg-Colmnitz–Oberdittmannsdorf. Im Fall der in Bau befindlichen Pöbeltalbahn (Schmiedeberg–Moldau) wurden die Arbeiten im November 1923 abgebrochen, da infolge der Gründung der Tschechoslowakei der Bauzweck entfallen war.
Die meisten Schmalspurbahnen gerieten nach dem Ersten Weltkrieg in eine erste Krise. Obwohl weiterhin steigende Verkehrsleistungen erbracht werden mussten, übertrafen nunmehr die Kosten des Bahnbetriebes die erzielten Einnahmen. Ursache dafür waren vor allem die rapide angestiegenen Personalkosten infolge der gesetzlichen Einführung des Acht-Stunden-Arbeitstages, aber auch die enorme Inflation am Anfang der 1920er-Jahre. Zudem richteten die Reichspost und die staatliche Kraftverkehrsgesellschaft Freistaat Sachsen (KVG Sachsen) neue Buslinien ein, die bei kaum höheren Fahrpreisen und kürzeren Fahrzeiten den Schmalspurbahnen Reisende abzogen.

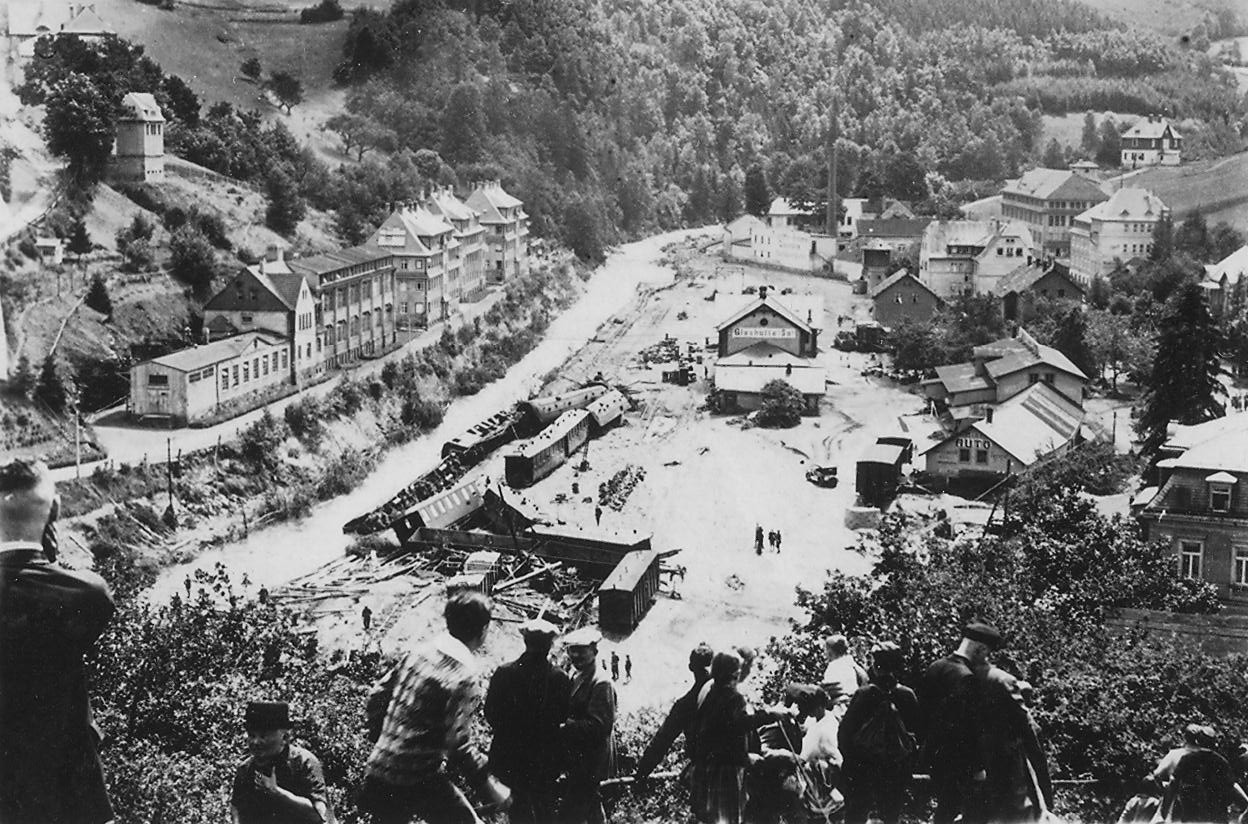
Zerstörungen in Glashütte nach dem Hochwasser im Juli 1927

Die Deutsche Reichsbahn (DR) versuchte, mit neuen modernen Reisezugwagen, stärkeren Lokomotiven und beschleunigten Zügen diesem Trend entgegenzuwirken. Ein Teil der Strecken sollte deshalb auch auf Normalspur umgebaut werden, was jedoch nur bei der Müglitztalbahn 1938 realisiert wurde. Für einzelne Strecken war ab den 1930er Jahren auch die Stilllegung vorgesehen, was letztlich nicht umgesetzt wurde. Lediglich auf der Strecke Mosel–Ortmannsdorf wurde 1939 der Reiseverkehr auf eine bahneigene Kraftomnibusverbindung verlagert.
Prägend für die Zeit ab 1928 ist die Indienststellung der modernen Einheitswagen, mit denen technische Neuerungen wie Dampfheizung, elektrische Beleuchtung, Saugluftbremse und halbautomatische Scharfenbergkupplung auf den sächsischen Schmalspurbahnen umfassend eingeführt wurden. Für den Reisenden boten diese Wagen nunmehr den von der Normalspur her gewohnten Komfort.
In den 1930er Jahren entstanden in Kipsdorf und Bertsdorf neue moderne mechanische Stellwerke der Bauform Einheit mit hochliegendem Bedienraum, was einmalig für die deutschen Schmalspurbahnen war und ist. Die Bahnhöfe Kipsdorf und Oberwiesenthal wurden umfassend erweitert und ausgebaut. In Kipsdorf wurde die von 1883 stammende beengte Bahnhofsanlage komplett abgerissen und an ihrer Stelle ein neuer Bahnhof mit vier Bahnsteiggleisen und einem neuen großzügigen Empfangsgebäude errichtet. Fortan konnten auf den Strecken Cranzahl–Oberwiesenthal und Freital-Hainsberg–Kurort Kipsdorf überlange, bis zu 56 Achsen starke Reisezüge verkehren.
Im Juli 1927 waren die Bahnstrecken im Osterzgebirge abermals von einem schweren Hochwasser betroffen. Vor allem die Müglitztalbahn war auf weiten Streckenabschnitten vollständig zerstört, wurde aber bald wieder aufgebaut.

### Im Zweiten Weltkrieg
Im Zweiten Weltkrieg stagnierte die technische Weiterentwicklung. Mehr und mehr wurde Personal von den Strecken zur Wehrmacht eingezogen und die Instandhaltung wurde zunehmend vernachlässigt. Trotzdem mussten auf einigen Strecken auch weiterhin enorme Verkehrsleistungen zur Versorgung der Kriegswirtschaft erbracht werden. Von Kampfhandlungen waren die sächsischen Schmalspurbahnen nur wenig betroffen. Mit den näherrückenden Fronten kam im April und Mai 1945 der Zugverkehr auf den Schmalspurbahnen in Sachsen zum Erliegen.

### Nach dem Zweiten Weltkrieg
Nach dem Ende des Zweiten Weltkrieges gelang es recht rasch, den Betrieb auf den Schmalspurstrecken in Sachsen wieder aufzunehmen. Probleme bereiteten zunächst die heruntergewirtschafteten Fahrzeuge, zumal das stark zerstörte Ausbesserungswerk in Chemnitz vorerst keine Instandsetzungsarbeiten an Schmalspurlokomotiven mehr ausführen konnte. So ruhte beispielsweise auf der Schmalspurbahn Kohlmühle–Hohnstein zeitweise der Verkehr, wenn Reparaturen an der einzigen noch betriebsfähigen Lokomotive anstanden. Die Situation verschärfte sich 1946 nochmals, als ein Teil der modernsten und leistungsfähigsten Lokomotiven als Reparationsleistung an die Sowjetunion abgegeben werden musste. Die beiden in der Oberlausitz gelegenen Strecken Herrnhut–Bernstadt und Taubenheim–Dürrhennersdorf wurden im Herbst 1945 als Reparationsleistung abgebaut. Demgegenüber stand ab 1946 eine enorme Zunahme des Verkehrs auf einigen Strecken im Erzgebirge, als die sowjetische Wismut AG den Uranabbau im Erzgebirge aufnahm und fortan zu den Schichtwechseln Tausende von Bergarbeitern zu den Bergwerken transportiert werden mussten. Trotzdem blieb die erbrachte Verkehrsleistung insgesamt auf niedrigem Niveau. Im Mai 1947 waren 467 Wagen des Gesamtbestandes von 521 Personenwagen und 120 Gepäckwagen schadhaft abgestellt, da sie für den Betriebseinsatz nicht benötigt wurden.
Erst mit der Indienststellung neuer, leistungsfähiger Schmalspurlokomotiven ab 1953 entspannte sich die prekäre Situation zusehends. Mit der Aufnahme des FDGB-Feriendienstes ab 1949 erlangten die Schmalspurbahnen zunehmend wieder ihre alte Bedeutung als Ausflugsbahnen zurück. In den 1950er-Jahren wurden dann die Verkehrsleistungen der Vorkriegszeit wieder erreicht.
Doch schon bald wiederholte sich die schon aus den 1920er und 1930er Jahren bekannte Situation: Schnellere, neu eingerichtete Buslinien zogen Reisende ab, der Güterverkehr wurde zunehmend auf LKW verlagert.

### Die Stilllegungsphase ab 1964
Anfang der 1960er Jahre spitzte sich die Situation auf den Schmalspurstrecken zu. Durch mangelnde Instandhaltung seit dem Zweiten Weltkrieg waren die Gleisanlagen der meisten Strecken mittlerweile so verschlissen, dass eine durchgreifende Erneuerung unumgänglich wurde. Auch ein Teil der Fahrzeuge, vor allem die Lokomotiven der Reihe IV K, erreichten Anfang der 1960er Jahre die Grenze ihrer Lebensdauer.

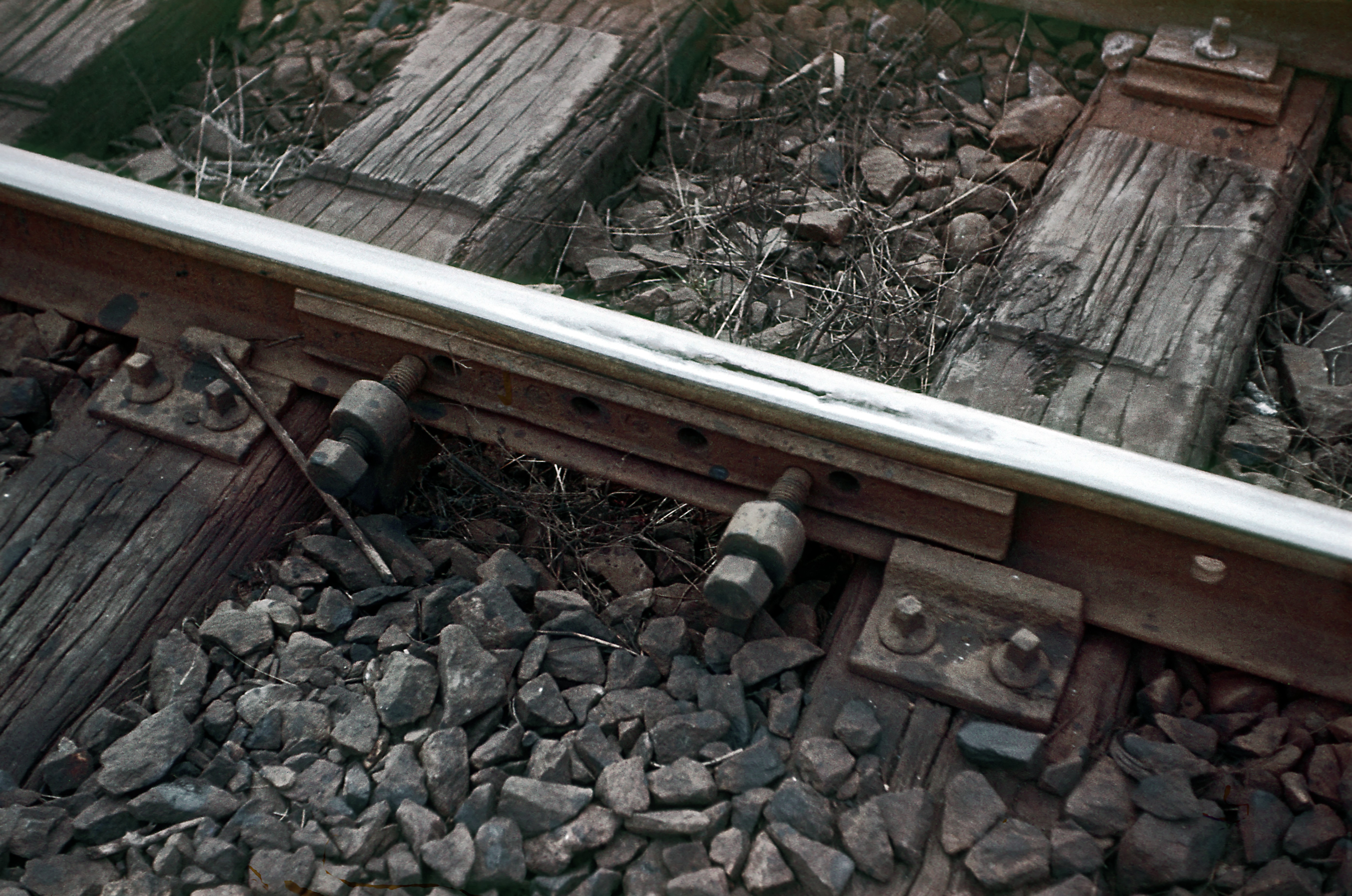
Schienenbruch im Streckengleis der Schmalspurbahn Oschatz–Mügeln (1982)

Nur abschnittsweise begann eine Erneuerung der Gleise und Anlagen auf den wichtigsten Strecken. So erfolgte auf einigen Abschnitten in den 1960er Jahren der Einbau neuer Gleise mit Betonschwellen. Mangels Alternativen – die Entwicklung einer modernen Diesellokomotive war 1962 abgebrochen worden – begann das Raw Görlitz-Schlauroth mit der umfassenden Erneuerung der Lokomotiven der früheren Gattungen IV K und VI K, die zum Teil einem vollständigen Neubau gleichkam.
Jedoch zeigte sich, dass eine grundsätzliche Entscheidung über den Fortbestand der Schmalspurstrecken der DR gefällt werden musste. In den Jahren 1963/1964 durchgeführte Wirtschaftlichkeitsuntersuchungen führten zu dem Ergebnis, dass ein Fortbestand der Strecken nur bei einer umfassenden Erneuerung der Fahrzeuge und Anlagen sinnvoll wäre. Die Stilllegung der Strecken sei aber „nicht nur ein technisches, sondern vor allem ein ökonomisches Erfordernis“, wurde argumentiert. Als wichtige Begründung für die Streckenstilllegung wurden die fehlenden Kapazitäten sowohl zur Gleiserneuerung als auch zum Bau neuer Diesellokomotiven und Wagen angeführt.

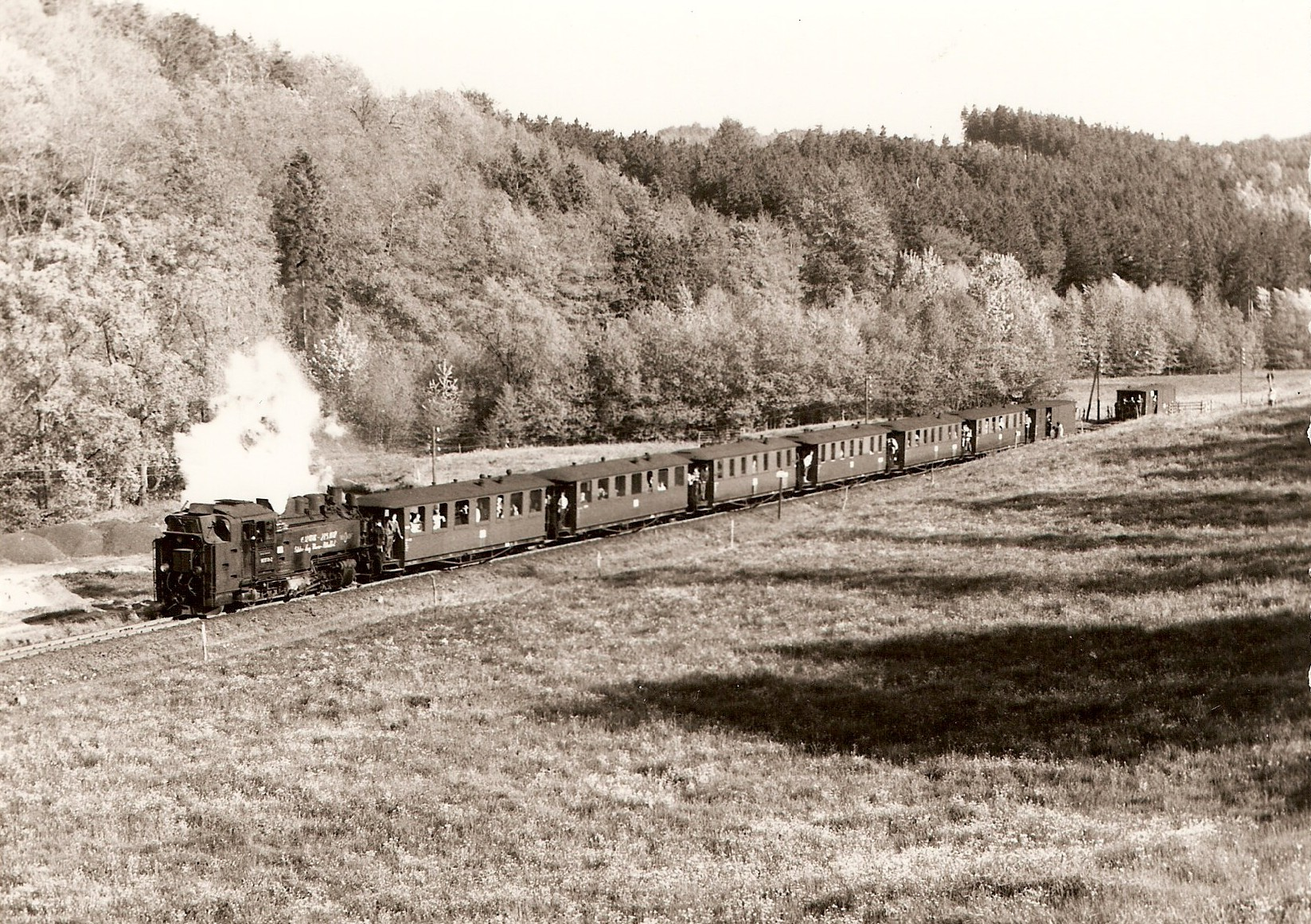
Letzter Zug auf der Schmalspurbahn Wilischthal–Thum (1972)

Am 14. Mai 1964 fiel durch einen Ministerratsbeschluss die Entscheidung zur Stilllegung aller Schmalspurstrecken in der DDR bis 1975. Anfangs kam dieses Stilllegungsprogramm nur langsam in Gang, da Busse und Lkw vorerst nicht in der nötigen Anzahl zur Verfügung standen. Eher unbemerkt von der Öffentlichkeit legte die DR in den Jahren 1966/67 die ersten Strecken still und führte den sogenannten Verkehrsträgerwechsel durch. Vor allem anfangs wurden anlässlich des Verkehrsträgerwechsels wahre Volksfeste veranstaltet, ab 1970 regte sich dann jedoch erster Widerstand gegen die Stilllegungen. Vielfach wurde der Streckenbetrieb nunmehr ohne vorherige offizielle Ankündigung kurzfristig eingestellt. Abschiedsfahrten und Volksfeste fanden nun kaum mehr statt.
Überregionale Aufmerksamkeit erregte 1971 eine umgestürzte Schmalspurlokomotive bei Frauenstein, die den Verantwortlichen jedoch als gutes Argument für die Unzuverlässigkeit der Schmalspurbahnen diente. Solche und andere Vorfälle rückten die restlichen Strecken aber umso mehr ins Blickfeld der Öffentlichkeit. Völlig ungeklärt war aber auch, wie die regelmäßig auftretenden Verkehrsspitzen im Ausflugsverkehr auf den Strecken ins Erzgebirge und Zittauer Gebirge angesichts des Mangels an Bussen durch den Kraftverkehr bewältigt werden sollten.
Mit dem Argument der volkswirtschaftlichen Bedeutung wurden 1974 sieben Schmalspurbahnen in der DDR ausgewählt, die als Denkmale der Verkehrsgeschichte für den Touristenverkehr erhalten werden sollten. In Sachsen betraf das im Einzelnen die Strecken:
- Cranzahl – Kurort Oberwiesenthal
- Radebeul Ost – Radeburg
- Freital-Hainsberg – Kurort Kipsdorf
- Zittau – Kurort Oybin / Bertsdorf – Kurort Jonsdorf

Für die Schmalspurbahn von Radebeul Ost nach Radeburg war eine Rolle als Traditionsbahn (der Begriff Museumsbahn war in der DDR verpönt) vorgesehen. Hintergrund dieser Entscheidung war, dass Eisenbahnfreunde Ende der 1960er Jahre begonnen hatten, die letzten zweiachsigen Wagen der sächsischen Schmalspurbahnen für eine museale Erhaltung in Radebeul sicherzustellen. Noch 1974 verkehrten dort die ersten Traditionszüge.

### Entwicklung ab 1975
Anfang 1975 waren noch sechs Schmalspurbahnen in Sachsen im Personen- und Güterverkehr in Betrieb. Auf einer Strecke des Thumer Netzes verkehrten noch Güterzüge und ein Teilabschnitt der Strecke Wilkau-Haßlau–Carlsfeld wurde noch im Gesamtverkehr betrieben. Zwei Reststrecken dienten als Anschlussgleise für örtliche Papierfabriken.

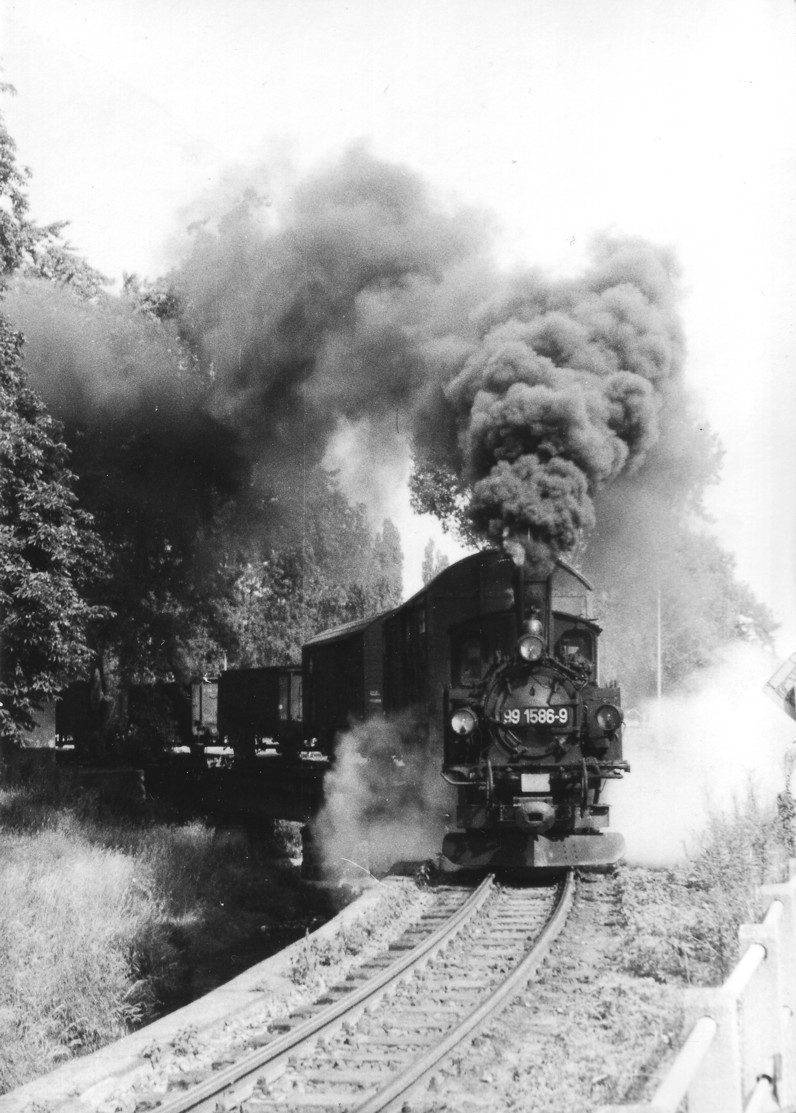
Güterzug in Oschatz (1988)

Durch die Stilllegungen und die darauf erfolgten Fahrzeugumsetzungen bedingt, war der technische Zustand der Lokomotiven und Wagen gut, zumal diese erst wenige Jahre vorher modernisiert und neu aufgebaut wurden. Im Gegensatz dazu waren die Strecken abgewirtschaftet, die Gleise und Anlagen verschlissen. Der Oberbau bestand aus im Regelspurnetz längst nicht mehr üblichen Bauarten wie sächsischen und preußischen Hakenplatten mit leichten Schienenprofilen und Auflauflaschen, die Mehrzahl der Weichen waren Gelenkzungenweichen mit Hakenspitzenverschlüssen, für die kaum mehr Ersatzteile vorhanden waren.
Für die nicht zur weiteren Erhaltung vorgesehenen Strecken wurde der Verkehrsträgerwechsel weiter vorangetrieben. Ende 1975 endete der restliche Güterverkehr im Thumer Netz und der Reiseverkehr zwischen Oschatz und Mügeln wurde eingestellt. Die letzten Züge auf dem Reststück der längsten sächsischen Schmalspurbahn bei Schönheide verkehrten 1977.
Auf den zur Erhaltung vorgesehenen Strecken kamen indes die notwendige Erneuerung der Anlagen, Gleise und Fahrzeuge nur langsam voran. Im Jahr 1977 wurde der erste modernisierte, sogenannte Rekowagen vorgestellt. Nur nach und nach wurden die Wagen umgebaut, bis Ende der 1980er Jahre war etwa die Hälfte des Reisezugwagenbestandes rekonstruiert. Eine ursprünglich vorgesehene Neubeschaffung von Reisezugwagen wurde nicht weiter verfolgt.

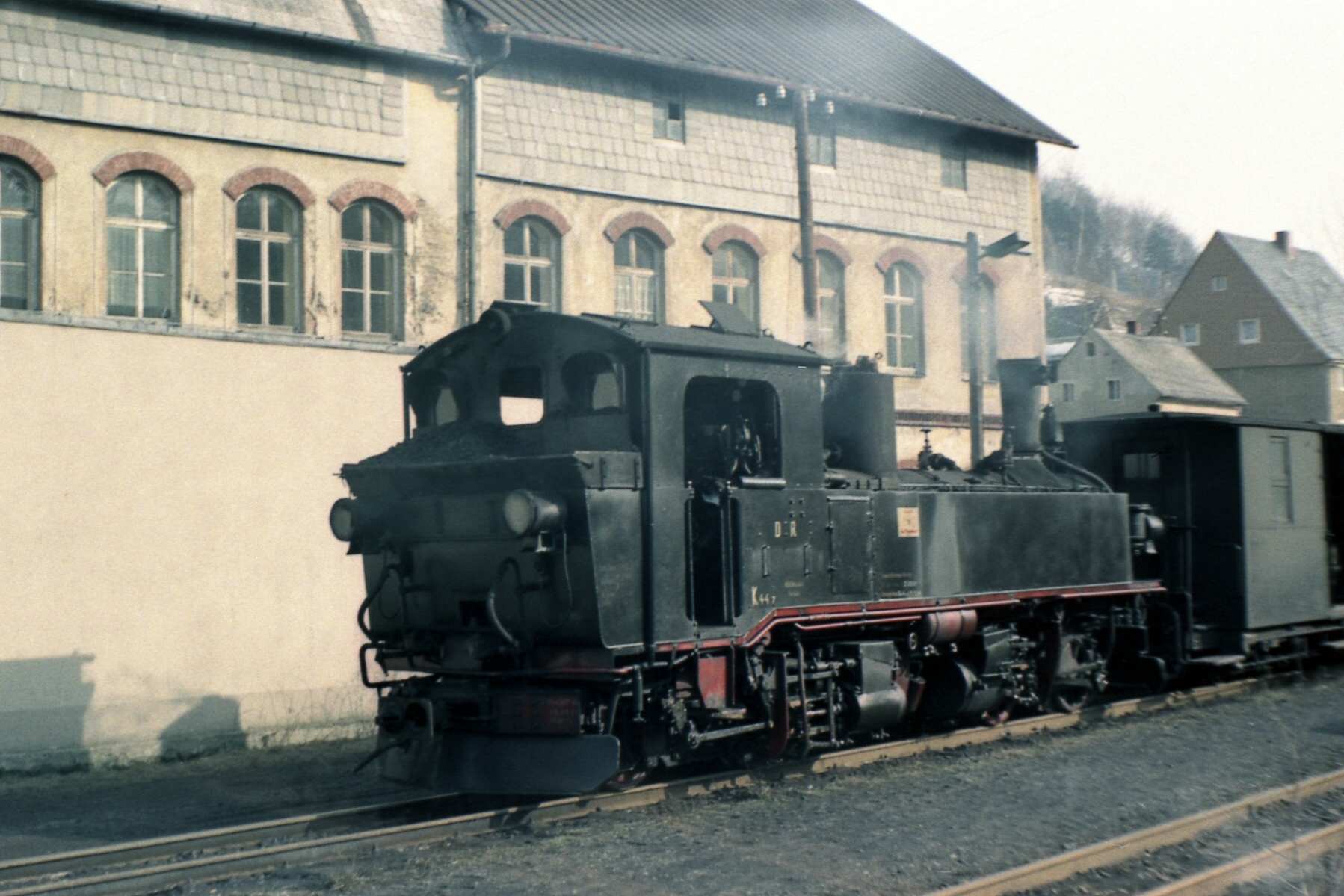
Zug auf der Schmalspurbahn Wolkenstein–Jöhstadt in Niederschmiedeberg (1984)

Zur Wende in der Verkehrspolitik der DDR kam es erst 1981, als völlig unerwartet das aus der Sowjetunion importierte Erdöl nicht mehr in der benötigten Menge zur Verfügung stand. Fortan galt die Devise, möglichst sämtliche Transporte mit der Eisenbahn auszuführen. Daraufhin wurde auch das Stilllegungsprogramm der DR neu überdacht. Noch 1981 fiel die Entscheidung, die nur noch im Güterverkehr betriebene Strecke von Oschatz über Mügeln nach Kemmlitz zu erhalten. Die dringend notwendige Erneuerung des Oberbaues konnte dort bis 1984 abgeschlossen werden. Eingebaut wurde nun Oberbau K mit dem im Regelspurnetz seit den 1920er Jahren üblichen Schienenprofil S 49. Das Weichenwerk Brandenburg entwickelte unter Verwendung von auch im Regelspurnetz eingesetztem Material neue Weichen mit Federschienenzungen und Klammerspitzenverschlüssen. Bei der landschaftlich reizvollen und touristisch bedeutsamen Schmalspurbahn Wolkenstein–Jöhstadt hielt man jedoch an der Stilllegung fest. Erst 1986 (über zehn Jahre nach der ursprünglichen Zielsetzung) konnten dort die Transporte auf die Straße verlagert und die Strecke eingestellt werden.

Bis 1989 wurde etwa die Hälfte der Gleisanlagen erneuert. Erst 1987 wurden in Mügeln die letzten heberleingebremsten Fahrzeuge abgestellt, als durch die Stilllegung der Schmalspurbahn Wolkenstein–Jöhstadt genügend saugluftgebremste Fahrzeuge zur Verfügung standen. Zu diesem Zeitpunkt kam auf der Weißeritztalbahn die erste druckluftgebremste Zuggarnitur zum Einsatz. Bis 1989 gelang es noch, die Fahrzeuge fast aller verbliebenen Strecken auf Druckluftbremse umzustellen.
Ende der 1980er Jahre mussten die ersten Neubau- und Einheitslokomotiven wegen Rahmen- und Kesselschäden abgestellt werden. Ab 1995 war darum der Import neuer Diesellokomotiven aus Rumänien vorgesehen.

### Neuorientierung und Wiederaufbau nach 1990
Mit der politischen Wende in der DDR entstand auch für die von der Deutschen Reichsbahn betriebenen Schmalspurstrecken eine neue Situation. Eine Arbeitsgruppe der DR befasste sich Anfang 1990 mit der Frage, wie die Schmalspurbahnen auch unter den nun marktwirtschaftlichen Bedingungen weiterentwickelt werden konnten.
Losgelöst von staatlichen Reglements bildeten sich 1990 Vereine, welche die Schmalspurbahn Wolkenstein–Jöhstadt und den oberen Teil der Strecke Wilkau-Haßlau–Carlsfeld so schnell wie möglich wieder aufbauen wollten. Anfangs belächelt, gelang es diesen tatsächlich, einige Teilabschnitte dieser Strecken wieder in Betrieb zu nehmen. Im Falle der Schmalspurbahn Wolkenstein–Jöhstadt entstand in nur wenigen Jahren aus dem Nichts eine auch international beachtete Museumsbahnstrecke, die dem Schmalspurbahnverkehr der 1960er- und 1970er-Jahre ein würdiges Denkmal setzt.

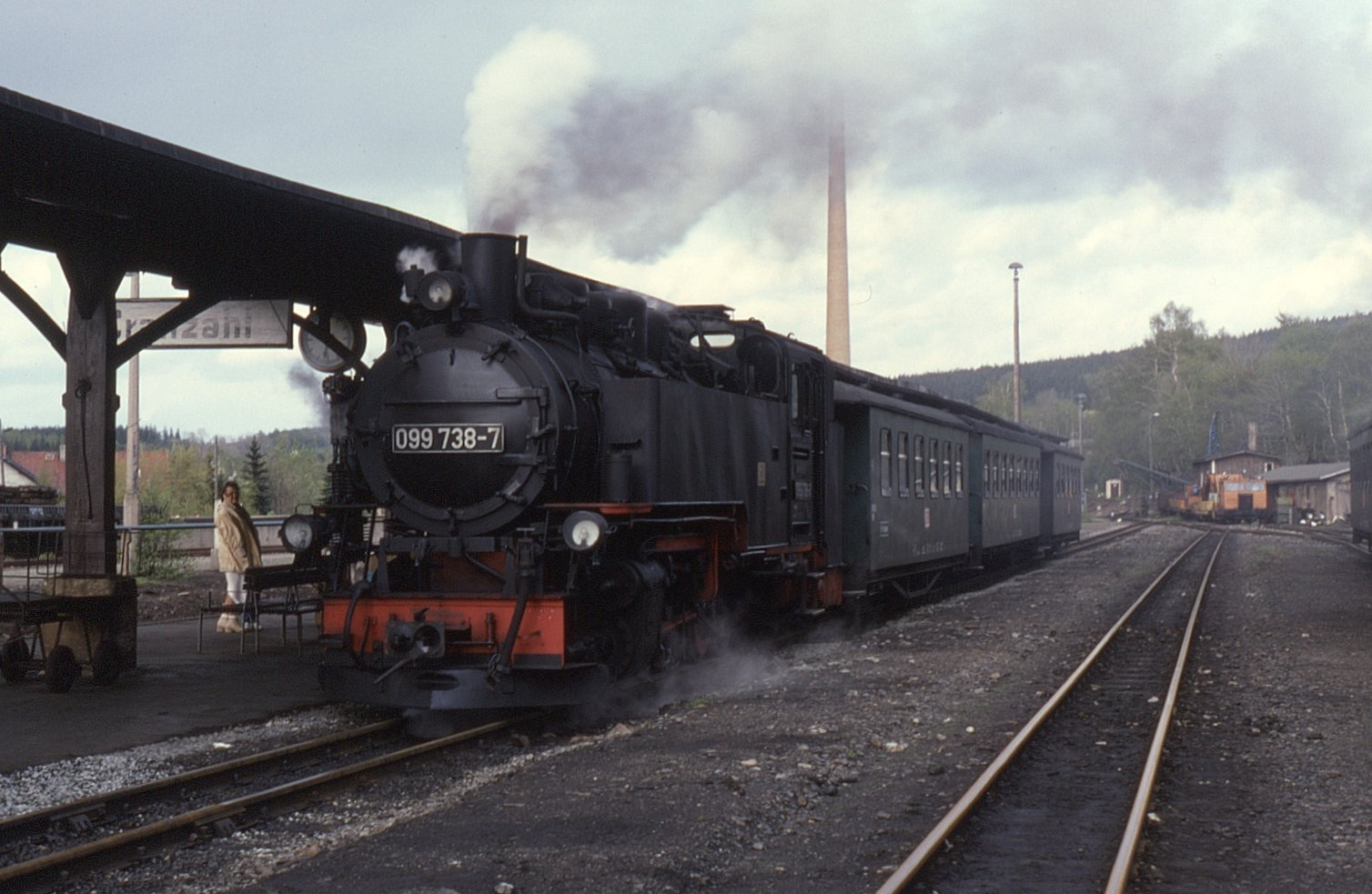
Reisezug im Bahnhof Cranzahl (1995)

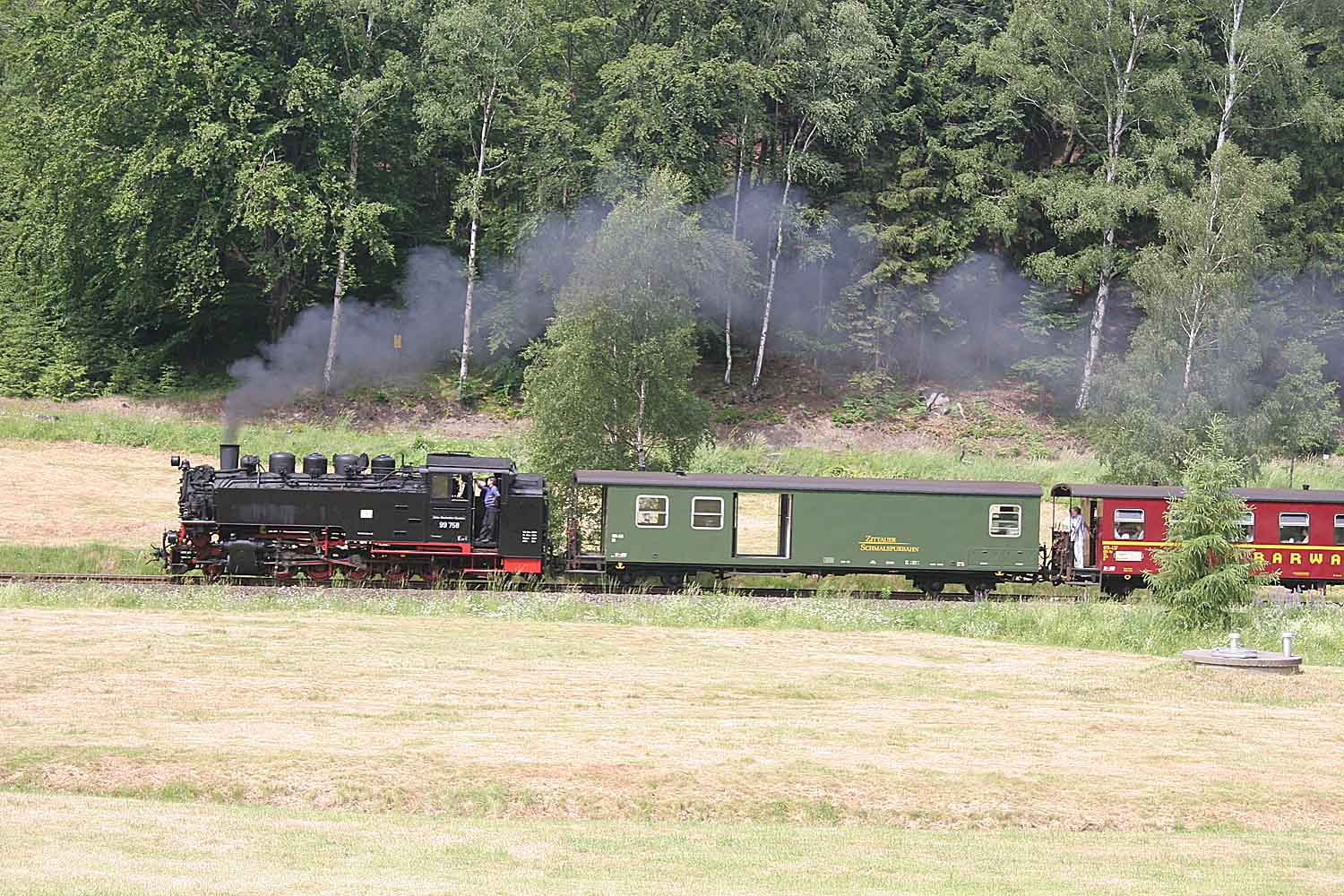
Zug der Zittauer Schmalspurbahn bei Oybin (2006)

Ab 1992 betrieb die Reichsbahndirektion Dresden nachdrücklich die Stilllegung oder Privatisierung der Strecken. Als erstes war die nur noch im Güterverkehr betriebene Strecke Oschatz über Mügeln nach Kemmlitz betroffen. Nur durch das Engagement des Fahrgastverbandes Pro Bahn und auf Initiative des Landkreises gelang es, die Strecke kurzfristig zu privatisieren und den Güterverkehr auf der Schiene vorerst zu erhalten. Auch auf allen anderen Strecken wurde kurzfristig die Einstellung des Gütertransportes verfügt, obwohl zumindest auf der Strecke Freital-Hainsberg–Kurort Kipsdorf noch ein reger Güterverkehr zu bewältigen war.
Mitte der 1990er Jahre stellte die Sächsische Staatsregierung erstmals Konzepte zur Erhaltung der Bahnen vor. Danach war vorgesehen, die Strecken von einer landeseigenen Gesellschaft weiter zu betreiben. Dieses Konzept wurde nur wenig später nicht mehr weiterverfolgt, stattdessen wurde nun eine Privatisierung durch die Anliegergemeinden und Landkreise favorisiert.
Eine Vorreiterrolle übernahm der Landkreis Zittau, Ende 1996 übernahm dieser zusammen mit den Anliegergemeinden die Schmalspurbahn Zittau–Kurort Oybin mit dem Abzweig nach Kurort Jonsdorf in eigene Regie. Zum hundertjährigen Bestehen der Strecke Cranzahl–Kurort Oberwiesenthal fand 1997 eine Festwoche statt, wie sie bis dahin noch auf keiner Schmalspurbahn in Deutschland veranstaltet wurde. Erst jetzt setzte ein Umdenken bei den Verantwortlichen ein, und auch die Oberwiesenthaler Strecke wurde wenig später durch den Landkreis übernommen. Kurz darauf rückte auch die DB von ihren Stilllegungsplänen ab und erklärte, die beiden Strecken bei Dresden weiter betreiben zu wollen.
2022 werden noch fünf Strecken regulär laut Fahrplan bedient, vier weitere werden als Museumsbahn betrieben. Die im Regelbetrieb befindlichen Schmalspurbahnen in Sachsen werden von den Eisenbahnverkehrsunternehmen Sächsische Dampfeisenbahngesellschaft mbH (SDG, vormals BVO-Bahn), Sächsisch-Oberlausitzer Eisenbahngesellschaft mbH (SOEG) und Döllnitzbahn GmbH betrieben. Sie befördern mehr als 1,1 Millionen Fahrgäste pro Jahr, die meisten mit jeweils etwa 250 000 auf der Lößnitzgrund-, der Fichtelberg- und der Zittauer Schmalspurbahn. Der Freistaat Sachsen zahlt jährlich für die Strecken von SDG, SOEG und DBG einen Zuschuss von etwa 19 Millionen Euro für den Betrieb und 1,8 Millionen Euro für Investitionen.

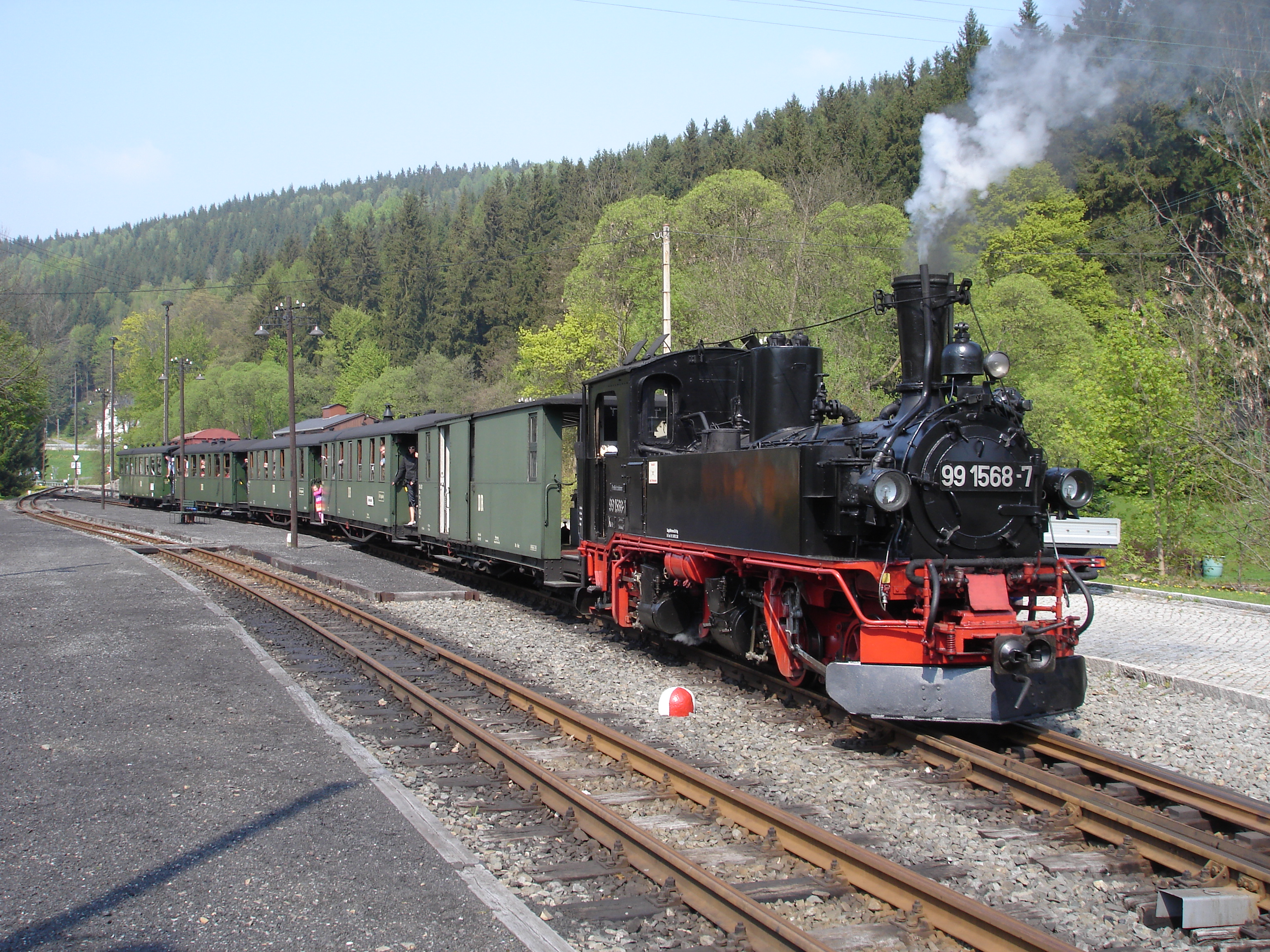
Museumsbahn Preßnitztalbahn (2009)

Es sind folgende Strecken (Stand: Januar 2024) in Betrieb:
- Sächsische Dampfeisenbahngesellschaft (SDG):
  - Cranzahl – Kurort Oberwiesenthal (Fichtelbergbahn)
  - Radebeul Ost – Radeburg (Lößnitzgrundbahn)
  - Freital-Hainsberg – Kurort Kipsdorf (Weißeritztalbahn)
- Sächsisch-Oberlausitzer Eisenbahngesellschaft (SOEG):
  - Zittau – Kurort Oybin
  - Bertsdorf – Kurort Jonsdorf
- Döllnitzbahn (DBG):
  - Oschatz – Mügeln (b Oschatz)
  - Mügeln (b Oschatz) – Glossen
  - Nebitzschen – Kemmlitz
- Museumsbahnen:
  - Steinbach – Jöhstadt (Preßnitztalbahn)
  - Stützengrün – Schönheide Mitte (Museumsbahn Schönheide)
  - Schwarzbachbahn (Schwarzbachbahn e. V., Wiederaufbau Lohsdorf - Ehrenberg)
- Museal erhaltene oder wiederaufgebaute Bahnhofsanlagen:
  - Bahnhof Oberrittersgrün (seit 1972)
  - Lokschuppen des Bahnhofs Wilsdruff
  - Haltepunkt Wilsdruff (seit 1984) an der Strecke Wilsdruff-Meißen
  - Bahnhof Löthain an der Strecke Meißen-Lommatzsch
  - Bahnhof Schönheide Süd an der Strecke Wilkau-Haßlau–Carlsfeld
  - Bahnhof Carlsfeld an der Strecke Wilkau-Haßlau–Carlsfeld

## Streckenbeschreibungen
Wilkau-Haßlau – Kirchberg – Carlsfeld
Als erste sächsische Schmalspurbahn entstand 1881 die Strecke von Wilkau nach Kirchberg. Später wurde die Strecke weiter bis in die Kammlagen des Erzgebirges nach Carlsfeld geführt. Die Strecke erschloss vor allem die industriereichen Orte südlich von Zwickau, darunter Kirchberg, Saupersdorf und Schönheide. Bemerkenswert waren die einst bei Stützengrün gelegenen, 1981 abgerissenen Gerüstpfeilerviadukte. Ein Teil der Strecke wurde nach 1990 als Museumsbahn wieder aufgebaut.
Hainsberg – Kipsdorf

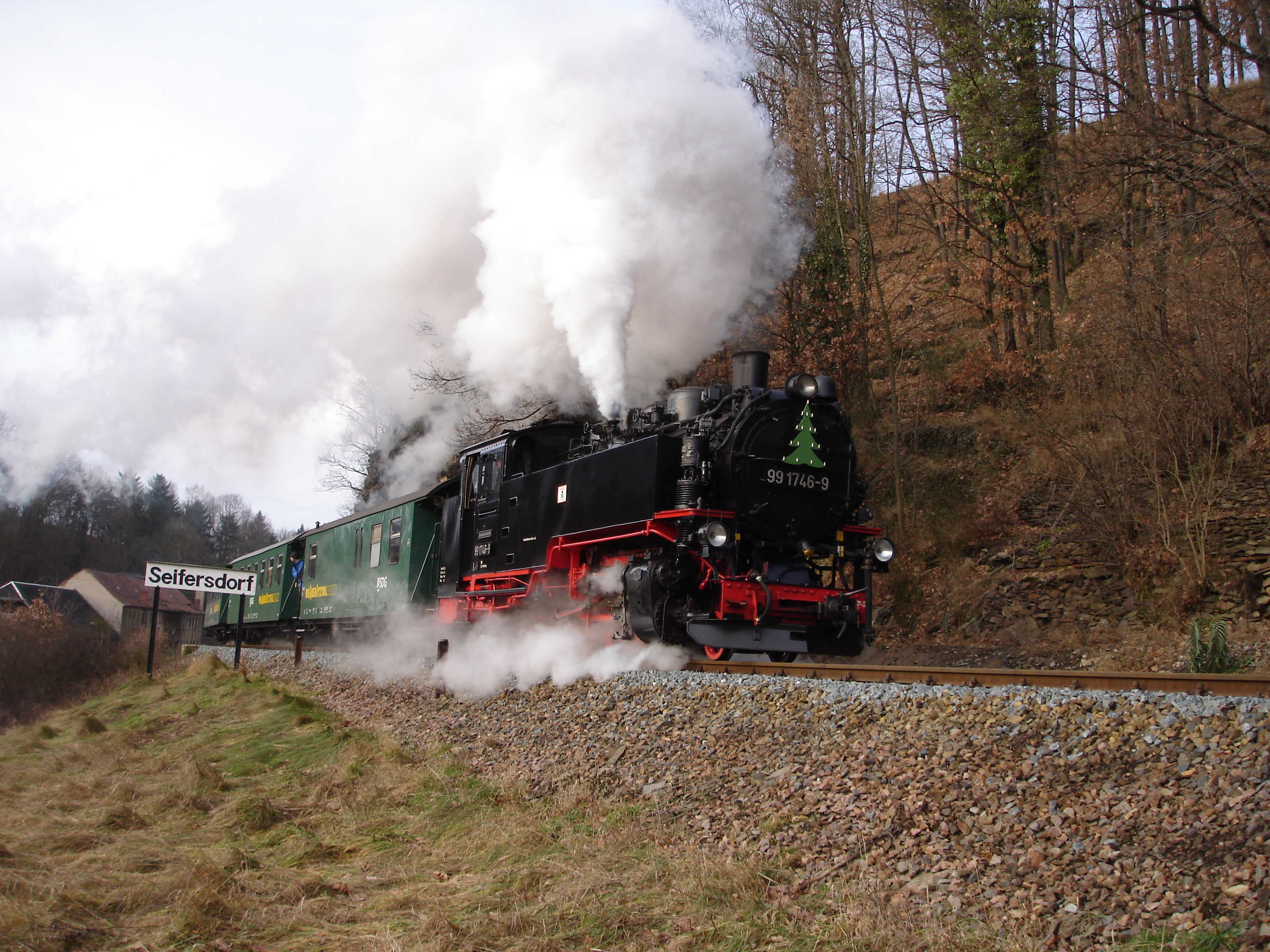
Ausfahrender Zug in Seifersdorf (2008)

Die Weißeritztalbahn wurde als zweite sächsische Schmalspurbahn erbaut und ist heute die dienstälteste öffentliche Schmalspurbahn Deutschlands. Die Strecke führt von Freital bei Dresden bis zum Bahnhof Kurort Kipsdorf im Osterzgebirge durch das Tal der Roten Weißeritz mit dem landschaftlich einmaligen Rabenauer Grund und führt an der Talsperre Malter vorbei.
Beim Jahrhunderthochwasser im Jahr 2002 wurden große Teile der Strecke zerstört. Am 29. Oktober 2007 begannen die Arbeiten zum Wiederaufbau des Streckenabschnittes Freital-Hainsberg–Dippoldiswalde. Am 13. Dezember 2008 wurde dieser Abschnitt wieder in Betrieb genommen. Der Wiederaufbau der restlichen Strecke bis zum Bahnhof Kurort Kipsdorf verzögerte sich um viele Jahre und wurde im Sommer 2017 abgeschlossen.
Oschatz – Mügeln – Döbeln
Die 1884 eröffnete Strecke von Oschatz über Mügeln nach Döbeln war die dritte sächsische Schmalspurbahn und gleichzeitig die erste Rübenbahn im Mittelsächsischen Hügelland. Ein erheblicher Teil des Güterverkehrs war in den Zuckerrübentransporten zu den Zuckerfabriken in Oschatz und Döbeln begründet, der jeweils während weniger Wochen im Herbst während der sogenannten Rübenkampagne stattfand. Nur zwischen Oschatz und Mügeln bestand bis in jüngerer Zeit ein bedeutender saisonunabhängiger Güterverkehr.
Erhalten ist der Abschnitt zwischen Oschatz und Mügeln, der heute zum Netz der Döllnitzbahn gehört. Die Strecke zwischen Mügeln und Döbeln verlor bereits 1964 den Personenverkehr, 1968 wurde sie stillgelegt und wenig später abgebaut.
Radebeul – Radeburg

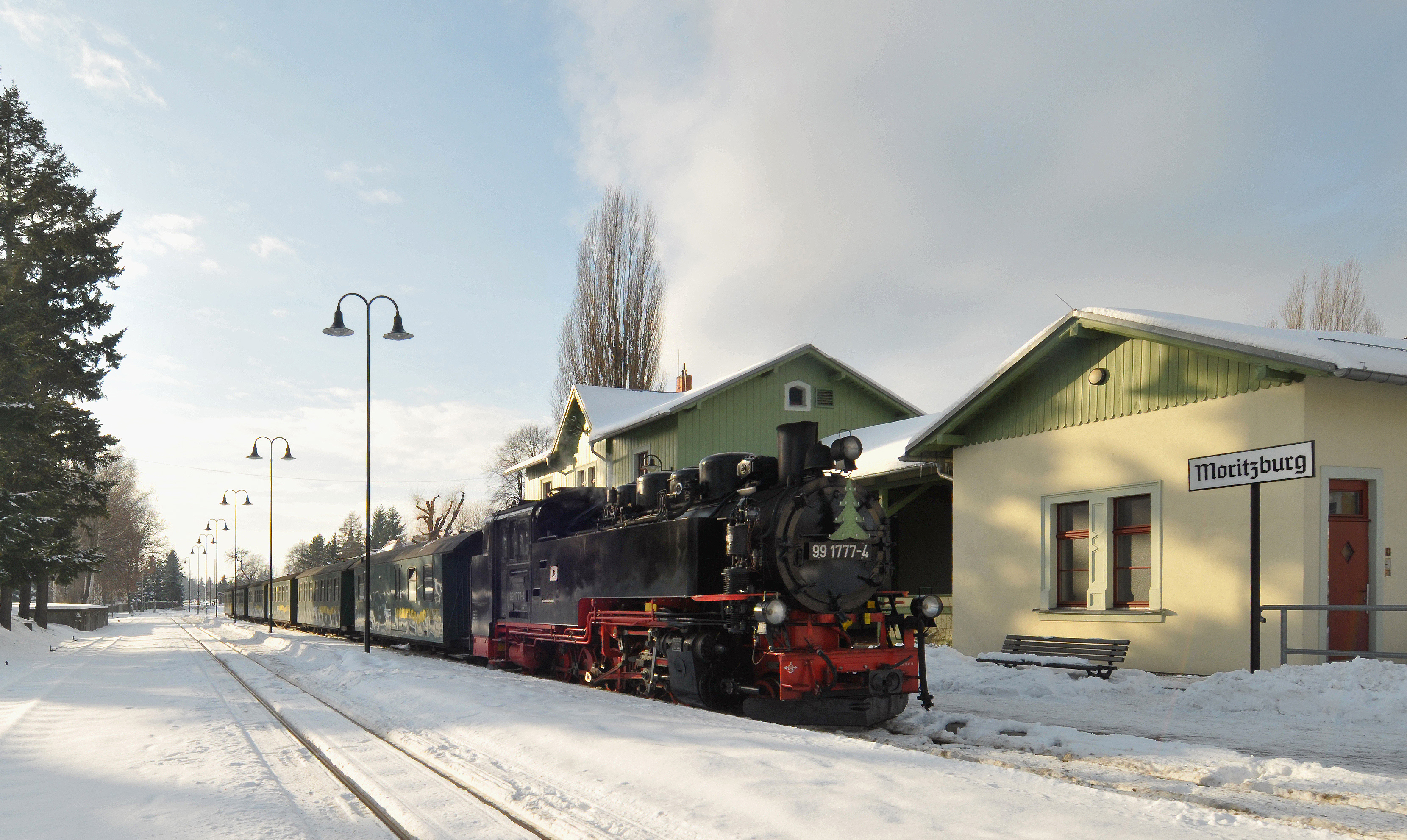
Reisezug in Moritzburg (2012)

Die Strecke Radebeul Ost – Radeburg wurde 1884 als vierte sächsische Schmalspurbahn eröffnet. Die landschaftlich reizvolle Bahn führt durch den Lößnitzgrund und das Moritzburger Teichgebiet nach Moritzburg und weiter in die Kleinstadt Radeburg. Sie entwickelte sich schon frühzeitig zu einer wichtigen Ausflugsbahn.
Bekanntgeworden ist die Bahn vor allem durch den 1974 eingeführten Traditionsverkehr. Schon vorher wurden in Radebeul Ost die letzten zweiachsigen Wagen der sächsischen Schmalspurbahnen für eine museale Erhaltung sichergestellt. Derzeit entsteht in der ehemaligen Güterabfertigung in Radebeul Ost das Schmalspurbahnmuseum Radebeul.
Seit dem 11. Juni 2004 gehört die Strecke zur BVO Bahn GmbH (seit Mai 2007: Sächsische Dampfeisenbahngesellschaft).
Klotzsche – Königsbrück
Die Strecke Klotzsche–Königsbrück ist heute als normalspurige Eisenbahnlinie nördlich von Dresden bekannt. Ursprünglich wurde auch diese Strecke als Schmalspurlinie eröffnet. Wegen des stetig steigenden Güterverkehrs wurde die Strecke jedoch schon im Jahr 1897 bei laufendem Betrieb in Normalspur umgebaut und bis Schwepnitz verlängert. Bemerkenswert sind die auf der Strecke durchgeführten Versuche mit einem Containersystem, den sogenannten Umsetzkästen. Dabei konnten mittels Kran komplette Wagenkästen von Normal- auf Schmalspur umgeladen werden.
Zittau – Hermsdorf

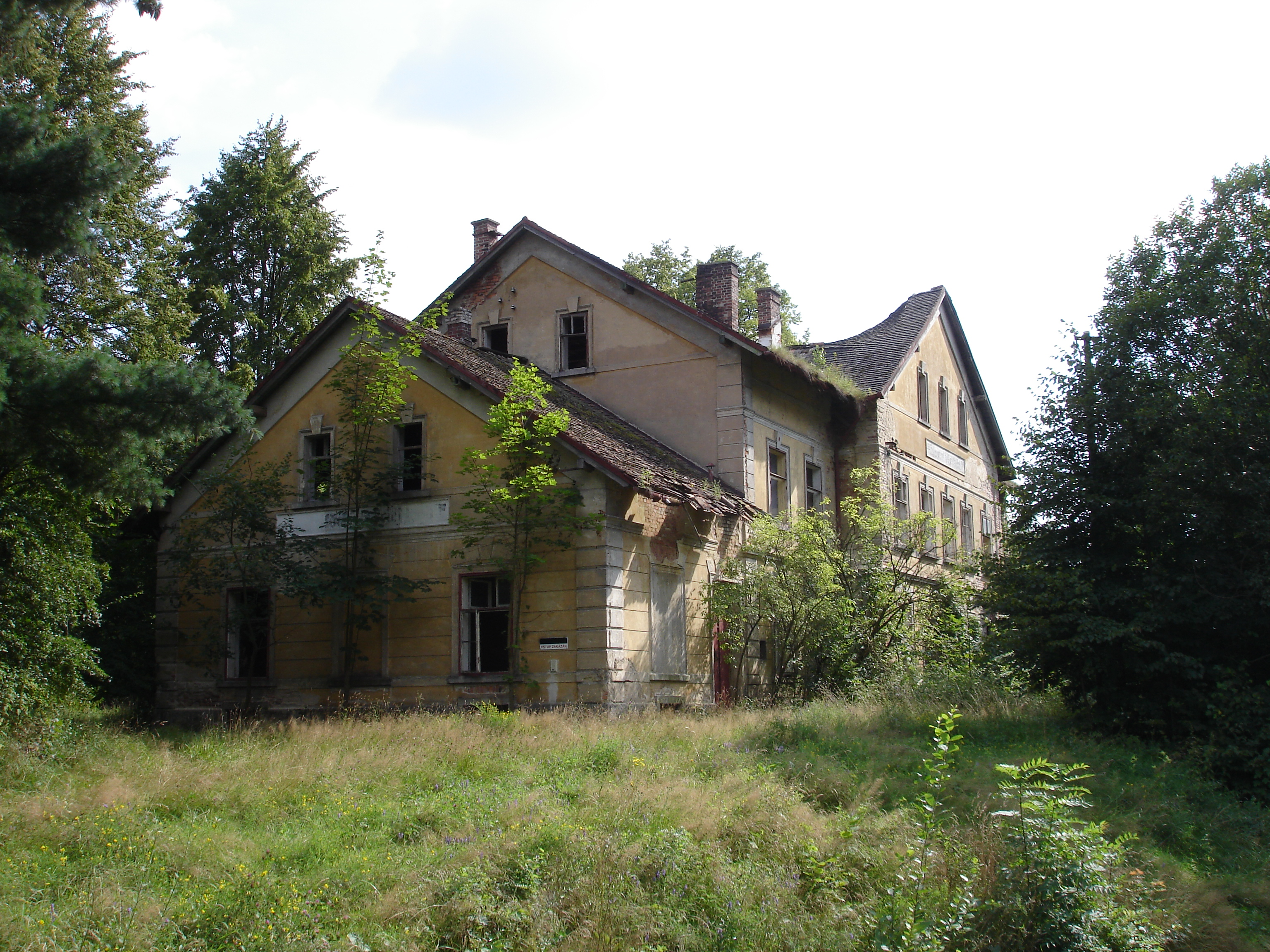
Ehemaliger Grenzbahnhof Hermsdorf der Friedländer Bezirksbahn (2009)

Eine heute kaum noch bekannte sächsische Schmalspurbahn führte ab 1884 von Zittau nach Reichenau und weiter bis ins böhmische Hermsdorf. Dort bestand Anschluss an die von der Friedländer Bezirksbahn errichtete Strecke nach Friedland in Böhmen. Diese einzige grenzüberschreitende Schmalspurbahn Sachsens diente vor allem der Kohleabfuhr aus den Gruben um Türchau und zur Beförderung der Erzeugnisse der örtlichen Industrie. Der grenzüberschreitende Verkehr war demgegenüber unbedeutend. Nach der neuen Grenzziehung an der Lausitzer Neiße wurde der Betrieb 1945 eingestellt. Die polnische Staatsbahn PKP betrieb den nun in Polen gelegenen Streckenabschnitt noch bis 1961.
Mosel – Ortmannsdorf
Die 1885 eröffnete Mülsengrundbahn von Mosel nach Ortmannsdorf gehörte zu den ersten Strecken in Sachsen, auf denen der Verkehr wegen Unrentabilität eingestellt wurde. Bereits 1939 ging der Reiseverkehr auf eine Bahnbuslinie über. Im Jahr 1951 wurde der Verkehr endgültig eingestellt und die Strecke abgebaut.
Wilischthal – Thum, Herold – Ehrenfriedersdorf

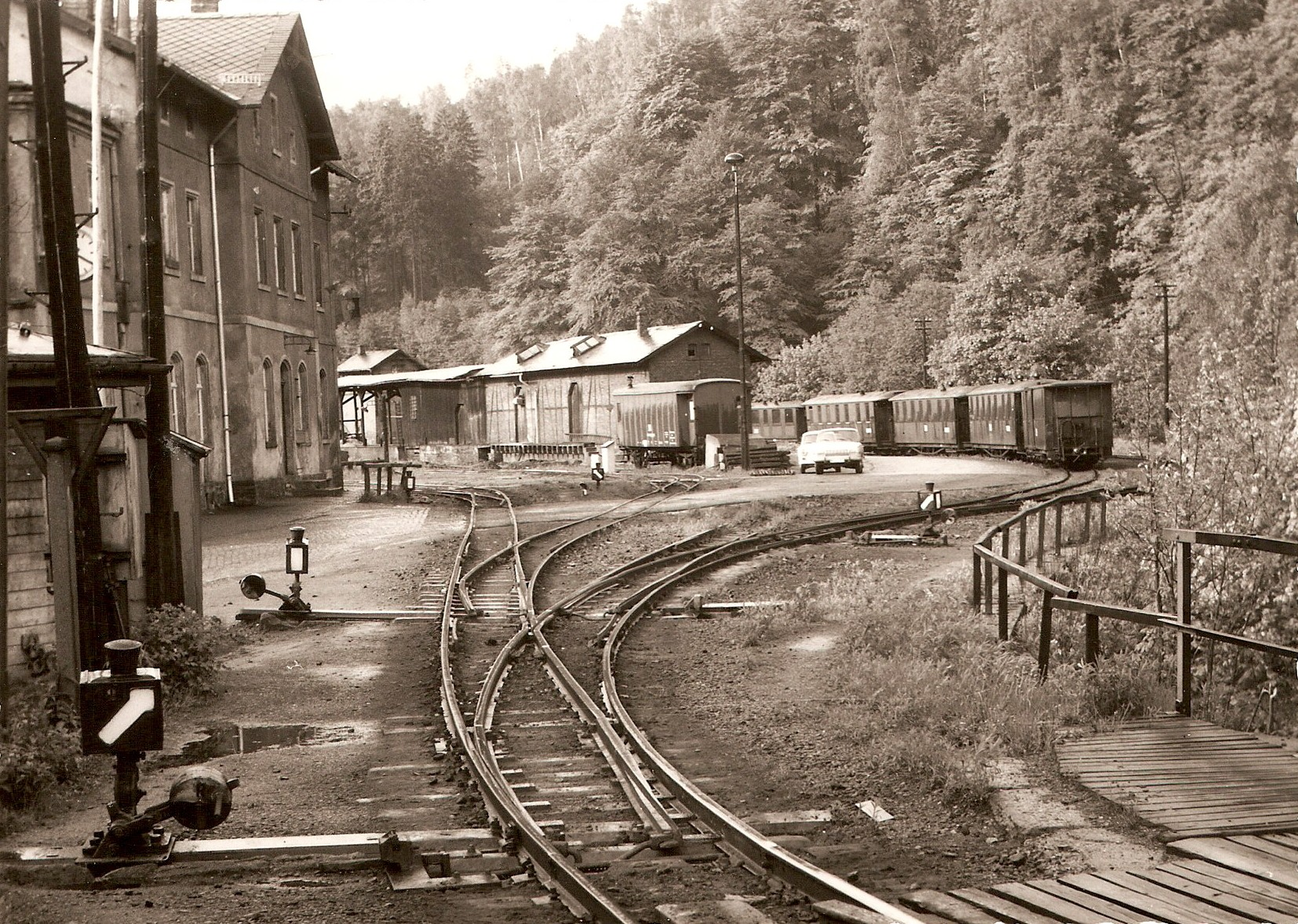
Bahnhof Wilischthal (1972)

Die 1886 eröffnete Strecke brachte den Städten Thum und Ehrenfriedersdorf im mittleren Erzgebirge den Bahnanschluss. Sie verlief auf gesamter Länge durch das Wilischtal, in Herold bestand ursprünglich die Verzweigung in Richtung Ehrenfriedersdorf und Thum. Die Zweigbahn nach Ehrenfriedersdorf wurde 1906 mit dem Bau der Strecke Geyer–Thum aufgegeben. Die Strecke Wilischthal–Thum war vor allem vom Güterverkehr geprägt. Im Jahr 1972 wurde der Betrieb mit Ausnahme des kurzen Streckenstückes von Wilischthal bis zur dortigen Papierfabrik aufgegeben. Die Papierfabrik wurde 1990 letztmals bedient.
Freital-Potschappel – Nossen
Die westlich von Dresden gelegene Strecke Freital-Potschappel–Nossen gehörte zu den Schmalspurbahnen mit höherem Verkehrsaufkommen. Starken Reiseverkehr gab es insbesondere zwischen Freital-Potschappel und Wilsdruff, die restliche Strecke war eher vom Güterverkehr geprägt. In den 1930er-Jahren rechnete man mit einem Umbau des Abschnittes Freital-Potschappel–Wilsdruff in Normalspur, der letztlich nicht realisiert wurde. Im Jahr 1972 wurde der Reiseverkehr aufgegeben, die Gesamtstilllegung folgte 1973.
Schönfeld-Wiesa – Meinersdorf
Die Schmalspurbahn Schönfeld-Wiesa–Meinersdorf gehörte zu den längsten und verkehrsreichsten sächsischen Schmalspurbahnen. Ursprung der Strecke war 1888 die Verbindung Schönfeld-Wiesa–Geyer, die 1906 bis nach Thum erweitert wurde. Dort bestand Anschluss an die seit 1886 bestehende Strecke von Wilischthal. Der letzte und später betrieblich bedeutsamste Abschnitt nach Meinersdorf wurde 1911 eröffnet. Im Jahr 1967 legte die DR die Strecke zwischen Schönfeld-Wiesa und Thum still, 1975 folgte die restliche Strecke nach Meinersdorf. Ein Restbetrieb zur Bedienung der Papierfabrik in Schönfeld-Wiesa gab es noch bis 1985, dann erfolgte dort ein Umbau in ein normalspuriges Anschlussgleis.
Mügeln – Neichen

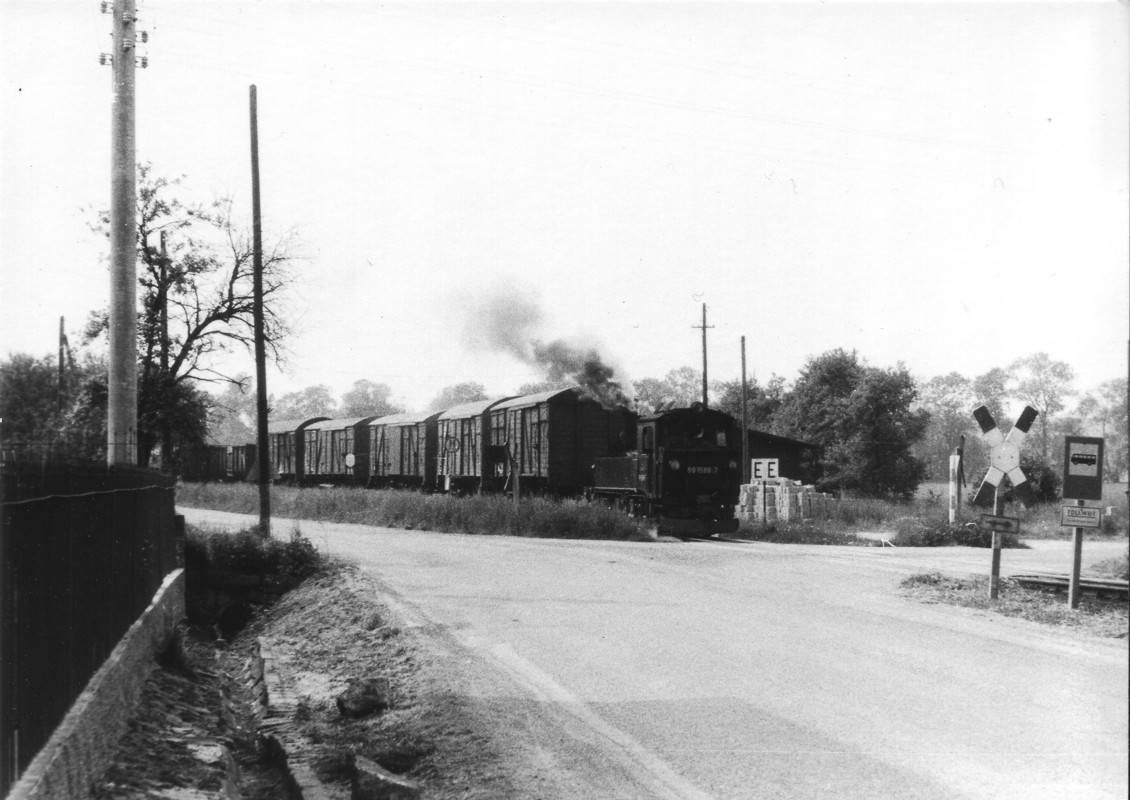
Güterzug in Nebitzschen (1988)

Die Strecke von Mügeln nach Neichen ging 1888 in Betrieb. Sie erschloss ein landwirtschaftlich genutztes Gebiet östlich von Leipzig, dass vor allem für den Zuckerrübenanbau Bedeutung hat. Die Strecke zwischen Nebitzschen und Neichen wurde bis 1972 stillgelegt. Zwischen Mügeln und Nebitzschen blieb die Strecke wegen des starken Güterverkehrs erhalten. Seit 1991 gehört dieser Abschnitt zum Netz der Döllnitzbahn. Der Abschnitt von Nebitzschen nach Glossen wurde 2006 aus touristischen Gründen wieder aufgebaut.
Grünstädtel – Rittersgrün

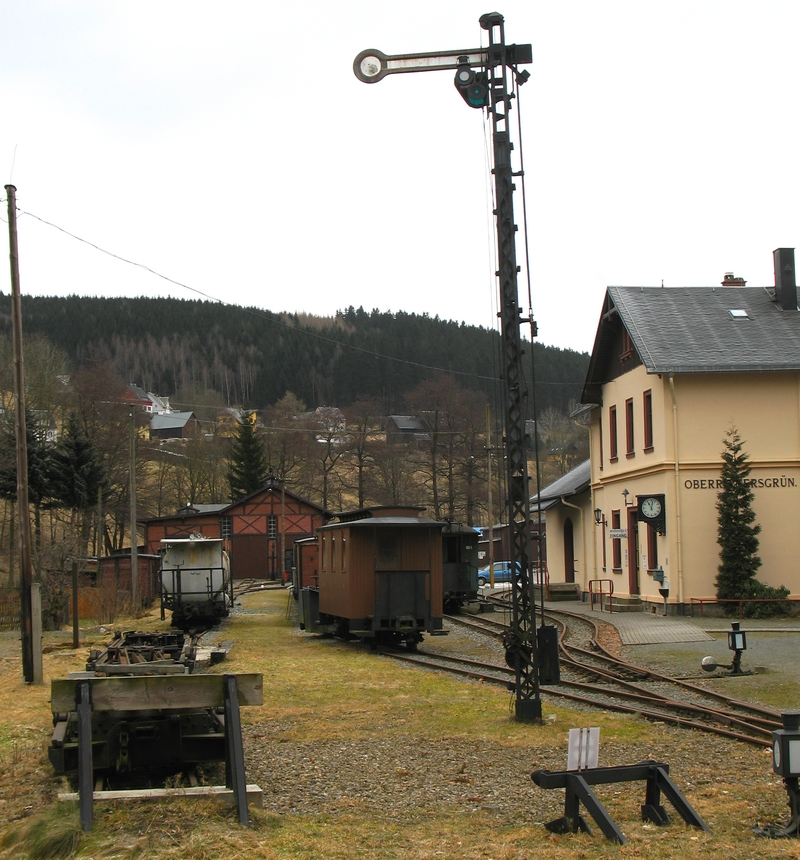
Sächsisches Schmalspurbahnmuseum im Bahnhof Oberrittersgrün (2008)

Eine recht bekannte Strecke verlief von 1889 bis 1971 im Pöhlatal im Westerzgebirge. Bedeutung hatte die Strecke vor allem für die typisch erzgebirgische holzverarbeitende Industrie. Nach 1945 diente die Strecke auch dem umfangreichen Wismut-Berufsverkehr. Heute existiert auf dem Gelände des einstigen Endbahnhofes Oberrittersgrün das Sächsische Schmalspurbahnmuseum.
Mügeln (b. Heidenau) – Geising – Altenberg
Die 1890 eröffnete Schmalspurbahn im Müglitztal von Mügeln b Heidenau (heute: Heidenau) nach Geising und Altenberg war einst eine der längsten Schmalspurstrecken in Sachsen. Ursprünglich nur bis Geising führend, wurde die Strecke nach dem Ersten Weltkrieg als Notstandsarbeit bis nach Altenberg verlängert. Auch diese Strecke erlangte schon frühzeitig größere Bedeutung als Ausflugsbahn, vor allem im Wintersportverkehr mussten größere Verkehrsspitzen bewältigt werden. Als Arbeitsbeschaffungsmaßnahme wurde die Strecke ab 1935 zur Normalspurbahn umgebaut, die 1938 eröffnet wurde.
Oschatz – Strehla
Mit der 1891 eröffnete Strecke Oschatz–Strehla erhielten die Strecken des sogenannten Mügelner Netzes einen Anschluss an die Elbschifffahrt. Genutzt wurde der Elbhafen zeitweise für den Umschlag des im Börtewitzer Becken geförderten Kaolins, ansonsten besaß die Strecke nur regionale Bedeutung für die Bedürfnisse der örtlichen Landwirtschaft und der Industrie in Strehla. Die Strecke wurde 1972 stillgelegt. Ein Teil der Trasse wurde ab 1987 von der Strategischen Bahn Oschatz–Röderau nachgenutzt.
Zittau – Oybin, Bertsdorf – Jonsdorf

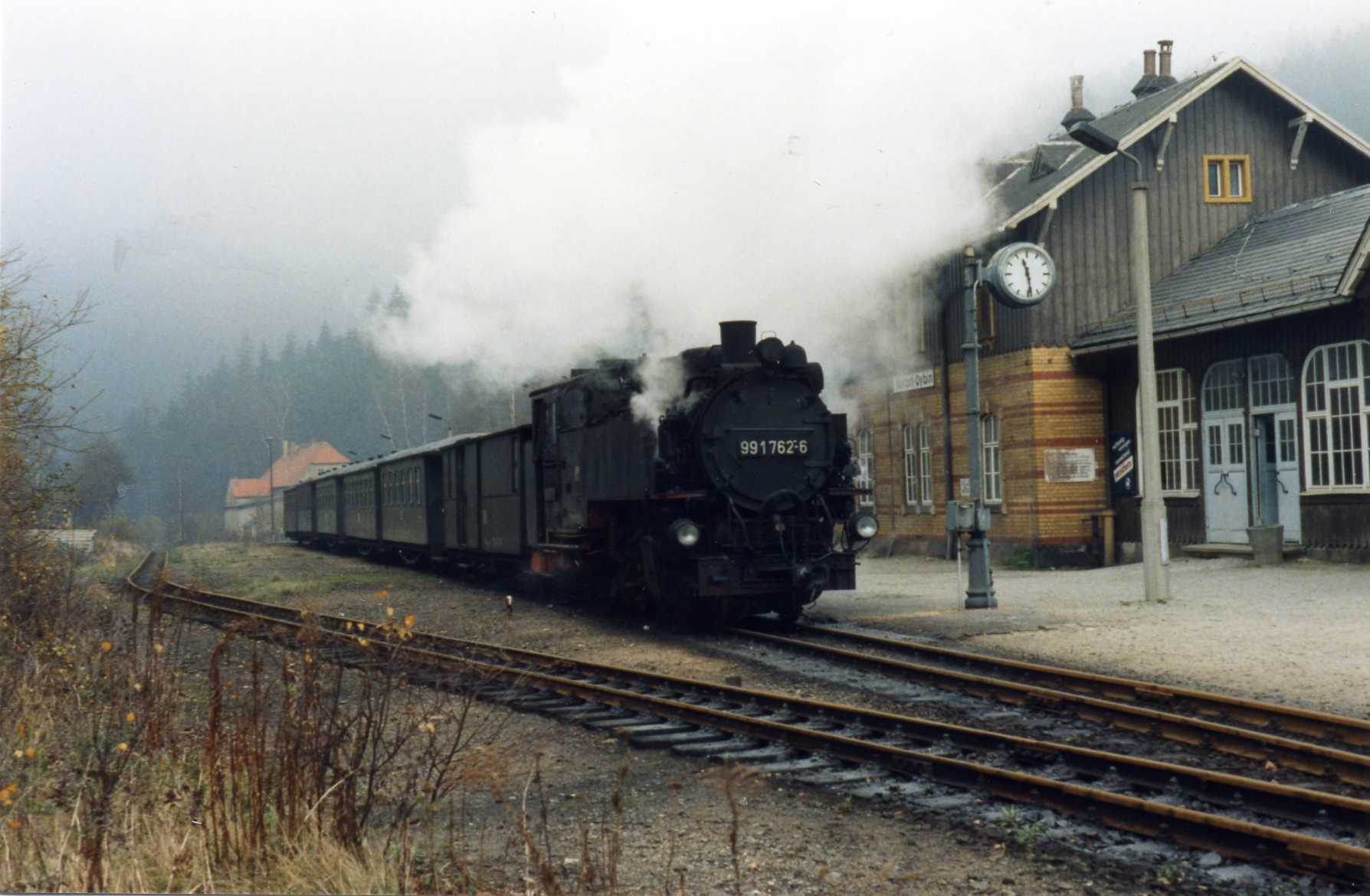
Bahnhof Kurort Oybin (1989)

Die Schmalspurbahn von Zittau nach Oybin und Jonsdorf war die einzige als Privatbahn errichtete sächsische Schmalspurbahn. Ursprünglich als unrentabel vom sächsischen Staat abgelehnt, erlangte die Strecke in kürzester Zeit enorme Bedeutung für den Ausflugsverkehr ins Zittauer Gebirge. Folgerichtig wurde die Strecke 1906 verstaatlicht und zu einer leistungsfähigen Ausflugsbahn weiterentwickelt. Noch vor dem Ersten Weltkrieg wurde der Abschnitt Zittau-Vorstadt–Oybin zweigleisig ausgebaut, sodass bei schönem Wetter die Zugfolge zu einem Zehn-Minuten-Takt verdichtet werden konnte. Demgegenüber unbedeutend blieb der Güterverkehr.
Trotz der Demontagen des zweiten Gleises im und nach dem Zweiten Weltkrieg behielt die Strecke noch bis in die 1980er-Jahre ihre Bedeutung als wichtige Ausflugsbahn. Wegen eines Braunkohletagebaues sollte die Strecke ursprünglich 1990 stillgelegt werden und später durch eine Schnellstraßenbahnlinie ersetzt werden. Infolge der politischen Wende im Osten Deutschlands kam es zur Abkehr von diesen Plänen und der Tagebau wurde stillgelegt.
Heute befindet sich die Bahn im Eigentum der Sächsisch-Oberlausitzer Eisenbahngesellschaft. Die Züge werden vor allem von Touristen benutzt, für den Ausflugsverkehr von Zittau aus besitzt die Bahn derzeit kaum noch Bedeutung.
Wolkenstein – Jöhstadt

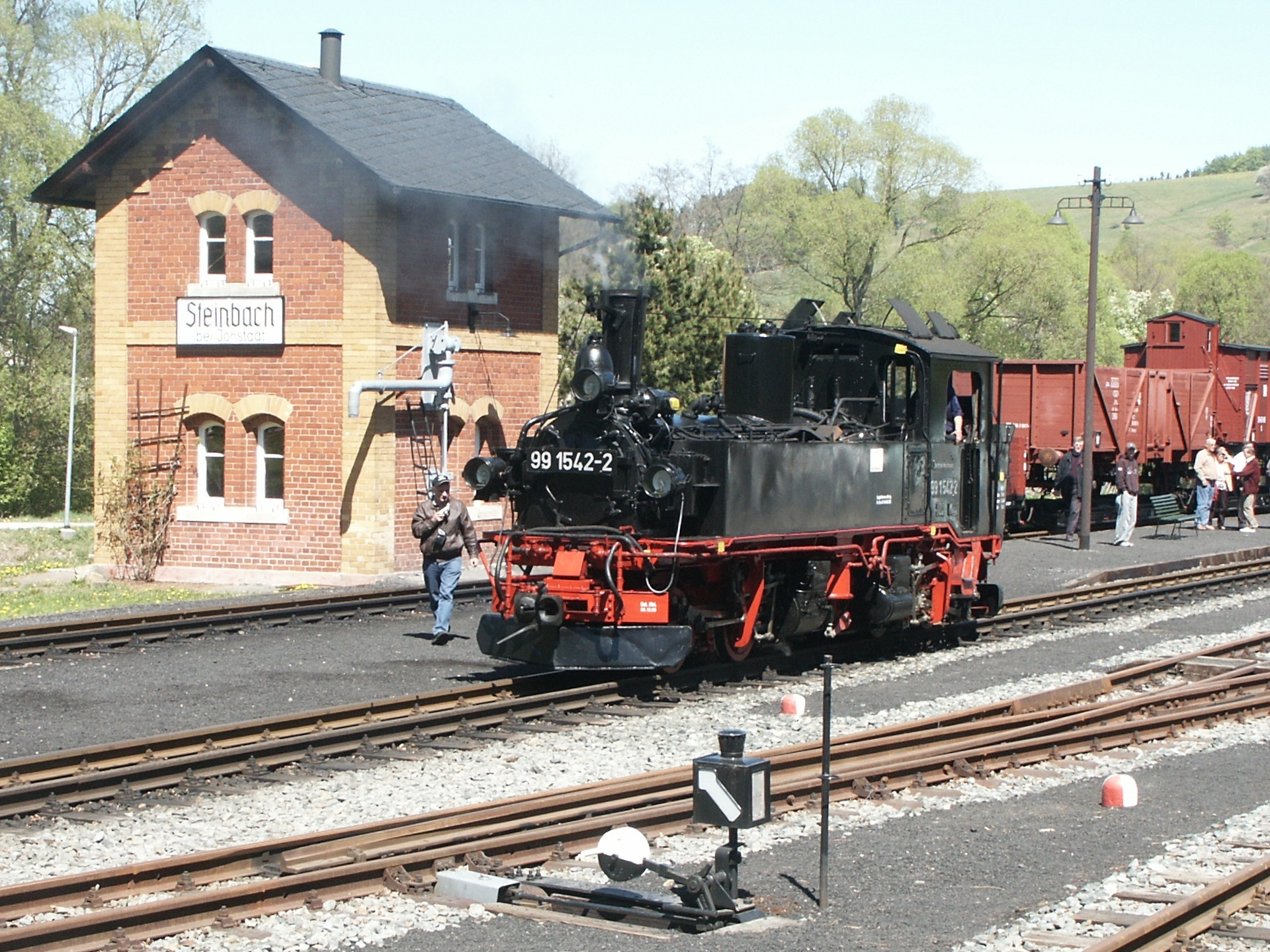
Bahnhof Steinbach (2007)

Die 1892 eingeweihte Schmalspurbahn Wolkenstein–Jöhstadt zwischen Wolkenstein und Jöhstadt erschloss das Preßnitztal bis in die Kammlagen des Erzgebirges und war vor allem vom Güterverkehr geprägt. Wichtigster Güterkunde war das bekannte Kühlschrankwerk von dKK (heute FORON) in Niederschmiedeberg, das die Bahn bis Ende 1986 am Leben erhielt. Bekannt geworden ist die Strecke vor allem als letztes Einsatzgebiet der Sächsischen IV K im Regelbetrieb vor Personenzügen. Nach 1990 gelang Eisenbahnfreunden, den oberen Teil der Strecke als Museumsbahn wieder aufzubauen. Heute ist die Preßnitztalbahn die bekannteste Museumseisenbahn in Sachsen.
Taubenheim (Spree) – Dürrhennersdorf
Eine heute wenig bekannte Schmalspurbahn in der Oberlausitz war die 1892 eröffnete Strecke von Taubenheim/Spree nach Dürrhennersdorf. Bedeutsam war die Strecke vor allem im Güterverkehr. Der Reiseverkehr war demgegenüber gering, obwohl auch dieser ab den 1930er-Jahren eine gewisse Belebung durch den Ausflugsverkehr erfuhr. Die Strecke fiel nach dem Zweiten Weltkrieg unter die Reparationsleistungen an die Sowjetunion und wurde noch 1945 abgebaut.
Herrnhut – Bernstadt
Von 1893 bis 1945 bestand auch zwischen Herrnhut und Bernstadt in der Oberlausitz eine Schmalspurbahn. Die Bahn wies während ihrer ganzen Betriebszeit nur einen sehr bescheidenen Verkehr auf. Die Strecke fiel nach dem Zweiten Weltkrieg ebenso unter die Reparationsleistungen an die Sowjetunion und wurde 1945 abgebaut.
Hetzdorf – Eppendorf – Großwaltersdorf
Von 1893 an hatte am Bahnhof Hetzdorf an der Bahnstrecke Reitzenhain–Flöha eine Schmalspurbahn ihren Ausgangspunkt, die zu den Industriedörfern Eppendorf und Großwaltersdorf führte. Die Strecke wies ein nur bescheidenes Verkehrsaufkommen auf, sodass sie zu den ersten stillgelegten Schmalspurbahnen in Sachsen gehörte. Die 1913 eröffnete Streckenverlängerung nach Großwaltersdorf war schon 1951 abgebaut worden, die Gesamtstrecke wurde am 1. Januar 1968 stillgelegt.
Kohlmühle – Hohnstein

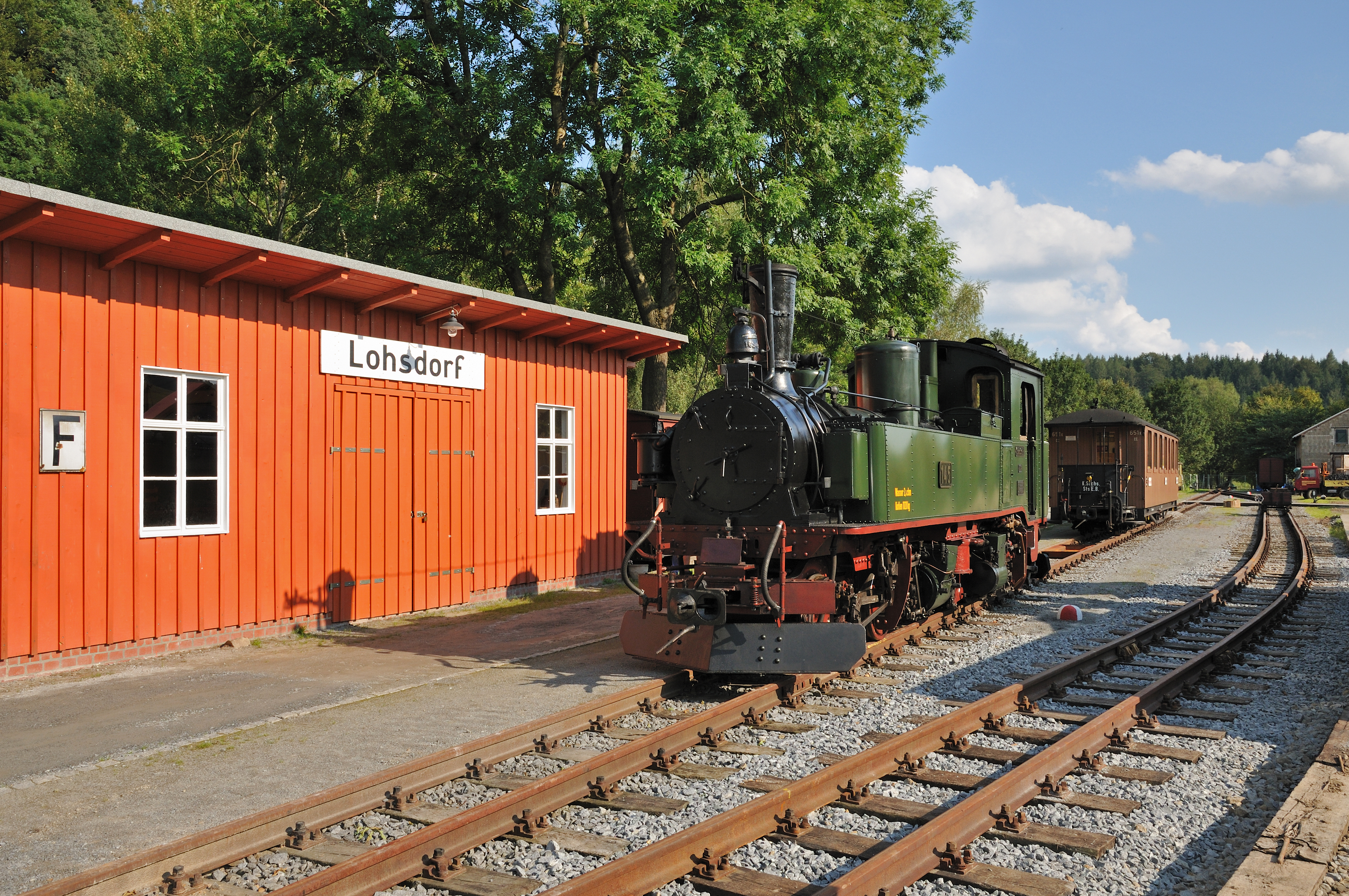
Der wieder aufgebaute Bahnhof Lohsdorf (2011)

Die Strecke Kohlmühle–Hohnstein war einst die einzige in der Sächsischen Schweiz gelegene Schmalspurbahn. Sie besaß während der gesamten Betriebszeit nur sehr lokale Bedeutung für die Abfuhr von landwirtschaftlichen Erzeugnissen. Die Strecke war neben der Mülsengrundbahn die erste stillgelegte Schmalspurbahn in Sachsen. Sie wurde 1951 unter dem Vorwand der Materialgewinnung für den Berliner Außenring abgebaut. Bemerkenswert sind die beiden auch heute noch erhaltenen einzigen sächsischen Schmalspurtunnel. Der Verein Schwarzbachbahn e. V. arbeitet seit 1995 an einem Teilwiederaufbau der Strecke zwischen Goßdorf-Kohlmühle und Lohsdorf.
Mulda/Sa. – Sayda
Die 1897 eröffnete Strecke Mulda–Sayda war im Jahr 1966 die erste Schmalspurbahn, auf welcher offiziell der Verkehrsträgerwechsel durchgeführt wurde. Die wenig bekannte Bahn diente vor allem der örtlichen Industrie und wies nur einen bescheidenen Personenverkehr auf.
Cranzahl – Oberwiesenthal

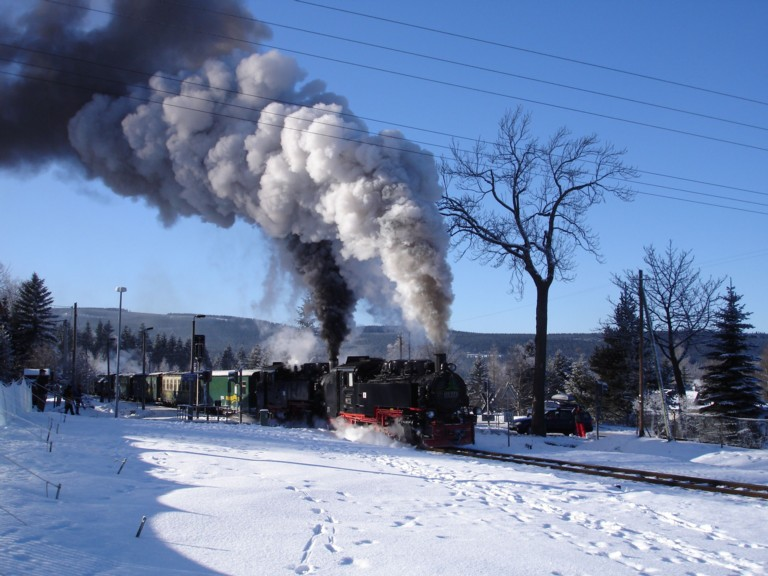
Reisezug auf der Schmalspurbahn Cranzahl–Kurort Oberwiesenthal bei Kretscham-Rothensehma (2009)

Die heute Fichtelbergbahn genannte Schmalspurbahn von Cranzahl nach Oberwiesenthal wurde 1897 in Betrieb genommen. Sie entwickelte sich schon frühzeitig zu einer Ausflugsbahn; vor allem im Wintersportverkehr werden auch heute noch enorme Verkehrsleistungen erbracht. Im Güterverkehr hatte die Bahn vor allem für die Abfuhr der Produkte des Kalk- und Schotterwerks in Hammerunterwiesenthal eine größere Bedeutung. Heute dient die Bahn fast ausschließlich dem Tourismus. Seit dem 1. Juni 1998 wird die Fichtelbergbahn von der BVO Bahn GmbH (firmiert seit Mai 2007 als Sächsische Dampfeisenbahngesellschaft mbH) betrieben.
Klingenberg-Colmnitz – Frauenstein
Die 1898 eröffnete Strecke band die auf der Kammhöhe des Osterzgebirges gelegene Stadt Frauenstein an das Eisenbahnnetz an. Die Strecke war vor allem im Güterverkehr bedeutsam. Im Jahr 1971 wurde der Verkehr eingestellt.
Reichenbach – Oberheinsdorf
Die 1902 eröffnete Rollbockbahn von Reichenbach ins nahe gelegene Oberheinsdorf diente vor allem als Anschlussbahn für die Industrie im Heinsdorfer Grund. Erstmals wurde in Sachsen die Einheitsspurweite 750 mm verlassen und wegen des Rollbockverkehrs die Strecke als Meterspurbahn errichtet. Die Strecke verlief weitestgehend im Straßenplanum und wurde schon 1962 stillgelegt.
Nebitzschen – Kroptewitz
Die 1903 eröffnete Strecke Nebitzschen–Kroptewitz war die einzige sächsische Schmalspurbahn, die nur für den Gütertransport konzipiert war. Sie diente vor allem der Abfuhr des im Börtewitzer Becken geförderten Kaolins, einem Rohstoff für die Porzellanherstellung. Reiseverkehr gab es nur für wenige Jahre in den Notzeiten nach dem Zweiten Weltkrieg.
Der Abschnitt zwischen Kemmlitz und Kroptewitz wurde 1967 aufgegeben, die restliche Strecke diente noch bis 2001 dem Güterverkehr der Kaolinwerke. Seit 1991 gehört dieser Abschnitt zum Netz der Döllnitzbahn. Wegen Oberbauschäden war die Strecke von 2006 bis 2017 nicht befahrbar.
Wilsdruff – Gärtitz

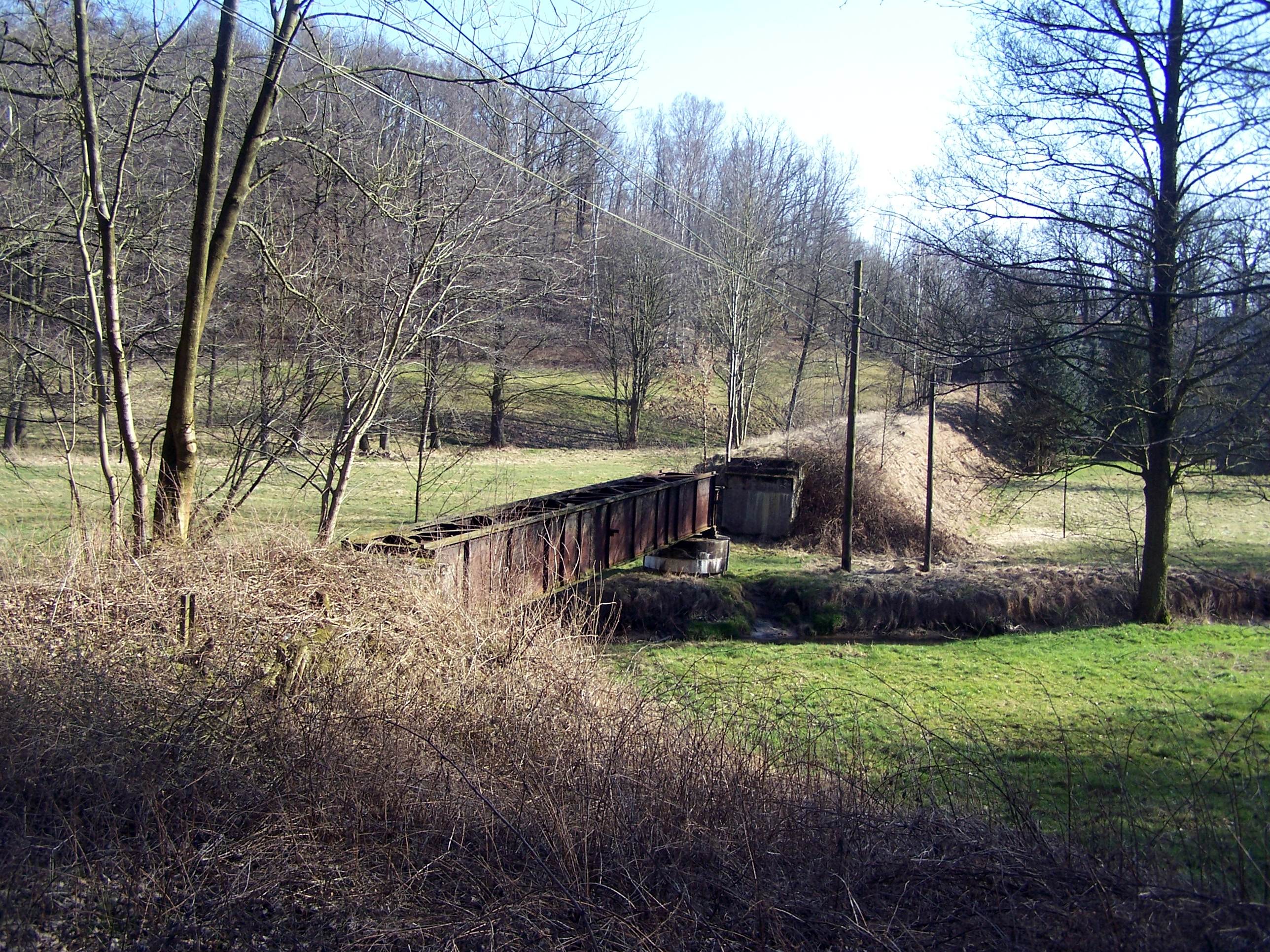
Ehemalige Strecke Wilsdruff–Gärtitz bei Polenz (2012)

Die zwischen 1909 und 1911 eröffnete Strecke zwischen Wilsdruff und Gärtitz (später: Döbeln-Gärtitz) war die letzte sächsische Schmalspurbahn, die vor dem Ersten Weltkrieg fertiggestellt werden konnte. Sie erschloss ein landwirtschaftlich geprägtes Gebiet weitab größerer Städte. Ihre Bedeutung lag stets im Güterverkehr, insbesondere im Herbst zur Zuckerrübenkampagne. Nennenswerten Reiseverkehr gab es nur zwischen Wilsdruff und Lommatzsch. Auf dem ersten Abschnitt der Strecke wurde 1966 der Verkehr eingestellt, 1972 war sie gänzlich stillgelegt.
Klingenthal – Sachsenberg-Georgenthal
Die 1916 eingeweihte Schmalspurbahn von Klingenthal in den heutigen Ortsteil Sachsenberg-Georgenthal war die einzige elektrifizierte Schmalspurbahn in Sachsen. Wegen der elektrischen Antriebe wurde wie bei der Rollbockbahn in Reichenbach die Spurweite von 1000 mm gewählt. Im Personenverkehr kamen straßenbahnähnliche Triebwagen zum Einsatz, sodass die Strecke im Bewusstsein der Öffentlichkeit als richtige Straßenbahn wahrgenommen wurde. Für den Güterverkehr existierten zwei vierachsige elektrische Lokomotiven, die vor Rollwagenzügen zum Einsatz kamen. Die Strecke wurde 1964 stillgelegt.
Klingenberg-Colmnitz – Oberdittmannsdorf
Die Strecke Klingenberg-Colmnitz–Oberdittmannsdorf war die letztgebaute Schmalspurbahn in Sachsen. Sie verband die Strecken Freital-Potschappel–Nossen und Klingenberg-Colmnitz–Frauenstein miteinander. Das Verkehrsaufkommen war Zeit ihrer Existenz äußerst spärlich. Zwei gemischte Zugpaare täglich waren für dessen Bewältigung bis zur Stilllegung im Jahr 1971 ausreichend.

## Fahrzeuge
Von Anfang an beschafften die Königlich Sächsischen Staatseisenbahnen und später auch die Deutsche Reichsbahn nur wenige Typen von Lokomotiven und Wagen, diese aber in großen Stückzahlen. Das erklärt auch das einheitliche Erscheinungsbild der Schmalspurbahnen in Sachsen, zumal die Fahrzeuge zwischen den Strecken je nach Bedarf auch ausgetauscht wurden.
Kriegsbedingt blieb nach 1945 eine ganze Reihe fremder Fahrzeuge auf den sächsischen Strecken zurück. Die meisten dieser Einzelgänger wurden meist nur kurz eingesetzt und dann an andere Schmalspurstrecken in der DDR abgegeben.

### Lokomotiven

#### Dampflokomotiven
Gattung I K

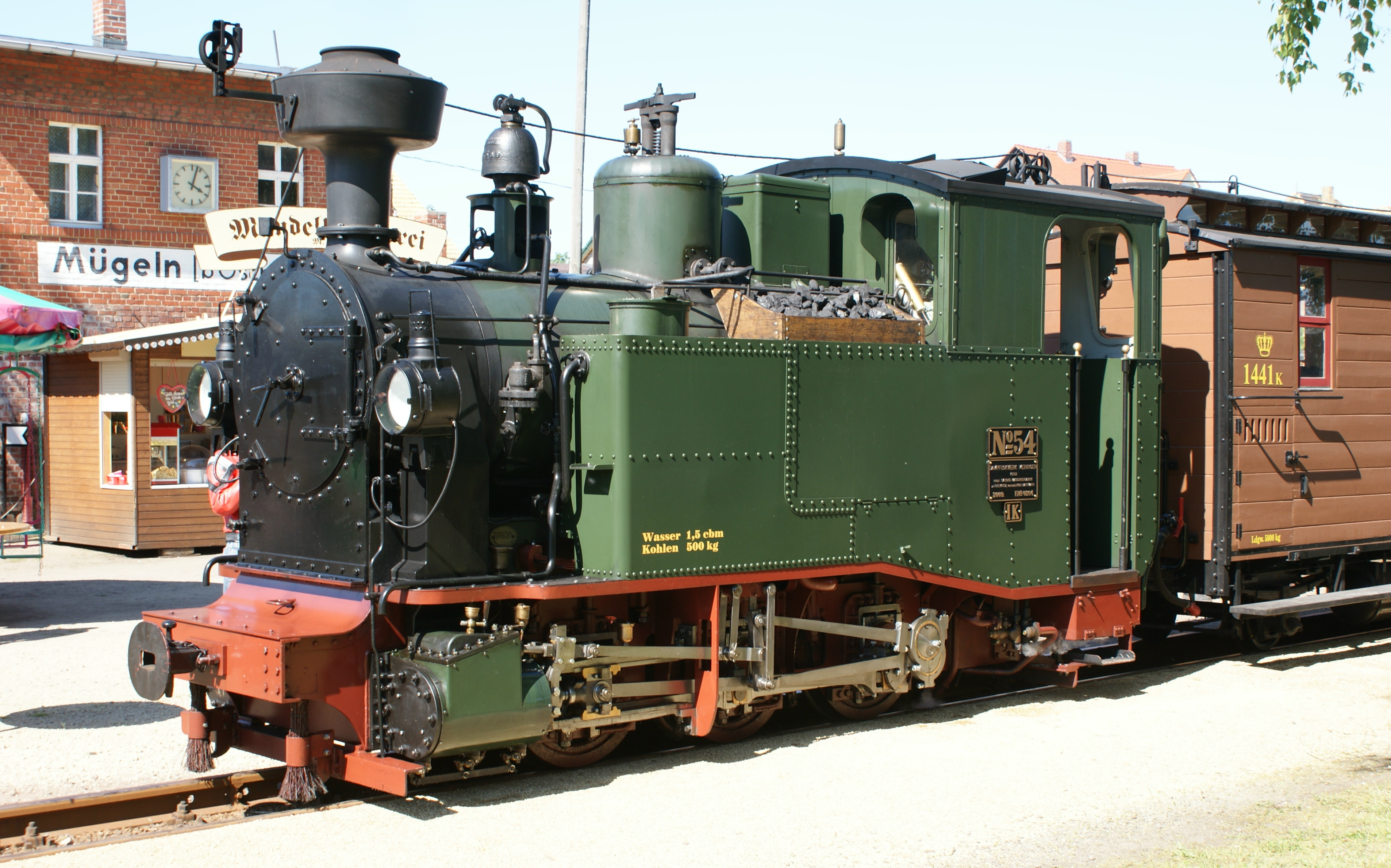
Nr. 54 in Mügeln (2010)

Für ihre erste Schmalspurbahn beschafften die Königlich Sächsischen Staatseisenbahnen von Hartmann dreifach gekuppelte Tenderlokomotiven, die sie zunächst als Gattung H V TK einordnete. Insgesamt wurden 39 Lokomotiven dieses Typs in Dienst gestellt. Auch die private Zittau-Oybin-Jonsdorfer Eisenbahn (ZOJE) erwarb für ihre Strecken fünf baugleiche Lokomotiven.
Die Deutsche Reichsbahn übernahm noch 27 Exemplare und ordnete sie in die Baureihe 99.750–752 ein. Sie wurden bis 1928 ausgemustert. Die einstige Nr. 12 wurde an die Gießerei Schmiedeberg verkauft und diente dort noch bis 1964 als Werklokomotive. Eine mögliche museale Erhaltung scheiterte aufgrund der kurzfristigen Zerlegung der Maschine.
Im Rahmen der Eröffnungsveranstaltung zum Jubiläum „125 Jahre Schmalspurbahnen in Sachsen“ verkündete der Verein zur Förderung Sächsischer Schmalspurbahnen e. V. (VSSB) am 12. Januar 2006 das Projekt zum Neuaufbau einer Lokomotive der Baureihe I K. Mit Unterstützung von Sponsoren und Unternehmen konnte ein Großteil der Bauteile kostengünstig hergestellt werden. Mit der Gesamtmontage und der Fertigung einiger Großkomponenten wie den Kessel wurde das Dampflokwerk Meiningen beauftragt. Im Juni 2009 konnte die Lokomotive der Öffentlichkeit betriebsfähig präsentiert werden. Beheimatet ist sie bei der Preßnitztalbahn in Jöhstadt, wo sie seitdem regelmäßig vor den Museumszügen zum Einsatz kommt. Im Rahmen von Sonderveranstaltungen ist sie auch auf den anderen sächsischen Strecken im Zugverkehr zu erleben.
Gattung II K

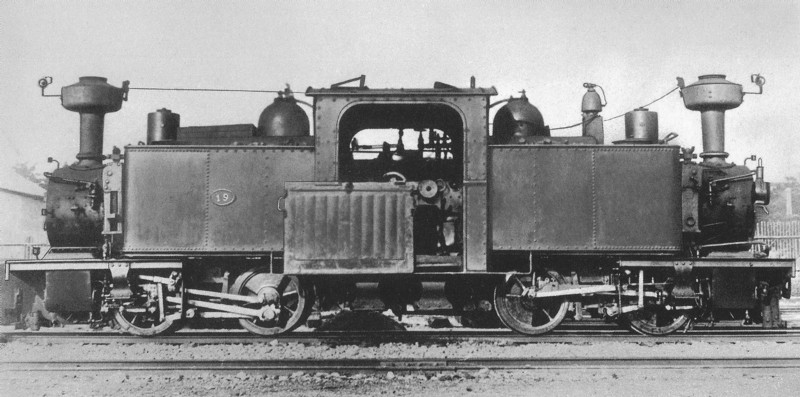
Nr. 19 auf der Weißeritztalbahn (undatiert)

Wegen der geringen Leistung der Gattung I K bestand schon bald Bedarf an einer stärkeren Lokomotive. R. & W. Hawthorn aus Newcastle in England lieferten 1885 zwei Fairlie-Lokomotiven. Die Fahrzeuge besaßen einen Doppelkessel mit zwei Stehkesseln. Sie hatten vier Nassdampftriebwerke mit einer Heusinger-Steuerung für jedes Triebwerk. Aufgrund ihrer hohen Masse und der ungünstigen Führerhausgestaltung wurde von einer weiteren Beschaffung zugunsten der III K abgesehen. Die beiden Lokomotiven wurden 1903 und 1909 ausgemustert.
Im Jahr 1913 wurden vier Lokomotiven der Gattung I K versuchsweise zu zwei Doppellokomotiven zusammengefügt. Sie wurden in Zweitbesetzung in die Gattung II K eingereiht. Weitere Lokomotiven sollten folgen, aber das Konzept bewährte sich nicht. Eine Doppellokomotive wurde bereits 1916 wieder getrennt und die andere 1924 ausgemustert.
Gattung III K

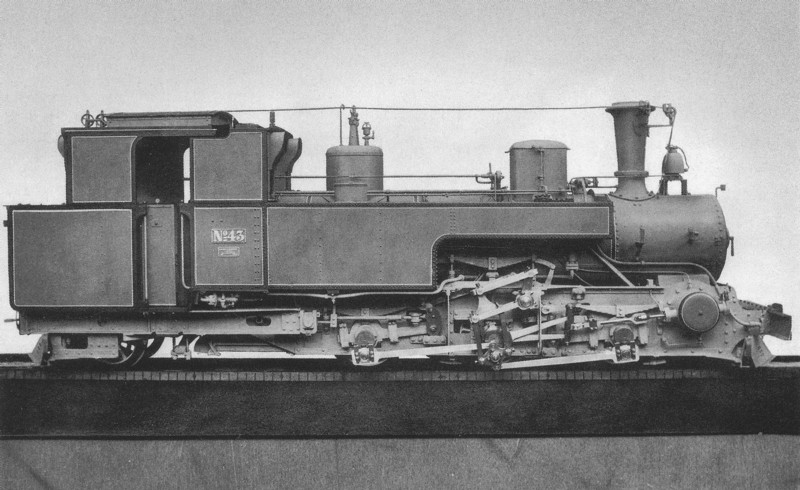
Nr. 43 (Werkfoto Sächsische Maschinenfabrik)

Die Königlich Sächsischen Staatseisenbahnen bestellten 1889 bei Krauss in München zwei Stütztenderlokomotiven, wie sie vorher in ähnlicher Bauweise an die k. u. k. Bosnabahn geliefert wurden. Da sich die Maschinen durchaus bewährten, wurde eine zweite Serie über vier Lokomotiven 1894 von Hartmann gefertigt. Als Besonderheit wiesen die Lokomotiven ein Klose-Triebwerk mit Engerth-Stütztender auf. Mit diesem war eine radiale Einstellung aller Kuppelachsen möglich. Wegen der hohen Wartungskosten des komplizierten Triebwerks wurden keine weiteren Lokomotiven mehr beschafft.
Die sechs Lokomotiven wurden von der Deutschen Reichsbahn übernommen und in die Baureihe 99.754 eingeordnet. Bis 1926 wurden die Lokomotiven ausgemustert.
Gattung IV K

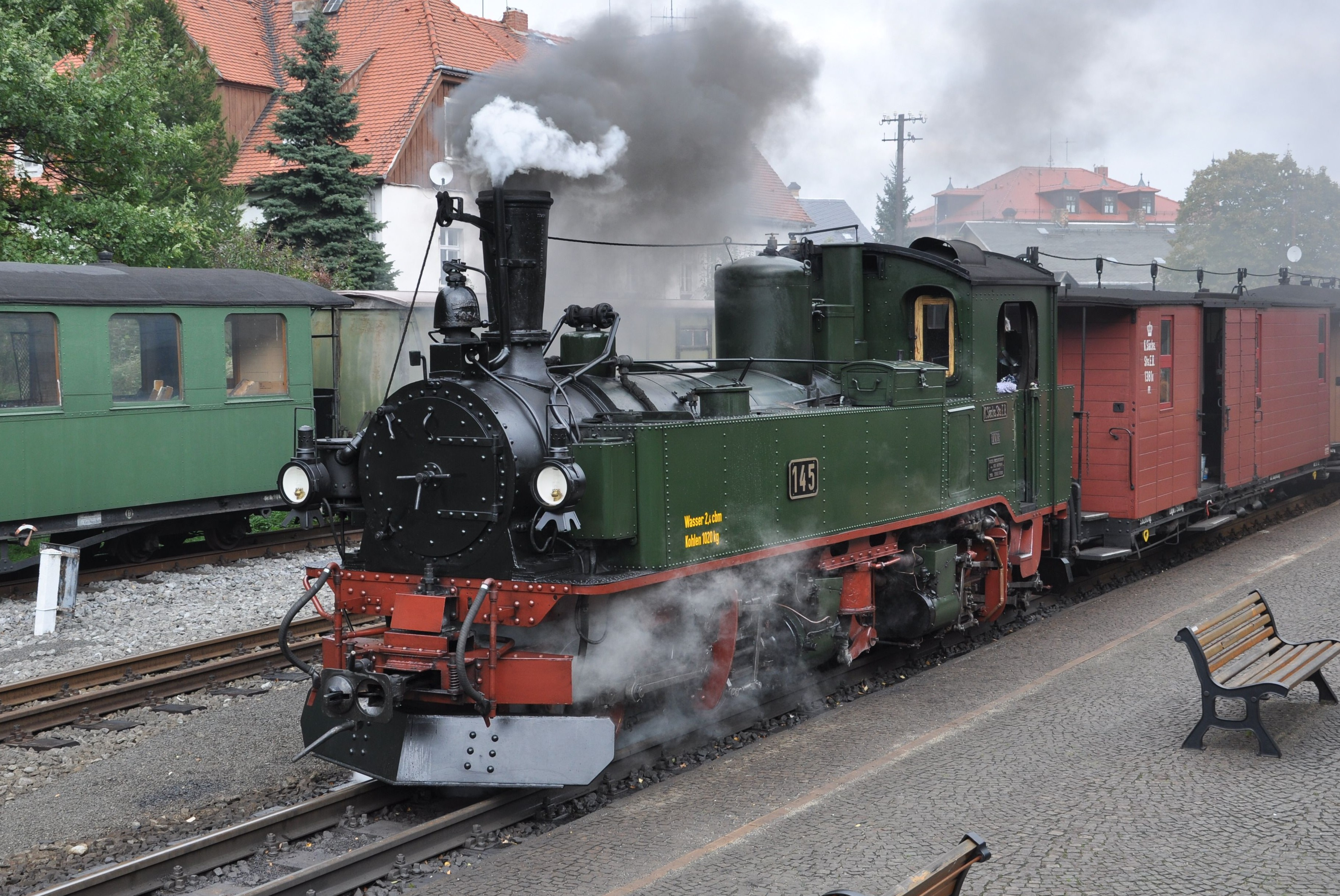
99 555 (sä. 145) in Bertsdorf (2010)

Die IV K sind die bekanntesten sächsischen Schmalspurdampflokomotiven. Die von der Sächsischen Maschinenfabrik vormals Richard Hartmann in Chemnitz 1891 entwickelten Lokomotiven wurden ab 1892 in mehreren Serien an die sächsische Staatsbahn ausgeliefert. Leistungsmäßig allen vorher in Sachsen in Dienst gestellten Schmalspurlokomotiven deutlich überlegen, erwies sich die Konstruktion als optimal für den Betrieb auf den bogen- und steigungsreichen sächsischen Strecken. Bis 1921 wurden 96 Lokomotiven dieses Typs in Dienst gestellt. Damit handelt es sich bei der Gattung IV K um den Schmalspurlokomotivtyp, von denen die meisten Exemplare für eine Staatsbahn in Deutschland gebaut worden sind. Die Lokomotiven waren noch bis 1986 planmäßig auf der Schmalspurbahn Wolkenstein–Jöhstadt und bis 1993 auf der Strecke Oschatz–Mügeln–Kemmlitz für die Deutsche Reichsbahn im Einsatz. Von den 96 Lokomotiven blieben 22 erhalten, teilweise betriebsfähig.
Gattung V K

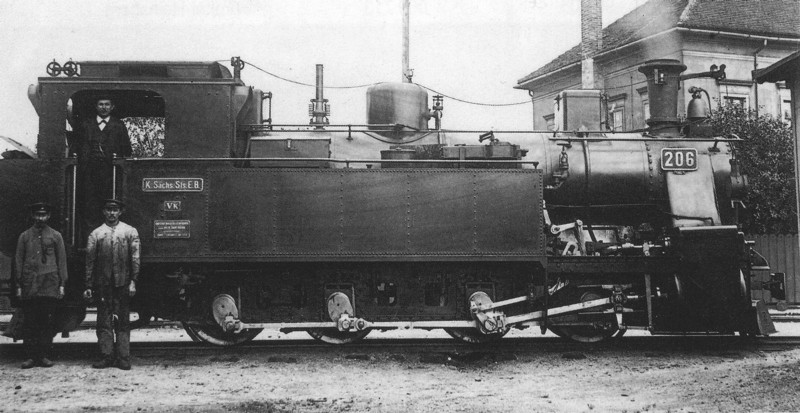
Nr. 206 auf der Müglitztalbahn (undatiert)

Die Gattung V K wurde in neun Exemplaren vor allem für die Müglitztalbahn beschafft, um die steigenden Zuglasten besser zu bewältigen. Die Lokomotiven erhielten den schon von der IV K bewährten Kessel, sodass die Lokomotiven auch die gleiche Leistung aufwiesen. Bemerkenswert war das Triebwerk mit Hohlachsen der Bauart Klien-Lindner, das sich aber wegen hoher Wartungskosten nicht bewährte. Aus diesen Gründen wurden keine weiteren Lokomotiven dieser Gattung mehr beschafft. Bei der Deutschen Reichsbahn erhielten die Maschinen die Nummern 99 611 bis 99 619. Die Lokomotiven wurden bis 1942 ausgemustert.
Gattung VI K

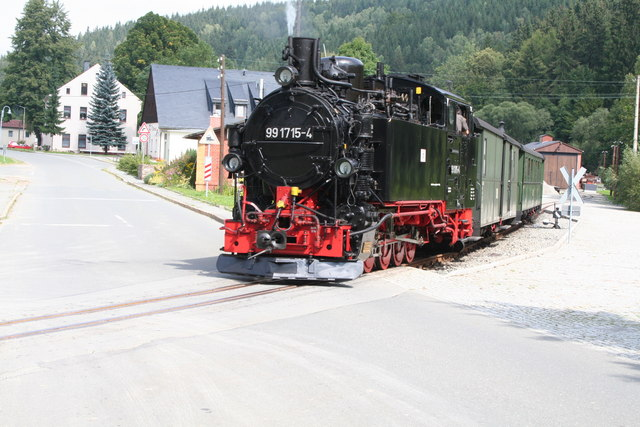
99 715 in Schmalzgrube (2007)

Die Lokomotiven der späteren sächsischen Gattung VI K wurden 1918/19, ursprünglich für die Deutsche Heeresfeldbahn von Henschel & Sohn in Cassel gebaut. Sie sollten die leistungsschwachen sächsischen IV K im Bereich der Militär-Generaldirektion Warschau ersetzen. Durch den Frieden von Brest-Litowsk kamen die dort nicht mehr zum Einsatz. Im Jahr 1919 kauften die Sächsischen Staatseisenbahnen alle 15 Lokomotiven für ihre Strecken. Sie wurden als Gattung VI K eingereiht und erhielten die Bahnnummern 210 bis 224. Mit der VI K kamen erstmals Heißdampflokomotiven auf den sächsischen Schmalspurbahnen zum Einsatz. Das fünffach gekuppelte Triebwerk entsprach den Gölsdorf’schen Prinzipien: So war der erste, dritte und fünfte Radsatz der Lok zu den Seiten hin beweglich gelagert, sodass auch enge Radien durchfahren werden konnten. Die Deutsche Reichsbahn gab den Lokomotiven die Nummern 99 641 bis 99 655. Bis 1927 wurden, durch Henschel & Sohn Cassel, die Sächsische Maschinenfabrik AG vormals R. Hartmann Chemnitz und die Maschinenbaugesellschaft Karlsruhe, weitere 47 Lokomotiven gebaut und in Dienst gestellt. Ein Teil dieser Lokomotiven kam auch auf der Bottwartalbahn in Württemberg zum Einsatz.
Nach 1945 mussten einige Lokomotiven an die Sowjetunion als Reparationsleistung abgegeben werden. In den 1960er-Jahren wurde ein Großteil der verbliebenen Lokomotiven im Reichsbahnausbesserungswerk Görlitz-Schlauroth mit neuen Kesseln ausgerüstet. Einige der Lokomotiven erhielten auch neue Rahmen und Führerhäuser und wurden im Aussehen an die Neubaulokomotiven angeglichen.
Die meisten Maschinen wurden bis 1975 ausgemustert. Die Lokomotiven 99 713 und 99 715 blieben in Sachsen erhalten. Beide sind heute wieder betriebsfähig und bei der Preßnitztalbahn sowie der SDG im Einsatz. Die Lokomotiven 99 651 und 99 716 sind bei der Öchsle-Bahn in Württemberg erhalten.
DR-Baureihe 99.73–76 (Einheitslokomotive)

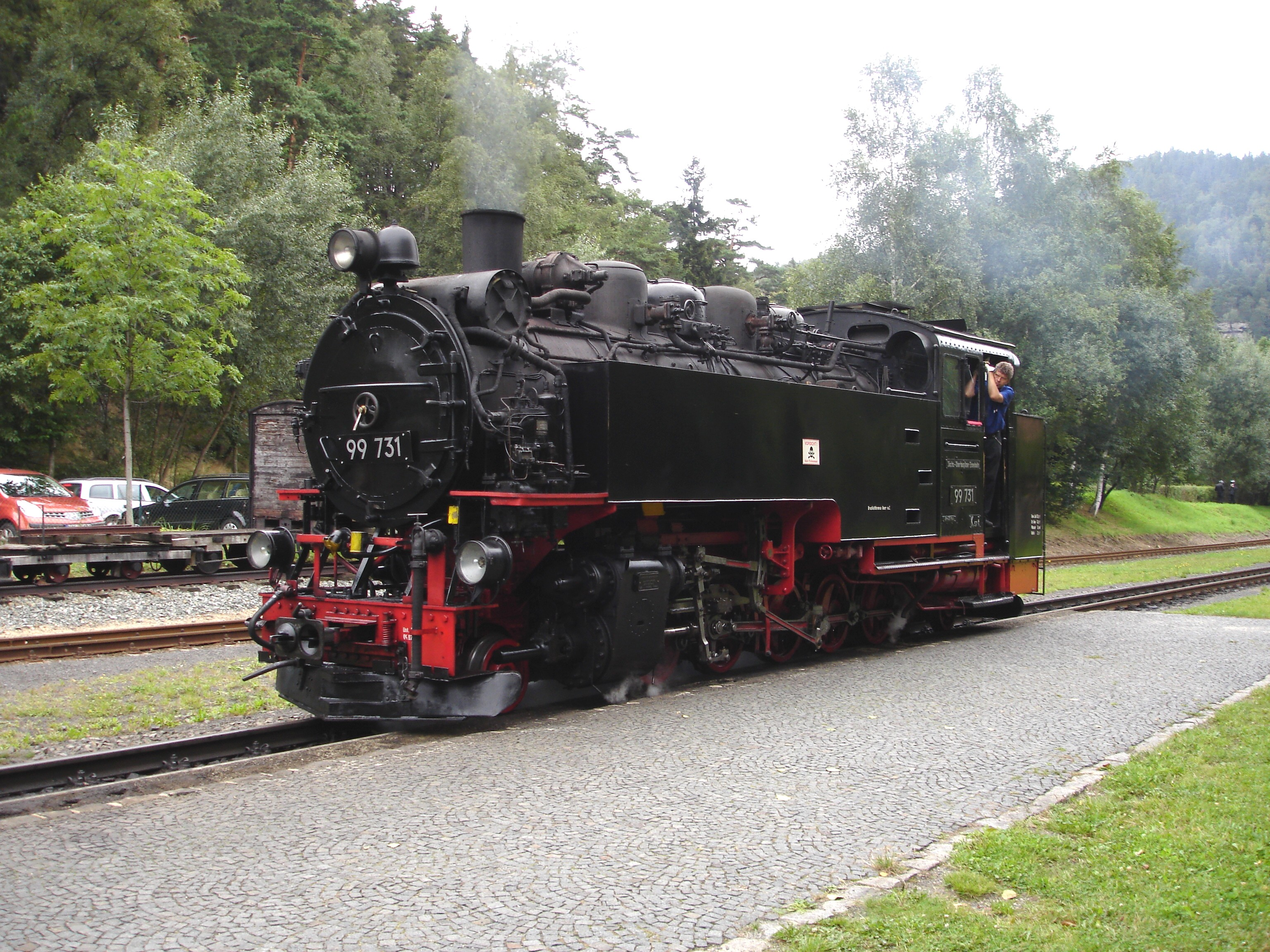
99 731 in Kurort Oybin (2007)

Für den Betrieb auf den Strecken im Erzgebirge und im Zittauer Gebirge erwies sich die schon recht leistungsstarke VI K als zu leistungsschwach. Vor allem für die Bewältigung der Verkehrsspitzen im Wintersportverkehr wurde eine noch stärkere Baureihe benötigt. Das Vereinheitlichungsbüro der Deutschen Lokomotiv-Vereinigung in Berlin-Tegel erarbeitete den Entwurf für eine Einheitslokomotive aus. Die Sächsische Maschinenfabrik in Chemnitz lieferte 1928 die ersten 13 Lokomotiven, denen bis 1933 weitere 19 von der BMAG in Berlin folgten. Diese stärksten in Deutschland je eingesetzten Schmalspurlokomotiven für 750-mm-Spur erfüllten die Erwartungen. Mit Vorspann war nun möglich, auch überlange, bis zu 56 Achsen starke Schmalspurzüge bergwärts zu befördern.
Lokomotiven dieser Baureihe sind auch heute noch im täglichen Regelbetrieb bei der Zittauer Schmalspurbahn und der Weißeritztalbahn im Einsatz.
DR-Baureihe 99.77–79 (Neubaulokomotive)

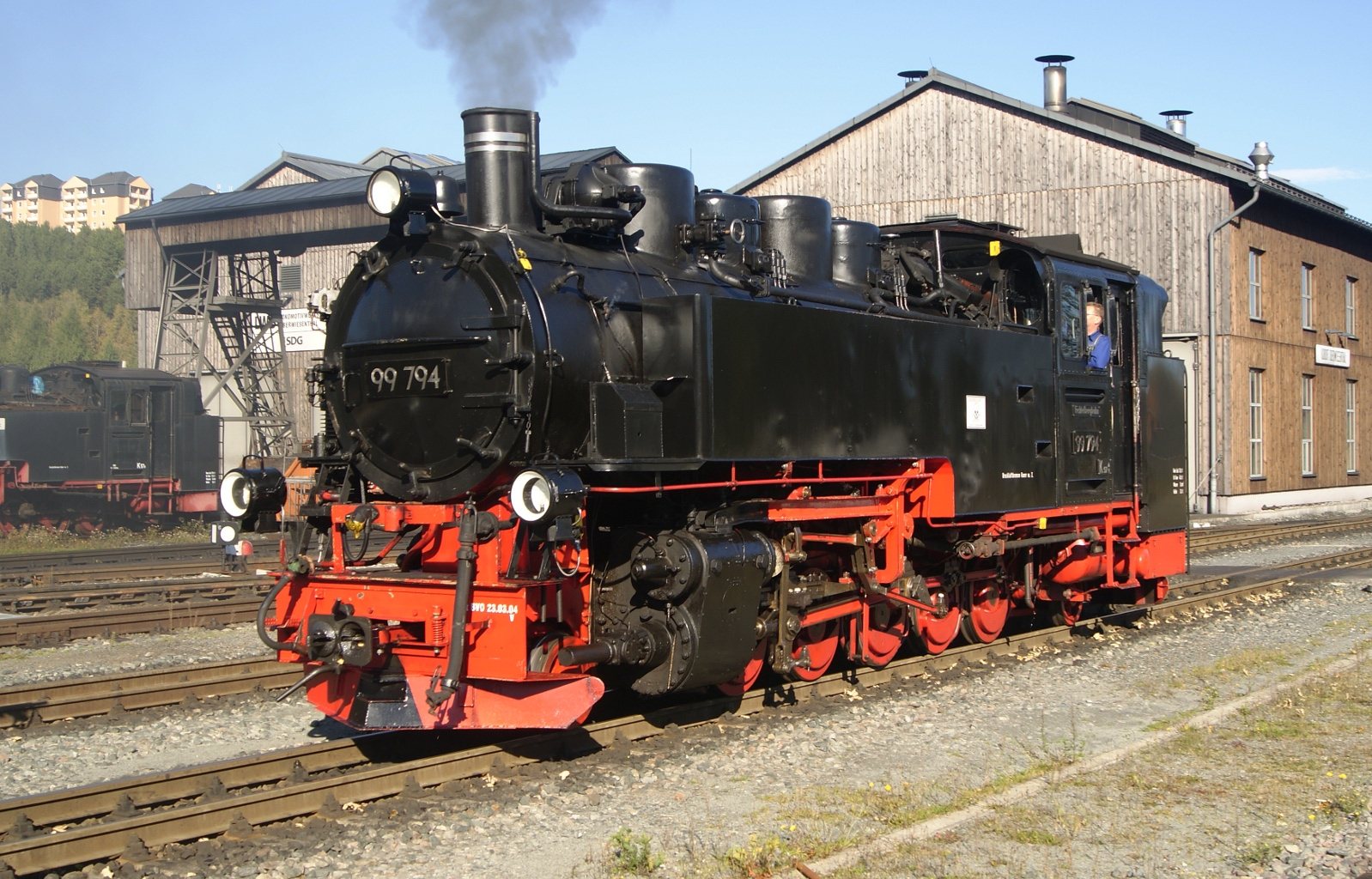
99 794 in Oberwiesenthal (2010)

Im Jahr 1945 mussten zehn Einheitslokomotiven der Baureihe 99.73–76 als Reparationsleistung an die Sowjetunion abgegeben werden. Demgegenüber stand eine enorme Zunahme der Verkehrsleistung auf den Schmalspurbahnen im Erzgebirge durch den neu aufgenommenen Uran-Bergbau der SDAG Wismut. Um dem daraus resultierenden Lokomotivmangel abzuhelfen, entstand ab 1952 eine ähnliche Nachfolgebauart beim VEB Lokomotivbau Karl Marx in Babelsberg als Baureihe 99.77–79. Die Lokomotiven sind entsprechend den damals modernen Baugrundsätzen ausschließlich Schweißkonstruktionen und gleichen ansonsten weitgehend den Einheitslokomotiven.
Die ersten Einsatzgebiete waren die Strecken Schönfeld-Wiesa–Meinersdorf und Wilischthal–Thum, die Strecke Cranzahl–Kurort Oberwiesenthal (Fichtelbergbahn) und die Strecke Hainsberg–Kurort Kipsdorf (Weißeritztalbahn). Ab Anfang der 1970er-Jahre kamen die Lokomotiven dann auch zwischen Radebeul Ost und Radeburg zum Einsatz. Ende der 1980er-Jahre mussten die ersten Lokomotiven wegen Rahmen- und Kesselschäden abgestellt werden. Das zuständige Reichsbahnausbesserungswerk Görlitz-Schlauroth baute daraufhin für mehrere Lokomotiven neue Rahmen und neue Kessel, um die Lokomotiven auch weiterhin einsatzfähig zu halten.
Heute tragen die Lokomotiven auf allen noch in Betrieb befindlichen Strecken zusammen mit den Einheitslokomotiven die Hauptlast des Verkehrs.

#### Diesellokomotiven
DR-Baureihe V 36 K
Schon im ersten Diesellokomotivbeschaffungsprogramm der Deutschen Reichsbahn von 1953 war auch eine Schmalspurlokomotive vorgesehen, die vor allem die IV K auf den sächsischen Strecken ablösen sollte. Der VEB Lokomotivbau Karl Marx in Babelsberg entwickelte ab 1956 die beiden Baumusterlokomotiven V 36.4801 und 4802, die 1960 und 1961 fertiggestellt wurden. Auf der Strecke Freital-Hainsberg–Kurort Kipsdorf als auch um Wilsdruff wurden die Lokomotiven erprobt, wobei einige gravierende Mängel festgestellt wurden. Problematisch war insbesondere die hohe Achslast von über neun Tonnen, die eine Verwendung der Lokomotive auf den meisten vorgesehenen Einsatzstrecken von vornherein ausschloss. Da sich der Hersteller außerstande sah, die Mängel zu beheben, unterblieb eine Serienfertigung. Die beiden Baumusterfahrzeuge wurden 1965 zerlegt und verschrottet.
DR 199 007 und 199 008

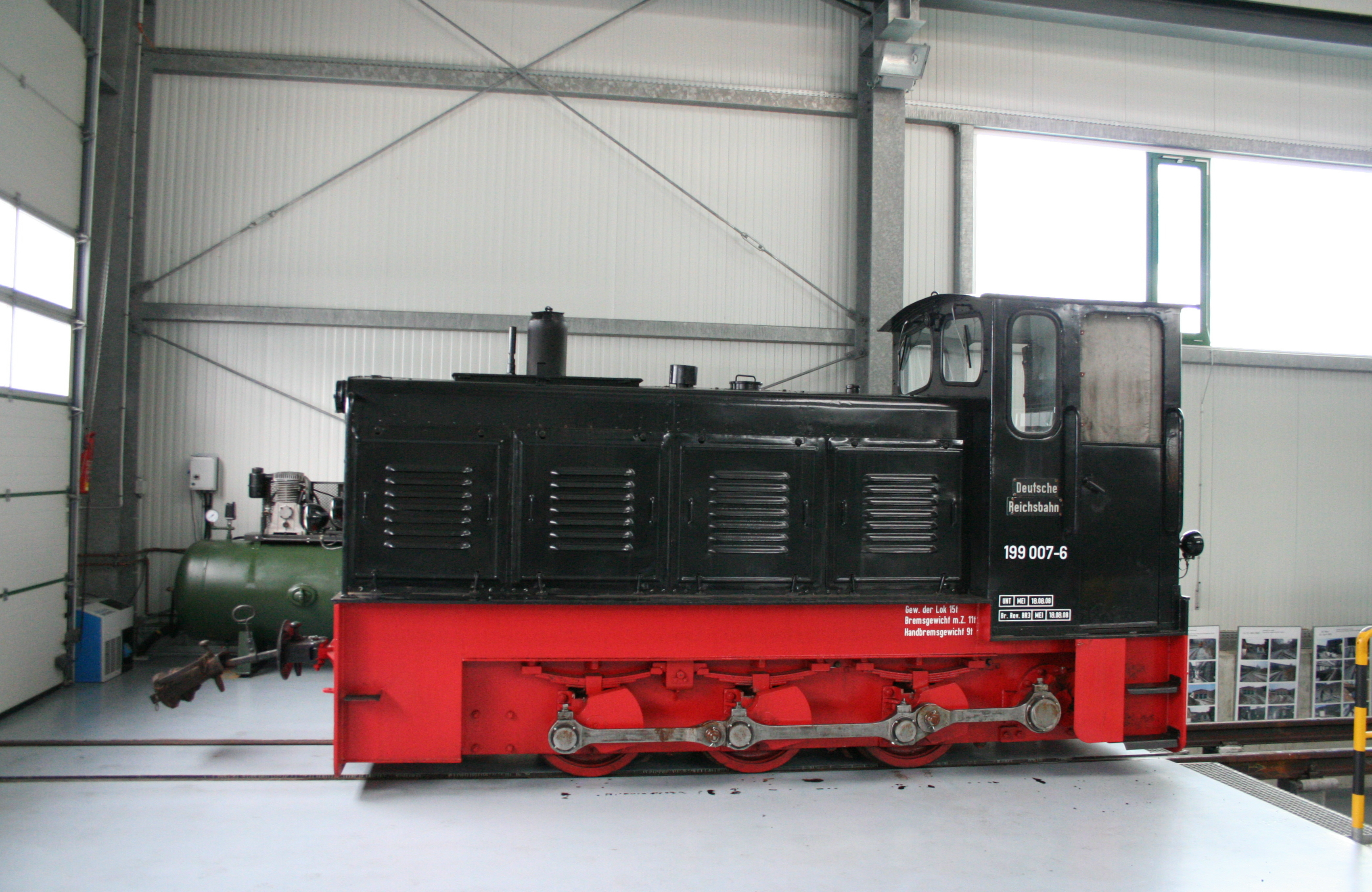
199 007 in der Ausstellungs- und Fahrzeughalle der Preßnitztalbahn in Jöhstadt (2009)

Die beiden Diesellokomotiven 199 007 und 199 008 entsprachen dem Typ Ns4 des VEB Lokomotivbau Karl Marx Babelsberg. Sie waren die leistungsfähigsten Lokomotiven einer Typenreihe schmalspuriger Diesellokomotiven, die insbesondere für Feld- und Waldbahnen konzipiert worden waren.
Die 199 007 war ursprünglich die Rangierlokomotive auf der Anschlussbahn des VEB Spinnerei Venusberg. Die DR kaufte die Lokomotive im Jahr 1972 und setzte sie fortan auf der Reststrecke der Schmalspurbahn Wilischthal–Thum zwischen dem Bahnhof Wilischthal und der Papierfabrik Wilischthal ein. Als sie dort nicht mehr benötigt wurde, erwarb sie 1992 die IG Preßnitztalbahn. Heute kommt sie gelegentlich auf deren Museumsbahn zwischen Steinbach und Jöhstadt zum Einsatz.
Die 199 008 war ursprünglich für den VEB Kieswerk Ottendorf-Okrilla gebaut worden, später lief sie als Werklok 2 im VEB GISAG Schmiedeberg. Die DR mietete die Lokomotive 1987 für die Demontage der stillgelegten Preßnitztalbahn, 1990 ging sie dann käuflich an die DR über. Bis 1992 diente sie in Wilischthal als Reservelokomotive für die 199 007. Im Jahr 1993 wurde sie an die Döllnitzbahn verkauft.
FAUR L30H

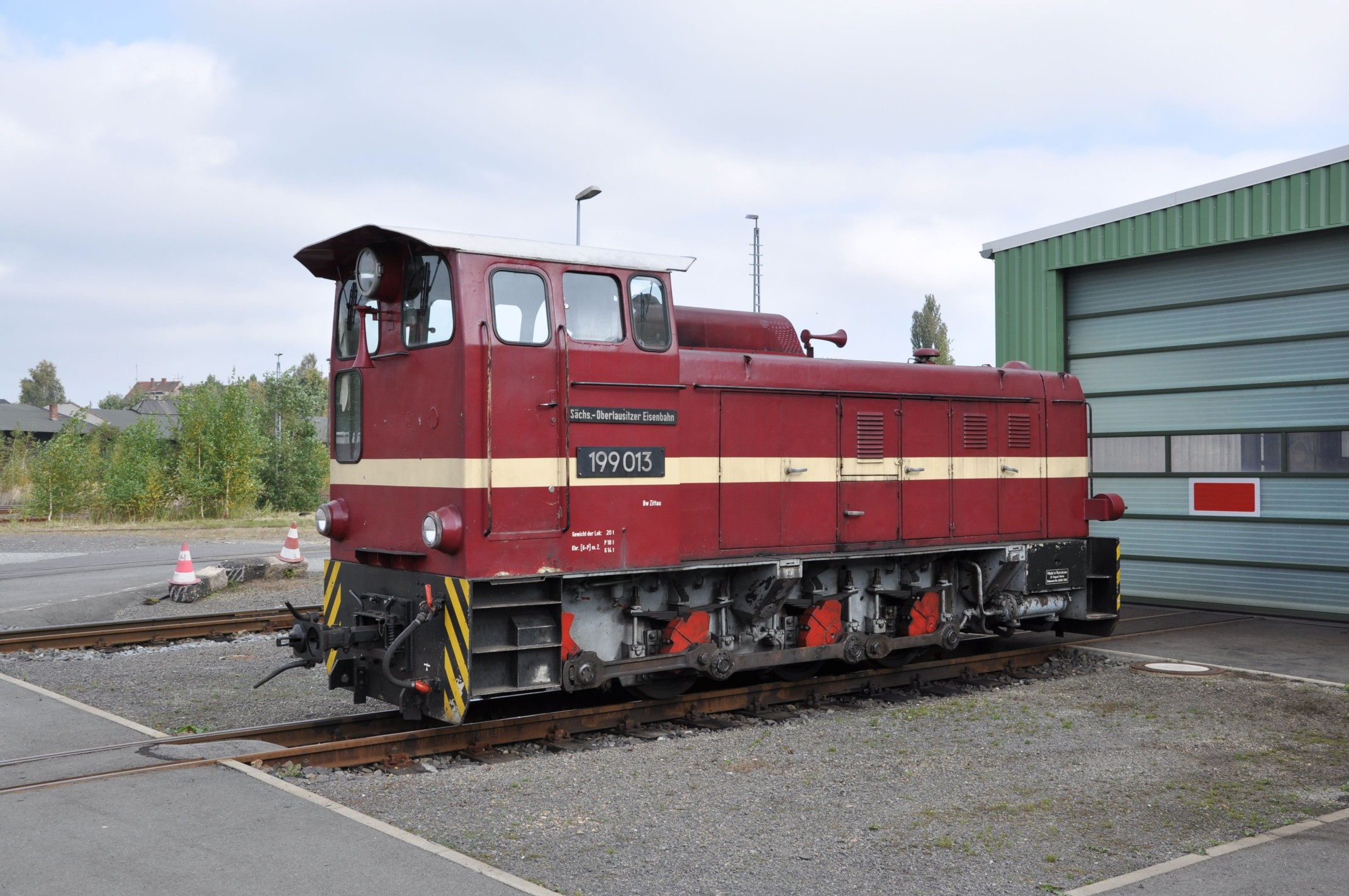
199 013 der SOEG in Zittau (2010)

Die Lokomotiven des Typs FAUR L30H wurden zwischen 1977 und 1982 bei der Lokomotivfabrik 23. August in Rumänien für den Einsatz auf Feld- und Waldbahnen gebaut. Die Döllnitzbahn erwarb 1994 zwei Lokomotiven mit einer Spurweite von 600 mm, die von einer polnischen Werkbahn stammten. Bei der MaLoWa in Mannsfeld auf 750 mm umgespurt, kamen sie zwischen Mügeln, Oschatz und Kemmlitz vor Reise- und Güterzügen zum Einsatz. Mangels Bedarfs sind die Fahrzeuge heute schadhaft abgestellt.
Eine weitere Lokomotive dieses Typs setzt die SOEG vor ihren Dieselzügen ein. Sie wird dort als 199 013 geführt.
BBÖ 2041/s / ÖBB 2091

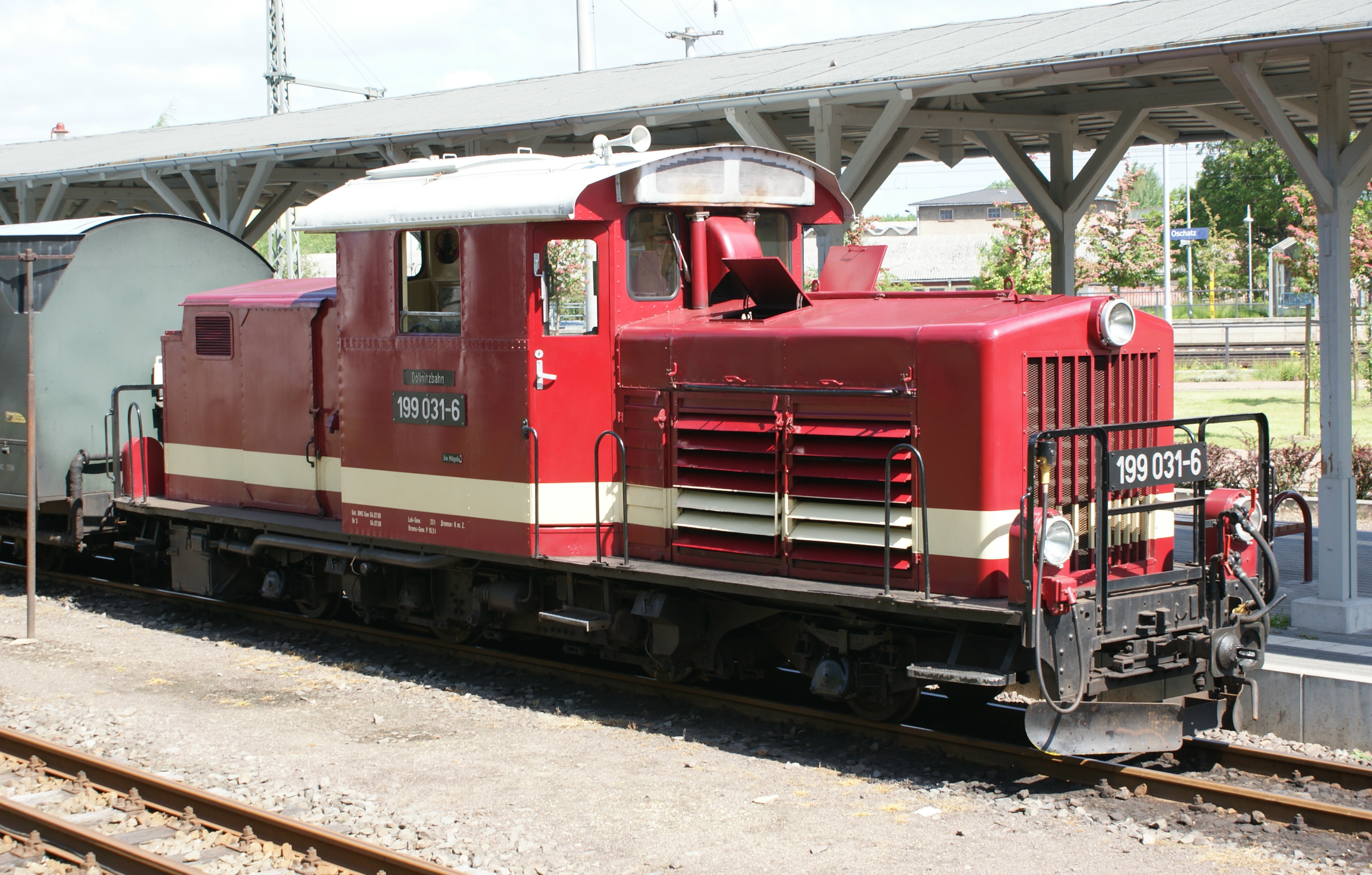
199 031 der DBG in Oschatz (2010)

Die 2041/s wurden ab 1934 von den Österreichischen Bundesbahnen (BBÖ) für die Schmalspurbahnen mit 760 mm Spurweite in Österreich beschafft. Die Döllnitzbahn erwarb ab 1997 die Lokomotiven 2091.10 und 2091.12 der zweiten Bauserie von 1940. Sie werden dort zumeist vor den 1995 eingeführten Schülerzügen eingesetzt. Ungewöhnlich war zunächst die farbenfrohe Lackierung, „um die jungen Fahrgäste zur Fahrt zu werben“.
FAUR L45H
Die Lokomotiven des Typs FAUR L45H wurden zwischen 1967 und 1985 bei der Lokomotivfabrik 23. August in Rumänien als Streckenlokomotive, aber auch für den Einsatz auf Industriebahnen gebaut. Die erste Lokomotive dieses Typs erwarb 1998 die damalige BVO Bahn für den Einsatz als Reserve- und Bauzuglokomotive auf der Strecke Cranzahl–Kurort Oberwiesenthal. Später kaufte auch die Mitteldeutsche Bahnreinigungsgesellschaft zwei Lokomotiven, die in Freital-Hainsberg und Radebeul Ost stationiert wurden. Diese und zwei weitere als Ersatzteilspender genutzte Fahrzeuge gehören heute zum Bestand der SDG.
Eine weitere L45H kam 2009 zur SOEG. Sie wird dort als 199 018 eingesetzt.

### Triebwagen
Dieseltriebwagen 137 322

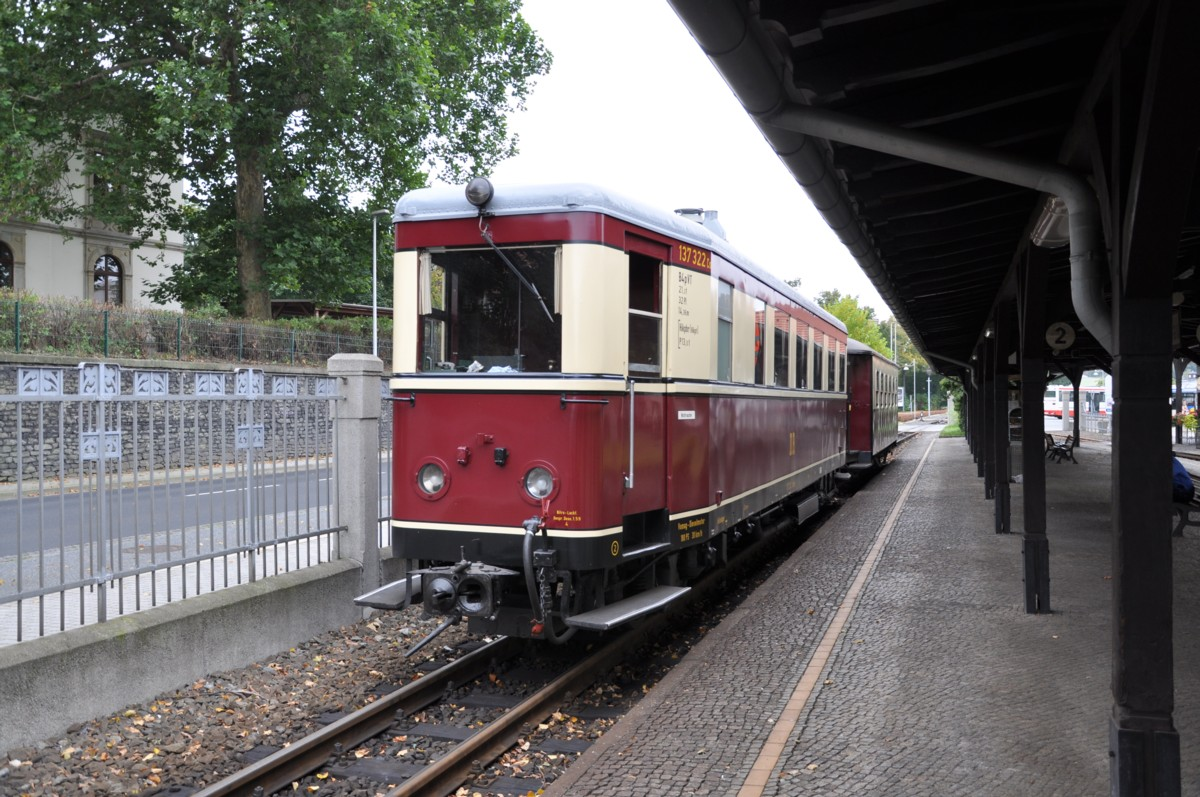
137 322 mit Beiwagen in Zittau (2010)

Im Jahr 1938 lieferte Busch in Bautzen vier schmalspurige Dieseltriebwagen für die sächsischen Schmalspurbahnen aus. Die modernen Fahrzeuge waren für eine Höchstgeschwindigkeit von 65 km/h ausgelegt und besaßen eine Vielfachsteuerung für das Fahren im Zugverband.
Die Triebwagen kamen fortan auf den von Zittau ausgehenden Schmalspurbahnen ins Zittauer Gebirge und nach Hermsdorf zum Einsatz. Die Fahrzeuge bewährten sich, nur der Ausbruch des Zweiten Weltkrieges am 1. September 1939 verhinderte die Beschaffung weiterer Fahrzeuge. Nach 1945 verblieb in Zittau nurmehr ein einziger Triebwagen, der zusammen mit entsprechend angepassten normalen Personenwagen wieder zum Einsatz kam. Im Jahr 1964 wurde das Fahrzeug nach einem Motorschaden im Lokschuppen in Bertsdorf abgestellt, aber nicht verschrottet.
In den Jahren 2006 und 2007 erfolgte mittels Spendengeldern eine Aufarbeitung des Triebwagens. Am 11. und 12. August 2007 wurde das einzigartige Fahrzeug erstmals seit über 40 Jahren wieder planmäßig auf den Zittauer Schmalspurbahnen eingesetzt.
Dieseltriebwagen 137 600
Der Triebwagen VT 137 600 war aus einem beschädigten dreiteiligen Triebwagen der Lettischen Staatsbahnen neu aufgebaut worden, der am Ende des Zweiten Weltkrieges im Bahnhof Wolkenstein verblieben war. Von 1951 bis 1954 setzte die DR das Fahrzeug auf der Schmalspurbahn Freital-Potschappel–Nossen ein. Wegen häufiger Störungen an der Antriebsanlage und der zu schwachen Motorleistung gab man den Triebwagen schon 1954 nach Zittau ab, wo er kaum mehr zum Einsatz kam. Ab 1957 lief er noch auf verschiedenen Schmalspurbahnen im Norden der DDR, wo er 1965 aus dem Dienst schied.
Neue Triebwagen

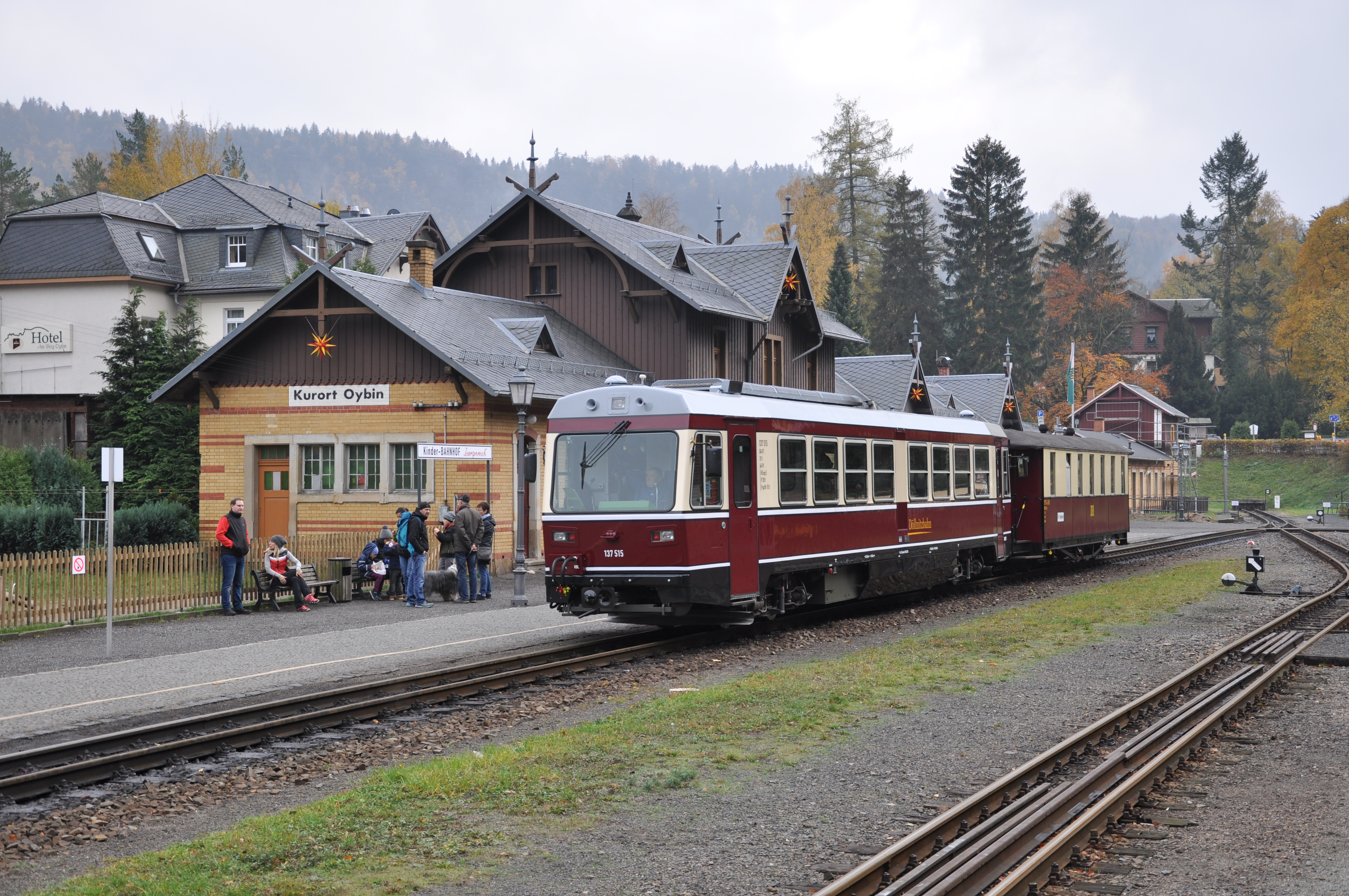
137 515 der Döllnitzbahn (ehem. ÖBB 5090.015) während der öffentlichen Präsentationsfahrten in Kurort Oybin (4. November 2018)

Nach 1990 zeigte sich, dass ein Betriebskonzept analog den Schmalspurbahnen in Österreich auch optimal für die sächsischen Strecken wäre. Vorgesehen waren danach auch zehn neue Schmalspur-Triebwagen, die nach einer Ausschreibung von Stadler in der Schweiz geliefert werden sollten. Obwohl ab Mitte der 1990er-Jahre eine Finanzierungszusage der Sächsischen Staatsregierung vorlag, konnten sich die seinerzeit vier verschiedenen Eigentümer der Strecken nicht auf eine gemeinsame Bestellung solcher Fahrzeuge einigen. Einer der Gründe für das Scheitern des Projektes war auch der zwischenzeitlich beabsichtigte Kauf neuer Schmalspur-Dampflokomotiven durch die damalige BVO Bahn.
Die Döllnitzbahn erwarb 2017 einen Triebwagen der ÖBB-Reihe 5090 des Baujahres 1995 von der NÖVOG, der ab 2018 zusammen mit einem schon vorhandenen Reisezugwagen österreichischer Herkunft im Schülerverkehr zwischen Oschatz und Mügeln verwendet werden soll.

### Meterspurige Lokomotiven und Triebwagen
Gattung I M

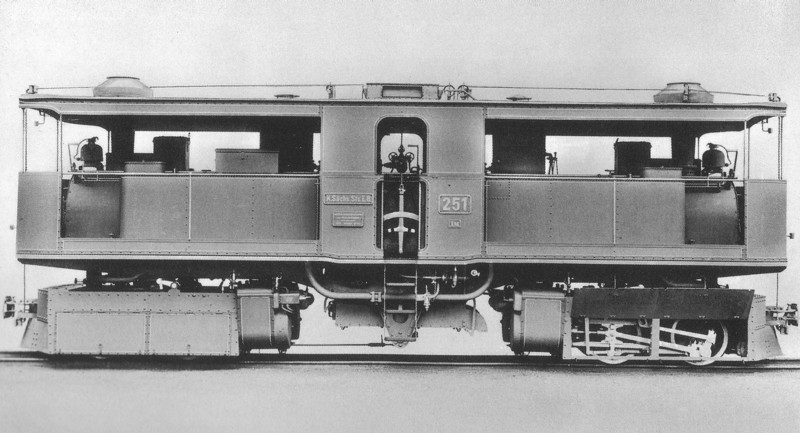
I M Nr. 251 (Werkfoto Sächsische Maschinenfabrik)

Die Lokomotiven der Gattung I M wurden für die meterspurige Rollbockbahn zwischen Reichenbach und Oberheinsdorf beschafft. Wegen des im Straßenplanum verlegten Gleiskörpers waren die Lokomotiven ursprünglich wie Trambahnlokomotiven der Dampfstraßenbahn vollständig verkleidet. Die Fahrzeuge besaßen zwei Kessel mit Feuerbüchsen, die miteinander verbunden waren. Das Führerhaus lag dabei zwischen den beiden Kesseln. Ursprünglich war die Lok auf ganzer Länge überdacht, und der Lokführer hatte einen separaten Platz am jeweils vorausfahrenden Ende.
Die Lokomotiven erhielten bei der Deutschen Reichsbahn die Nummern 99 161 bis 99 163. Sie wurden bis 1963 ausgemustert. Die 99 162 blieb als Museumslokomotive des Verkehrsmuseums Dresden erhalten und befindet sich heute in Oberheinsdorf als Denkmallokomotive.
Gattung I ME

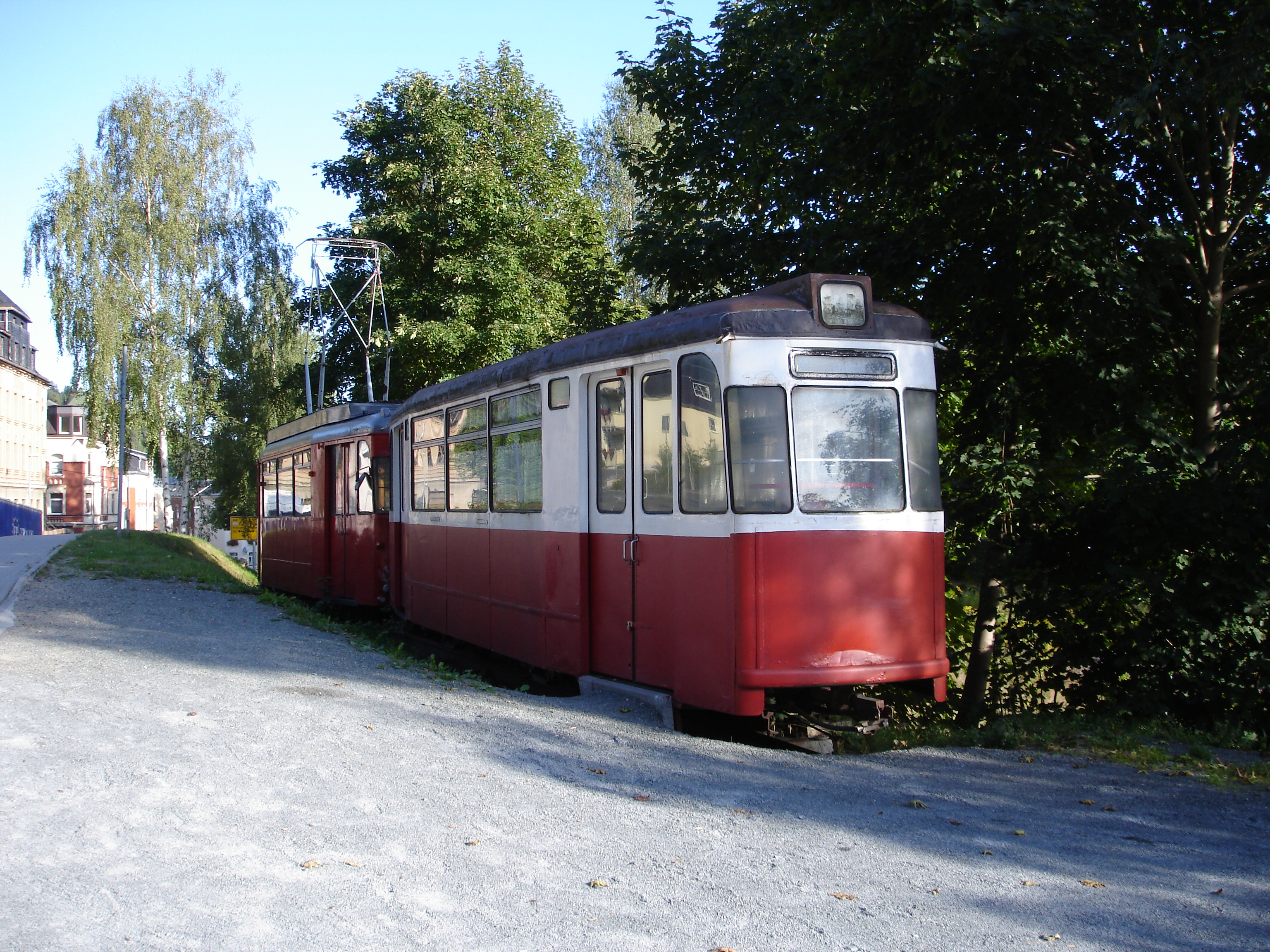
ET 198 06 und EB 198 03 als Fahrzeugdenkmal am Bahnhof Klingenthal (2007)

Für den Betrieb auf der elektrifizierten Strecke von Klingenthal nach Sachsenberg-Georgenthal beschafften die Königlich Sächsischen Staatseisenbahnen 1914 für den Güterzugdienst zwei Elektrolokomotiven. Die vierachsigen Fahrzeuge wurden bei der Sächsischen Maschinenfabrik in Chemnitz gefertigt und erhielten die elektrische Ausrüstung der Siemens-Schuckert-Werke (SSW). Sie wurden ab 1950 als E 191 bezeichnet und waren bis zur Einstellung des Betriebs auf der Strecke im Einsatz. Anschließend wurden sie verschrottet.
Elektrischer Triebwagen I MET
Für den Betrieb auf der elektrifizierten Strecke von Klingenthal nach Sachsenberg-Georgenthal beschaffte die Staatsbahn für den Personenzugdienst 1916 zwei straßenbahnähnliche Triebwagen. Die Fahrzeuge wurden in der Waggonfabrik Bautzen gefertigt und erhielten die elektrische Ausrüstung von den Siemens-Schuckert-Werken. Die Deutsche Reichsbahn übernahm die Fahrzeuge und ab 1950 wurden sie als ET 197 21 und 22 bezeichnet. Im Jahr 1958 erfolgte die Ausmusterung und Verschrottung.
Elektrischer Triebwagen ET 198
Als Ersatz für die überalterten Fahrzeuge der Baureihe I MET beschaffte die Deutsche Reichsbahn vier neue Triebwagen. Um Entwicklungskosten zu sparen, entschied man sich, angepasste Straßenbahnfahrzeuge aus der Produktion des VEB Waggonbau Gotha zu erwerben. Die Fahrzeuge waren bis zur Betriebseinstellung im April 1964 im Einsatz und wurden dann zur Straßenbahn Plauen umgesetzt.

### Wagen

#### Reisezugwagen
Im Jahr 1881 wurden für die erste sächsische Schmalspurbahn nur zweiachsige Reisezugwagen 2. und 3. Klasse beschafft. Die 4. Klasse schien anfangs wegen der kurzen Reiseentfernungen entbehrlich, wurde aber ab 1913 dann doch eingeführt. Schon bald wurden dann auch vierachsige Wagen in Dienst gestellt, anfangs noch mit Oberlichtdach, später dann mit Tonnendach und deutlich verbreitertem Wagenkasten. Diese ab 1906 in zwei Bauarten in Dienst gestellten Wagen sollten dann das Aussehen der Schmalspurzüge in Sachsen über Jahrzehnte maßgeblich prägen. Mehrfach modernisiert bilden diese Wagen auch heute noch den Grundstock des Reisezugwagenbestandes in Sachsen.
Ab 1929 wurden die sogenannten Einheitswagen in Dienst gestellt. Mit diesen modernen Fahrzeugen in mittragender Stahlbauart und damit ohne durch Sprengwerke verstärkte Langträger und geraden Tonnendächern wurden erstmals technische Neuerungen wie elektrische Beleuchtung und Dampfheizung auf den Schmalspurbahnen eingeführt. Relativ zeitgleich wurde im selben Jahr die vierte Wagenklasse wieder abgeschafft.
Im Jahr 1933 wurden auf den Bodenrahmen ausgemusterter Oberlichtwagen fünf offene Aussichtswagen aufgebaut. Die Wagen besaßen kein Dach und waren demzufolge nur bei schönem Wetter einsetzbar. Nach dem Zweiten Weltkrieg wurden sie allerdings wegen der nun üblichen Braunkohlefeuerung und dem damit verbundenen Funkenflug kaum mehr in planmäßige Züge eingestellt. Eines der Fahrzeuge gelangte 1971 in den Bestand des Schmalspurbahnmuseums Rittersgrün, ein weiteres kam 1974 zur Traditionsbahn Radebeul. Erst in jüngerer Zeit wurden neue Wagen dieser Art in Dienst gestellt.
Nach dem Zweiten Weltkrieg kam es – mit Ausnahme zweier Wagen für die Deutsche Post – zu keinen Fahrzeugneubeschaffungen mehr. Ab Ende der 1950er-Jahre wurden im Raw „Wilhelm Pieck“ in Karl-Marx-Stadt die meisten Wagen modernisiert. Außen erhielten die Wagen statt der Verbretterung eine Blechbeplankung, innen wurden neue, hartgepolsterte Sitzbänke eingebaut.
Ab 1977 wurden die weiterhin benötigten Wagen in der Werkabteilung Perleberg des Raw Wittenberge einer nochmaligen, Rekonstruktion genannten Modernisierung unterzogen. Wurden anfangs nur neue Wagenkästen in Stahlbauart mit Fenstern nach dem Vorbild der Vorserienwagen der Doppelstockeinzelwagen unter Beibehaltung der ursprünglichen Wagendächer eingebaut und die Bestuhlung mit hartgepolsterten Stahlrohrsitzen erneuert, so erhielten die Wagen später neue Wagenkästen in vereinheitlichter Breite mit Stahltonnendächern. Nach der ersten Modernisierung war die Ursprungsbauart vor allem an der Dachform noch zu erkennen, nach dem Einbau der Stahltonnendächern nur noch an Details wie vorhandenen Sprengwerken. Während der zweiten Modernisierungsstufe begann auch die Umstellung von Saug- auf Druckluftbremse. Als die Werkabteilung Perleberg im März 1992 geschlossen wurde, endete das Rekonstruktionsprogramm. Zu diesem Zeitpunkt waren etwa vier Fünftel des noch vorhandenen Wagenbestandes umgebaut.

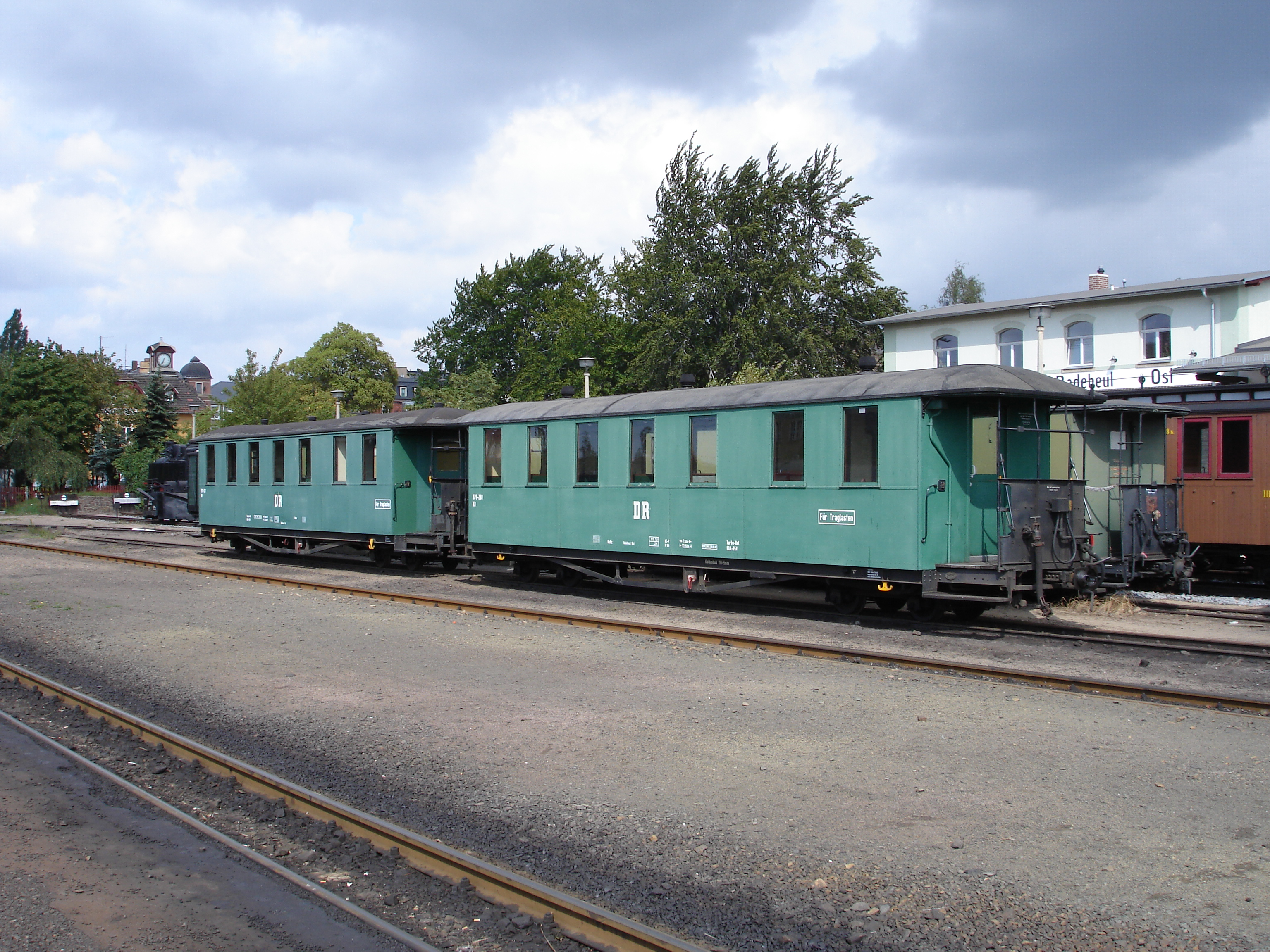
Traglastenwagen der Baujahre 1913–1928 (Radebeul Ost, 2006)
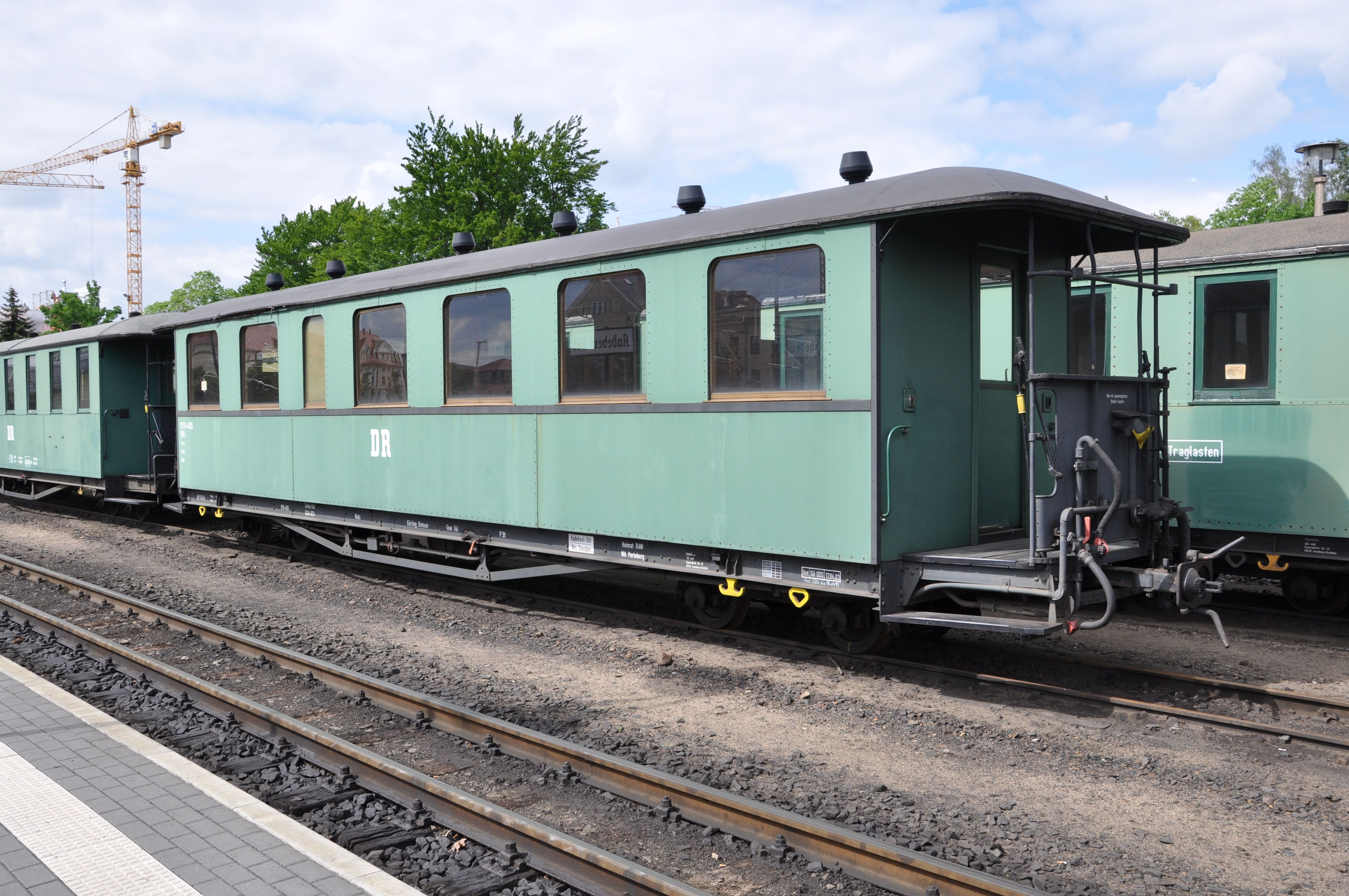
Reisezugwagen Gattung KB4 (Radebeul Ost, 2012)
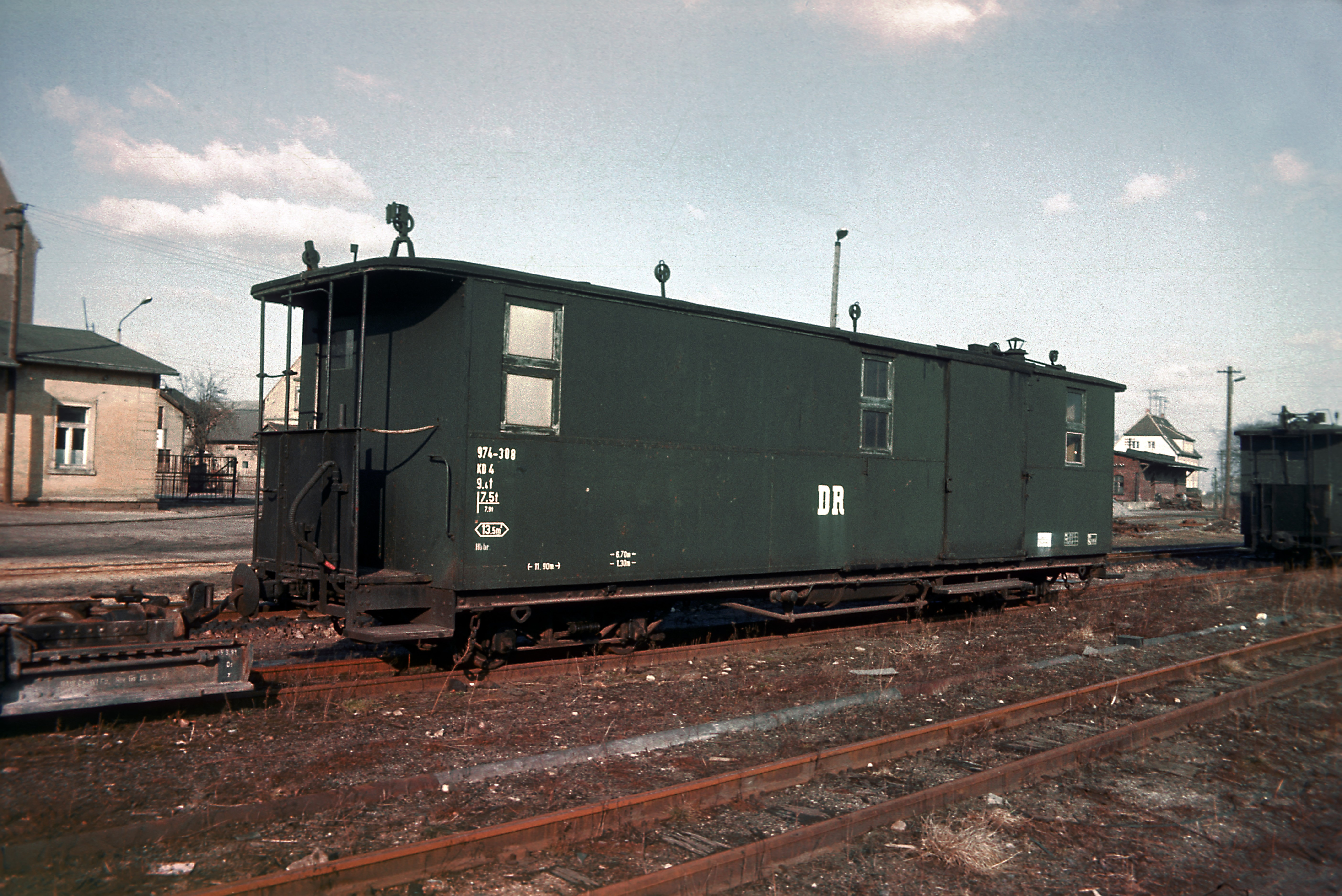
Dienstwagen (Mügeln, 1982)
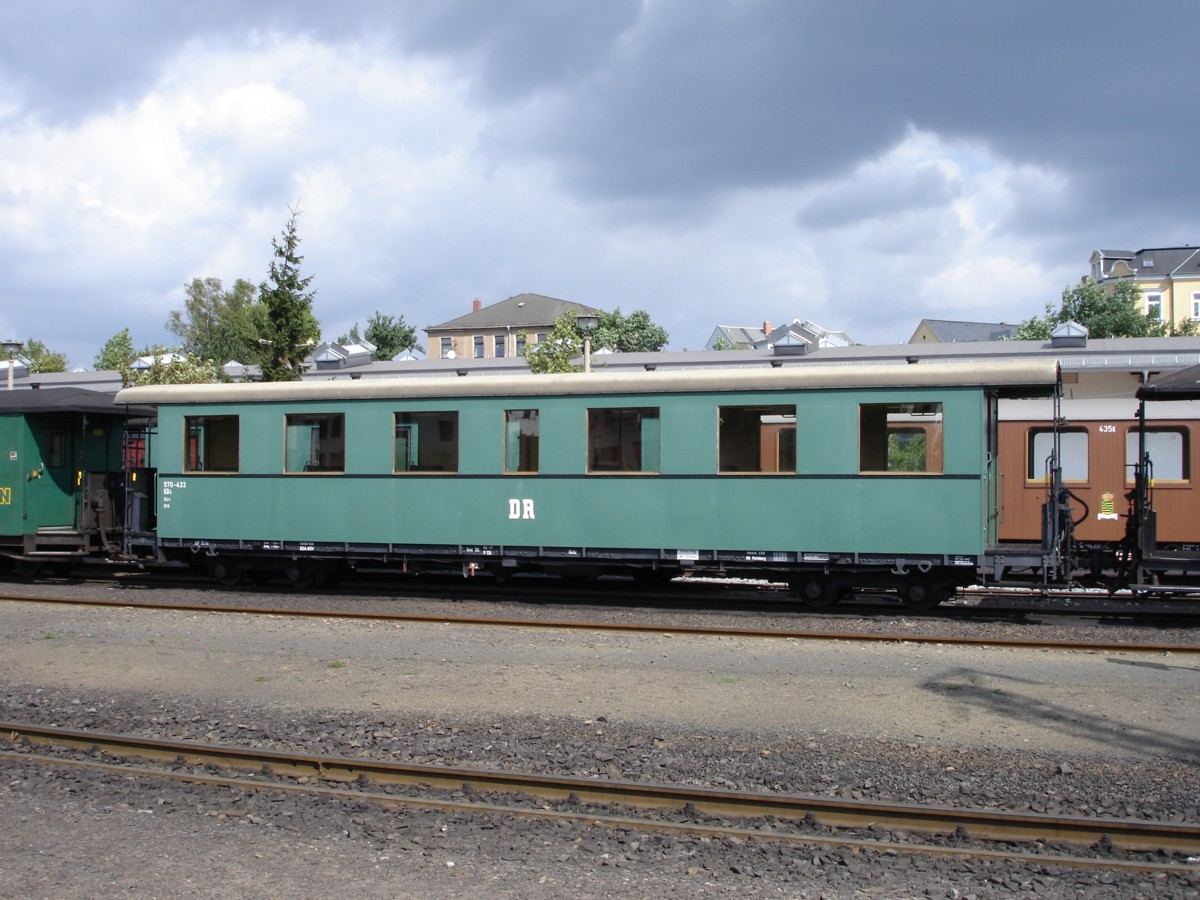
Reisezugwagen der Einheitsbauart (Radebeul Ost, 2006)
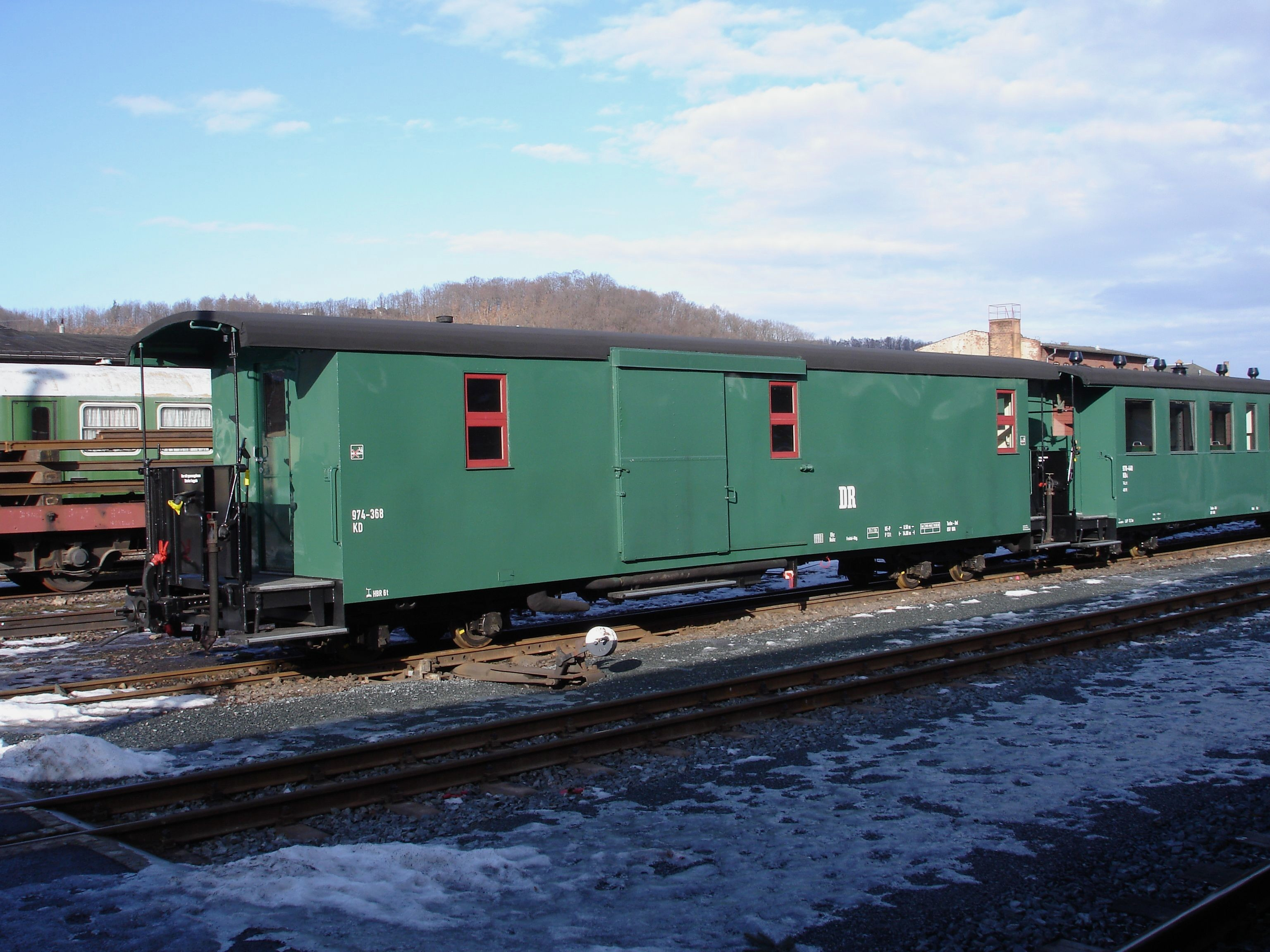
Gepäckwagen der Einheitsbauart (Freital-Hainsberg, 2009)
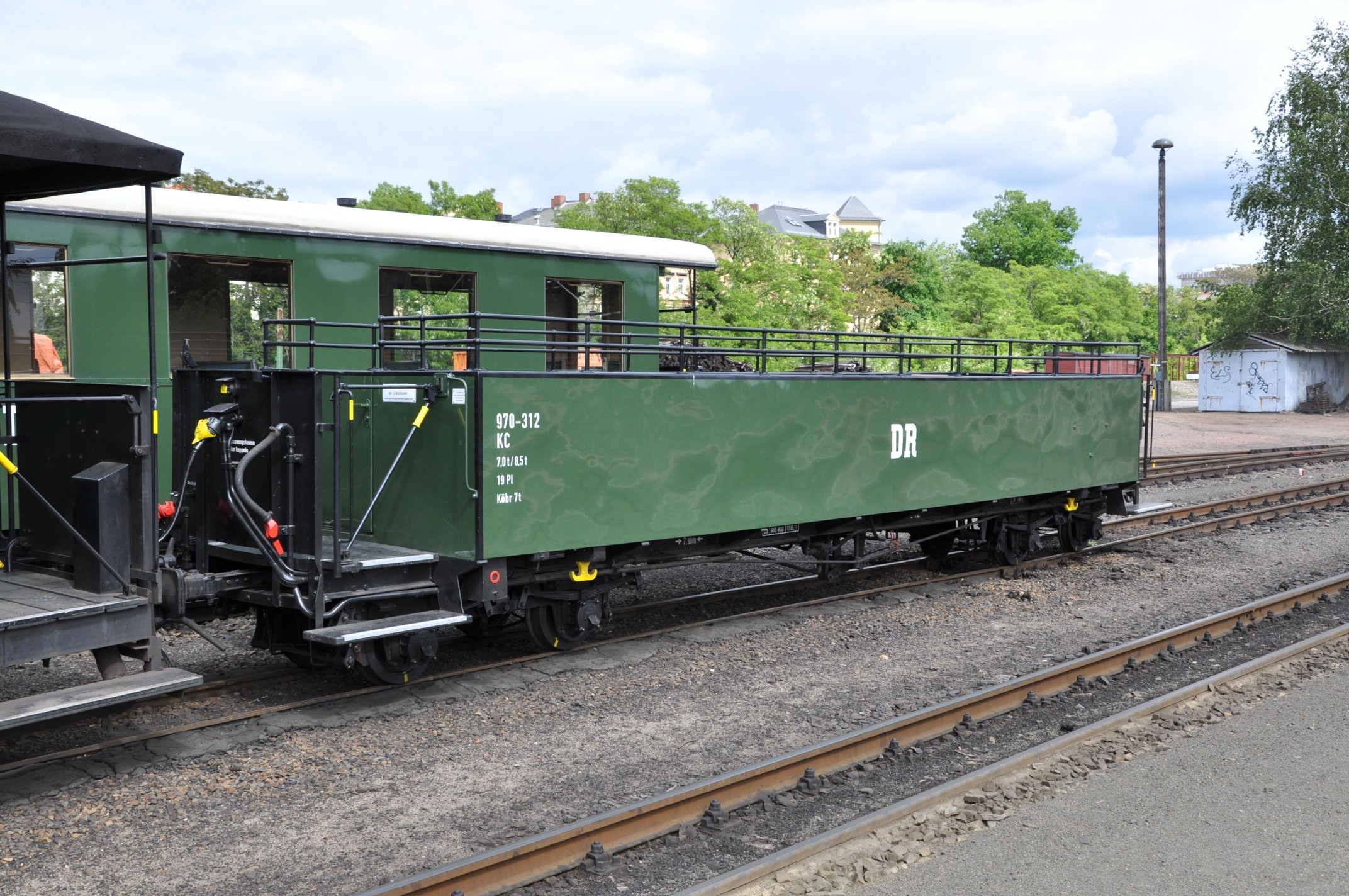
Aussichtswagen (Radebeul Ost, 2012)
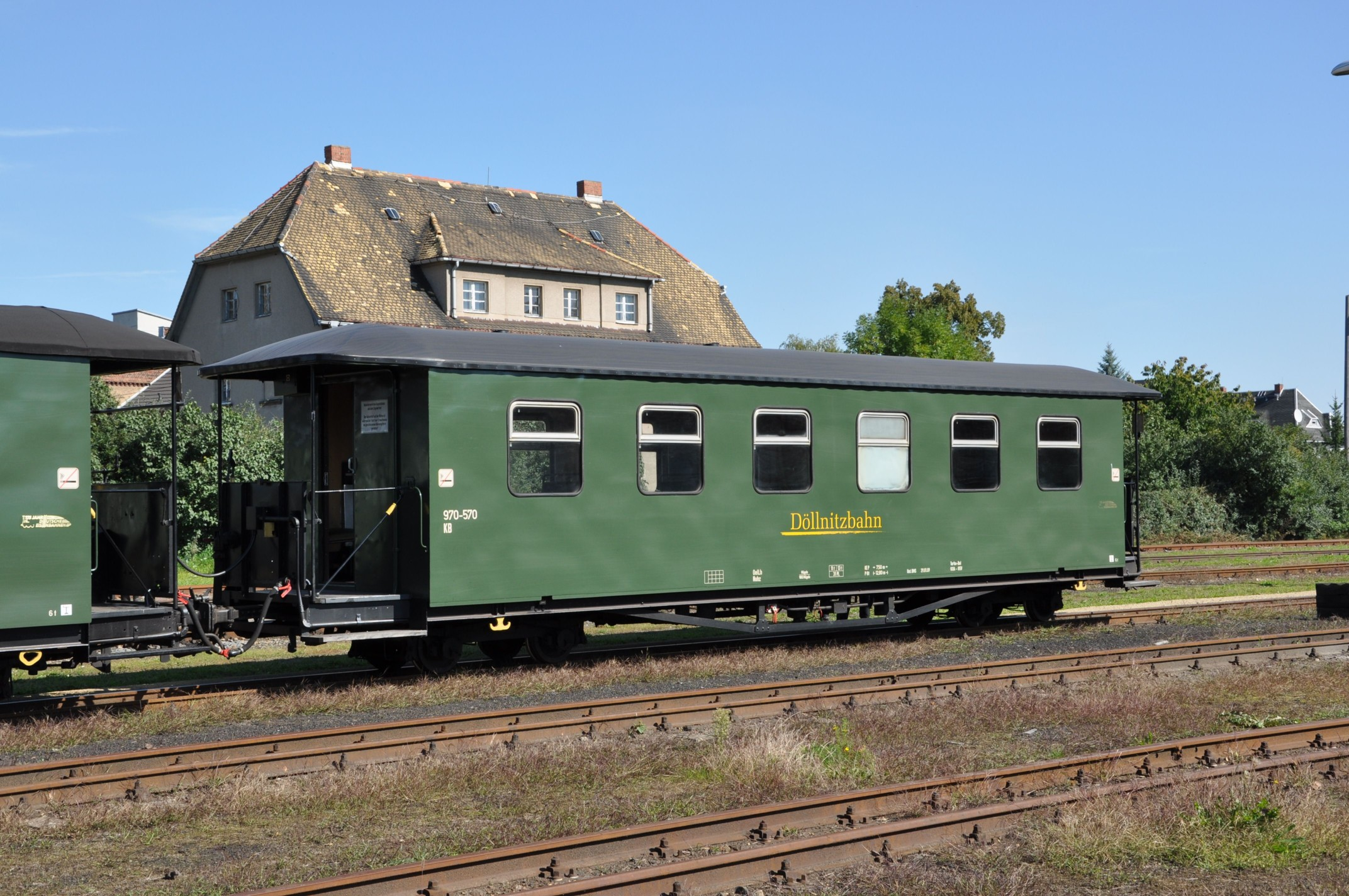
Rekowagen, erste Modernisierungsstufe (Mügeln, 2010)
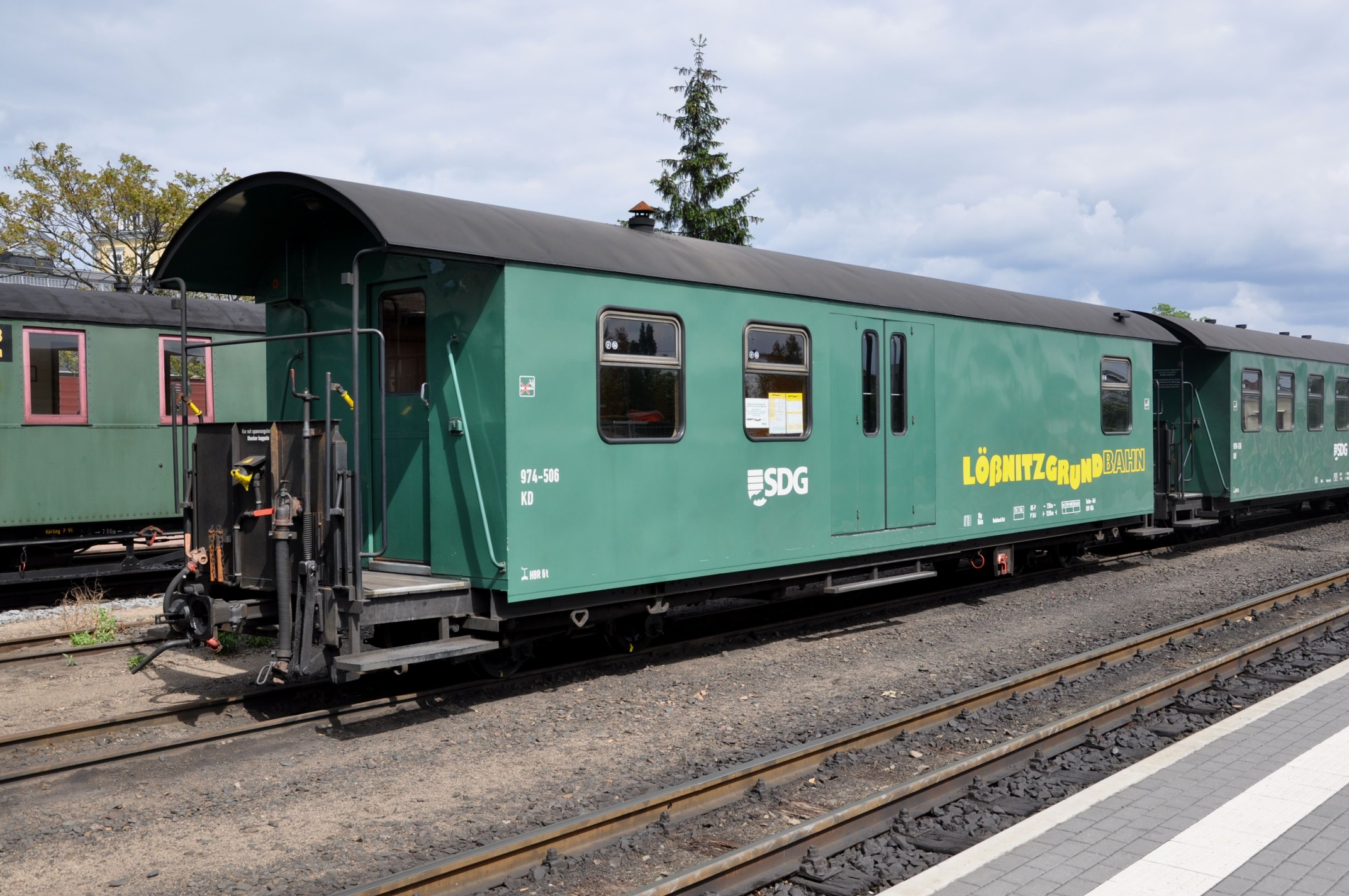
Reko-Gepäckwagen, dritte Modernisierungsstufe (Radebeul Ost, 2012)

#### Güterwagen
Ähnlich wie bei den Reisezugwagen verlief auch die Entwicklung bei den Güterwagen. Wurden anfangs nur zweiachsige Bauarten beschafft, so begann ab 1901 die Beschaffung großräumiger vierachsiger offener und geschlossener Güterwagen. Ab den 1920er-Jahren wurden ergänzend vierachsige Drehschemelwagen und ab 1930 dann noch vierachsige Klappdeckelwagen in Dienst gestellt.
Schon vor 1900 beförderte man auch Normalspurgüterwagen auf Rollböcken. Technisches Neuland betraten die Königlich Sächsischen Staatseisenbahnen mit der Entwicklung der Rollwagen ab 1901. Die Rollwagen wurden fortan in mehreren Serien und verschiedenen Fahrbühnenlängen von 5,5 bis 9,0 Metern bis in die 1950er-Jahre beschafft.
Exoten unter den Güterwagen gab es nur wenige. Zu nennen sind hier vor allem die Privatwagen der Dresdner Düngerexportgesellschaft, mit denen vor der Errichtung der Kanalisation die Fäkalien aus der Stadt Dresden abtransportiert wurden. Nach 1990 gelangten einige Schüttgut-Selbstentladewagen der einstigen Mansfelder Bergwerksbahn zur Döllnitzbahn, die vor allem im Kaolinverkehr von Kemmlitz zum Einsatz kamen.

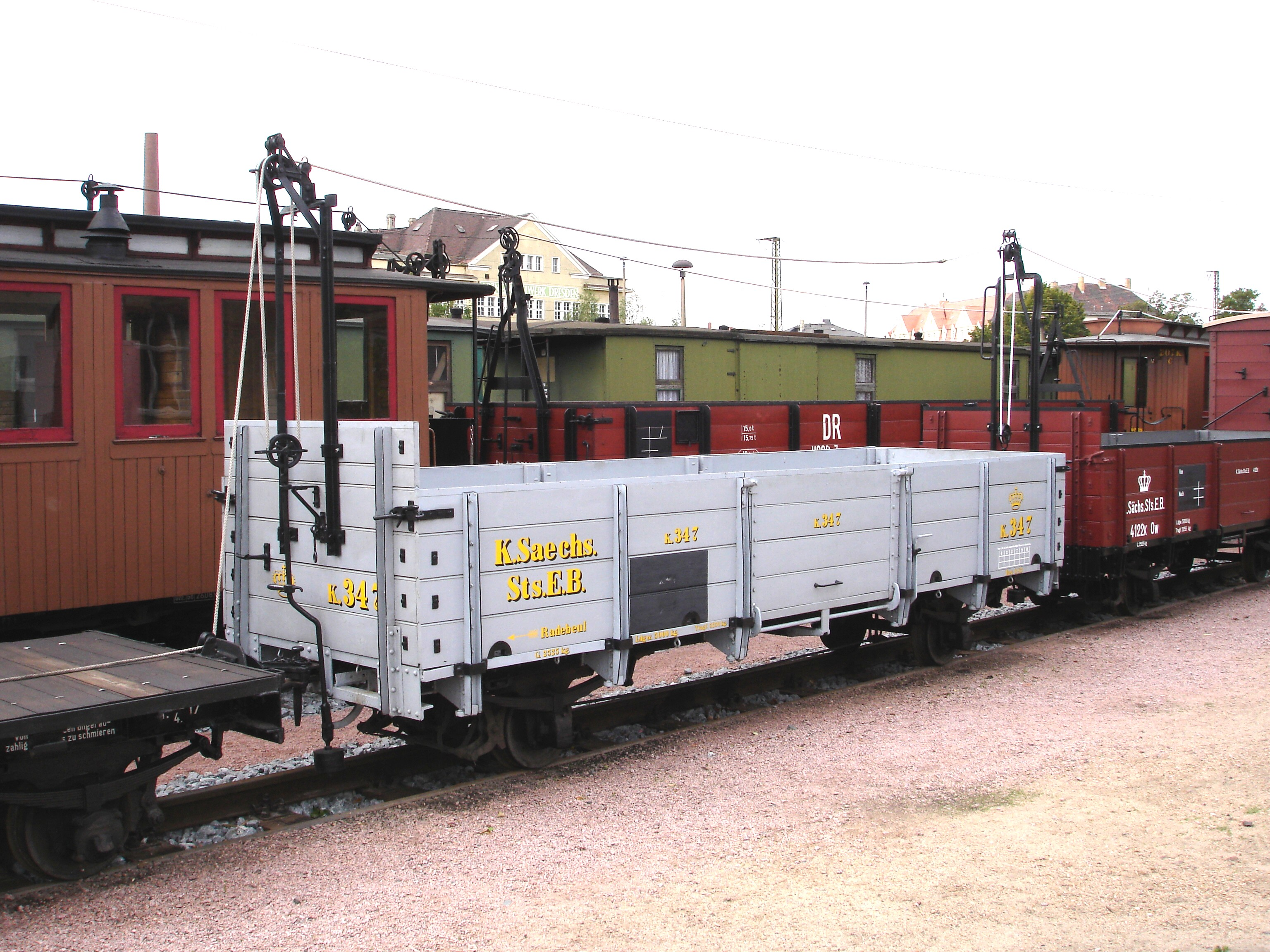
Zweiachsiger Offener Güterwagen von 1881 (Museum Radebeul Ost, 2006)
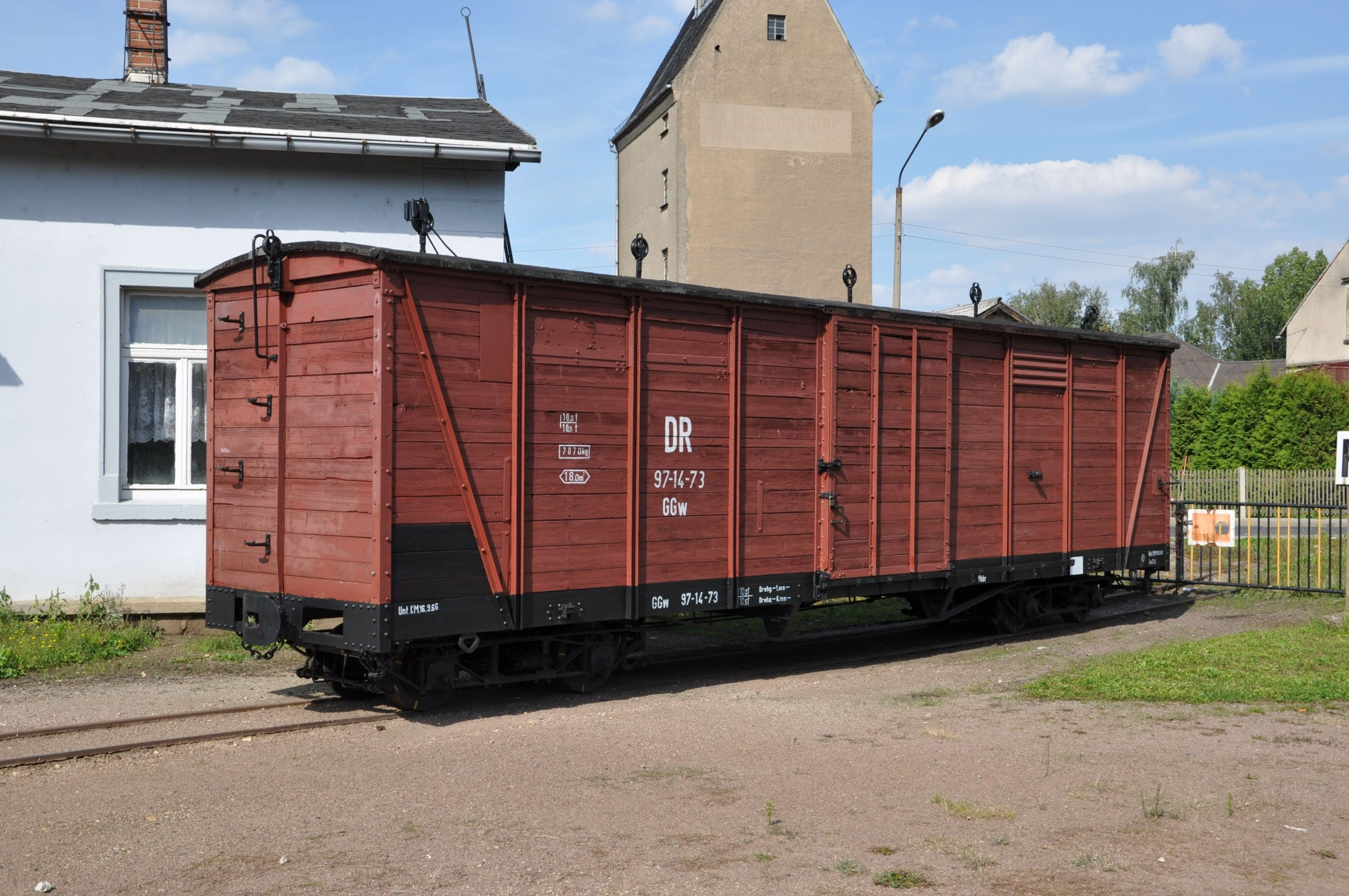
Vierachsiger Gedeckter Güterwagen (Mügeln, 2010)
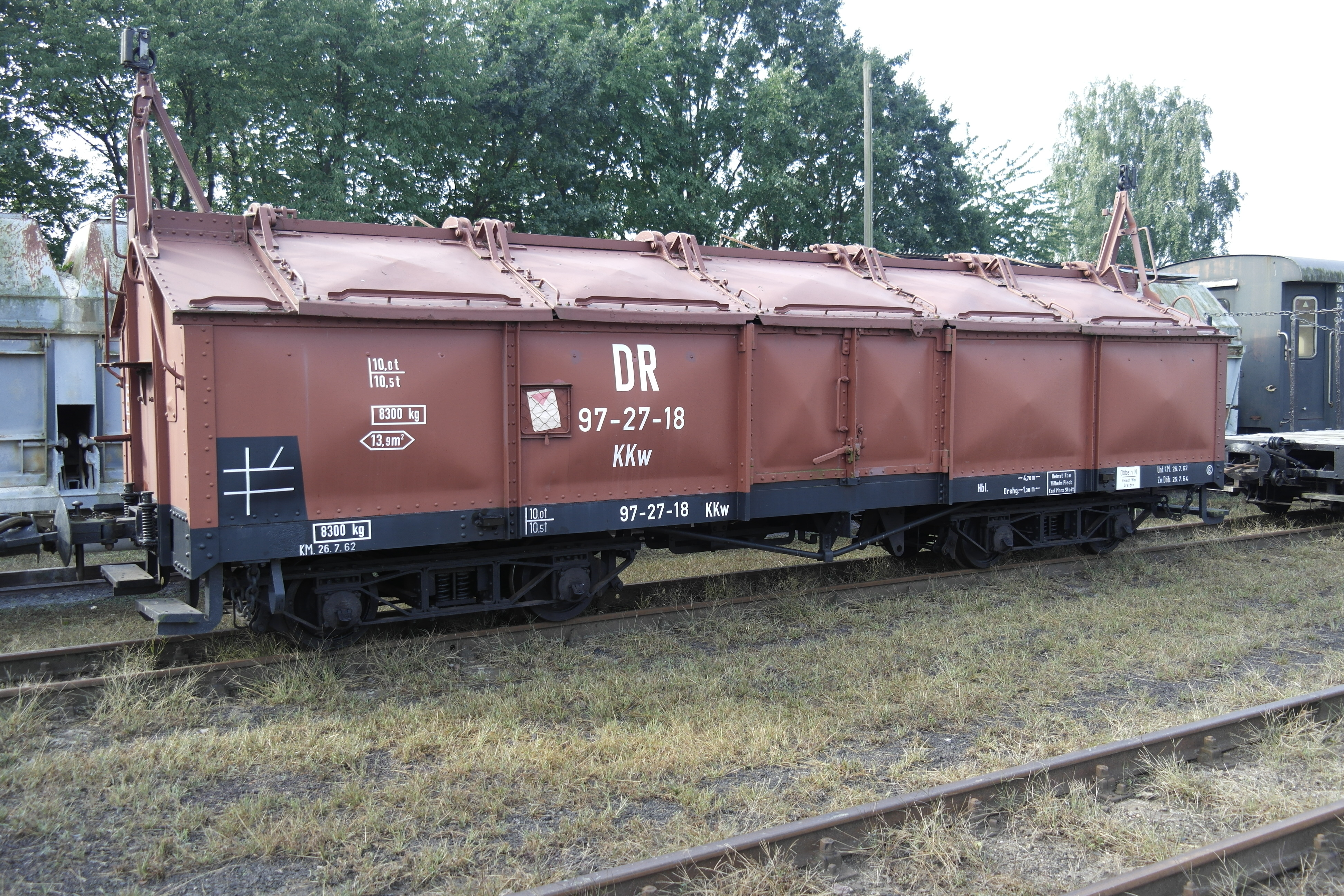
Vierachsiger Klappdeckelwagen (Mügeln, 2015)

#### Bahndienstwagen
Nach und nach wurden für die sächsischen Schmalspurstrecken auch eine ganze Reihe von Bahndienstwagen entwickelt und in Dienst gestellt. Der bemerkenswerteste Vertreter dieser Gattung ist der 1897 in Dienst gestellte Umriss- und Profilmesswagen zur Kontrolle des vorgeschriebenen Lichtraumprofils am Gleis. Das Fahrzeug gehört heute zum Bestand des Schmalspurbahnmuseums Radebeul.
Recht spät wurden für die Schmalspurbahnen im Erzgebirge Schneepflüge beschafft, zumeist entstanden auch diese Fahrzeuge aus ausgemusterten zweiachsigen Wagen. In den Jahren 1988/1989 baute das Reichsbahnausbesserungswerk Meiningen für die Schmalspurbahnen in Sachsen vier zweiachsige Neubauschneepflüge, die in Kurort Oberwiesenthal, Radebeul Ost, Freital-Hainsberg und Mügeln (b Oschatz) beheimatet wurden.
Für die Prüfung der schmalspurigen Gleiswaagen wurde 1898 ein zweiachsiger Gewichtsgerätewagen (Eichwagen) beschafft. Ein weiteres Fahrzeug dieser Art wurde 1929 in Dienst gestellt. Dieser sechsachsige Wagen wog allein genau 30 t; mittels in einem Gerätewagen mitgeführter Zusatzgewichte konnte dann das Normalgewicht von 40 t eingestellt werden. Der zweiachsige Wagen war 1963 noch vorhanden und wurde kurz darauf ausgemustert. Das sechsachsige Fahrzeug stürzte 1949 bei einem Unfall von der Garsebacher Brücke und wurde vor Ort verschrottet.
Zur Unkrautbekämpfung im Gleis wurden in den 1930er-Jahren zwei Unkrautsprengwagen beschafft, von denen einer im Schmalspurbahnmuseum Rittersgrün erhalten ist.
Eines der kuriosesten Bahndienstfahrzeuge der sächsischen Schmalspurbahnen war der Salzstreuwagen der Klingenthaler Schmalspurbahn. Sein Zweck war das Freihalten der dort im Straßenplanum verlegten Schienen von Schnee und Eis. Der Wagenkasten blieb erhalten und befindet sich heute in der Obhut des Traditionsvereins Rollbockbahn e. V. in Oberheinsdorf.

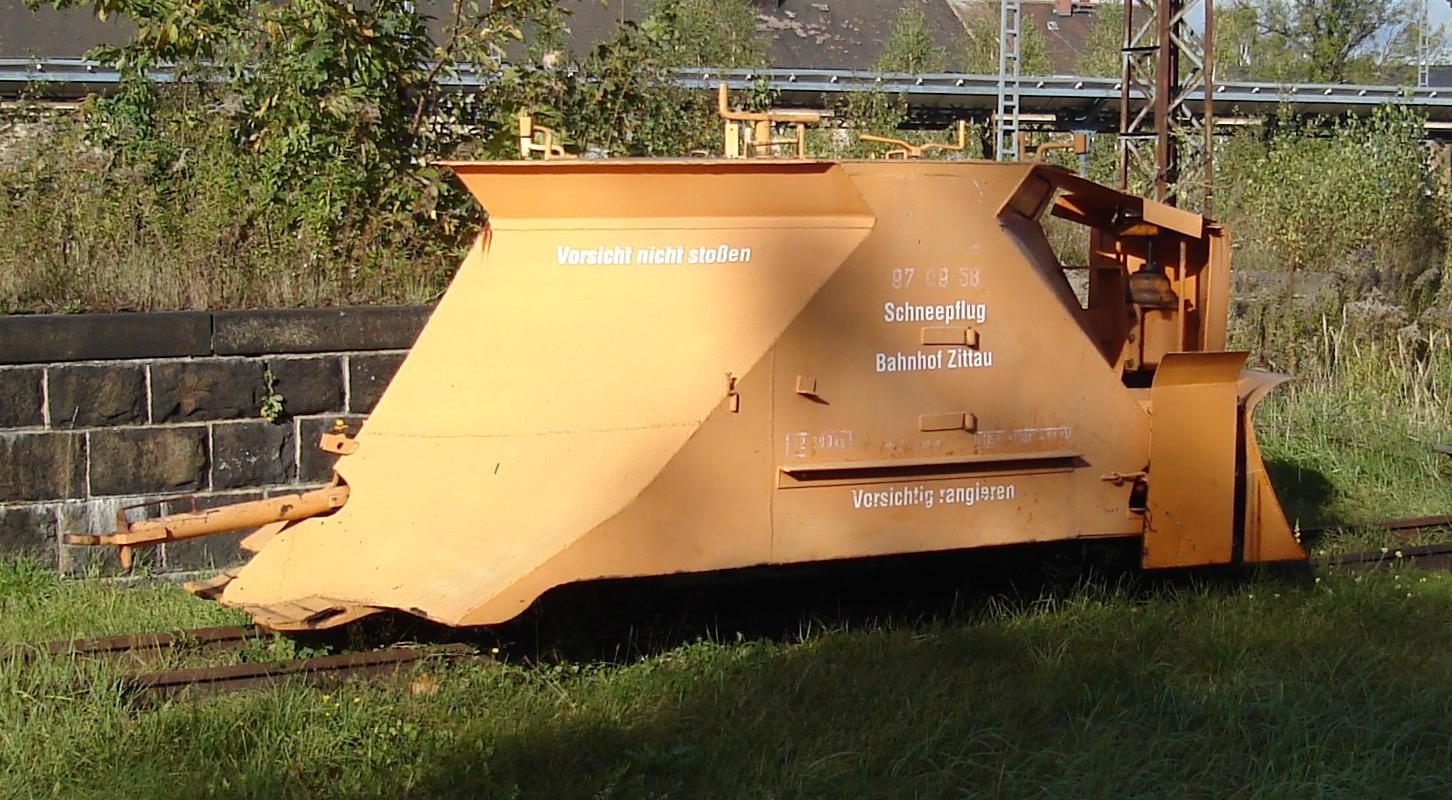
Schneepflug (Zittau, 2011)
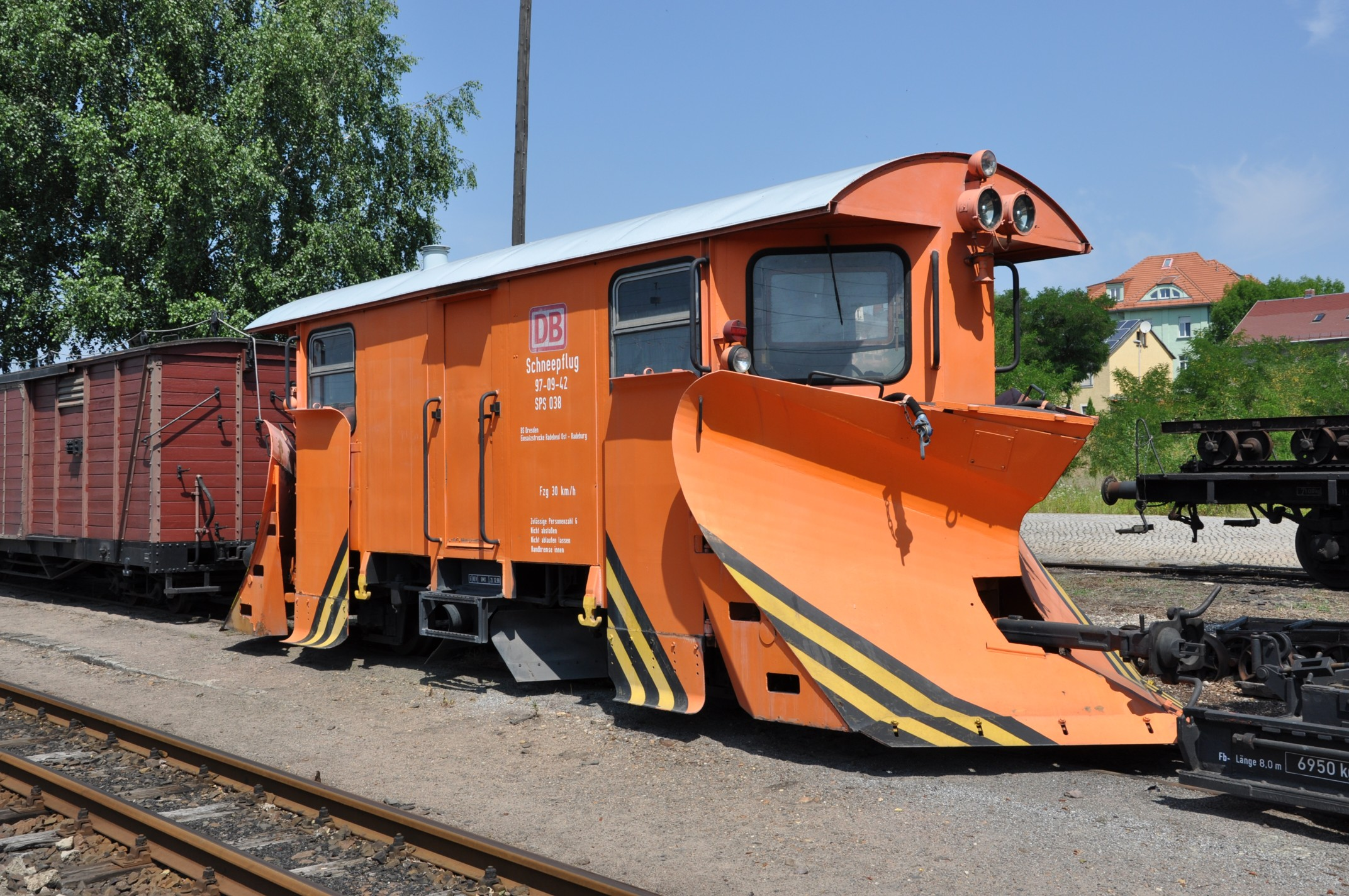
Schneepflug Bauart Meiningen (Radebeul Ost, 2010)
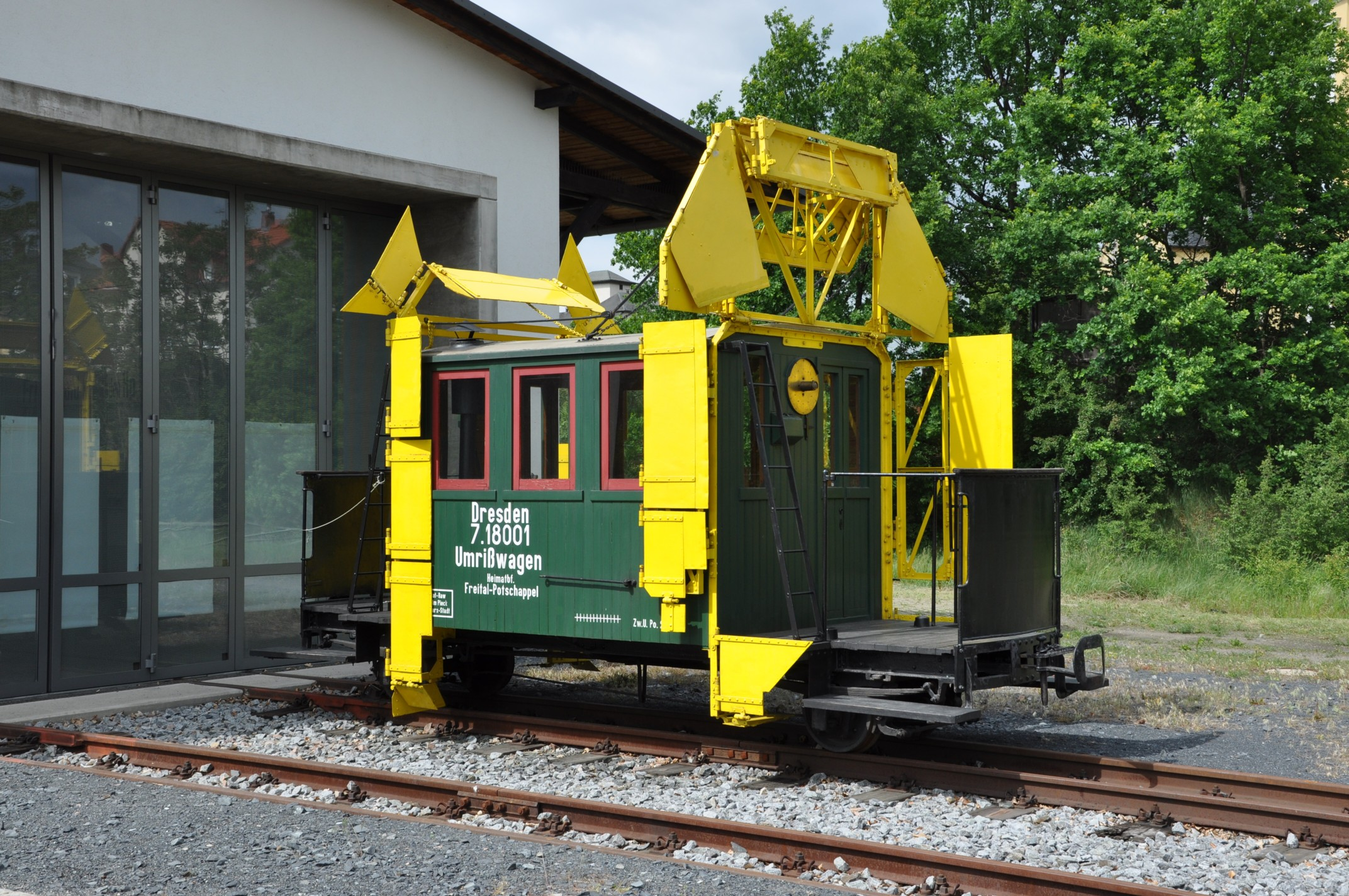
Umriss- und Profilmesswagen (Museum Radebeul, 2012)
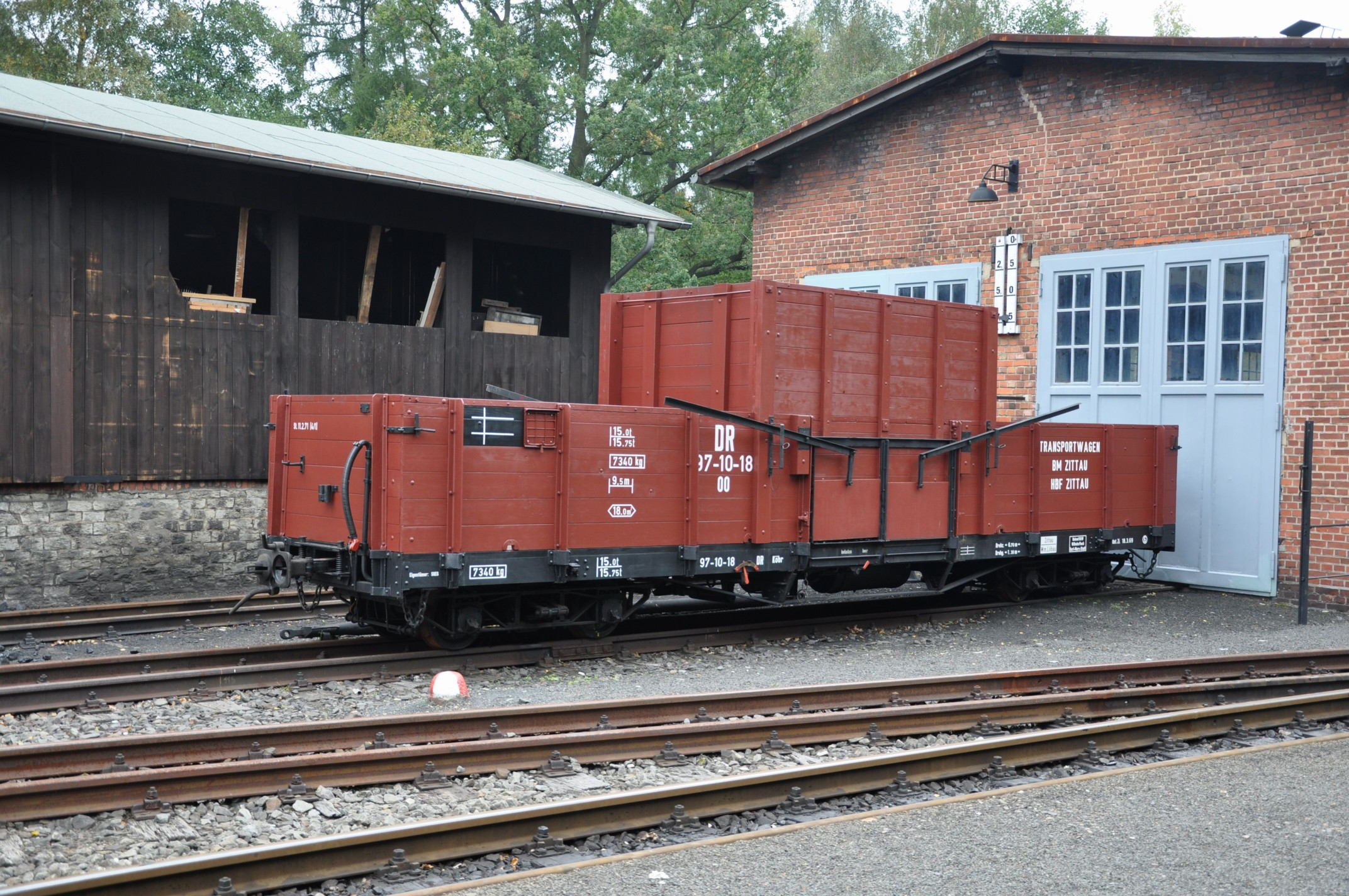
Selbstentladewagen der Bahnmeisterei Zittau (Bertsdorf, 2010)
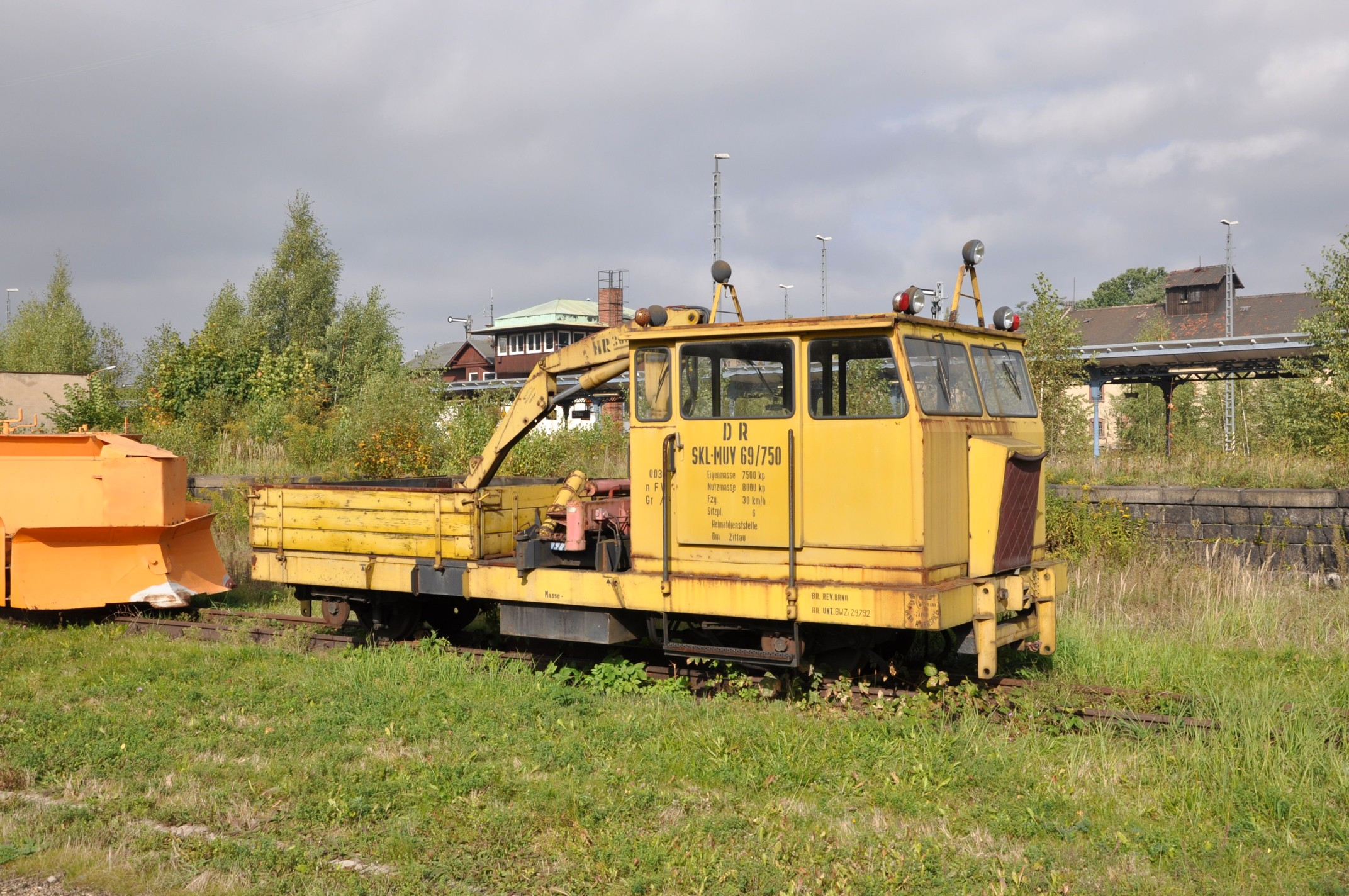
Schwerer Kleinwagen SKL-MUV 69 (Zittau, 2010)

#### IK-Zug
Nachdem 2009 die Sächsische I K fertiggestellt wurde, entstand der Gedanke, für die Lokomotive aus der Anfangszeit der Sächsischen Schmalspurbahnen auch einen passenden Zug herzustellen. In Eigenleistung von verschiedenen Vereinen, unterstützt von Firmen der sächsischen metall- und holzverarbeiteten Industrie und zahlreichen Spendern entstanden bis 2016 insgesamt sechs Wagen, die auf den erhaltenen Schmalspurstrecken Fahrten um 1900 nachvollziehen lassen. Stationiert ist der komplette IK-Zug vorrangig bei der Sächsisch-Oberlausitzer Eisenbahngesellschaft, kann aber auch problemlos zu anderen Strecken oder Ausstellungen umgesetzt werden.
Er besteht aus folgenden Fahrzeugen:
- Zugführerwagen 1495K
- Zum Behelfspersonenwagen umgebauter gedeckter Güterwagen 1531K
- Zum Behelfspersonenwagen umgebauter offener Güterwagen 4333K
- Personenwagen zweite Klasse Nr. 107K
- Personenwagen dritte Klasse Nr. 121K
- Zwillingswagen zweite/dritte Klasse Nr. 25K / 8K

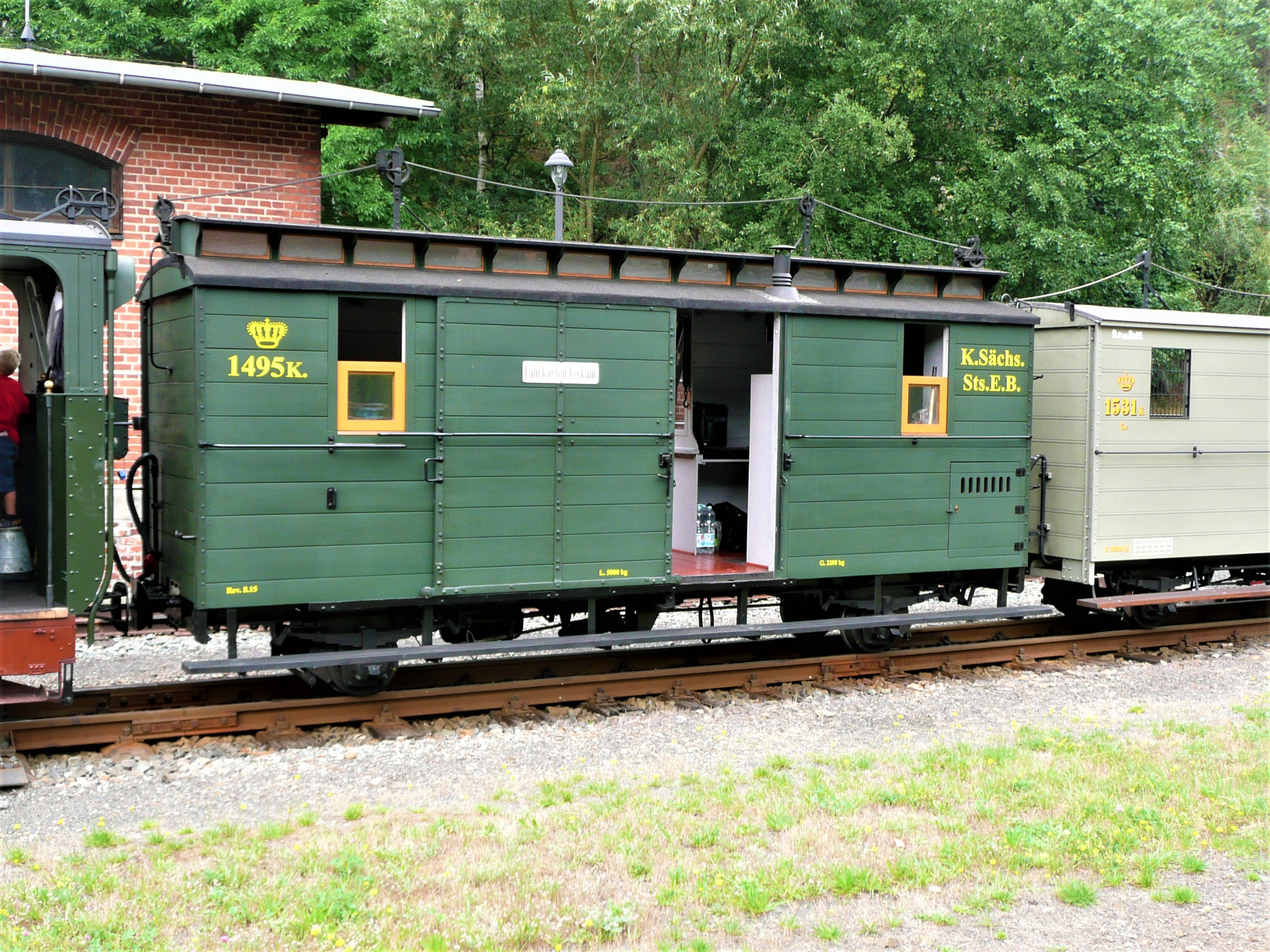
Zugführerwagen 1495K
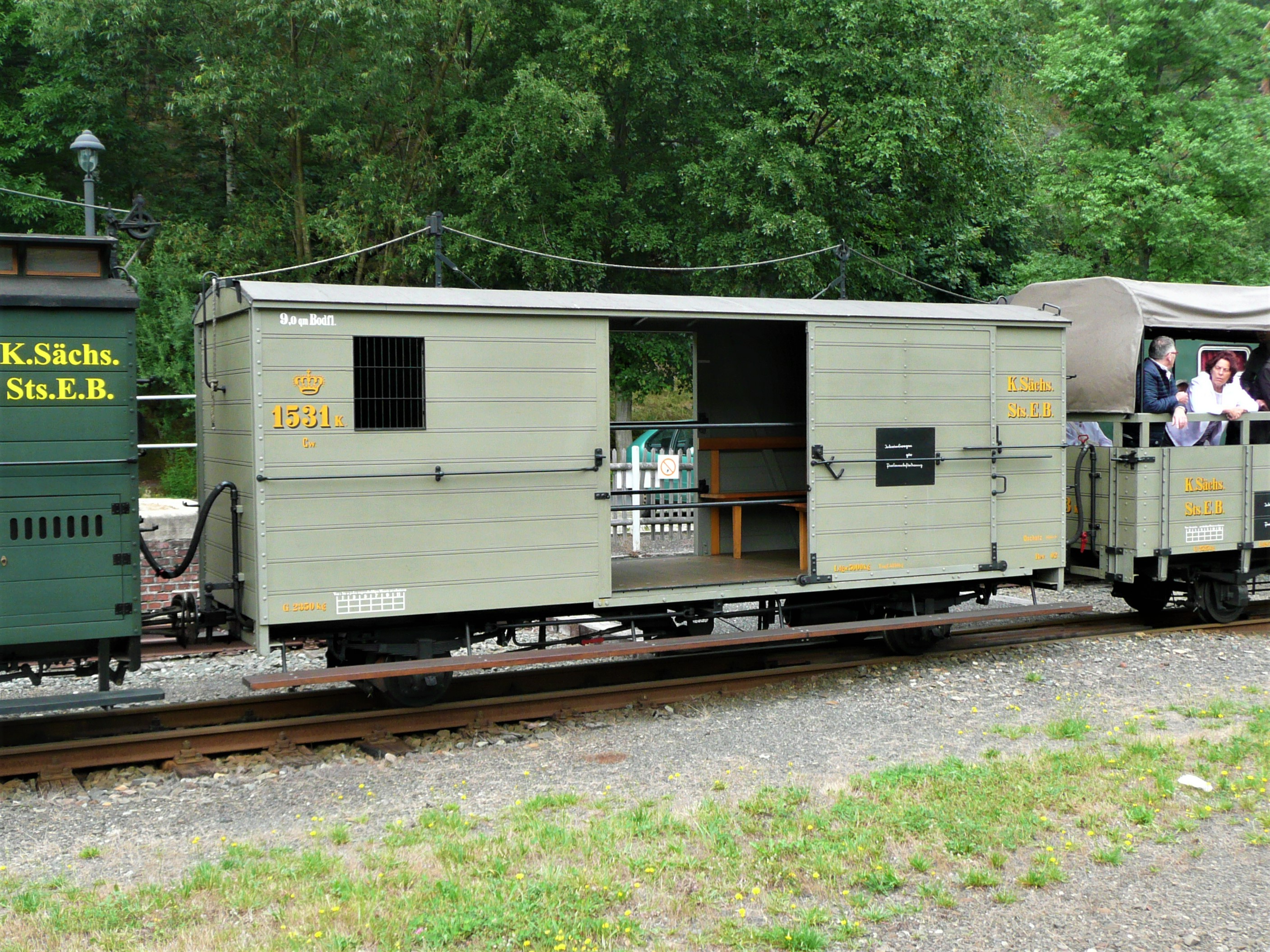
Zum Behelfspersonenwagen umgebauter gedeckter Güterwagen 1531K
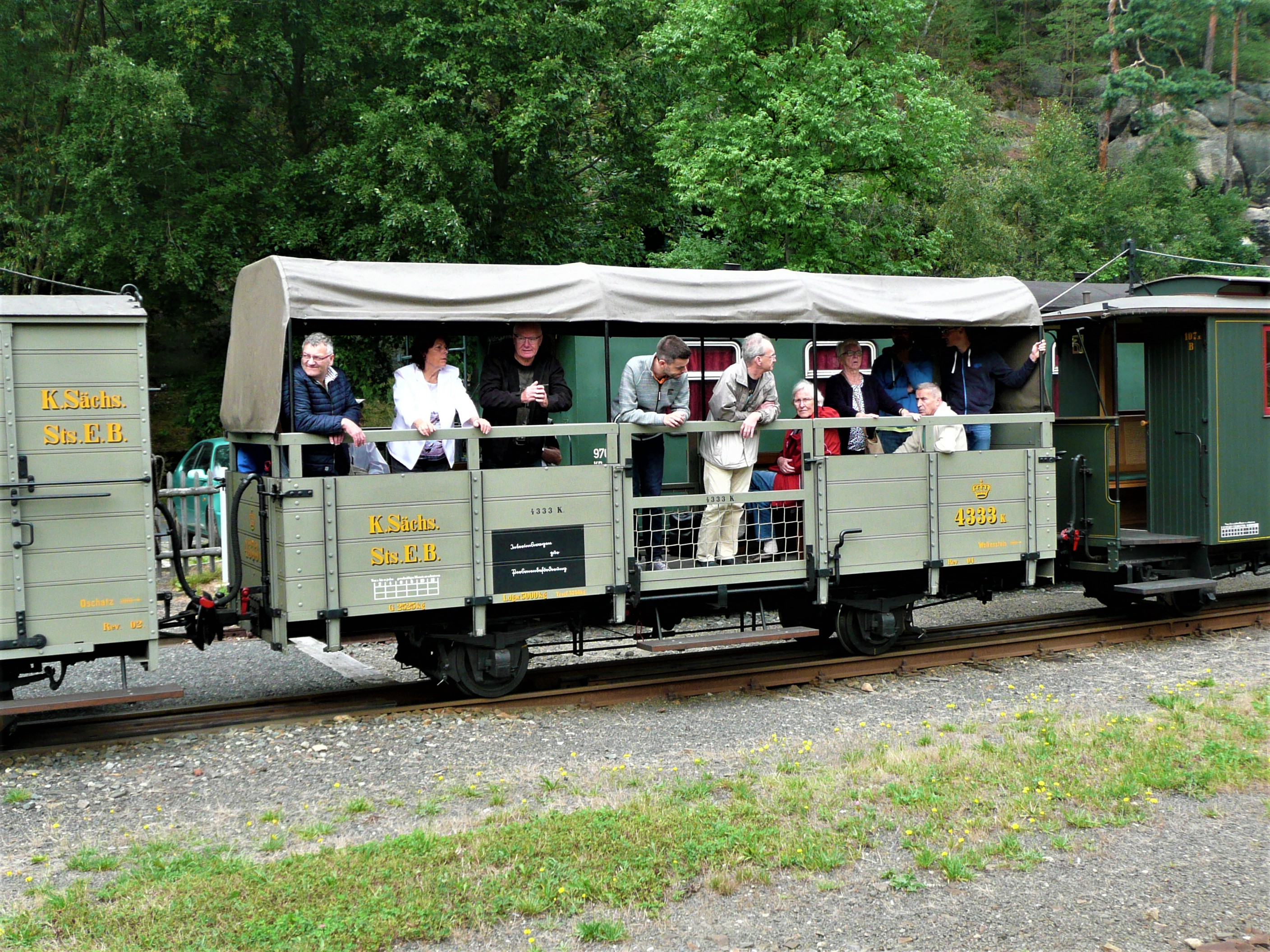
Zum Behelfspersonenwagen umgebauter offener Güterwagen 4333K
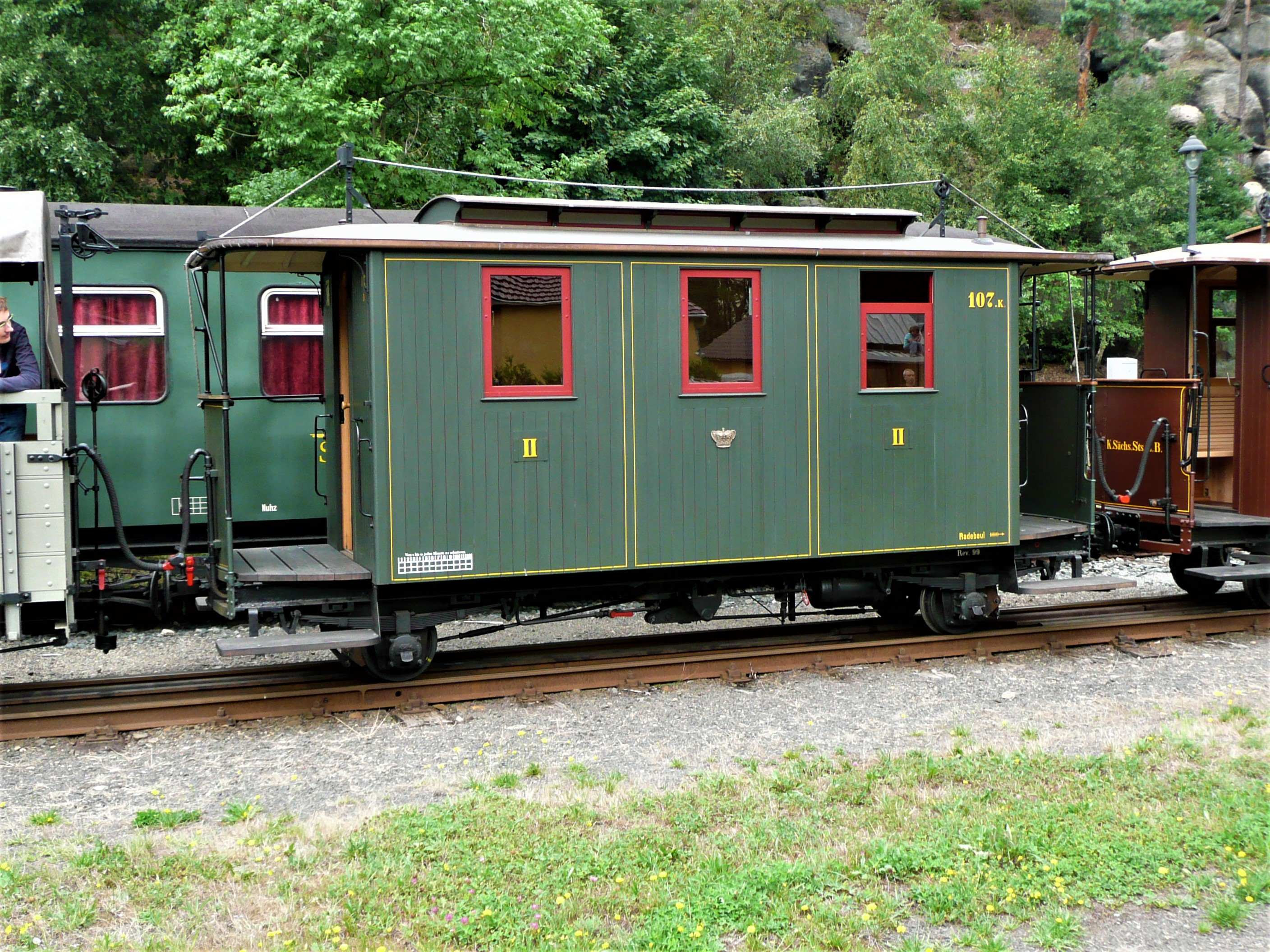
Personenwagen zweite Klasse Nr. 107K
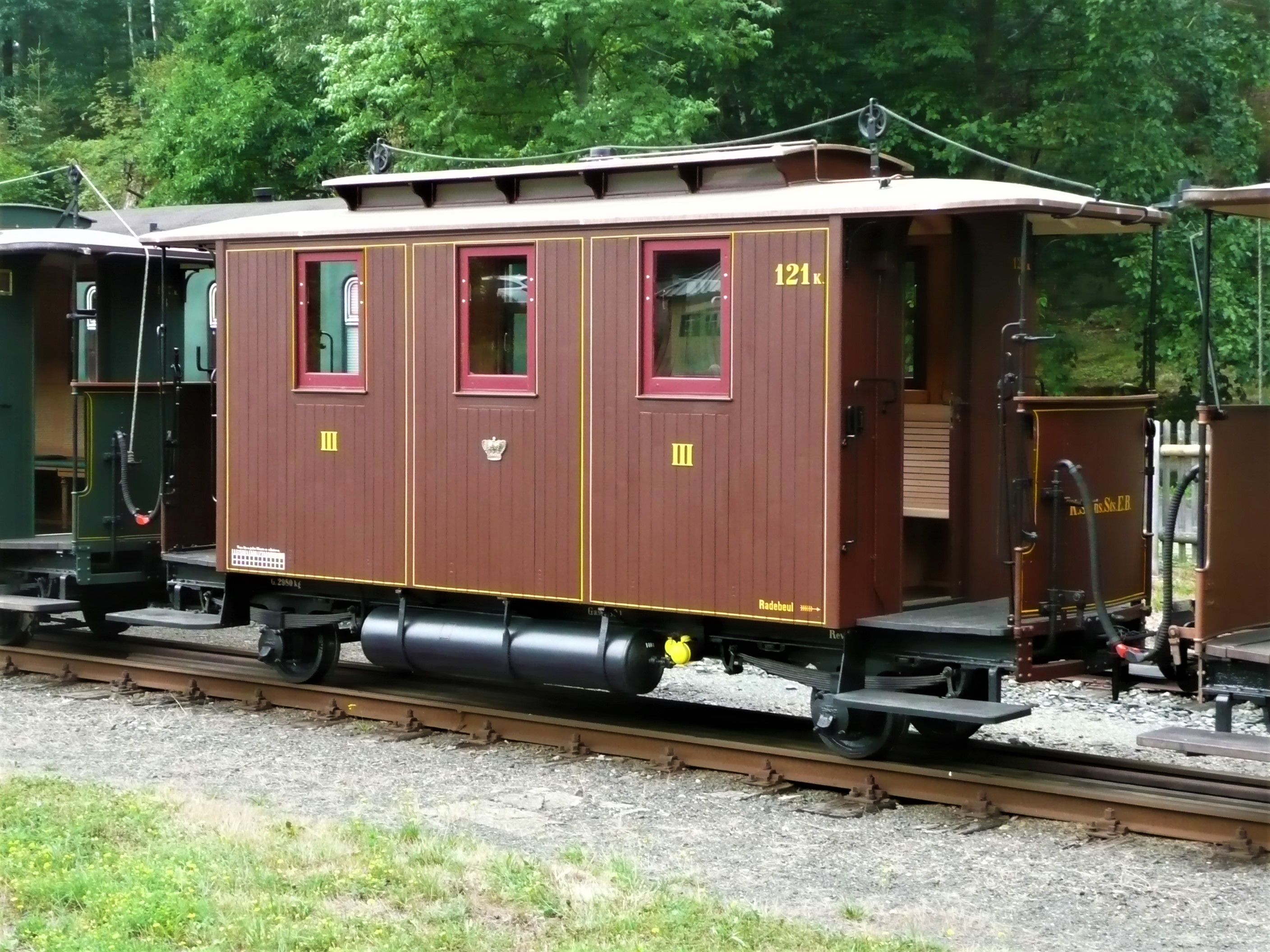
Personenwagen dritte Klasse Nr. 121K
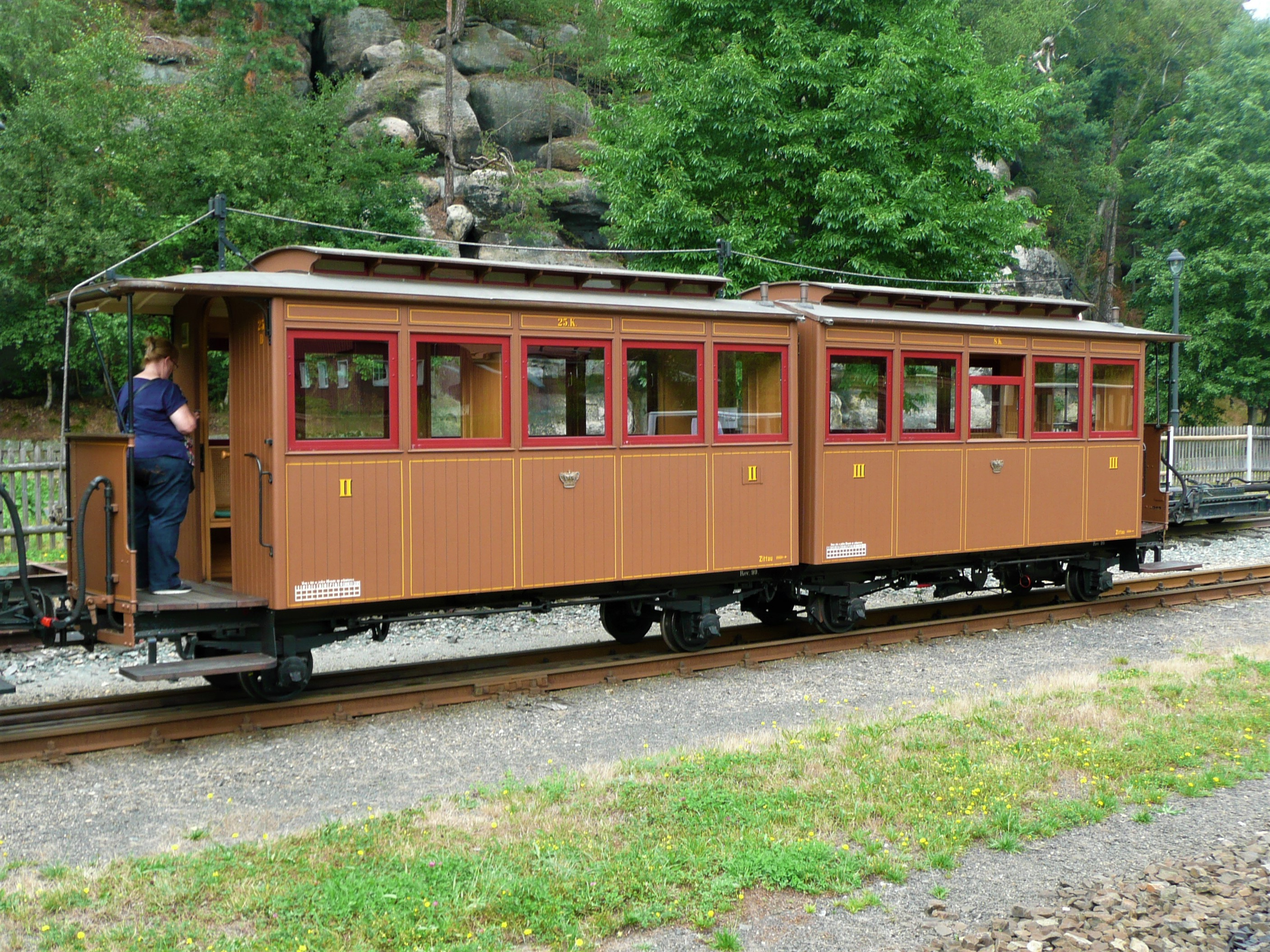
Zwillingswagen zweite/dritte Klasse Nr. 25K / 8K

Die Wagen sind wie die Lokomotive mit der Saugluftbremse ausgerüstet und besitzen auf den Dächern die Führungsrollen und Bremsleinen der Heberleinbremse.
Der IK-Zug war am 9. September 2022 bei einer Sonderfahrt der Döllnitzbahn in einen Unfall mit einem Traktor beteiligt. Bei diesem Unfall wurden die Lok und einige Wagen erheblich beschädigt und sind bis auf weiteres nicht einsetzbar. Eine genaue Schadensanalyse kann erst nach einer Abnahme der Wagenkästen gestellt werden. Die Stiftung Sächsische Schmalspurbahnen hat sich als Eigentümer für die Wiederinbetriebnahme ausgesprochen, und inzwischen sind die Wagen in eine externe Werkstatt in Ostritz gebracht worden. In der Zwischenzeit wurden die meisten Wagen wieder repariert und konnten auf der Präsentation der Stiftung Sächsische Schmalspurbahnen zum 16. Dezember 2023 wieder der Öffentlichkeit präsentiert werden.

### Technische Besonderheiten

#### Kupplungen
Für ihre erste Schmalspurbahn führten die Königlich Sächsischen Staatsbahnen 1881 eine Bauform der Trichterkupplung ein, die als Besonderheit an beiden Fahrzeugenden unterschiedliche Formen aufwies. Einer der beiden Kupplungsköpfe war länger ausgeführt, um im ungekuppelten Zustand das Kuppeleisen aufzunehmen. Der lange Puffer war starr im Kopfstück befestigt, der kurze gefedert. Zur versenkten Arretierung im ungekuppelten Zustand gab es im langen Puffer eine zusätzliche Bohrung, außerdem beim Kuppeleisen zwei seitliche Handgriffe zum Handhaben, wenn die zu kuppelnden Fahrzeuge kuppelreif standen. Zum Kuppeln wurden die Fahrzeuge gegeneinander gefahren, dann wurde das Kuppeleisen gelöst, in den kurzen Puffer eingeführt und in beiden mit den Bolzen arretiert.
Das Kuppeln zweier Fahrzeuge war jedoch mit einer gewissen Unfallgefahr verbunden, musste doch ein Bolzen unter Umständen abhängig vom Verschleißzustand während der Bewegung der Fahrzeuge eingesetzt werden. Schon vor der Jahrhundertwende wurde darum mit der Wendtschen Kupplung eine erste halbautomatische Kupplung eingeführt. Anstatt des kurzen Trichters befand sich nun ein Kuppelautomat, der beim Eintauchen des Kuppeleisens dessen selbsttätige Verriegelung bewirkte. Derartige Wendtsche Kupplungen waren ab 1895 vor allem an den Fahrzeugen der Strecke Cranzahl–Oberwiesenthal zu finden, sie konnten sich aber nicht allgemein durchsetzen.
Die Trichterkupplung wurde später vereinfacht, dabei entfiel der Unterschied zwischen langer und kurzer Kupplung. Die Öffnung wurde verkleinert, womit die Verbindung zwischen zwei Fahrzeugen steifer ausfiel. Zum Ausgleich wurde die Aufnahme bei Drehgestellfahrzeugen und langen Triebfahrzeugen beweglich. Bei Drehgestellwagen wird der Schaft seitlich vom Drehgestellrahmen über Federn elastisch geführt. Der Kuppelkopf selber wird seitdem mit zwei Bolzen mit dem Schaft verbunden. Beim Kuppeln von Rollfahrzeugen mit Kuppelstangen wird zur Vermeidung des Abknickens beim Schieben oder Bremsen die seitliche Beweglichkeit des Schaftes durch einzusetzende Begrenzungsbolzen unterbunden.
Im Jahr 1922 versah man zwei Wagen der Strecke Hainsberg–Kipsdorf mit einer einfachen Bauform der neuentwickelten Scharfenbergkupplung und erprobte diese fortan im Betriebseinsatz. Im Juli 1925 wurden die Wagen gemeinsam mit der ebenso umgebauten 99 597 auf der Verkehrsausstellung in München präsentiert. Die neue Kupplung stellte jedoch wiederum nur eine mechanische Verbindung her, Luft- und Steuerleitungen wurden nicht mit verbunden.
Um 1927 verkehrte vermutlich ein erster Versuchszug mit der Scharfenbergkupplung auf der Strecke Hainsberg–Kipsdorf. Da sich das neue System bewährte, wurde dann schon ein Teil der ab 1928 gelieferten Einheitswagen gleich mit der neuen Kupplung ausgeliefert. Ab 1930 begann in einem großangelegten Programm die Umrüstung der Fahrzeuge auf einem Großteil der Strecken. Letztendlich konnte die Umstellung nie vollständig abgeschlossen werden, auf der Strecke Oschatz–Mügeln wird die Trichterkupplung auch heute noch verwandt.
Durch die an den meisten Fahrzeugen vorhandene einheitliche Aufnahme sind Trichter- und Scharfenbergkupplungskopf gegeneinander austauschbar, zusätzlich existieren Übergangskupplungen, die auch für den Betrieb mit Rollwagen verwendet werden.

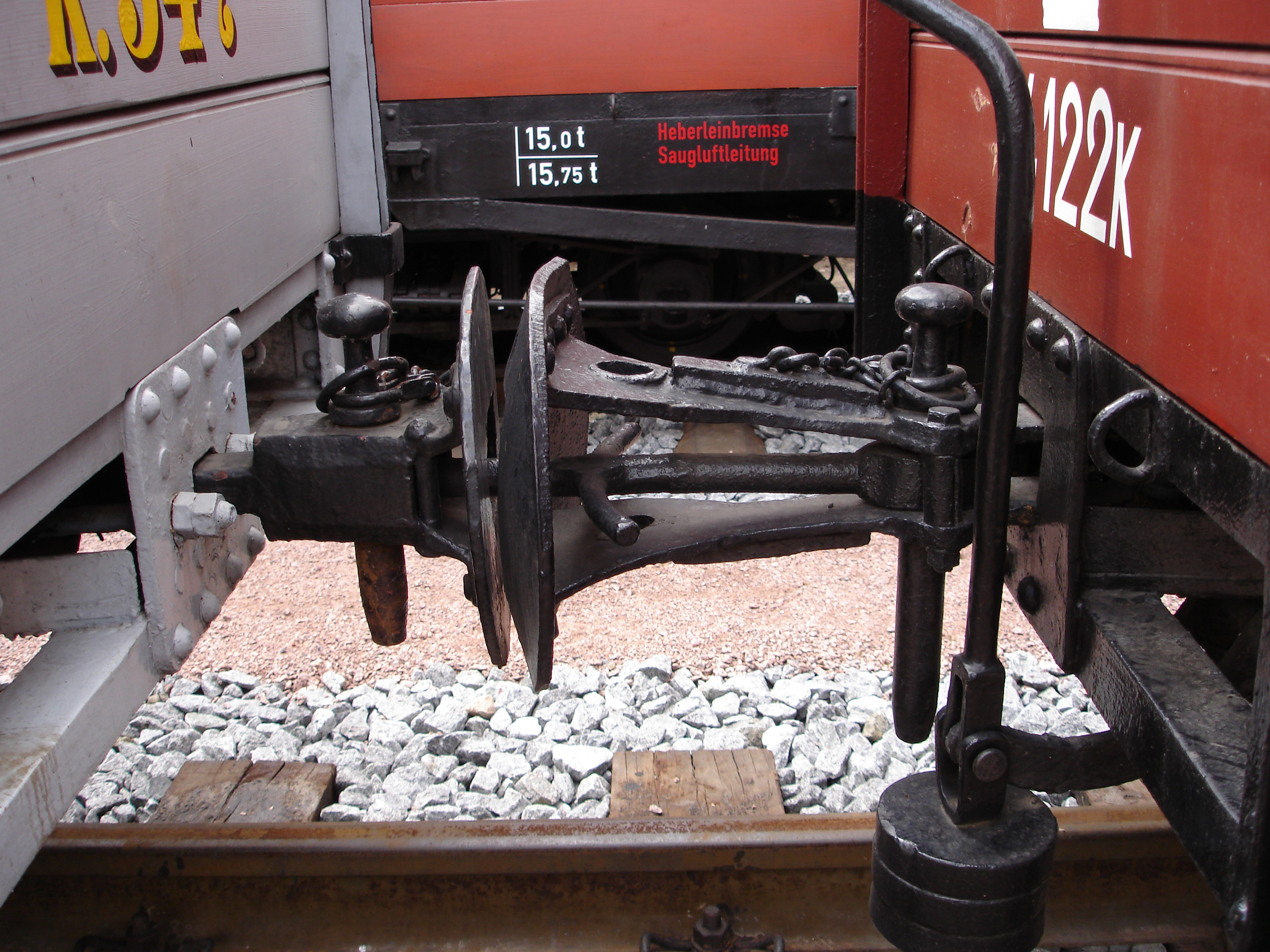
Verbundene sächsische Trichterkupplung; am rechten Wagen der lange Trichter, der im ungekuppelten Zustand das Kuppeleisen aufnimmt
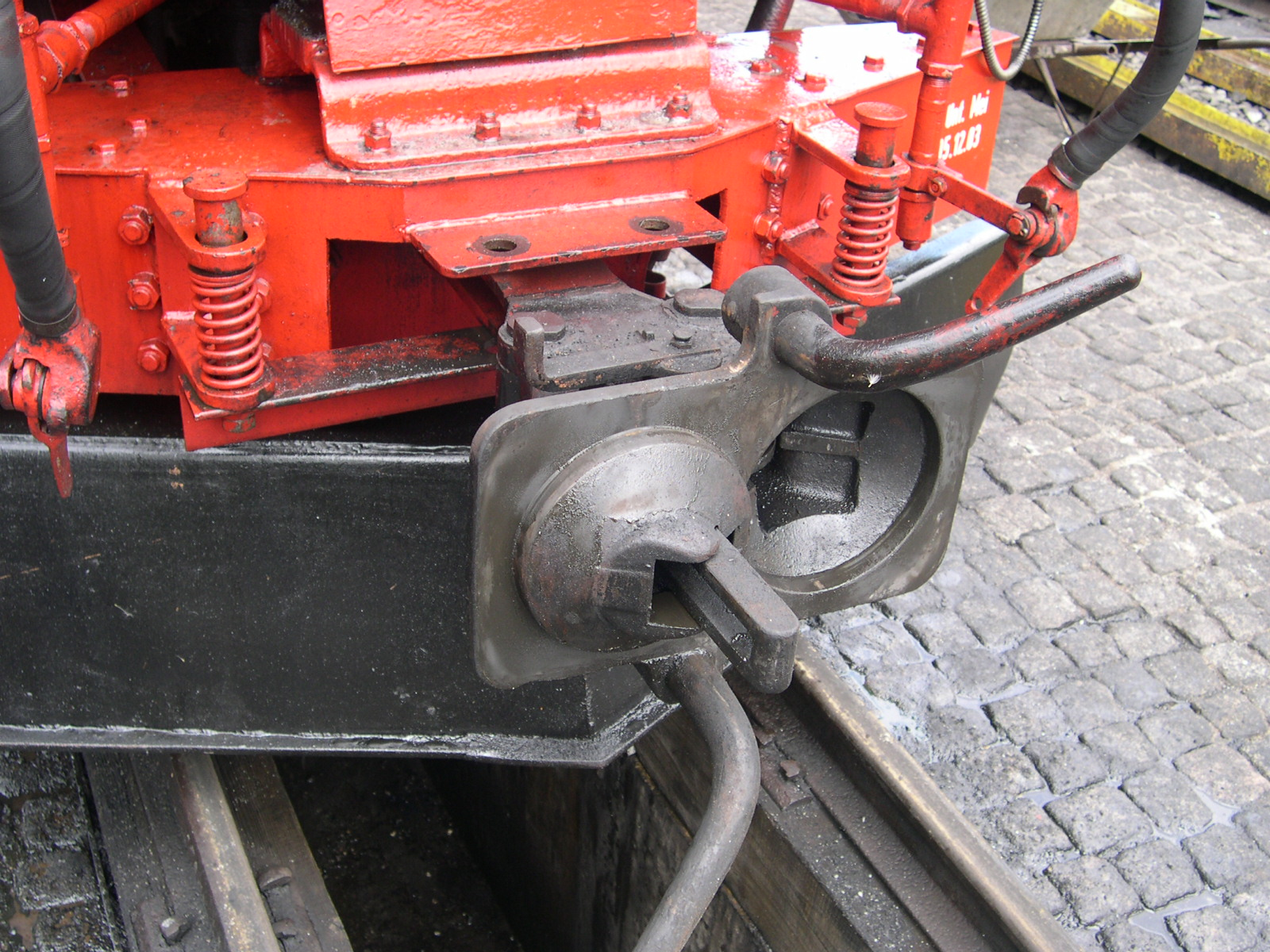
Scharfenbergkupplung an einer Lokomotive, oberhalb des Schaftes die Bohrungen für die Begrenzungsbolzen beim Kuppeln mit Rollfahrzeugen
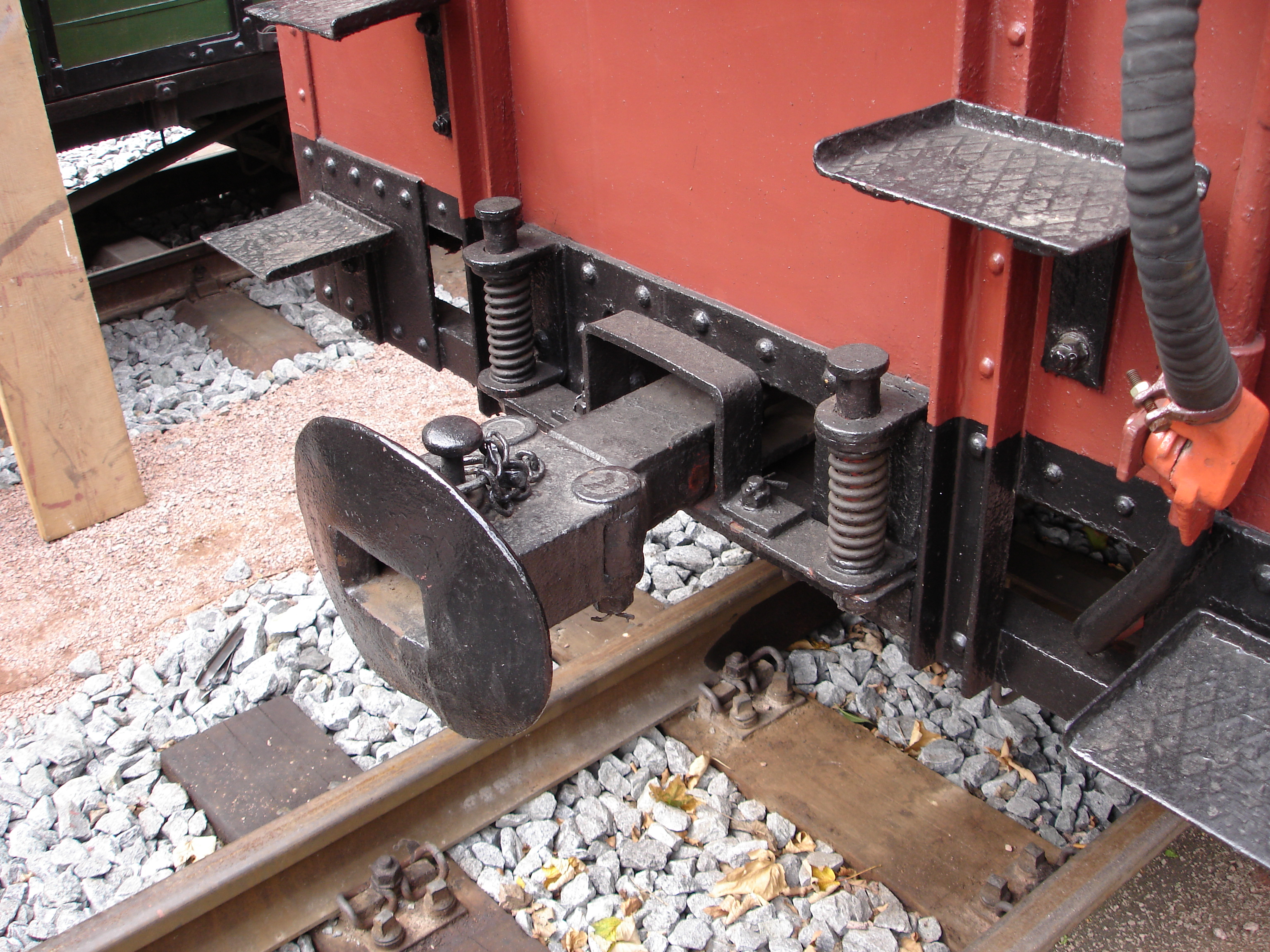
Trichterkupplungskopf (tauschbar gegen Scharfenbergkupplung) an einem Güterwagen
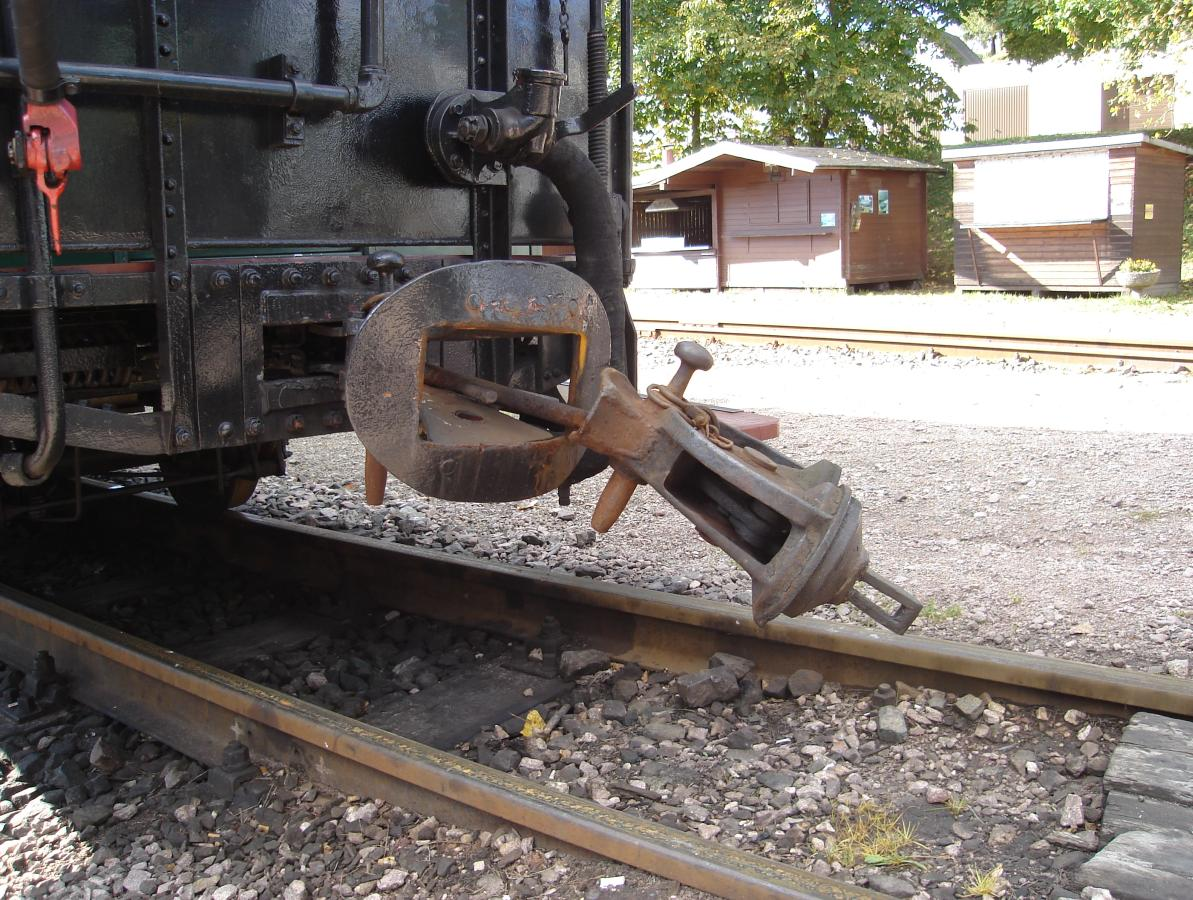
Adapter zum Gemischtkuppeln („Elefantenkopf“)

- Verbundene sächsische Trichterkupplung; am rechten Wagen der lange Trichter, der im ungekuppelten Zustand das Kuppeleisen aufnimmt
- Scharfenbergkupplung an einer Lokomotive, oberhalb des Schaftes die Bohrungen für die Begrenzungsbolzen beim Kuppeln mit Rollfahrzeugen
- Trichterkupplungskopf (tauschbar gegen Scharfenbergkupplung) an einem Güterwagen
- Adapter zum Gemischtkuppeln („Elefantenkopf“)

#### Bremsen
Auf den sächsischen Schmalspurbahnen wurde 1881 die schon bei den normalspurigen Sekundärbahnen bewährte Heberleinbremse als selbsttätige Zugbremse eingeführt. Begründet war das vor allem in der möglichen Personaleinsparung, die höhere Betriebssicherheit war eher zweitrangig. Zum Vergleich: Im Regelspurnetz wurde die selbsttätige und mehrlösige Druckluftbremse bei Güterwagen erst nach 1920 umfassend eingeführt, bis dahin waren die meisten Güterwagen handgebremst oder ohne Zugbremse, während Reisezugwagen mit einlösigen Bremsen verkehrten. Ein zusätzlicher Grund für den Einsatz der Heberleinbremse war der Betrieb mit Rollwagen. Diese sind bauartbedingt nicht mit während der Fahrt nutzbaren Handbremsen ausrüstbar. Die Heberleinbremse nutzt zum Bremsen die Bewegungsenergie des in Fahrt befindlichen Zuges, somit ist ein Anbremsen des Zuges im Stillstand und auch eine Bremsprobe im Stand nicht möglich. Besonderes Merkmal der Heberleinbremse ist das über alle Wagendächer verlaufende Bremsseil, das während der Fahrt gespannt ist. Bei Rollwagen verläuft es durch den Rahmen und damit unter den aufgerollten Regelspurwagen. Zum Bremsen wird das Seil gelöst. Dafür befindet sich auf der Lokomotive eine Haspel, mit der das Seil stufenweise freigegeben oder gespannt werden kann. Bei Einleitung des Bremsvorganges werden mittels Gewichtskraft Reibrollen an die Achsen angelegt, die eine Kette aufwickeln und die Bremsen anlegen. Eine Notbremsung kann im Gepäckwagen über eine spezielle Vorrichtung („Notbremsschlitten“) oder Durchschneiden des Bremsseiles an jeder möglichen Stelle ausgelöst werden. Die Zugpersonale führten für diesen Zweck scharfe Messer mit.
- Heberleinbremse an einem zweiachsigen Wagen
- Heberleinbremse an einem Rollwagendrehgestell
- Bremsseilführung am Wagenübergang
- Notbremsschlitten auf dem Dach eines Gepäckwagens

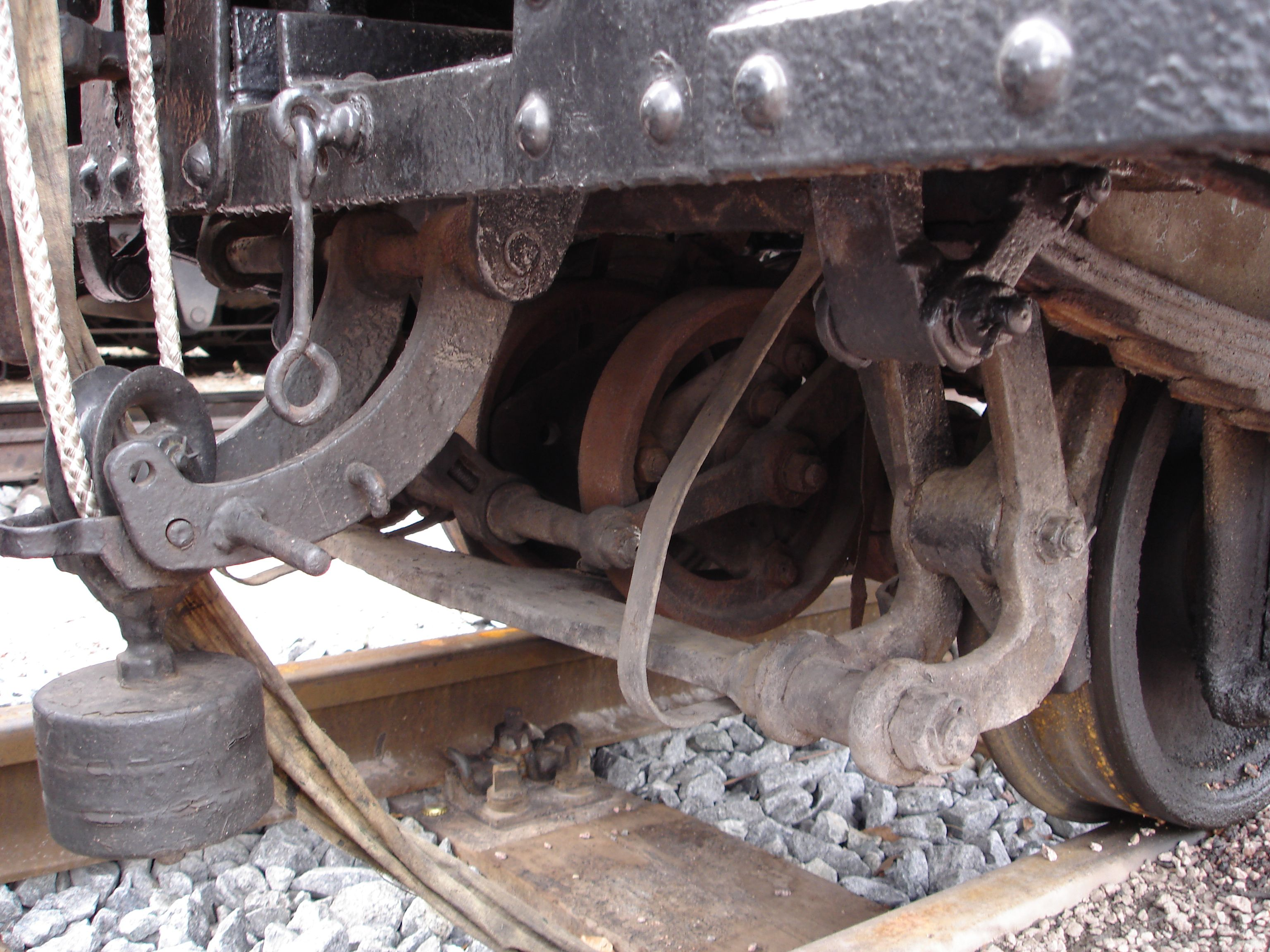
Heberleinbremse an einem zweiachsigen Wagen
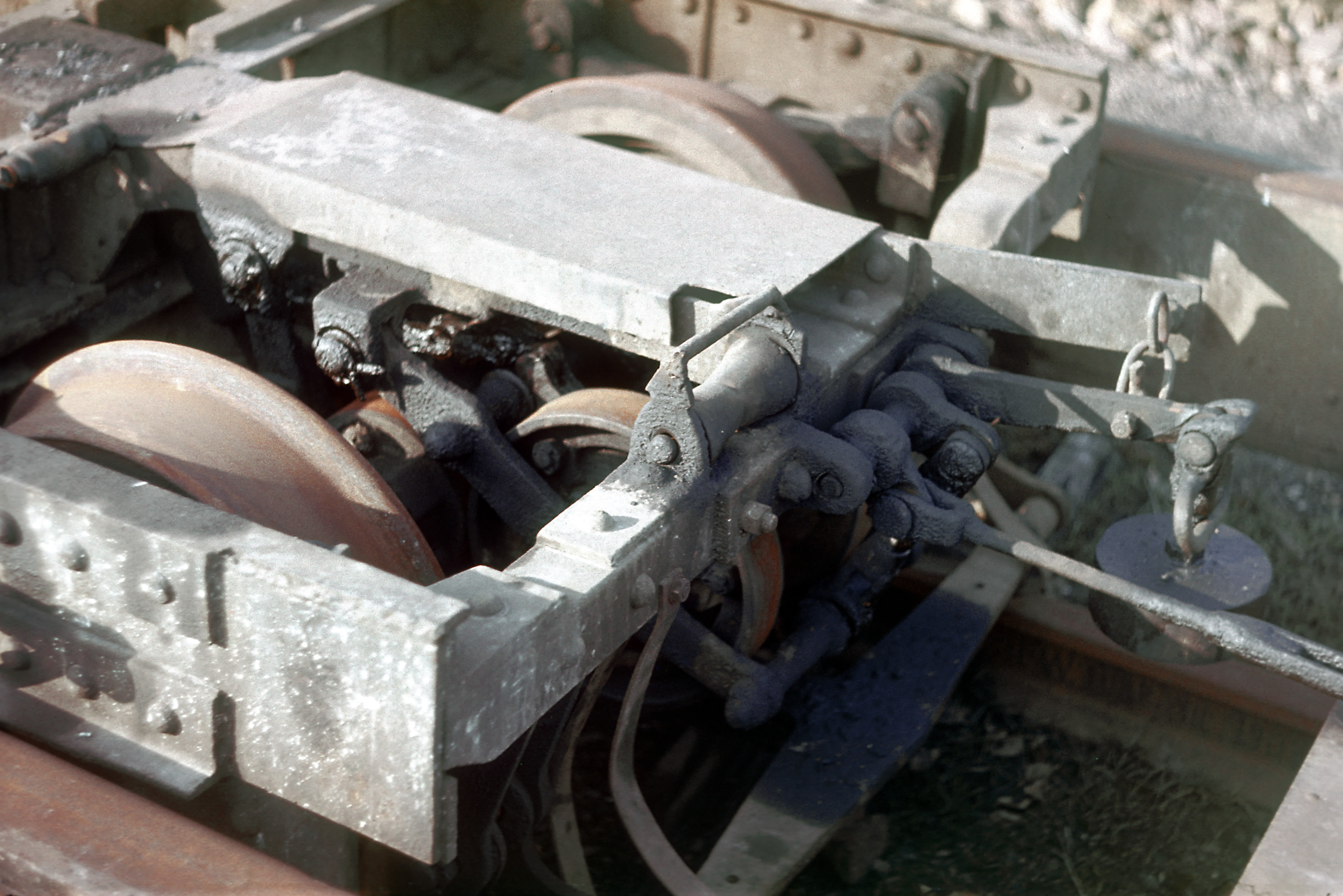
Heberleinbremse an einem Rollwagendrehgestell
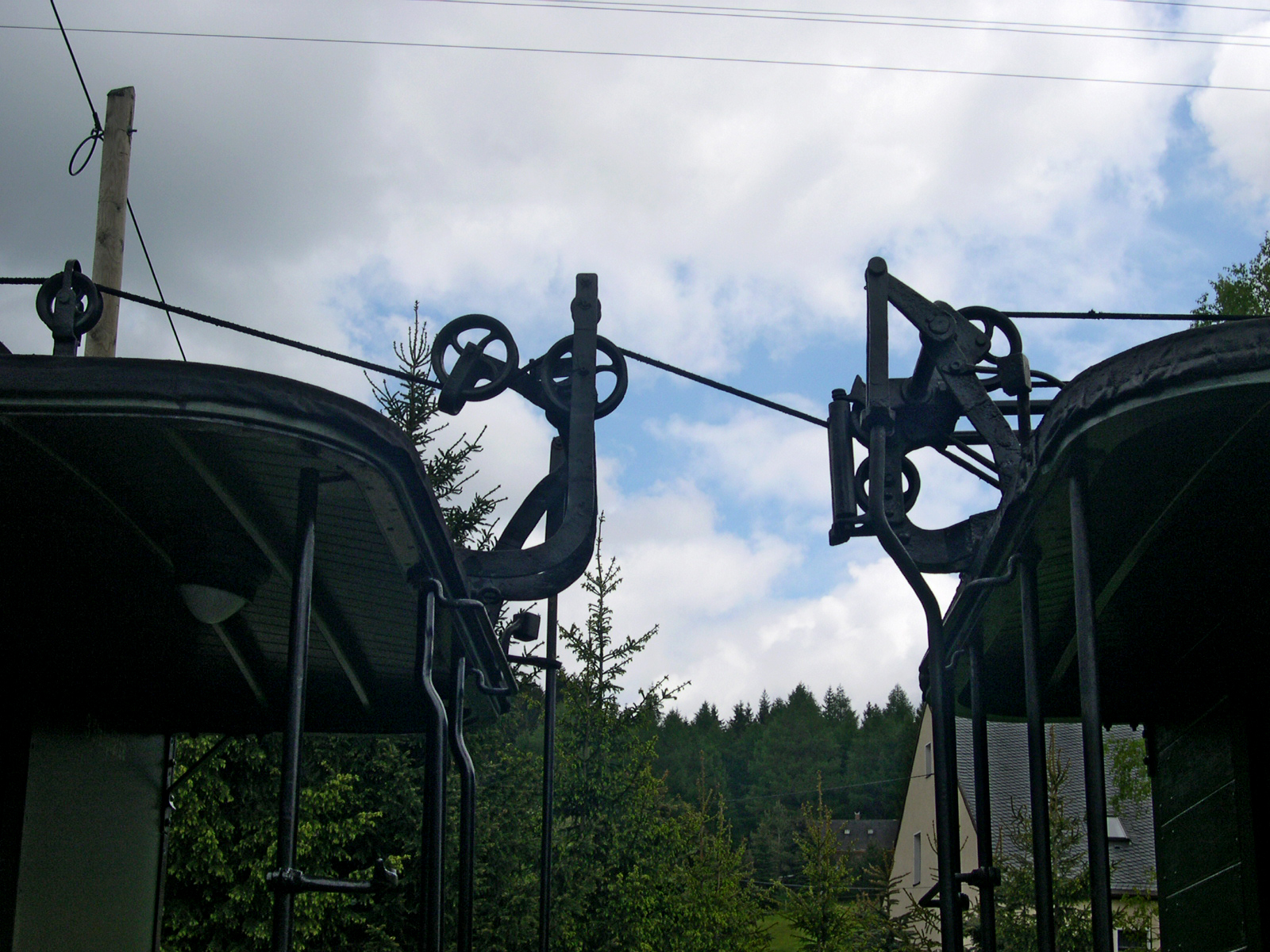
Bremsseilführung am Wagenübergang
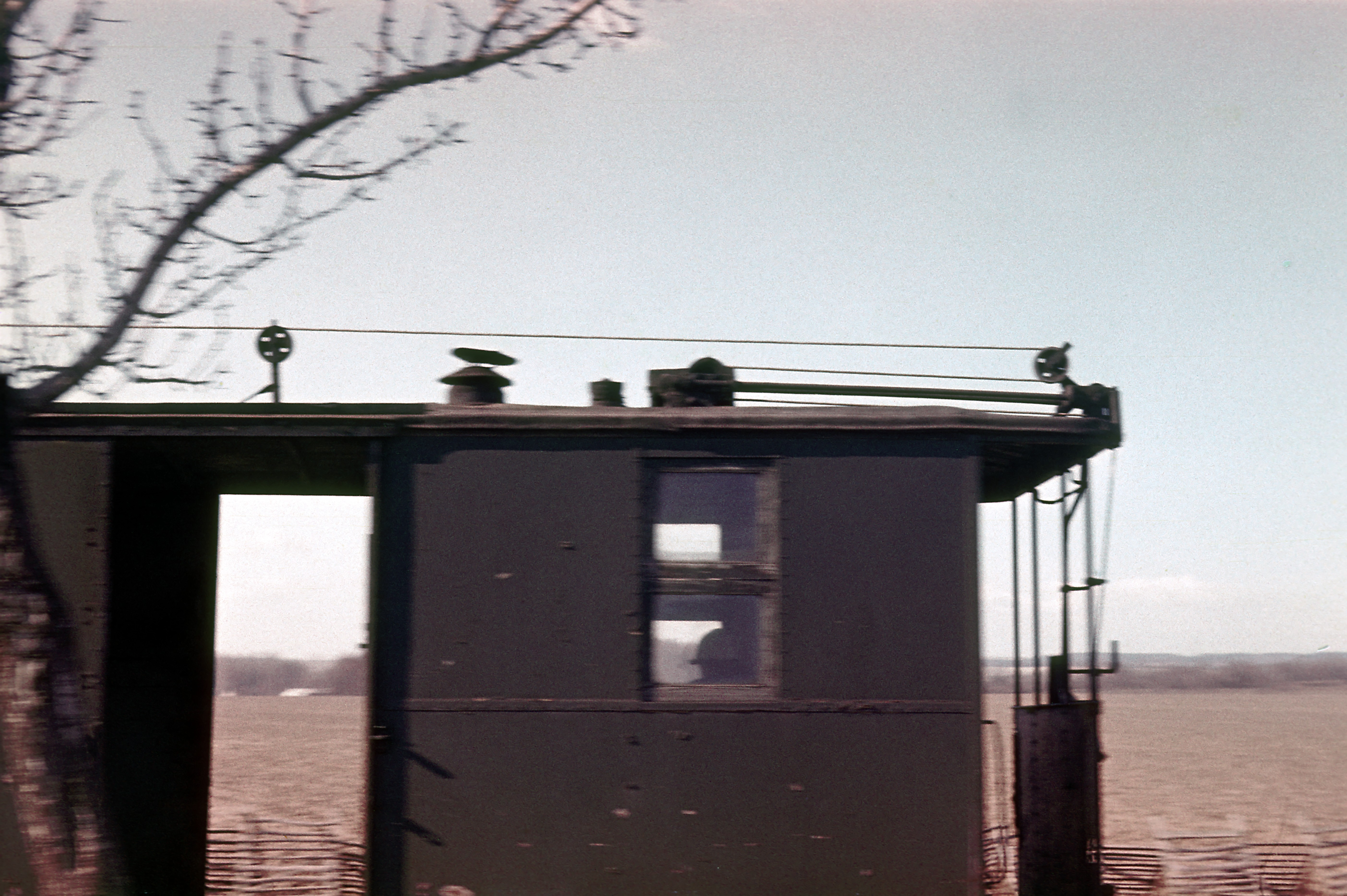
Notbremsschlitten auf dem Dach eines Gepäckwagens

Vor allem im Winter erwies sich die Heberleinbremse auf den neigungsreichen Erzgebirgsstrecken infolge Vereisung als störanfällig und nicht betriebssicher. Daher entschied man sich 1908 für die Umrüstung der Fahrzeuge auf die seinerzeit moderne, mehrlösige Körting-Saugluftbremse. Typisch für dieses Bremssystem waren die großen, senkrecht aufgehängten Bremszylinder. Als Arbeitsmedium wird bei dieser Bremsbauart ein Vakuum verwandt. Im Herbst 1913 begann zunächst die Umrüstung der Fahrzeuge der Strecke Hainsberg–Kipsdorf, nachdem dort schon 1912 ein erster Zugverband mit der neuen Bremse erprobt worden war. Ab 1914 folgten die Fahrzeuge weiterer Strecken, die Umstellung aller Schmalspurbahnen konnte allerdings nie erreicht werden. Noch bis 1987 verkehrten heberleingebremste Züge zwischen Oschatz und Kemmlitz. Die Fahrzeuge wurden streckenweise umgestellt. Während der Umstellungszeit wurden Züge mit Heberlein- und Saugluftbremse gemischt gefahren. Die Wagen waren dafür zusätzlich mit Heberleinführungsrollen oder einer Hauptluftleitung ausgerüstet, die Lokführer bedienten bei derartigen Zügen beide Bremsen.
Im Jahr 1982 begann die Umrüstung aller Wagen auf die KE-Druckluftbremse, da seinerzeit kaum noch Ersatzteile für die Körtingbremsen vorhanden waren. Diese Umstellung konnte Anfang der 1990er Jahre im Wesentlichen abgeschlossen werden. Heute besitzen nur noch die im Museumsverkehr benutzten Lokomotiven und Wagen die alten Bremssysteme.

#### Heizung und Beleuchtung
Die Entwicklung von Heizung und Beleuchtung der Wagen nahm im Wesentlichen den gleichen Weg wie bei den normalspurigen Fahrzeugen.
Die 1881 beschafften ersten Wagen boten keine Heizmöglichkeit. Erst wegen zunehmender Beschwerden von Fahrgästen wurden ab 1883 eiserne Öfen in den Wagen nachgerüstet, wofür jeweils ein Einzelsitz wegfiel. Außerhalb der Heizperiode wurden sie allerdings zugunsten des Sitzplatzes wieder ausgebaut. Erst nach der Jahrhundertwende wurden die Öfen das ganze Jahr in den Wagen belassen.
Erst als 1928 mit der Indienststellung der modernen Einheitslokomotiven entsprechend leistungsfähige Lokomotiven zur Verfügung standen, wurde auch bei den Schmalspurbahnen die Dampfheizung eingeführt. Die ab 1928 ausgelieferten Einheitswagen erhielten die Niederdruckumlaufheizung bereits ab Werk, bei allen anderen Wagen wurde sie später nachgerüstet. Bis in jüngste Zeit wurden allerdings noch einige Wagen mit Ofenheizung vorgehalten, da in gemischten Zügen der Anschluss der Personenwagen an die durchgehende Dampfheizleitung von der Lokomotive nicht immer möglich war.
Zur Beleuchtung dienten anfangs Rüböllampen, die später durch die modernere Gasbeleuchtung abgelöst wurden. Gasbeleuchtete Wagen wurden noch bis 1975 zwischen Oschatz und Mügeln im Reisezugverkehr verwandt.
Mit der Indienststellung der neuen Einheitswagen wurde 1928 auch die elektrische Beleuchtung eingeführt. Im Gegensatz zum Regelspurnetz, wo bei jedem Reisezugwagen ein Achsgenerator üblich war, erfolgte hier die Energieversorgung von der Lokomotive. Die Einheitslokomotiven erhielten die erforderlichen 85-Volt-Turbogeneratoren mit einer im Vergleich zu Regelspurlokomotiven deutlich größeren Leistung von 5 kW bereits im Auslieferzustand, die meisten anderen Lokomotiven wurden später nachgerüstet. Versuchsweise erhielt zunächst jeder Wagen eine eigene Pufferbatterie, was sich jedoch nicht bewährte. Später wurden deshalb nur noch die Gepäckwagen mit entsprechend leistungsfähigen Batterien ausgerüstet, um auch bei abgekuppelter Lokomotive die Beleuchtung der Wagenzüge sicherzustellen. Aus diesem Grund wird bis heute generell in alle sächsischen Schmalspurzüge ein Gepäckwagen eingereiht.
Die Leitungskupplungen sind bei den Reisezugwagen asymmetrisch angeordnet, auf einer Seite die Saug-, später Druckluftverbindungen der Zugbremse, auf der anderen die Dampfheizleitung und in Wagenmitte die elektrische Speiseleitung für die Wagenbeleuchtung. Bei Wagenüberführungen muss deshalb noch heute auf die richtige Ausrichtung geachtet werden. Früher markierte ein Pfeil am Langträger „vorn“ und „hinten“. Gleisdreiecke und ähnliche Streckenführungen existierten auf den sächsischen Schmalspurstrecken nie, ein versehentliches Drehen der Wegen war damit ausgeschlossen. Echte Wagenübergänge mit Übergangsbrücken existierten bei sächsischen Schmalspurreisezugwagen wegen dieser Leitungsanordnung jahrzehntelang nicht. Ersatzweise wurden für das Personal die Trittbretter der Einstiege in Richtung Wagenende verlängert. Aus Arbeitsschutzgründen wurden bei einigen Wagen nach 2000 echte Wagenübergänge in der Mittelachse eingebaut. Dafür wurden die elektrischen Verbindungen seitlich über die Bremsleitungen versetzt.

## Hochbauten
Auch sämtliche Hochbauten für die sächsischen Schmalspurbahnen wurden nach einheitlichen, standardisierten Baugrundsätzen entworfen. So gleichen sich die Bahnhofsgebäude verschiedener Strecken zuweilen bis ins Detail. Ein typisches solches Beispiel ist das Bahnhofsgebäude von Jöhstadt, das in identischer Ausführung auch in den Bahnhöfen Mohorn, Bernstadt (Oberlausitz), Hohnstein, Schönheide Mitte, Oppach und Strehla zu finden war.
Ebensolche Standardbauten waren die Heizhaus genannten Lokschuppen, die sich voneinander nur durch die Zahl der Lokomotivstände und in der Länge unterschieden. Diese als Fachwerkkonstruktion ausgeführten Gebäude waren in aller Regel an den Endbahnhöfen der Strecken angeordnet.
Sehr sparsam wurden die Haltepunkte und Haltestellen mit Gebäuden ausgerüstet. In aller Regel mussten eine hölzerne Wartehalle, ein Freiabtritt und ein alter Wagenkasten als Lagerraum für die Bahnmeistereien genügen.

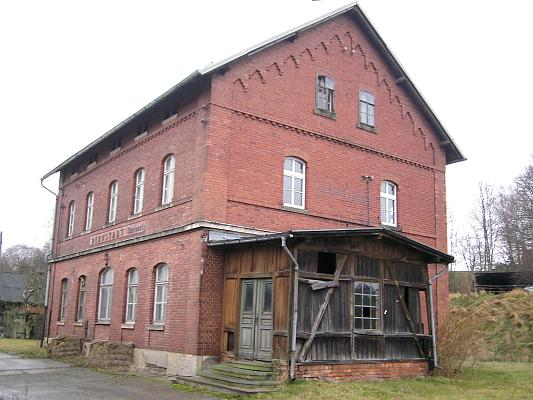
Bahnhof Bernstadt (2007)
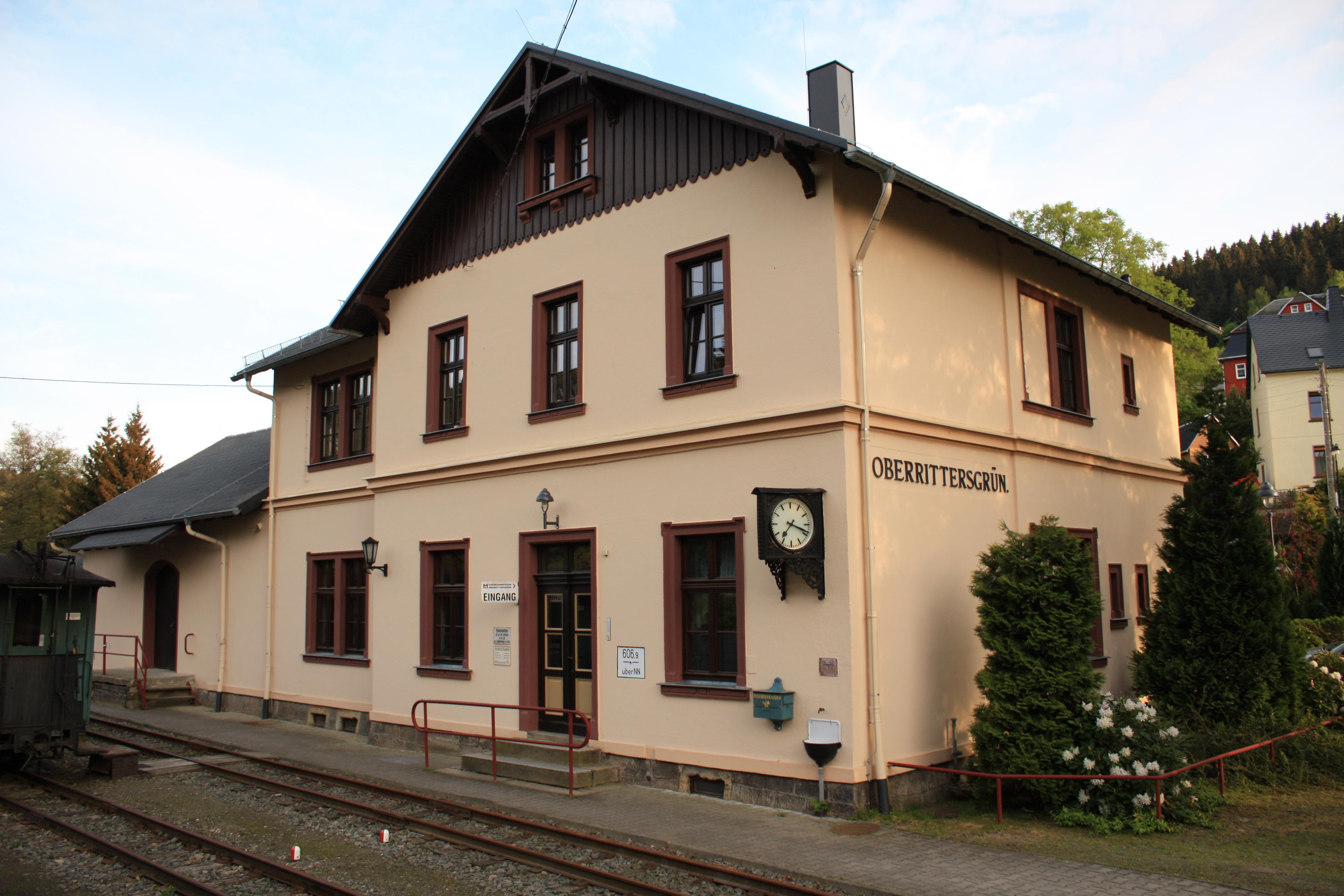
Bahnhof Oberrittersgrün (2009)
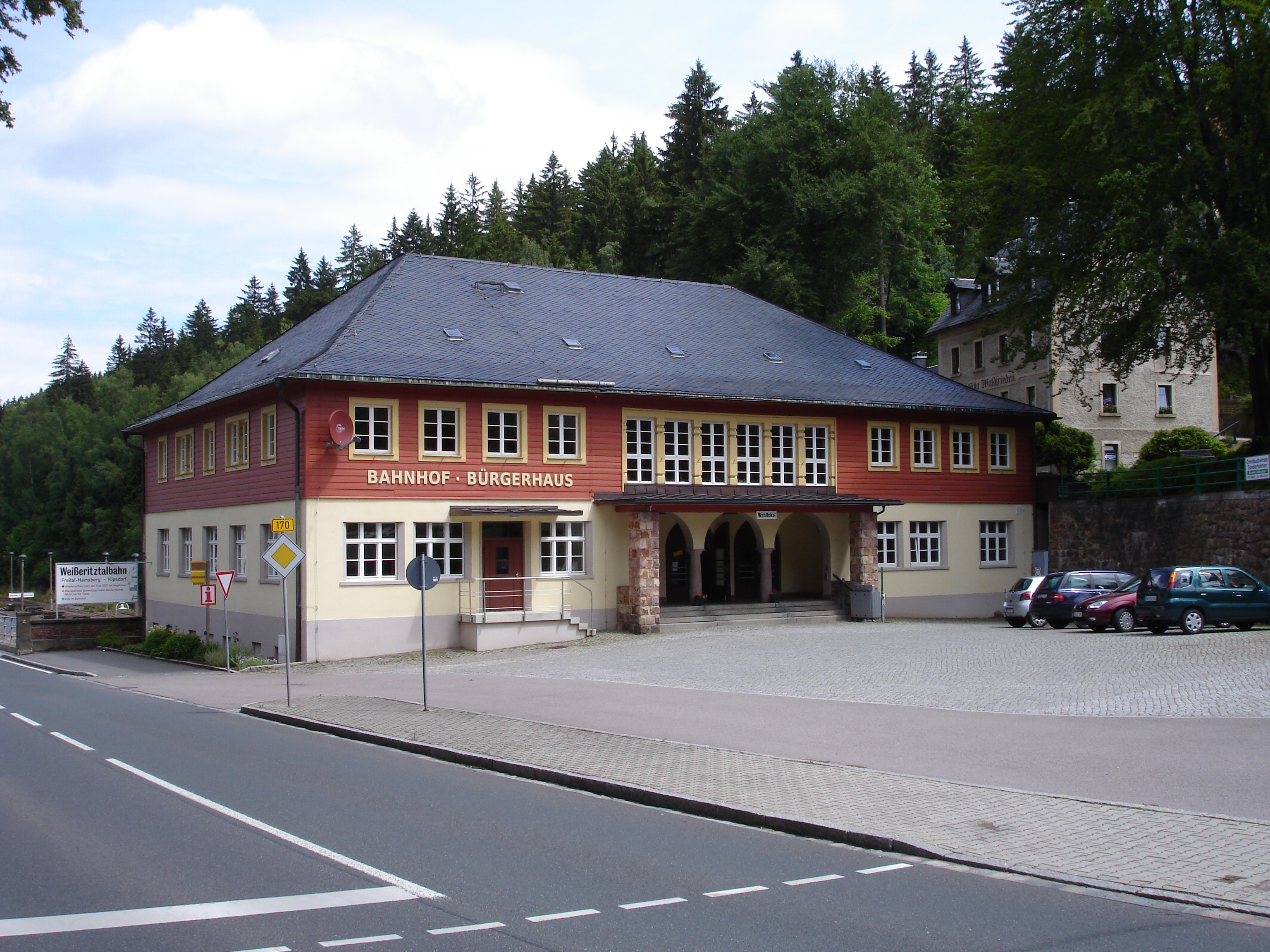
Bahnhof Kurort Kipsdorf (2009)
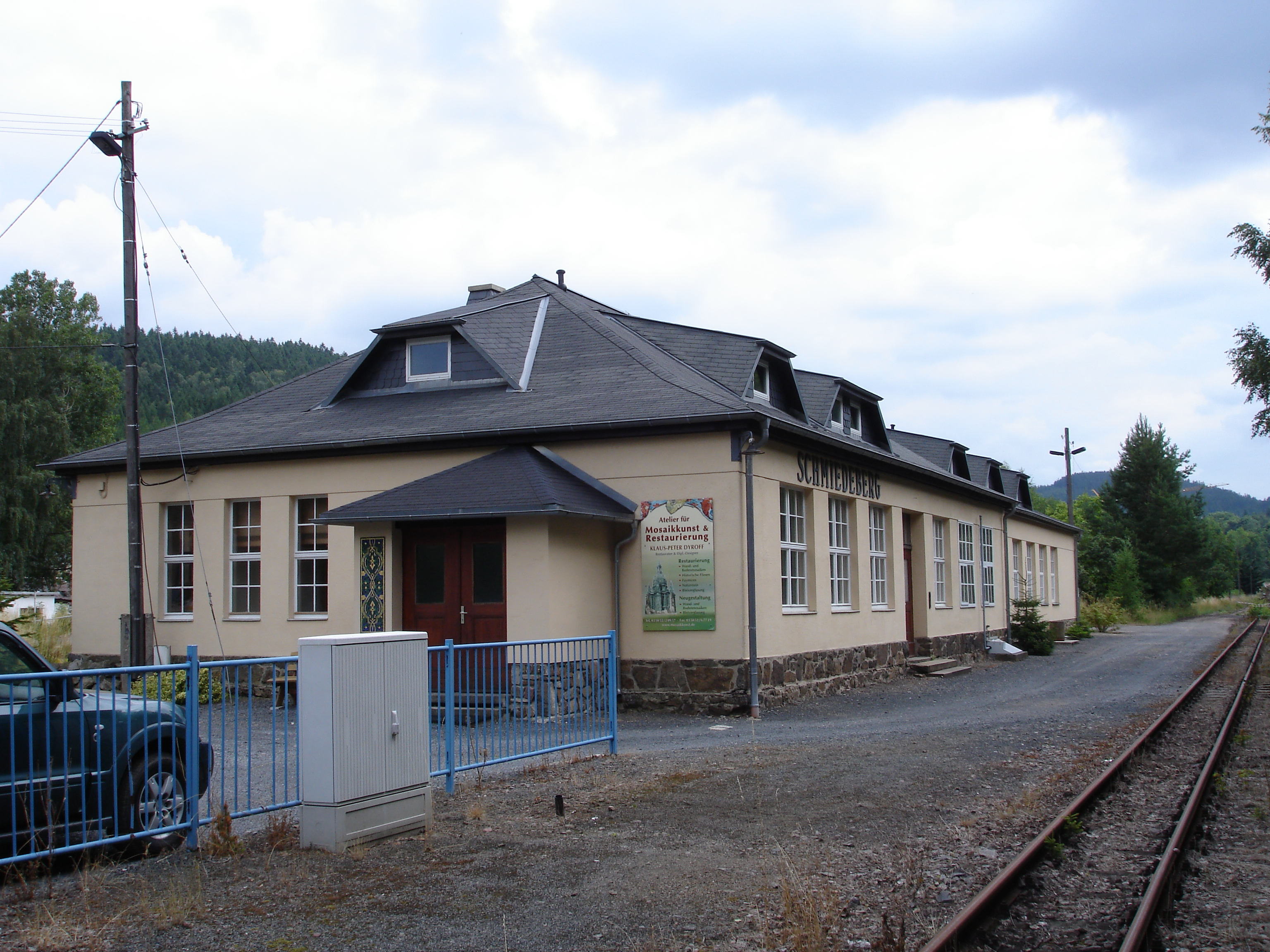
Bahnhof Schmiedeberg (2008)
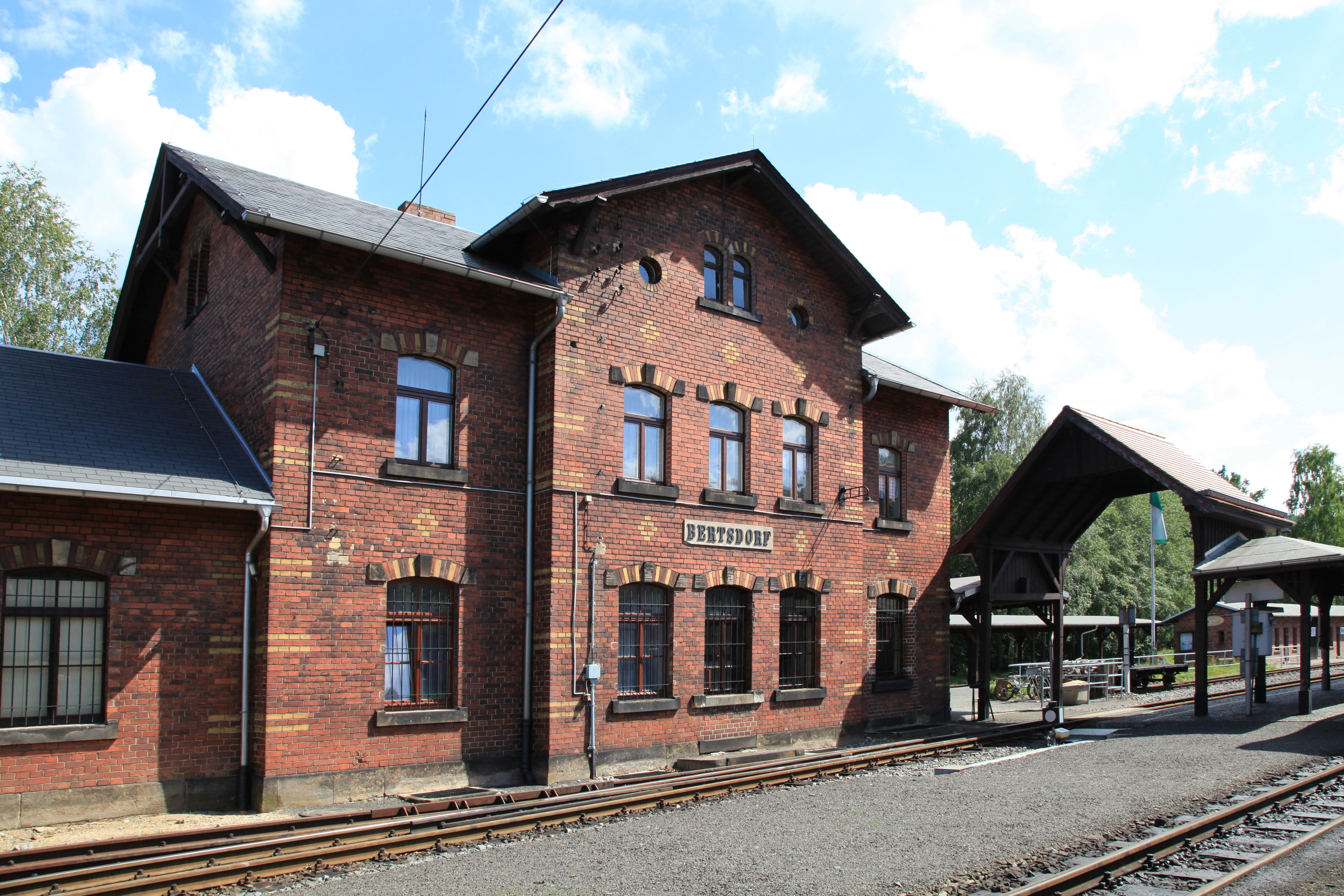
Bahnhof Bertsdorf (2013)
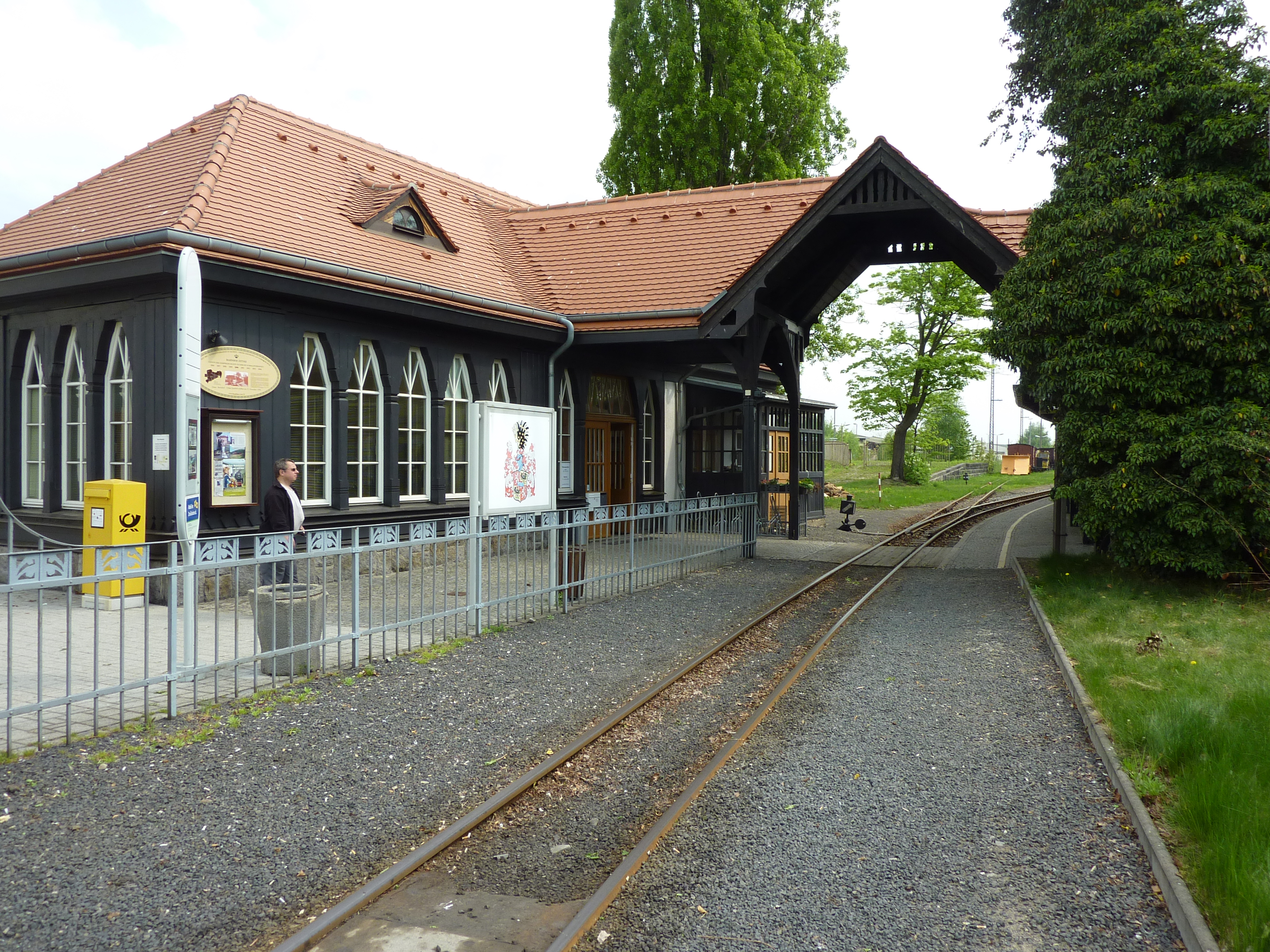
Bahnhof Zittau (Schmalspurbahnhof; 2011)
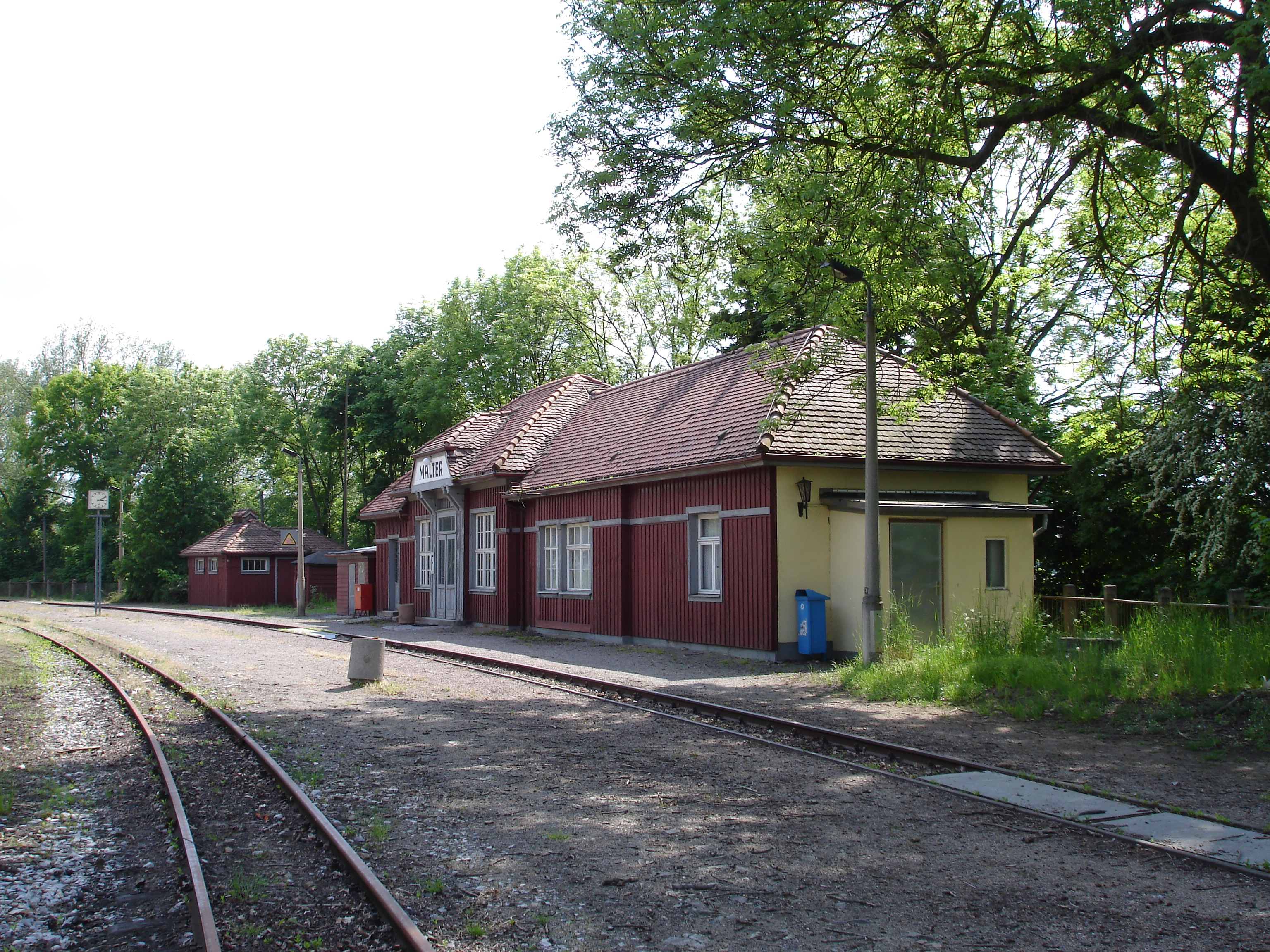
Bahnhof Malter (2008)
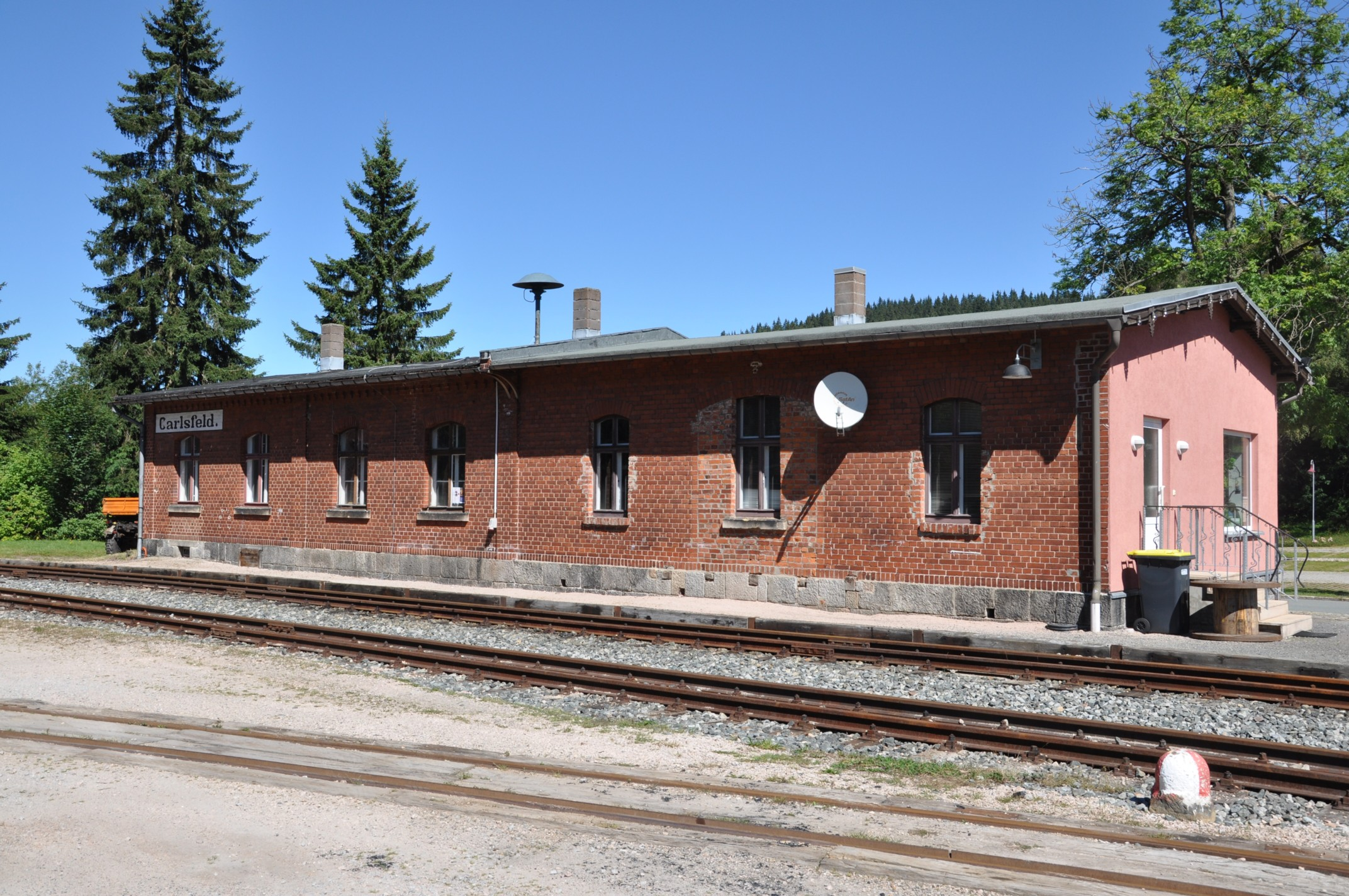
Bahnhof Carlsfeld (2012)
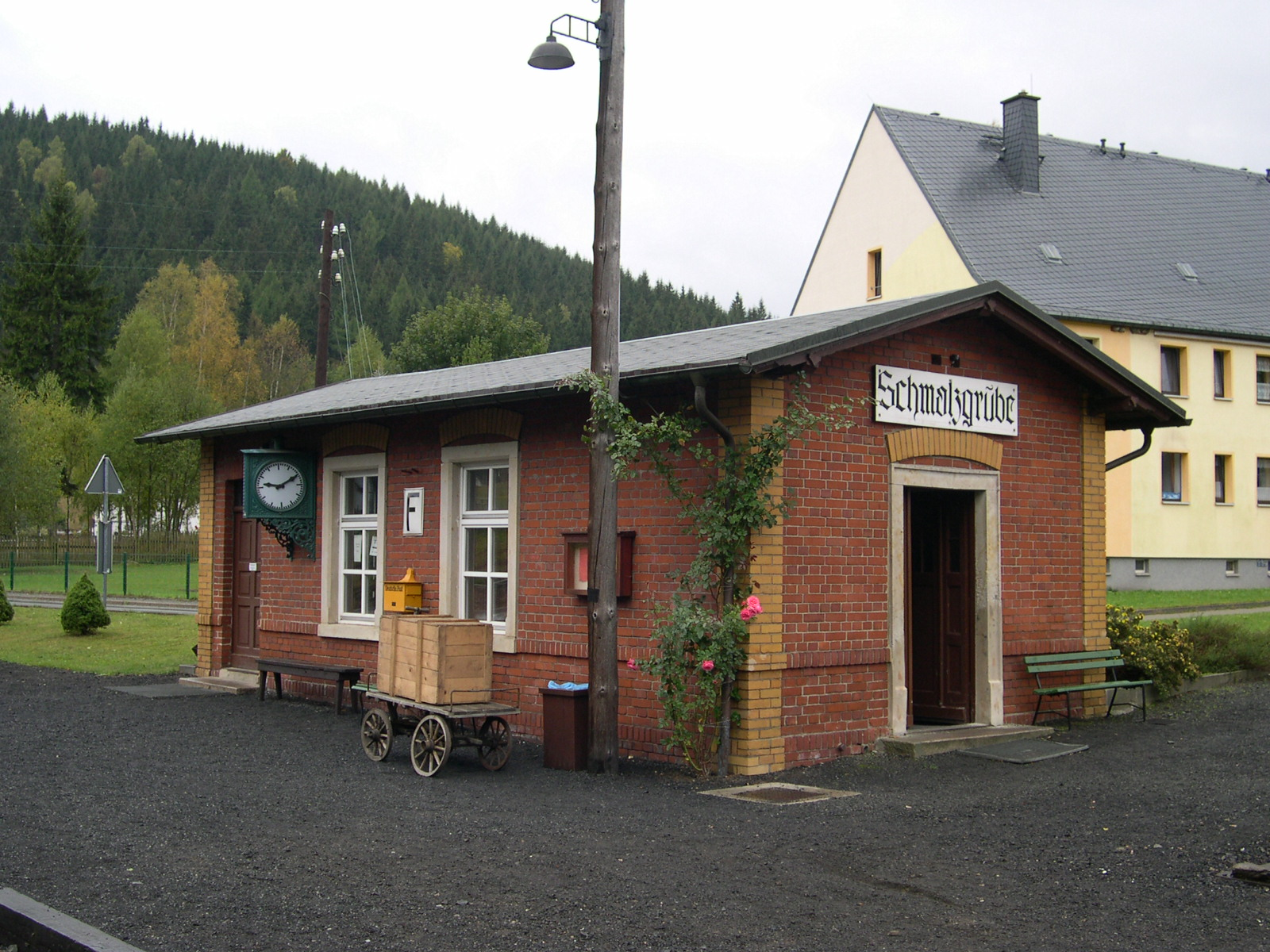
Bahnhof Schmalzgrube (2003)
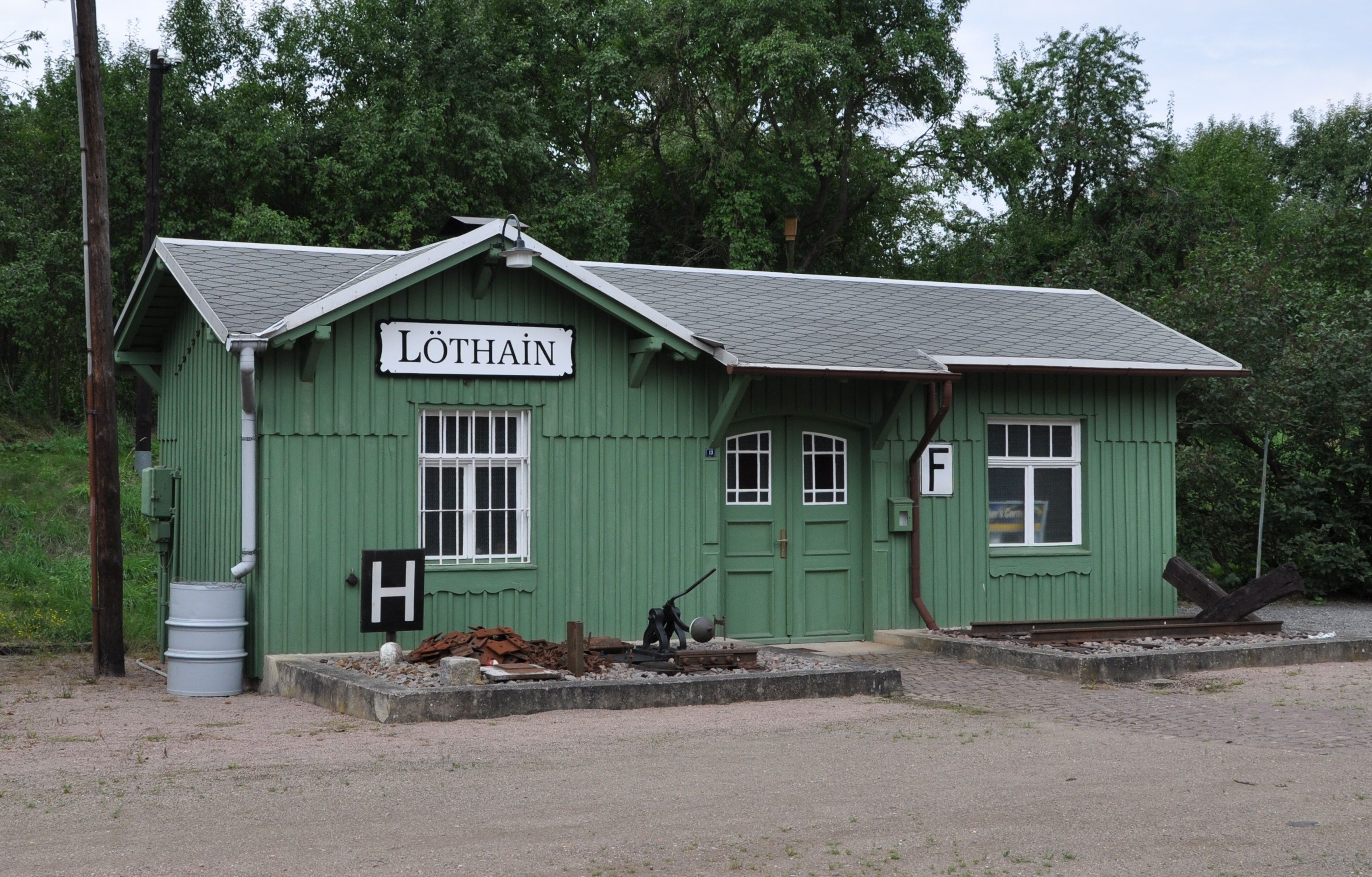
Bahnhof Löthain (2010)
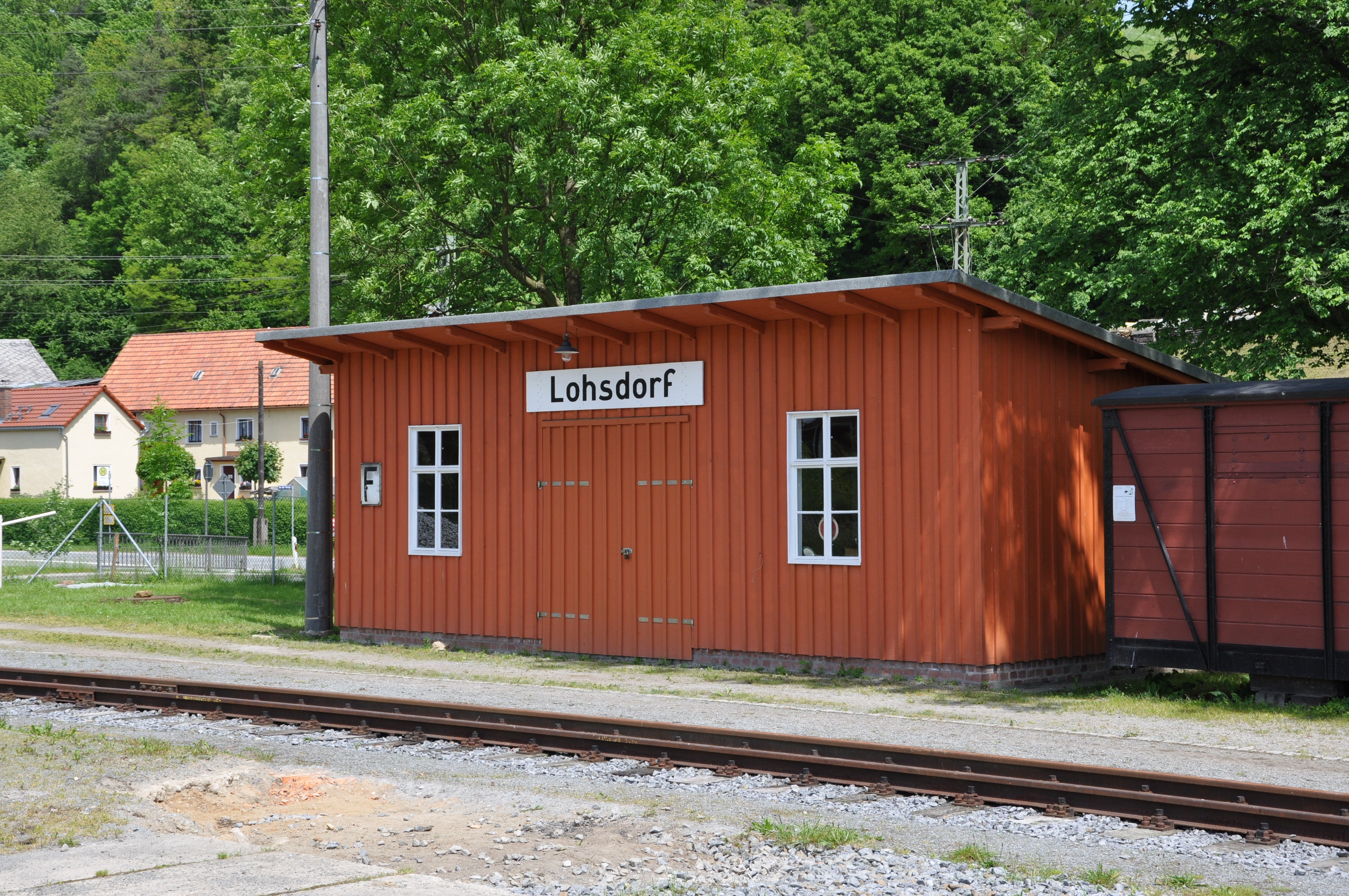
Haltestelle Lohsdorf (2010)
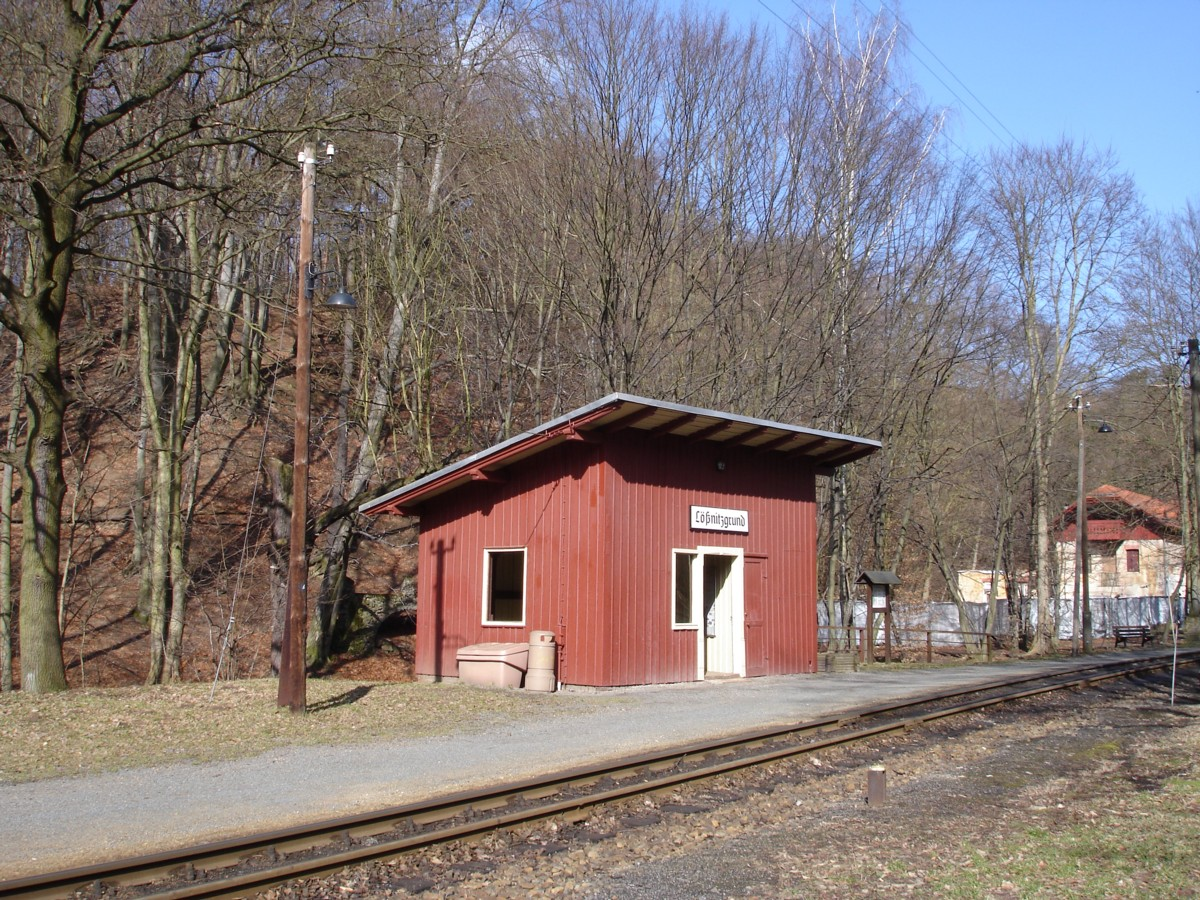
Haltepunkt Lößnitzgrund (2010)
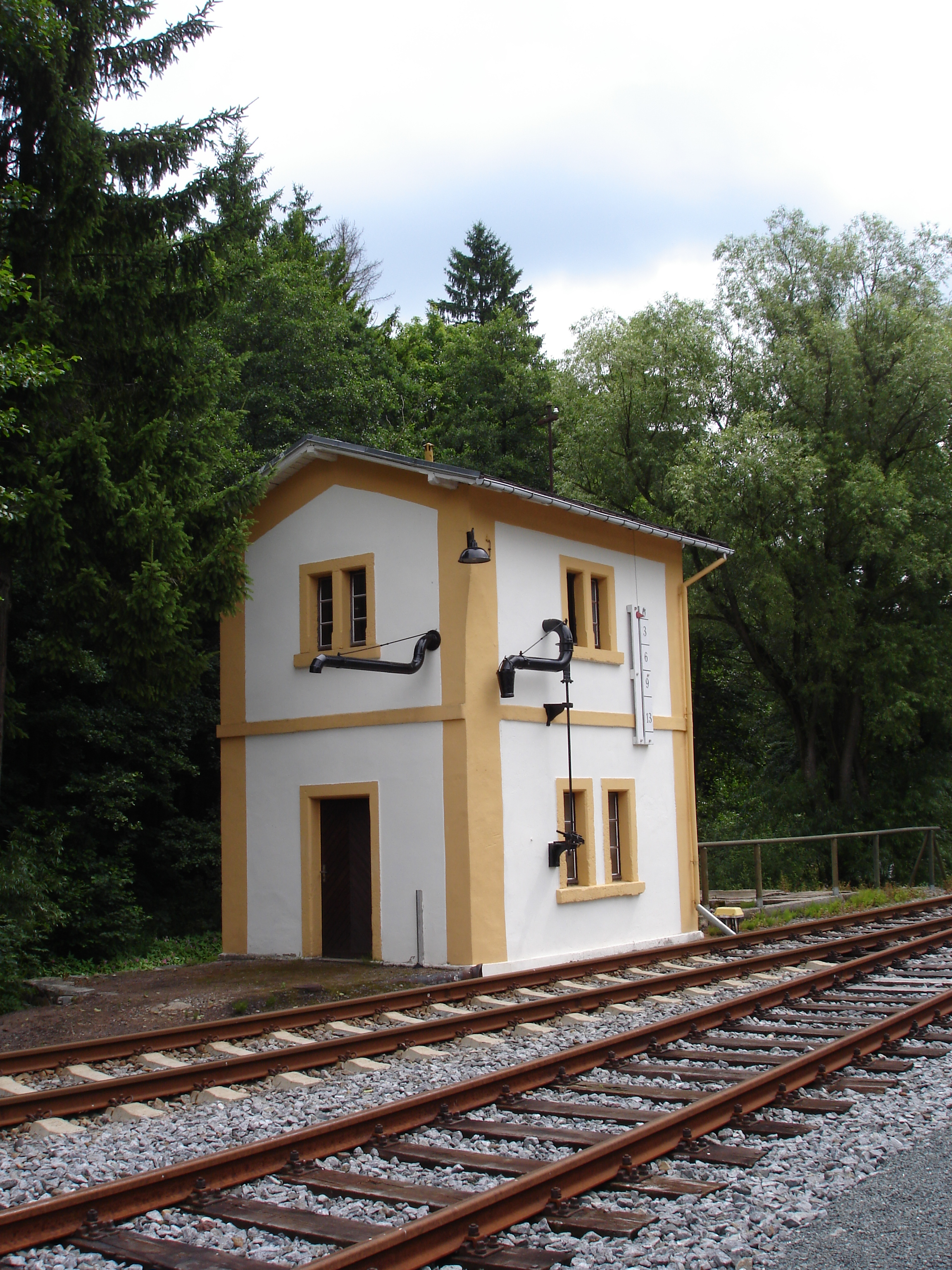
Wasserhaus in Bärenstein (2008)
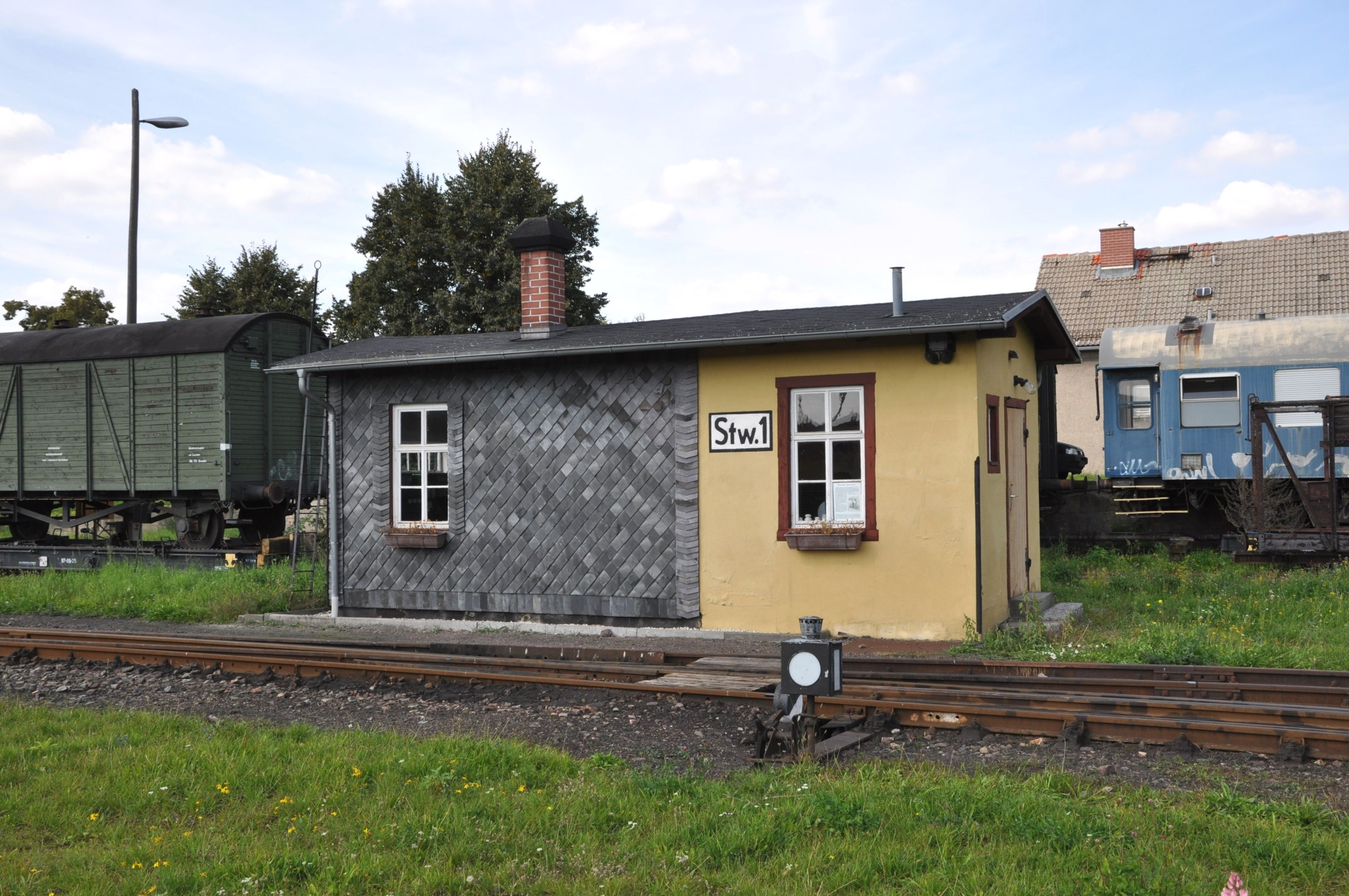
Stellwerk 1 im Bahnhof Mügeln (b Oschatz) (2010)
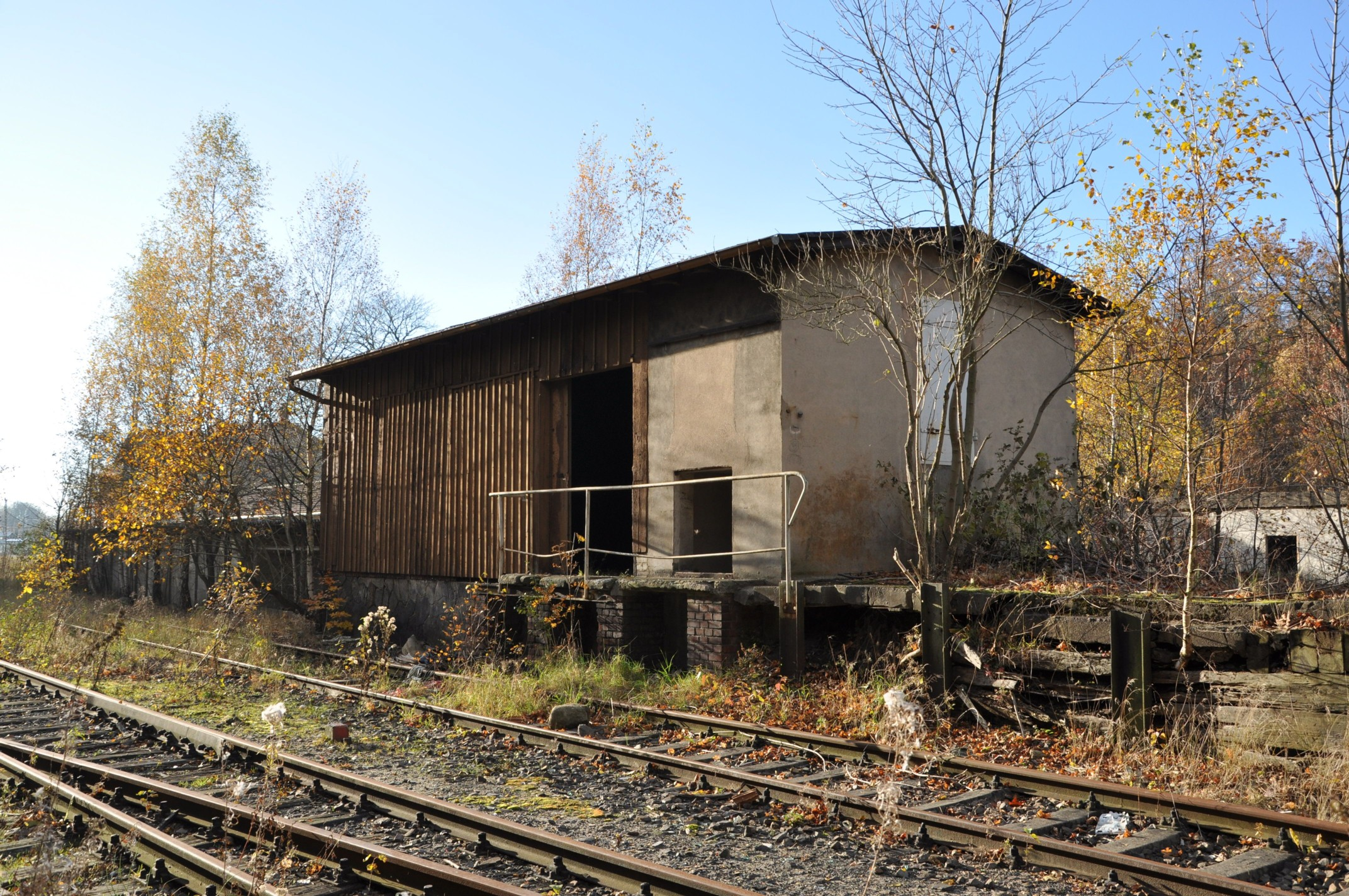
Kohleschuppen im Bahnhof Klingenberg-Colmnitz (2010)
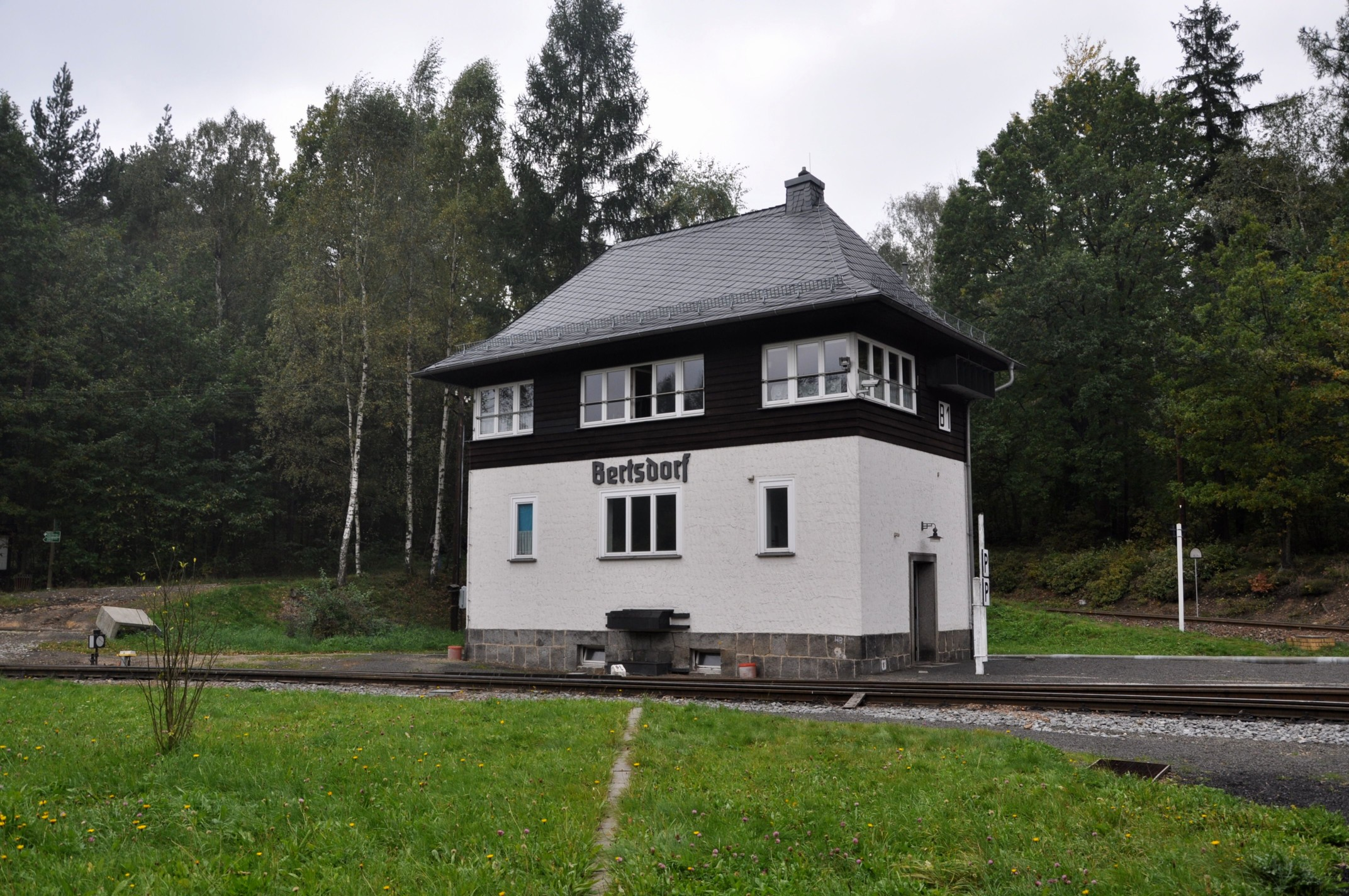
Stellwerk im Bahnhof Bertsdorf (2010)
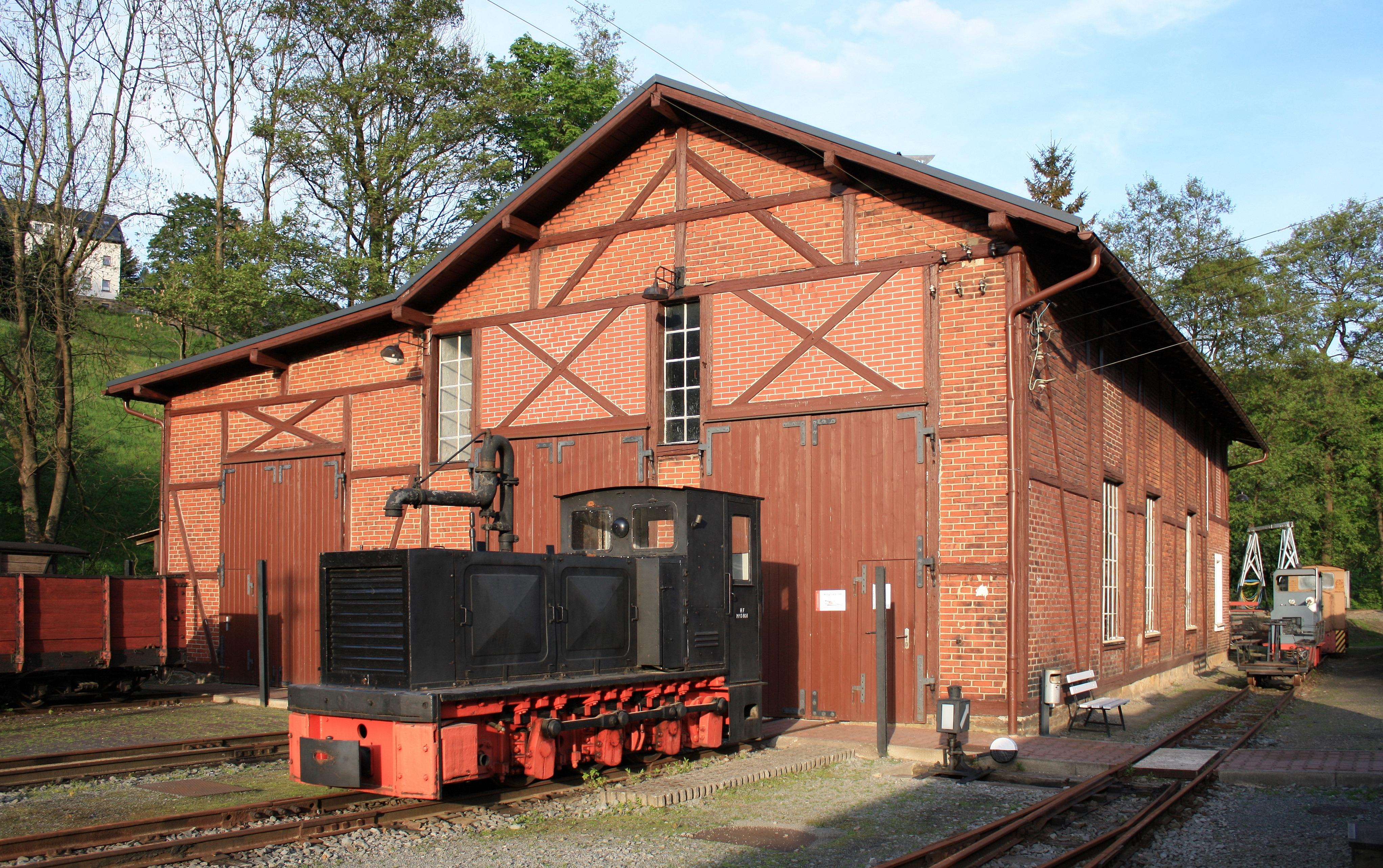
Heizhaus im Bahnhof Oberrittersgrün (2009)
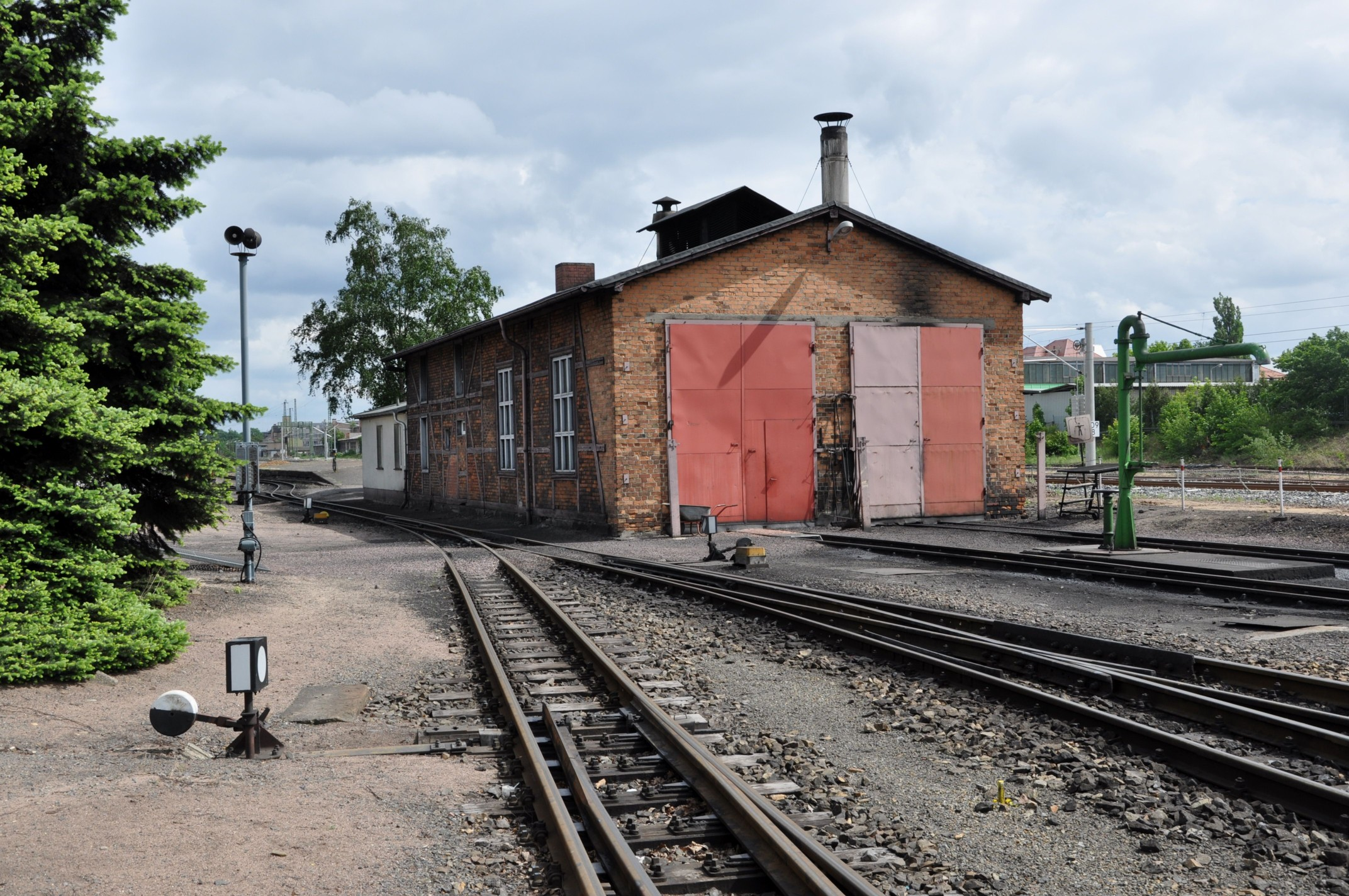
Heizhaus im Bahnhof Radebeul Ost (2012)
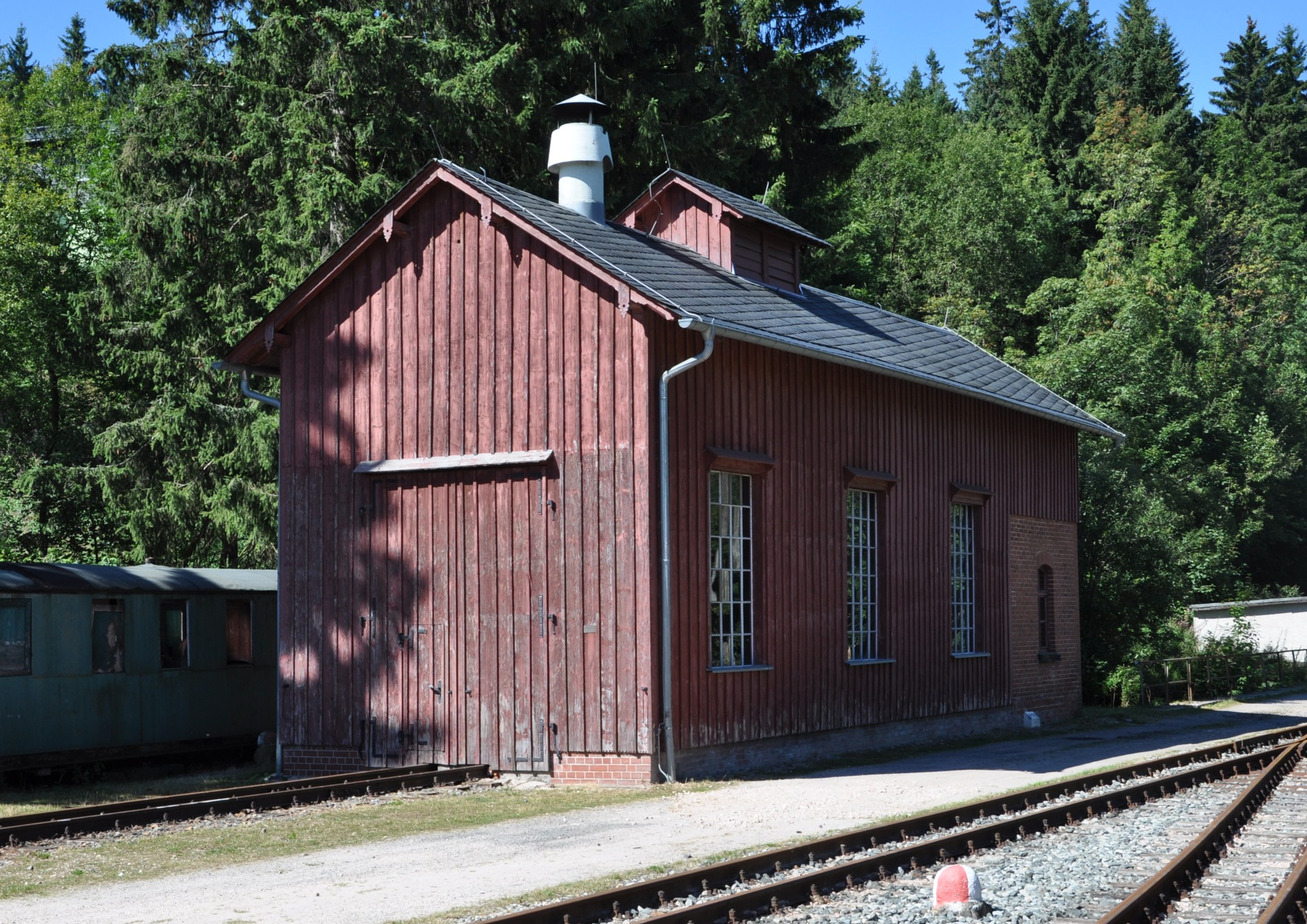
Heizhaus im Bahnhof Carlsfeld (2012)

## Ingenieurbauten

### Brücken

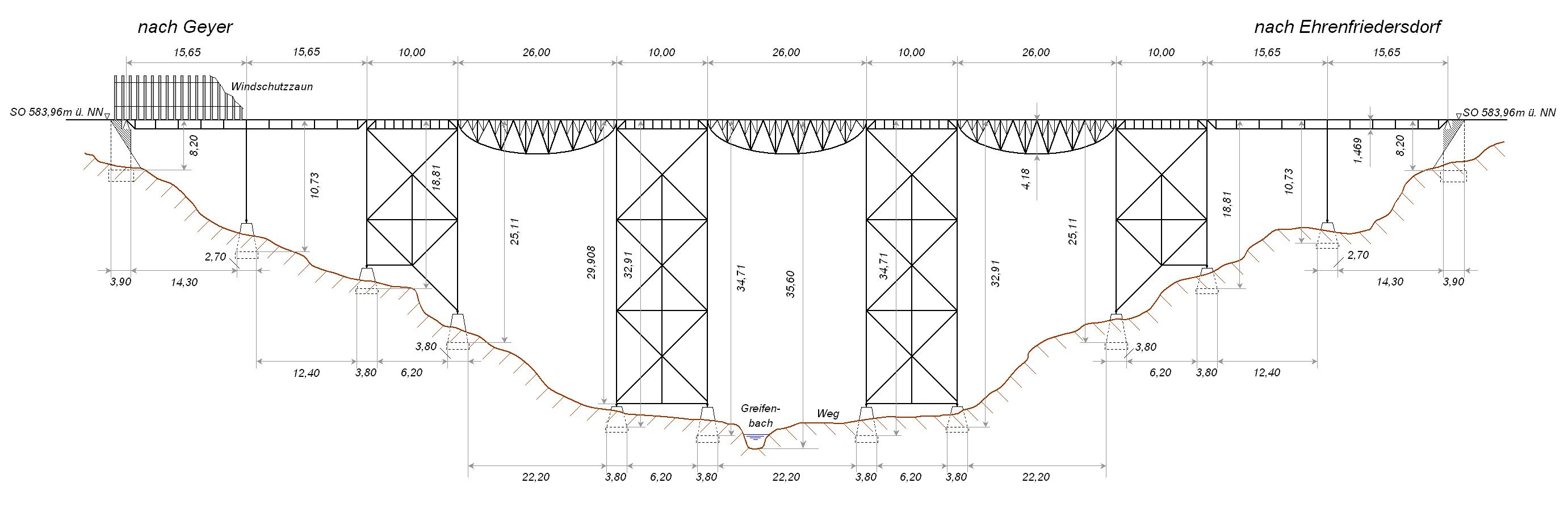
Greifenbachviadukt

Trotz des Vorhabens, die Schmalspurbahnen zu möglichst geringen Kosten zu errichten, kam man in der Folge nicht umhin, auch größere Brücken zu erbauen. Schon bei der ersten sächsischen Schmalspurbahn Wilkau-Haßlau–Carlsfeld waren zur Querung zweier kleiner Nebentäler der Zwickauer Mulde bei Stützengrün zwei größere Viadukte nötig. Die größte Brücke aller sächsischen Schmalspurbahnen überhaupt entstand mit dem Greifenbachviadukt im Zuge der Schmalspurbahn Schönfeld-Wiesa–Meinersdorf. Konstruktiv waren die großen Brücken durchweg Gerüstpfeilerviadukte, d. h. Trestle-Brücken, bei denen neben den Überbauten auch die Pfeiler als Stahlkonstruktion ausgeführt waren. Erhalten blieb bis heute nur der Hüttengrundviadukt in Oberwiesenthal; alle anderen Großbrücken wurden um 1980 zur Schrottgewinnung abgebrochen.
Kleinere Brücken bestanden fast durchweg aus einfachen Blechträgern auf gemauerten Pfeilern. In einigen Fällen erreichten solche Brücken jedoch auch größere Ausmaße. Die längste Brücke dieser Art bestand im Zuge der Schmalspurbahn Wilsdruff–Gärtitz im Triebischtal bei Robschütz und Garsebach. Nur in der Anfangszeit – etwa bei der Weißeritztalbahn – wurden gemauerte Steinbogenbrücken erstellt. Ab der Jahrhundertwende wurden neue Brücken auch schon mit dem seinerzeit neuen Werkstoff Beton gebaut. Teilweise erhielten solche Brücken aus optischen Gründen eine Verblendung aus Naturstein.

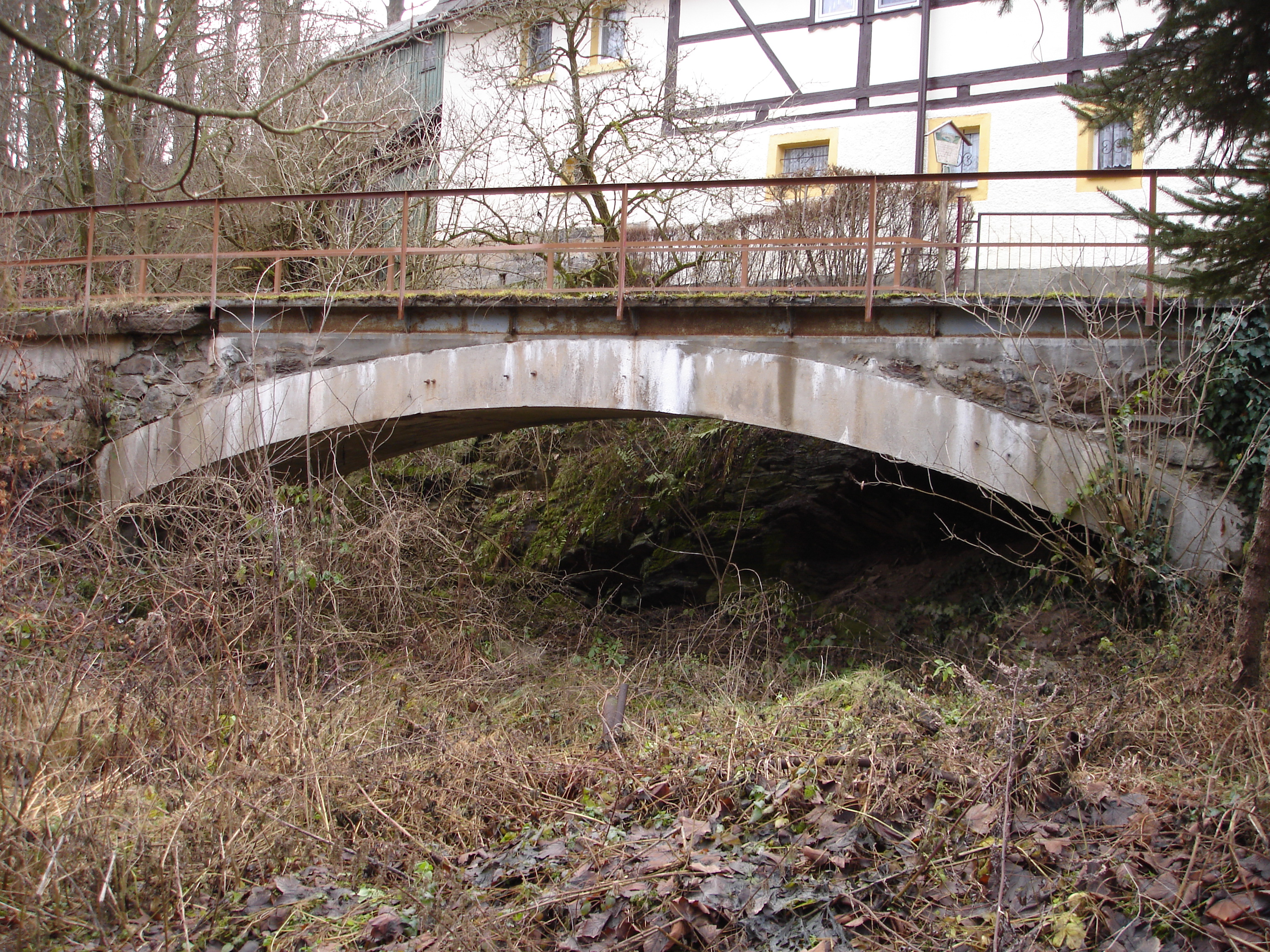
Die 1881 erbaute Mühlgrabenbrücke in Seifersdorf gilt als älteste Betonbrücke Deutschlands (2008).
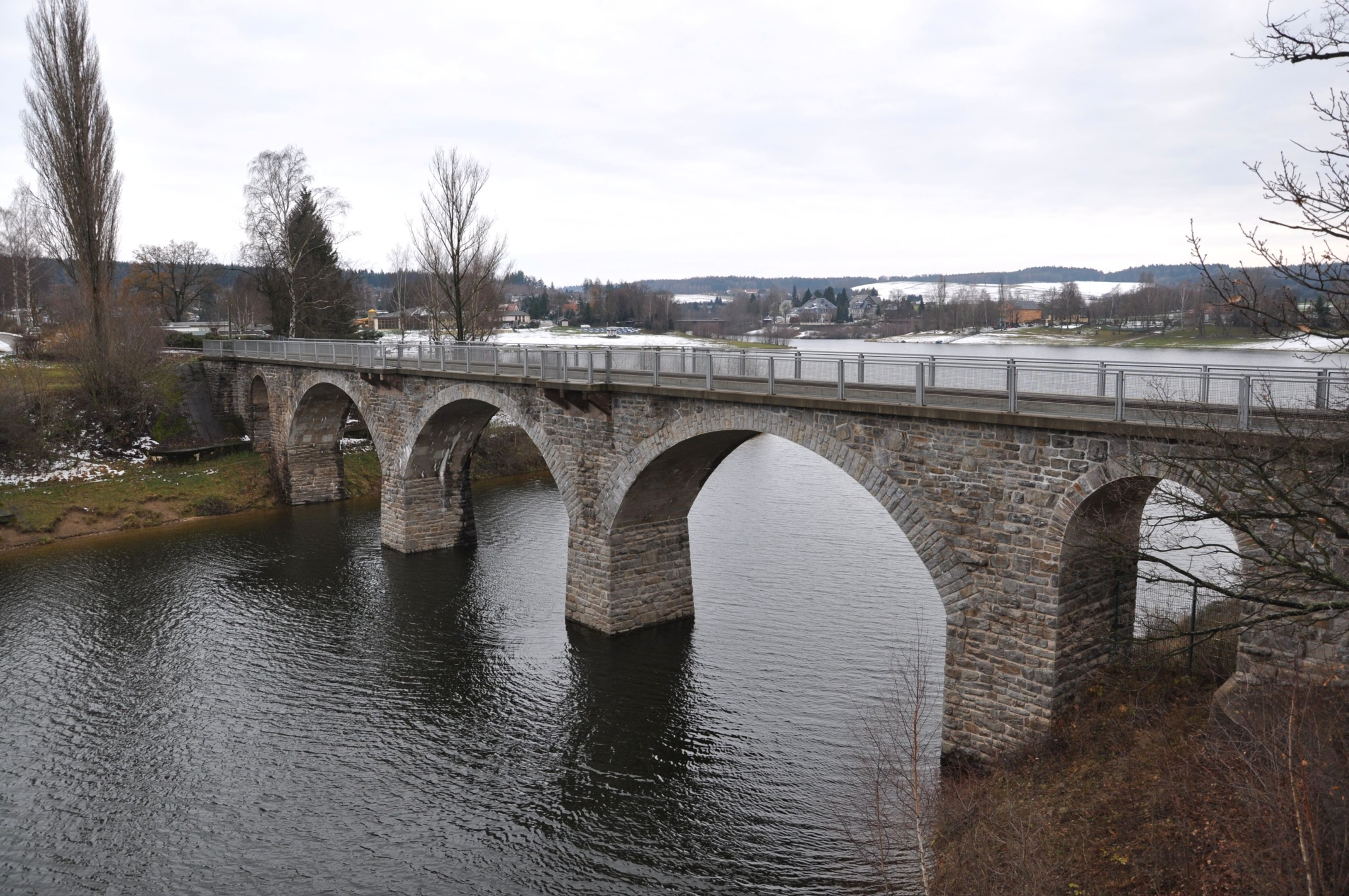
Steinbogenbrücke über den Bormannsgrund in Malter (2008)
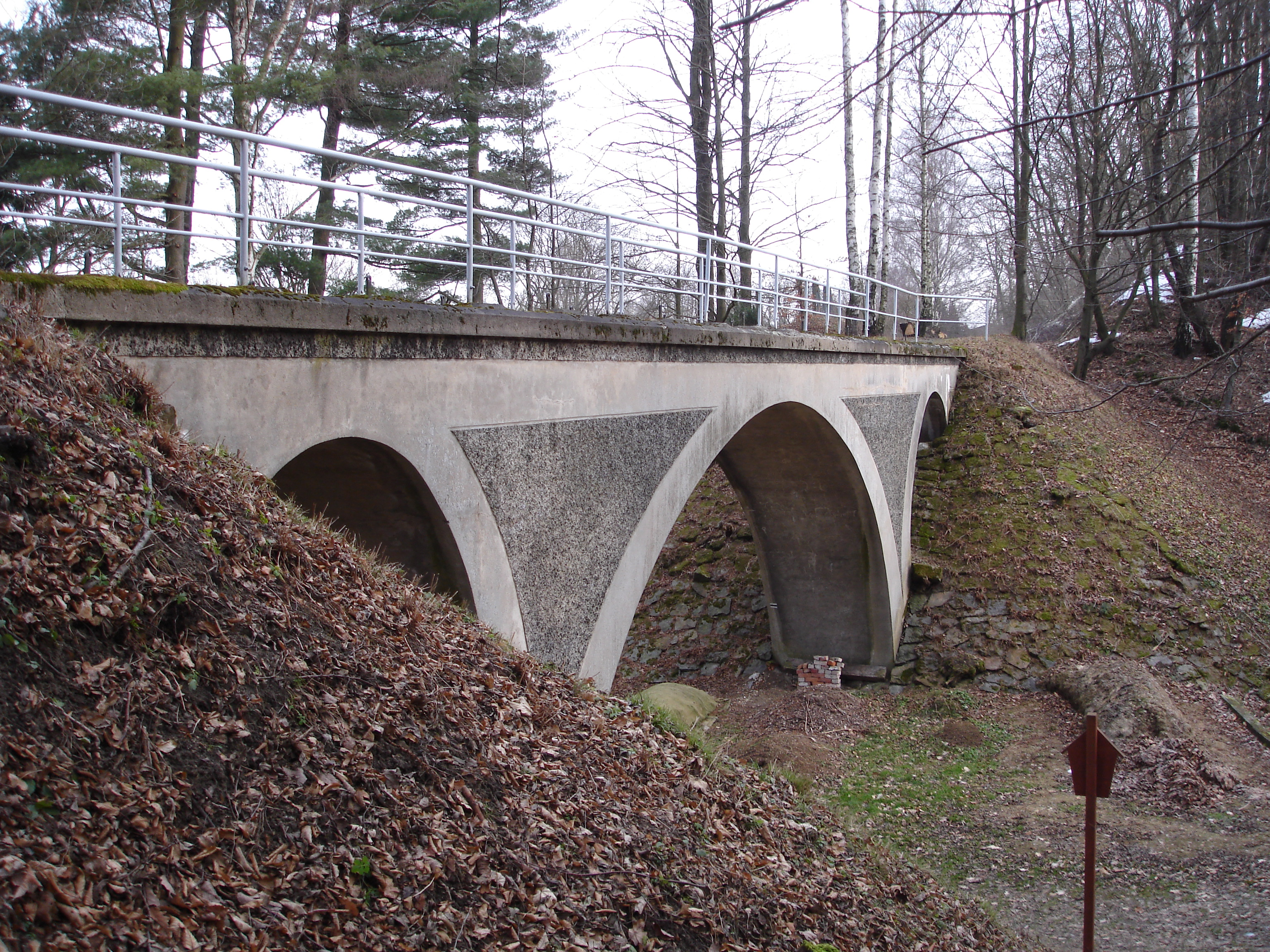
Stampfbetonbrücke in Hohnstein (2009)
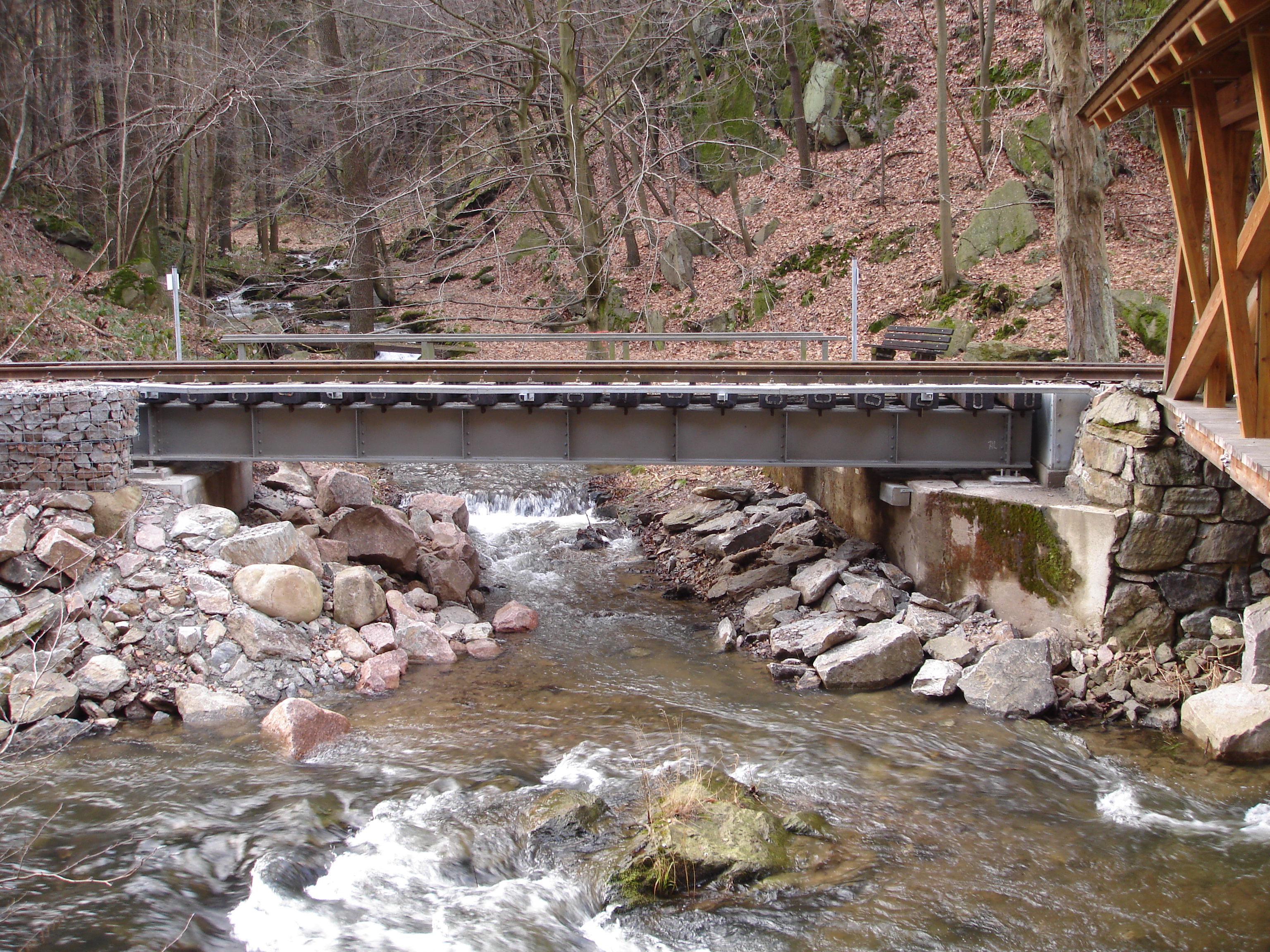
Blechträgerbrücke über den Borlasbach (2008)
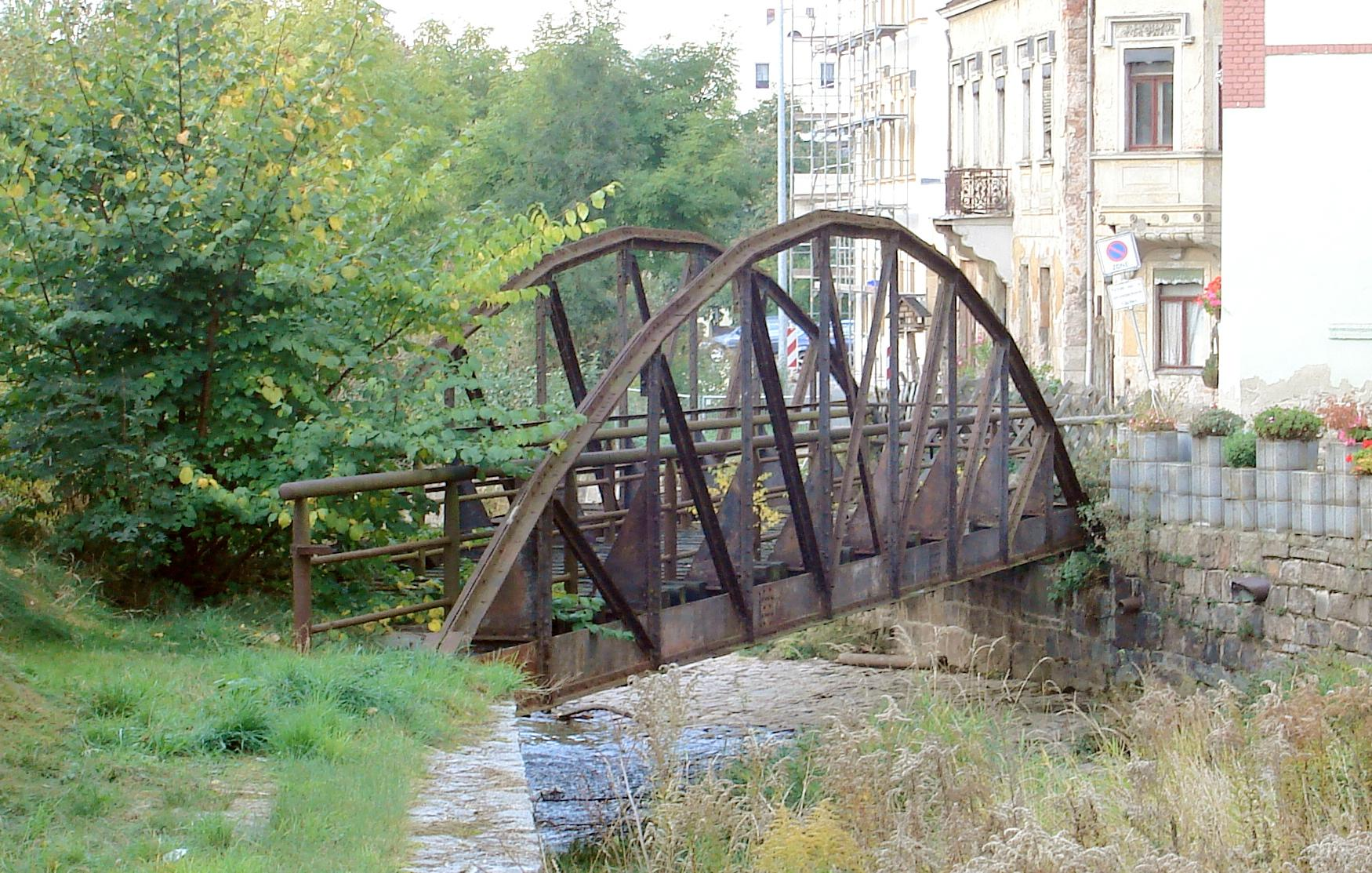
Eiserne Parabelträgerbrücke in Kirchberg (2011)
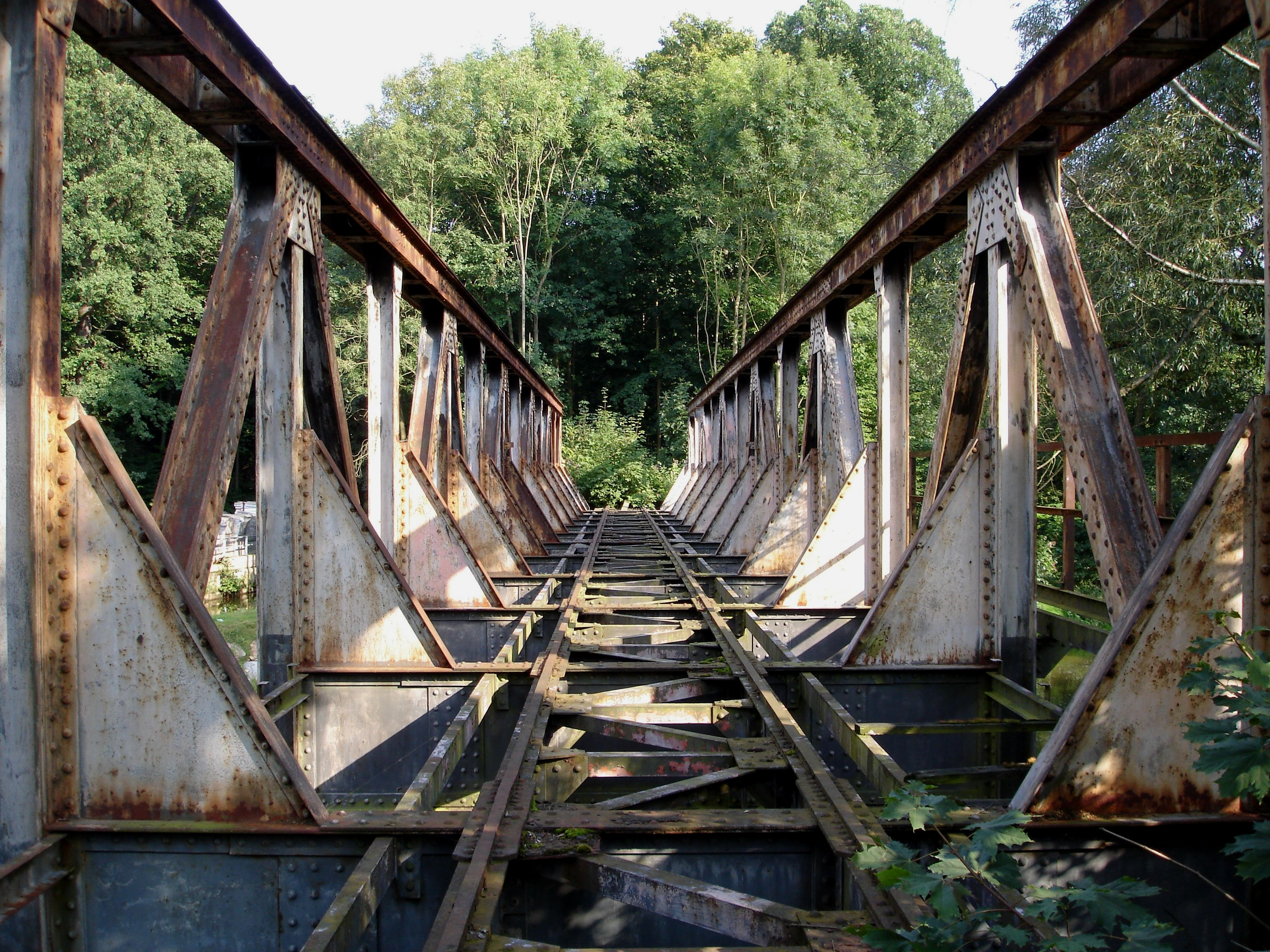
Gitterträgerbrücke über die Freiberger Mulde bei Obergruna-Bieberstein (2008)
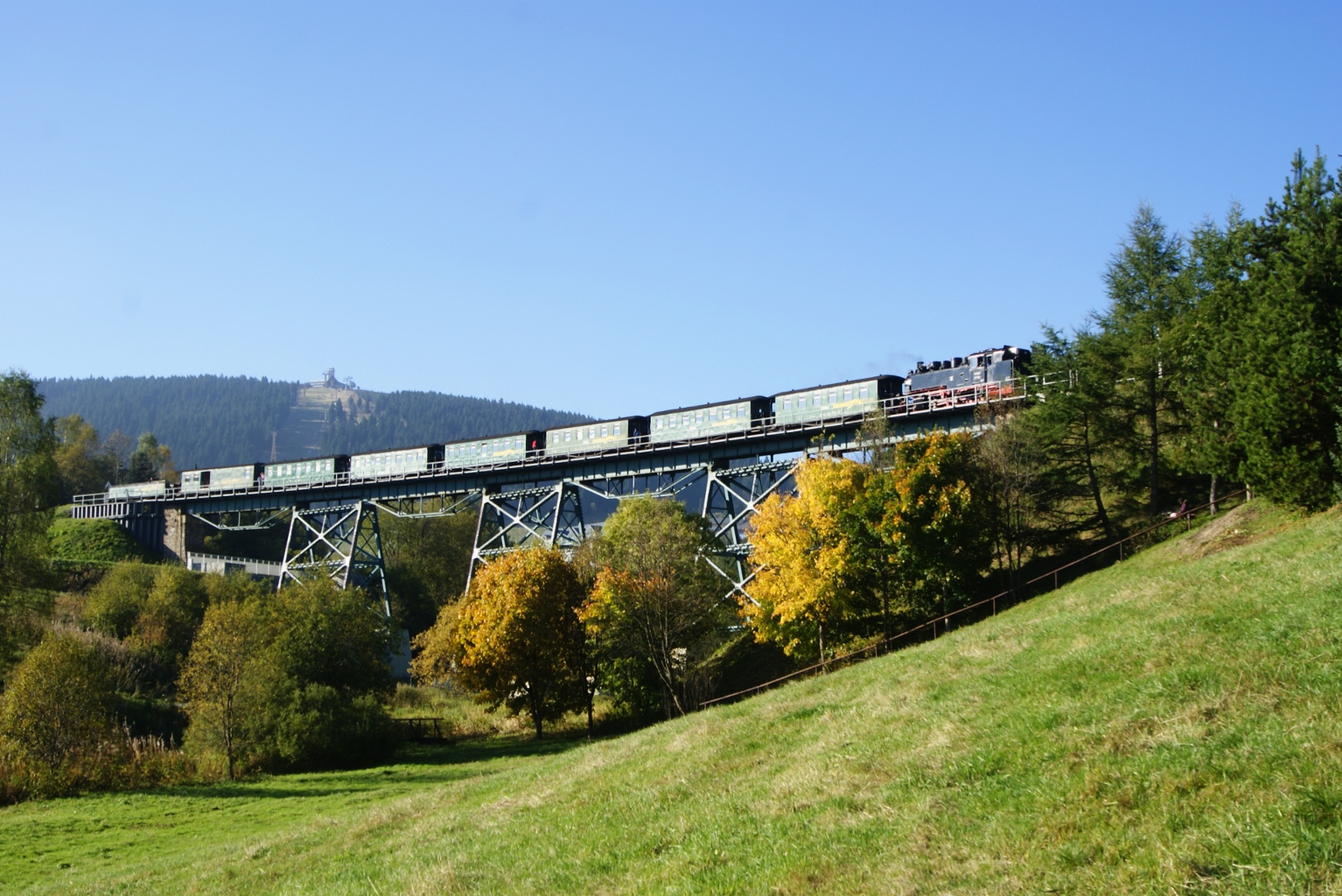
Hüttengrundviadukt in Oberwiesenthal (2010)

### Tunnel

Ehem. Tunnel der Weißeritztalbahn

Tunnel gab es bei den sächsischen Schmalspurbahnen nur wenige. Beim Bau der Weißeritztalbahn wurde 1883 ein nur 17 Meter langer Tunnel erstellt, der jedoch schon 1906 im Zusammenhang mit der Einführung des Rollwagenverkehrs abgetragen wurde. Heute befindet sich an dieser Stelle ein eher unscheinbarer Einschnitt. Zwei weitere Tunnel wurden im Zuge des Baues der Schmalspurbahn Goßdorf-Kohlmühle–Hohnstein (Schwarzbachbahn) in der Sächsischen Schweiz errichtet.

## Oberbau
Als die ersten schmalspurigen Strecken entstanden, wurde entsprechend den eingesetzten Fahrzeugen ein sehr leichter Oberbau verwendet. Zum Einbau kam anfangs das Schienenprofil Ia mit 15,6 kg/m. Mit der Einführung des Rollbock- und Rollwagenverkehrs mussten die Gleise erstmals verstärkt werden, wobei es sich meist um gebrauchtes Material von den Normalspurstrecken handelte.
Eine Zäsur war die Indienststellung der als „Gleisfresser“ betrachteten Lokomotiven der Gattung VI K nach dem Ersten Weltkrieg. Auf den vorgesehenen Einsatzstrecken musste nun innerhalb kürzester Zeit der gesamte Oberbau auf das Schienenprofil sä. Va / S 33 mit 33 kg/m umgebaut werden. Aus Kostengründen wurden nun auch Stahlschwellen verwendet, die aus gekürzten und umgepressten alten Regelspurschwellen gewonnen wurden. Die Schienenbefestigungen entsprachen den auf Regelspurstrecken zur selben Zeit üblichen, durch die Stufenwirtschaft wurden allerdings auch im übrigen Netz nicht mehr übliche Oberbauformen verwendet. Sächsischer und preußischer Hakenplattenoberbau war lange die Regelbauform, in engen Bögen auch sächsische Leitschienen.
Als nach 1960 eine grundlegende Erneuerung des Oberbaues auf einigen Strecken unausweichlich war, kamen nun auch Betonschwellen mit dem Schienenprofil S 33 zum Einbau. Dieses Profil wurde von der Maxhütte in Unterwellenborn seinerzeit nur noch für den Bedarf der schmalspurigen Strecken in der DDR gefertigt. Mit den Betonschwellen kam es auch erstmals in größerem Umfang zum Einbau der Oberbauform K
Ab den 1970er Jahren griff man erneut auf altbrauchbares Oberbaumaterial von Regelspurstrecken zurück. Zum Einbau kam nun vorrangig das 49 kg/m schwere Schienenprofil S 49 mit Holzschwellen. Das Weichenwerk Brandenburg erhielt 1973 den Auftrag zur Entwicklung einer neuen einfachen Weiche nach den Konstruktionsprinzipien der Reichsbahnweichen von 1931, die ab 1976 zur Verfügung stand. Die neue Weiche war vollständig verschweißbar und besaß wie die Regelspurbauarten nun Federschienen- statt Gelenkzungen mit Anschlüssen für Klammerspitzenverschlüsse und Stelleinrichtungen der Einheitsbauart, was den Wartungsaufwand beträchtlich verminderte. Der von 65 auf 100 Meter vergrößerte Abzweigradius bedingte allerdings eine Lagekorrektur ganzer Weichenstraßen. Der Bau neuer Doppelkreuzungsweichen war allerdings mit dem Schienenprofil S 49 aus geometrischen Gründen nicht möglich. Eine Neufertigung auf Basis des alten Profils S 33 scheiterte aufgrund der dessen Produktionseinstellung 1984. Die konstruktiven Veränderungen bei der Einführung der Parabelweichen, insbesondere die elastische Backenschienenverspannung, die regulierbaren Stützbockradlenker und der Verzicht auf Kuppelschwellen, wurden ebenfalls mitvollzogen.
Heute ist das Schienenprofil S 49 mit Holzschwellen und Oberbau K und Ks Standard bei Gleiserneuerungen auf den sächsischen Schmalspurbahnen. Beton- oder Stahlschwellen werden aus Kostengründen nicht mehr verwendet. Eine Neuerung ist die Verwendung von Schwellen aus Recyclingkunststoff. Sie wurden im Jahr 2016 beim Wiederaufbau der Weißeritztalbahn zwischen Dippoldiswalde und Kurort Kipsdorf erstmals eingebaut.

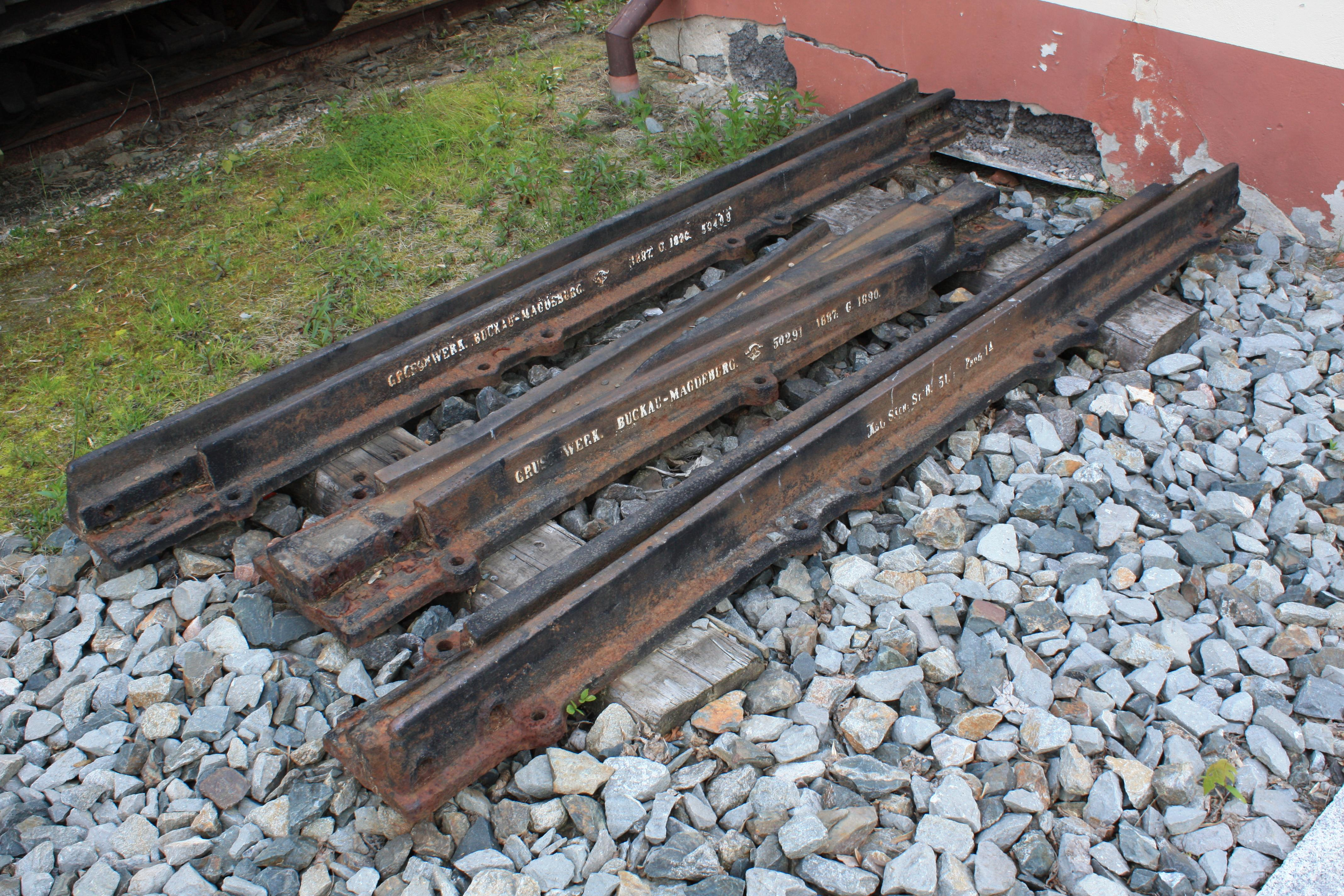
Teile einer Weiche Schienenprofil sä. Ia mit gegossenem Herzstück im (Museum Rittersgrün, 2009)
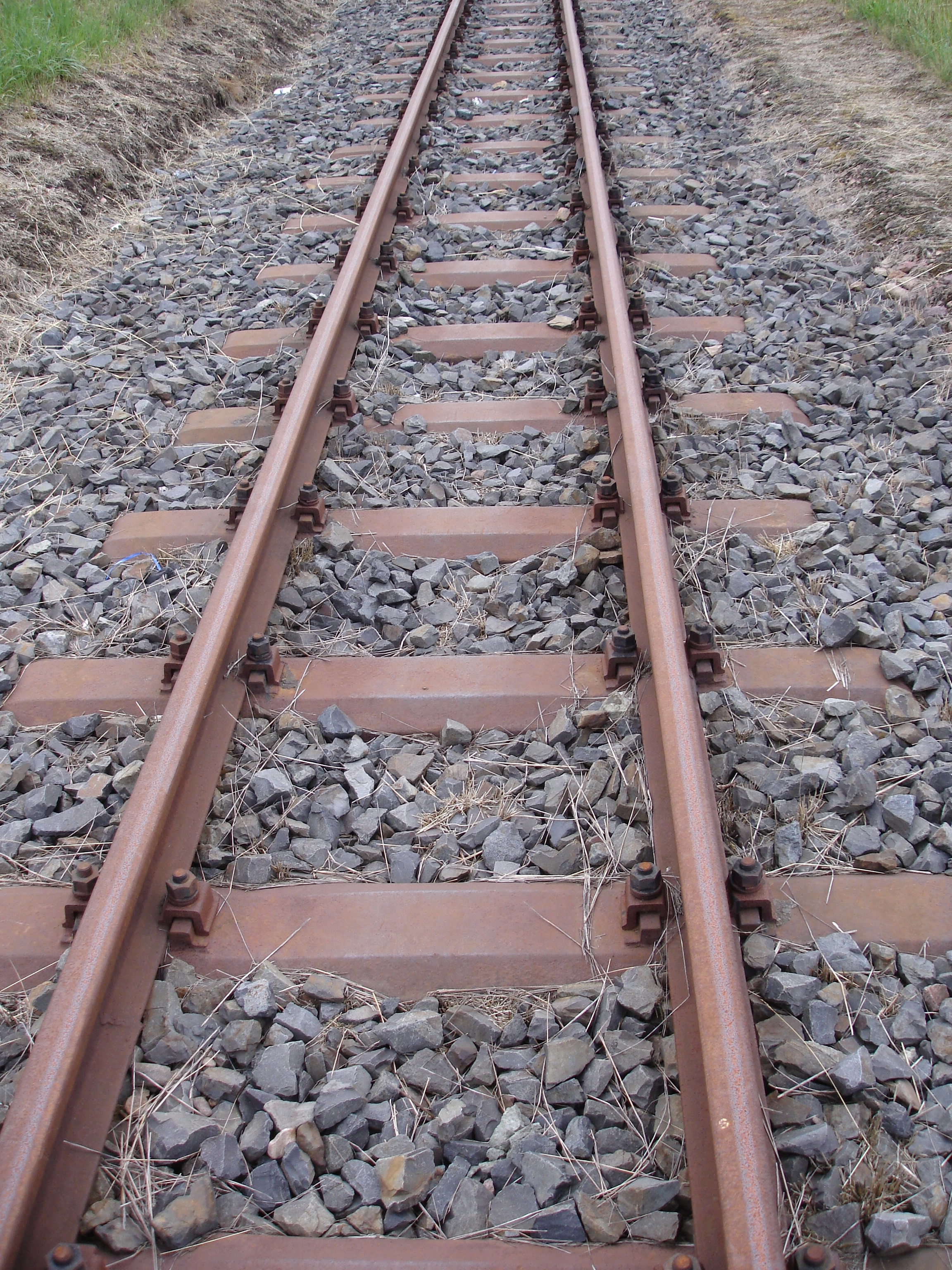
Stahlschwellengleis S 33 (Obercarsdorf, 2008)
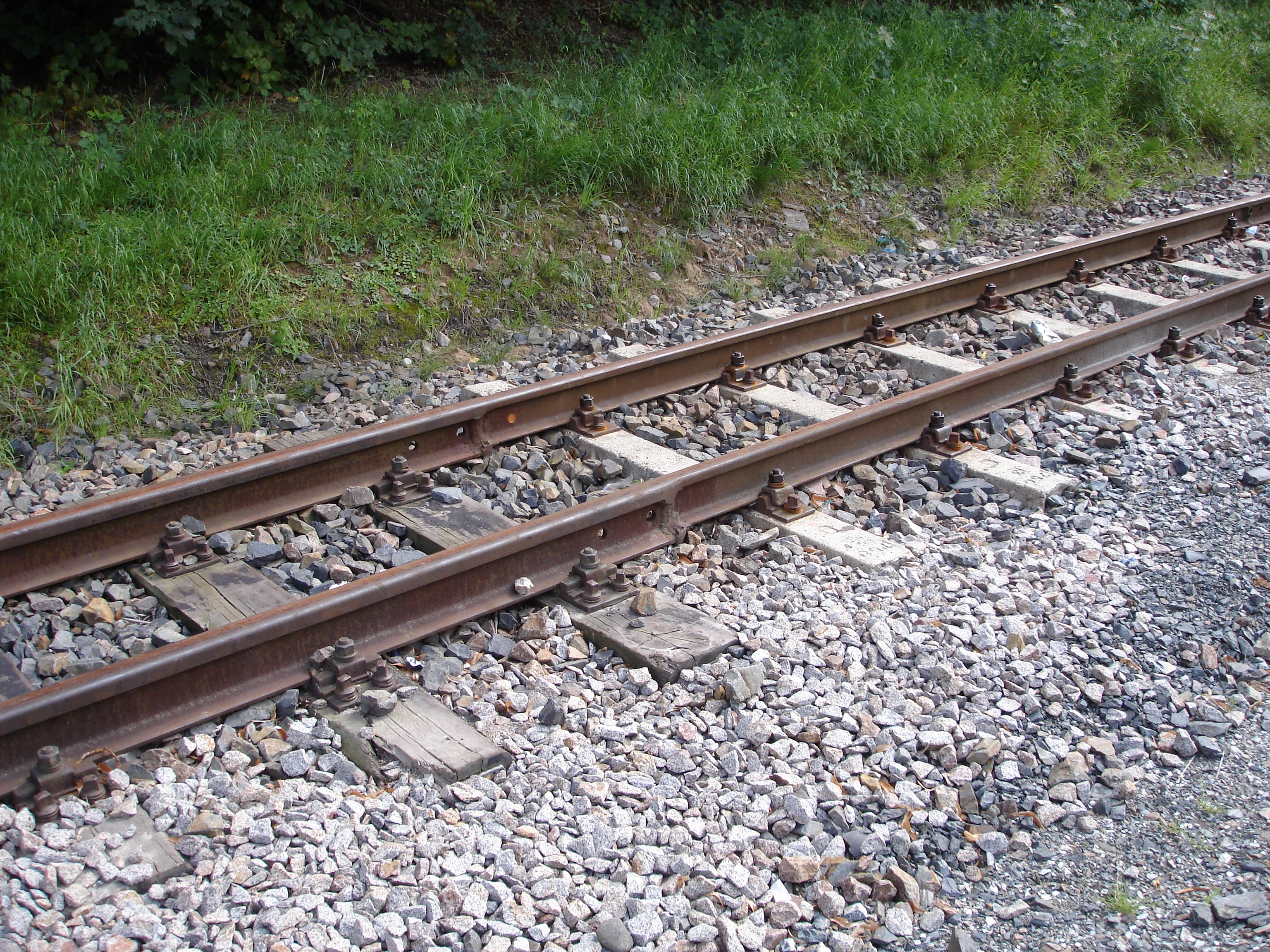
Übergangsschweißung von S 49 mit Holz- auf S 33 mit Betonschwellen (Freital-Coßmannsdorf, 2008)
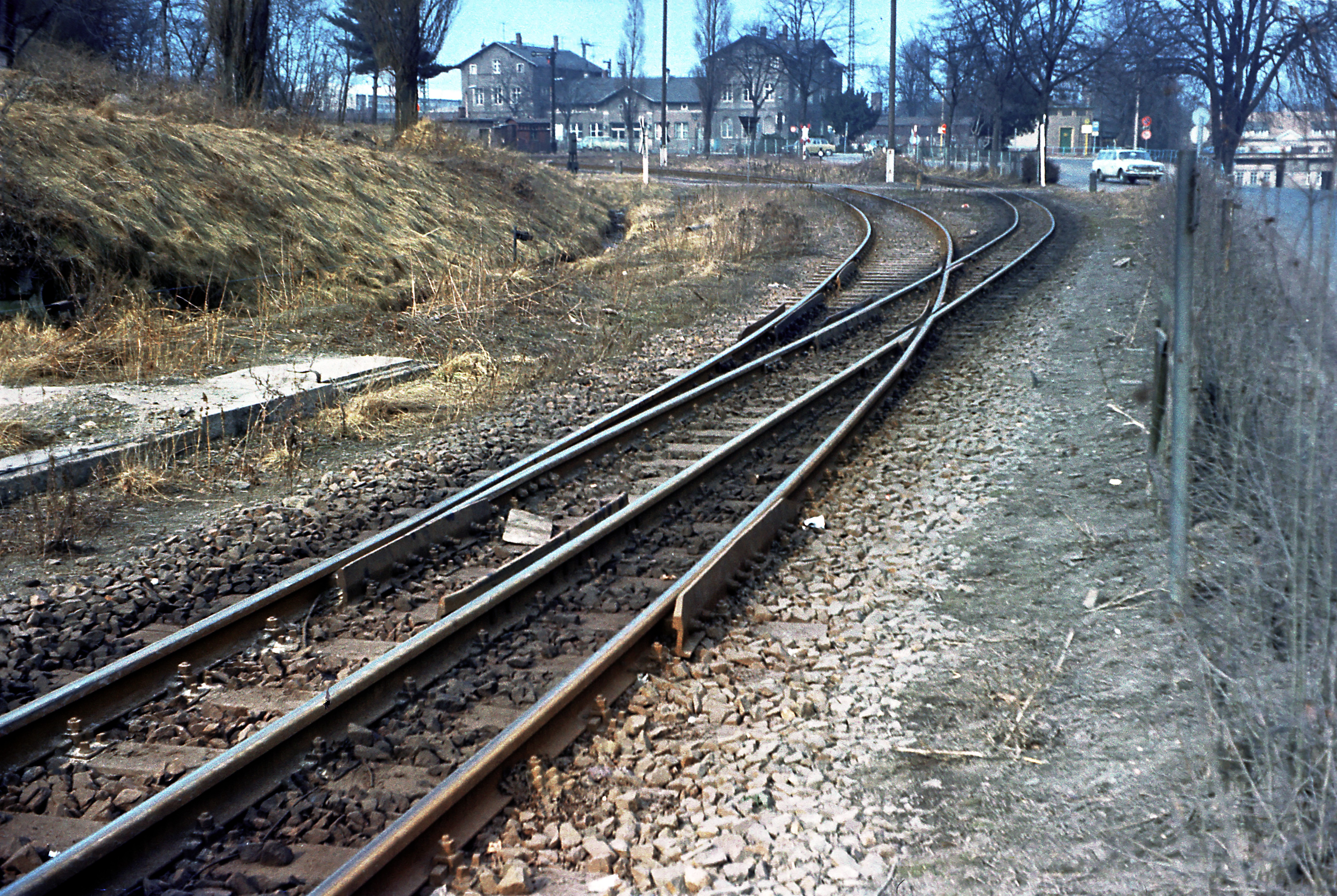
Dreischienengleis (Oschatz, 1982)
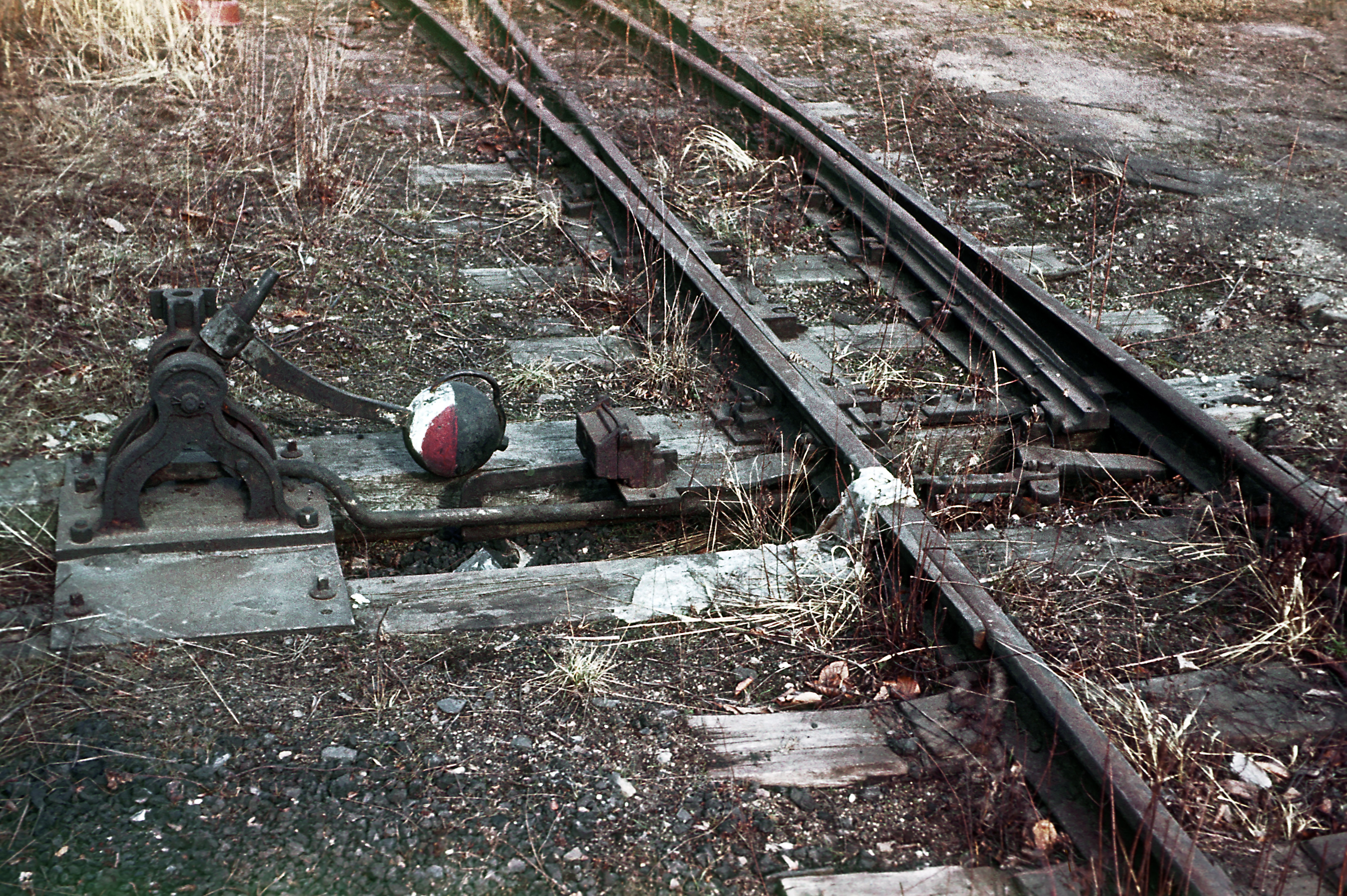
Weiche sächsischer Bauart mit Kugelgewicht (Oschatz Süd, 1982)
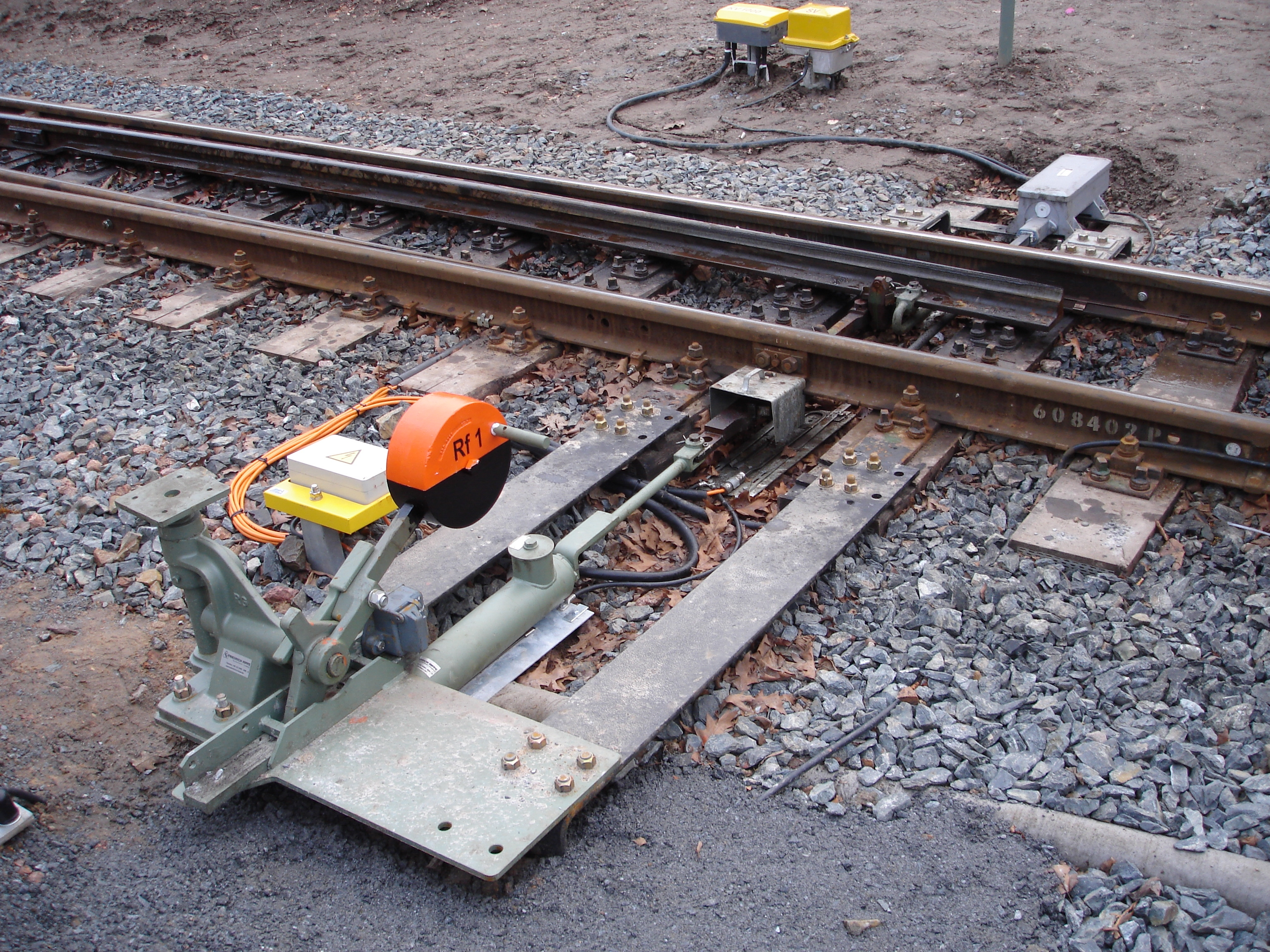
Moderne Rückfallweiche S 49 auf Holzschwellen (Dippoldiswalde, 2008)
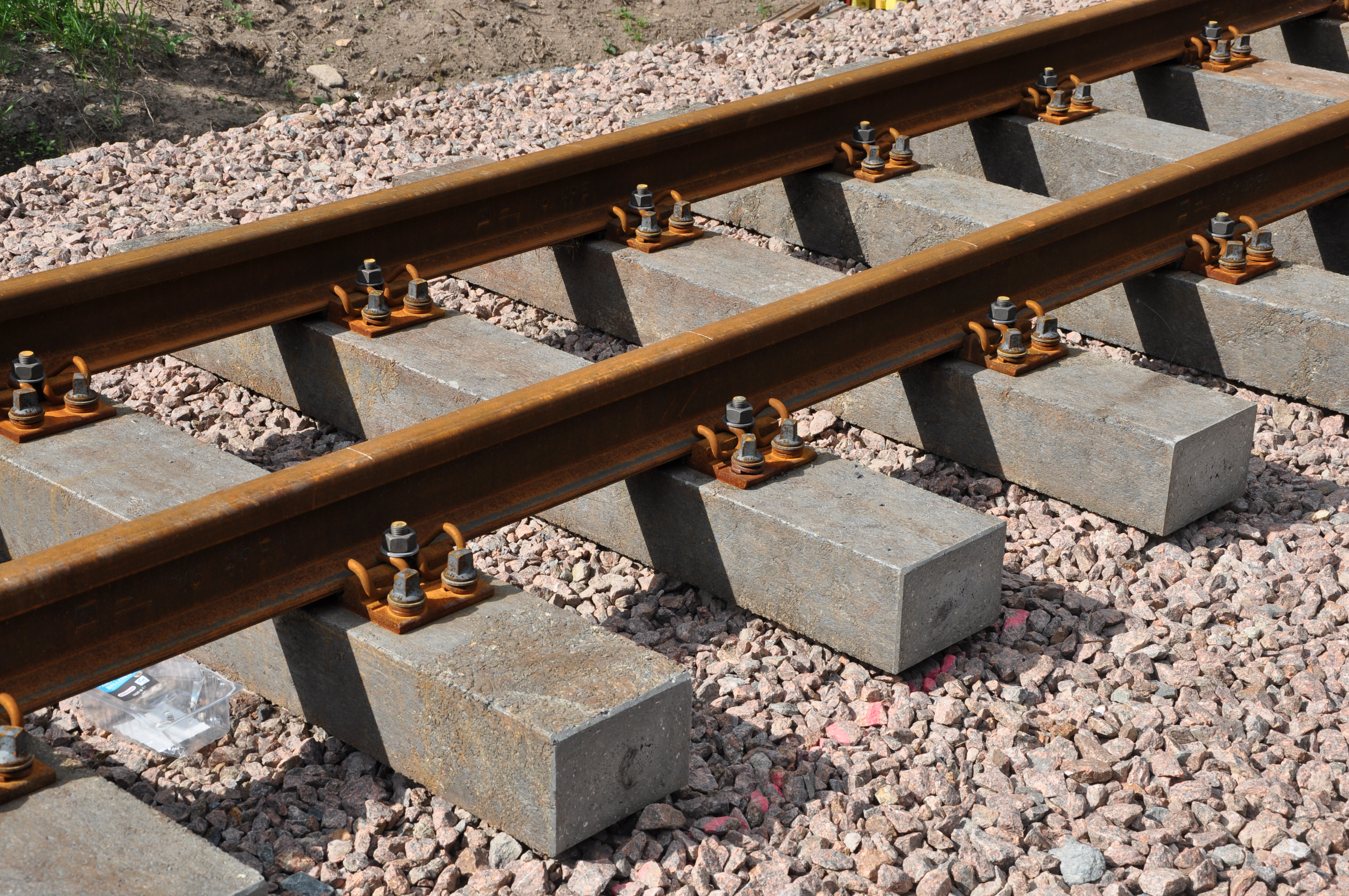
Oberbau K mit Schwellen aus Recyclingkunststoff (Kurort Kipsdorf, 2016)